# Tarnów
Tarnów (wymowaⓘ) – miasto na prawach powiatu w Polsce, w województwie małopolskim, siedziba powiatu tarnowskiego i gminy wiejskiej Tarnów. Leży przy ujściu Białej do Dunajca. Jest miastem centralnym aglomeracji tarnowskiej. Miasto lokowane przez Spycimira herbu Leliwa, na podstawie dokumentu wystawionego przez kancelarię króla Władysława Łokietka z 7 marca 1330 roku. Zachował się historyczny zespół architektoniczno-urbanistyczny miasta. Tarnów zajmuje powierzchnię 72,37 km², którą zamieszkuje 103 129 mieszkańców (1 stycznia 2024 r.).
Miasto jest ważnym ośrodkiem turystycznym, kulturalnym i gospodarczym w Małopolsce, a także węzłem komunikacyjnym przy autostradzie A4 oraz linii kolejowej E 30. Na terenie osiedla Mościce znajduje się siedziba Grupy Azoty, największej grupy kapitałowej branży chemicznej w kraju oraz Międzynarodowe Centrum Bezpieczeństwa Chemicznego. W mieście działa konsulat honorowy Ukrainy. Tarnów jest członkiem Związku Miast Polskich.

## Toponimia
W źródłach: Tharnow 1105 r., Tarnowo 1229 r., Tarnow 1327 r., Tharnow 1473 r. – na terenie Słowiańszczyzny (oraz terenów zajętych przez Słowian: Grecja, Panonia, Niemcy) bardzo popularne i starożytne: niemieckie Tarnau, greckie Trnovo (pisane po grecku według Rosponda turnovon), czeski Trnov, słoweńskie, słowackie, serbskie, bośniackie, chorwackie, macedońskie Trnovo/Trnowo (m.in. dzielnica Lublany Trnovo, najstarsza część miasta obok Krakova), bułgarskie Tyrnowo, czeskie, chorwackie, serbskie, słowackie Trnava (Trnawa) etc., polski m.in. Tarnów Opolski i inne Tarnowy.
Nazwa topograficzna od prasłowiańskiego tьrnъ = tarn, późniejsze polskie cierń, stąd tarnina (pierwotnie nazwa przynależąca do wielu roślin kolczastych, m.in. głogu, dzikiej róży, jeżyny etc.), a więc określająca teren porośnięty kolczastą roślinnością.

## Historia
Zasugerowano, aby ta sekcja została przeniesiona do artykułu Historia Tarnowa. (dyskusja)

### Okres Królestwa Polskiego (do 1772)

#### Średniowiecze
W IX wieku na Górze św. Marcina w odległości około 2,5 kilometra na południe od centrum dzisiejszego miasta (teren wsi Zawada) powstał gród słowiański o powierzchni ponad 20 ha otoczony umocnieniami w postaci wysokich wałów. Funkcjonował on do początku XI wieku.

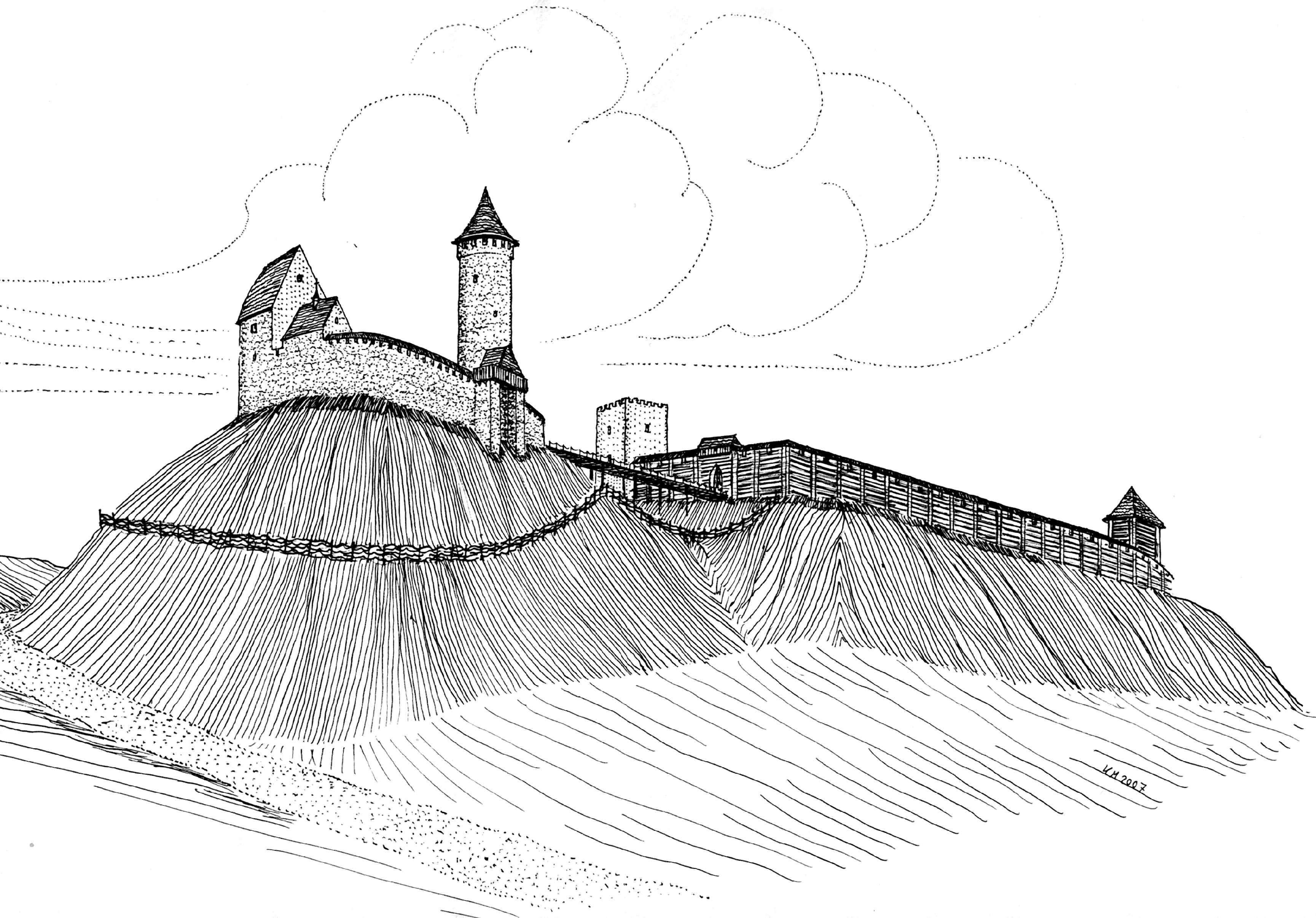
Zamek tarnowski w czasach Spycimira Leliwity (rys. K. Moskal)

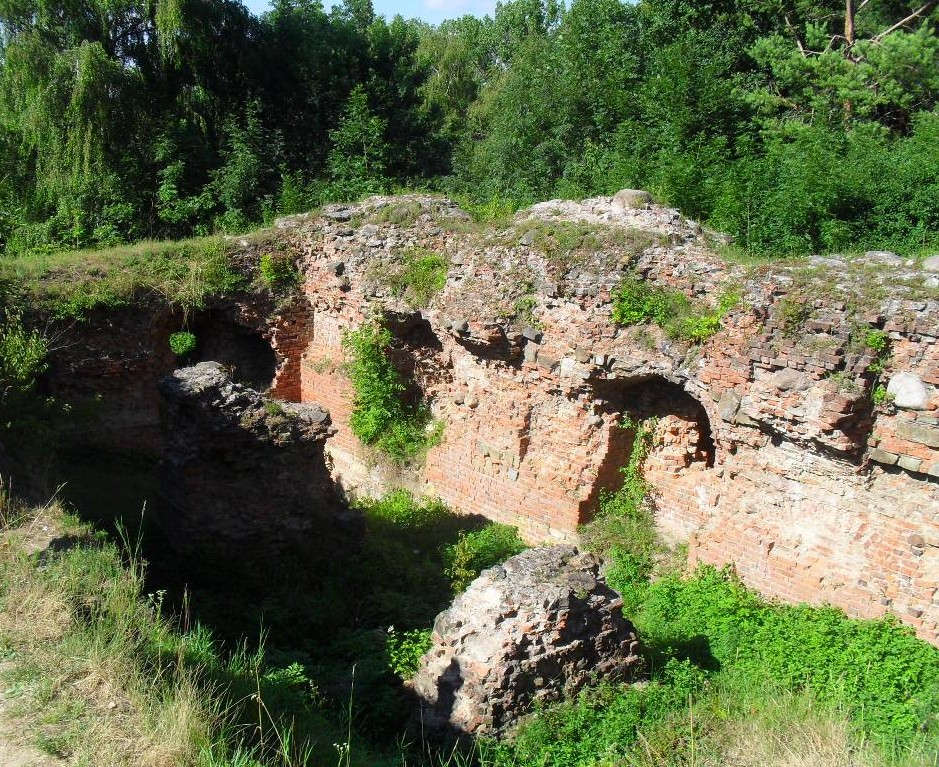
Ruiny zamku na Górze św. Marcina, 2016

Pod koniec XI wieku opuszczony już gród i osady przygrodowe nadane zostały przez księżną Judytę, żonę Władysława Hermana, opactwu benedyktyńskiemu w Tyńcu. W jednej z osad przygrodowych benedyktyni założyli wieś Tarnów Mały (dzisiaj Tarnowiec) wzmiankowaną po raz pierwszy w 1124 r.

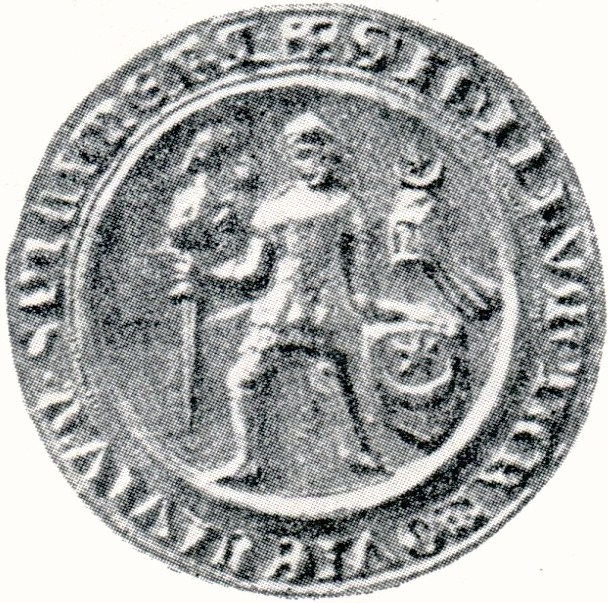
Najstarsza pieczęć miasta Tarnowa z początków jego istnienia

Miasto Tarnów powstało na terenie wsi rycerskiej Tarnów Wielki wzmiankowanej po raz pierwszy w 1309 r. (w Żywocie błogosławionej Kingi autorstwa Jana Długosza). Na podstawie przywileju królewskiego, uzyskanego 7 marca 1330 r., miasto lokował Spycimir Leliwita, wojewoda krakowski. Tarnów lokowano na prawie magdeburskim, nazywanym w dokumencie lokacyjnym teutońskim. Mieszczanie tarnowscy mieli mieć takie same prawa jak krakowscy. Akt lokacyjny zachował się i jest przechowywany w Bibliotece Książąt Czartoryskich w Krakowie. Do 1567 r. miasto stanowiło własność potomków Spycimira noszących nazwisko Tarnowskich. Do czasu powstania Zamościa Tarnów był prawdopodobnie największym miastem prywatnym w Królestwie Polskim.
Na terenie Tarnowca między rokiem 1328 a 1331 powstał duży murowany zamek stanowiący rodową rezydencję i ośrodek administracji tarnowskich dóbr Leliwitów. W 1364 r. Rafał Tarnowski, syn Spycimira, wykupił dziedziczne wójtostwo w Tarnowie. Dzięki temu właściciele miasta zyskali dużo większy wpływ na jego życie za pośrednictwem swoich zarządców, czyli burgrabiów, a później starostów. Wśród pierwszych mieszkańców Tarnowa około 20% stanowili niemieckojęzyczni mieszczanie sprowadzeni prawdopodobnie z Nowego Sącza jako lepiej obeznani z zasadami funkcjonowania miasta na prawie niemieckim. Zgodnie z tym prawem miastem zarządzała rada miasta złożona z sześciu radnych, z których każdy na zmianę przez miesiąc pełnił funkcję burmistrza. Byli wybierani oni co roku 7 stycznia. Drugim ciałem, sprawującym władzę sądowniczą, był sąd wójtowsko-ławniczy z dziedzicznym wójtem na czele. Najstarsza pieczęć i prawdopodobnie herb miasta przedstawiał postać Spycimira z tarczą z herbem Leliwa w lewej ręce, postacią Matki Bożej z Dzieciątkiem nad prawym ramieniem i hełmem z klejnotem Leliwy nad lewym ramieniem.
Tarnów leżał w Małopolsce, początkowo stanowił część ziemi krakowskiej, w XIV w. został przyłączony do ziemi sandomierskiej. Później, aż do I rozbioru Polski, przez większość czasu pozostawał w powiecie pilzneńskim w województwie sandomierskim.

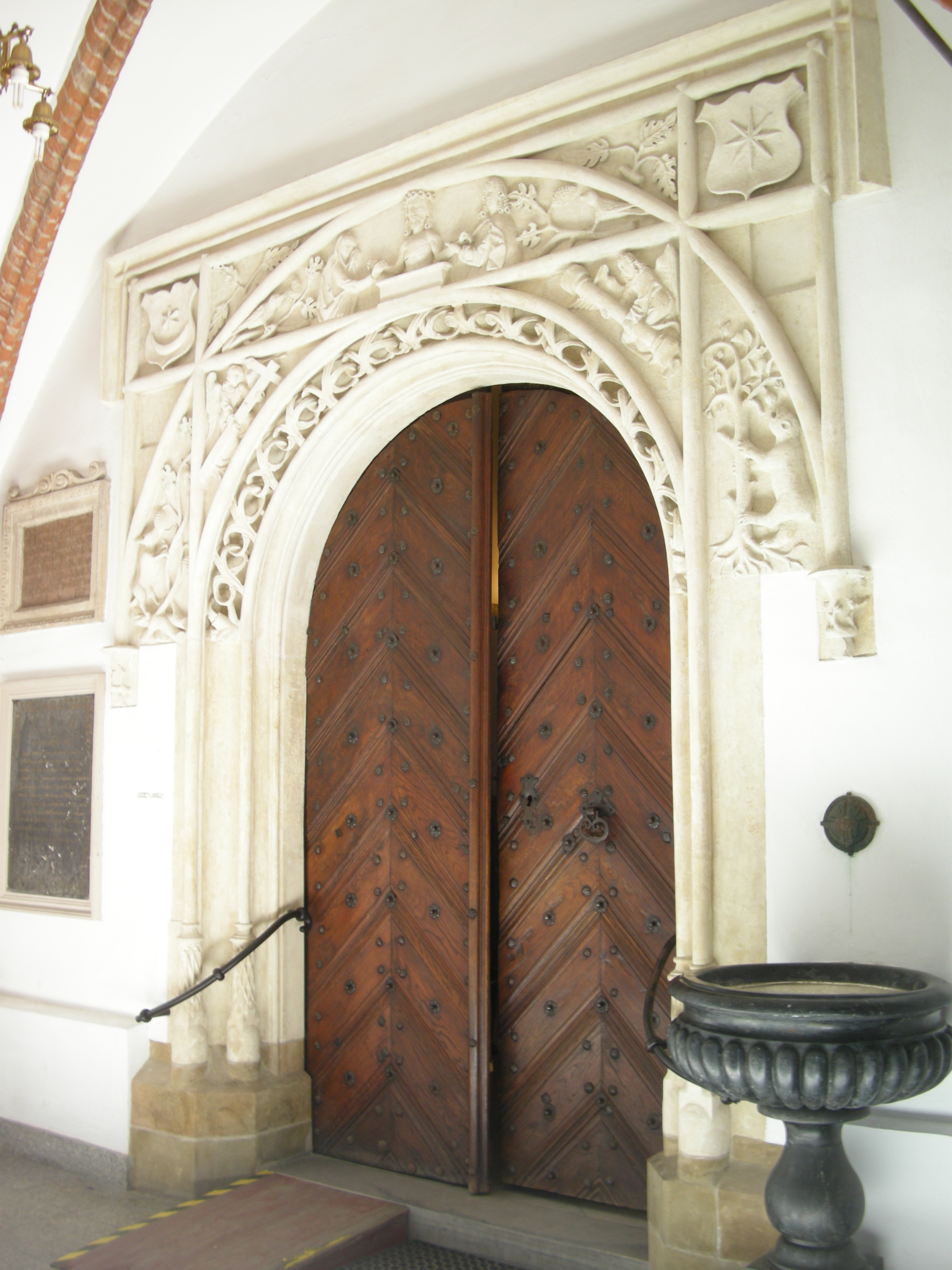
Portal południowy w katedrze

Jedną z pierwszych murowanych budowli w Tarnowie był kościół parafialny (pierwsza wzmianka 1346 r.) pw. Narodzenia NMP. W 2. poł. XIV w. powstała szkoła parafialna (pierwsza wzmianka 1413 r.) i pierwsze cechy rzemieślnicze. Tarnowscy rzemieślnicy specjalizowali się przede wszystkim w wyrobach sukienniczych i płócienniczych (pierwsza wzmianka o cechu sukienników i płócienników 1444 r.). Kupcy na większą skalę prowadzili handel wołami sprowadzanymi z Rusi i Mołdawii. W Polsce interesy handlowe łączyły tarnowian głównie z Krakowem, Bochnią, Bieczem, Krosnem, Nowym Sączem, Opatowcem, Przemyślem i Sandomierzem. W Królestwie Węgier bliskie relacje Tarnów utrzymywał przede wszystkim z Bardejowem i Kieżmarkiem. Pozytywny wpływ na ekonomiczny rozwój miasta miały przywileje uzyskiwane u kolejnych władców Polski za staraniem właścicieli Tarnowa. Pierwszym z nich był przywilej z 1419 r. nadany przez Władysława Jagiełłę. Władca ten zezwolił kupcom tarnowskim na transport towarów do Wrocławia drogą przez Opatowiec, Lelów i Krzepice (dzięki czemu mogli ominąć Kraków, gdzie obowiązywało prawo składu) oraz zwolnił ich od opłacania obowiązujących na niej ceł. Droga ta zwana była gościńcem śląskim i wyprowadzała z miasta dzisiejszymi ulicami F. Chopina i Klikowską.
Być może jeszcze przed 2. połową XIV w. wał otaczający miasto został zastąpiony obwodem murów (pierwsza wzmianka 1448 r.). Murowany obwód obronny w mieście prywatnym stanowił wielką rzadkość w skali Polski. Wykonany był z cegły na fundamencie z kamieni. Miał długość około 900 m. Od zachodu i wschodu umieszczono w murze dwie wielkie bramy (Krakowska i Pilzneńska), natomiast od południa bramę mniejszą (przy obecnej ul. Wielkie Schody). Poza nimi były jeszcze baszty obronne, z których zachowała się jedna (na zapleczu Sufraganii, pl. Katedralny 3). Przypuszczalnie wkrótce po wzniesieniu umocnień powstało bractwo strzeleckie (pierwsza wzmianka z 1555 r.), którego członkowie zobowiązani byli do ćwiczeń strzeleckich i obrony umocnień miejskich. Z wydarzeń z życia Tarnowa w XIV w. odnotować należy wizyty królewskie: Kazimierz Wielki – 1362 i 1363, Jadwiga – 1390, Władysław Jagiełło – 1392, a także konsekrację franciszkanina Jakuba Strzemię na biskupa halickiego w 1392 r. W zbliżonym czasie przy budynku kościoła parafialnego zbudowana została pierwsza kaplica. Była to kaplica św. Krzyża, zwana też kaplicą Bożego Ciała. Otrzymała ona siedmiopolowe sklepienie przeskokowe.
W 1400 r. biskup krakowski Piotr Wysz ustanowił przy kościele parafialnym kapitułę kolegiacką, na czele której stał prepozyt. W następnych latach za kolegiatą przy murze miejskim budowane były domy kanoników, czyli członków kapituły. W tym samym roku listę studentów odnowionej Akademii Krakowskiej otworzył Maciej Jan z Tarnowa.

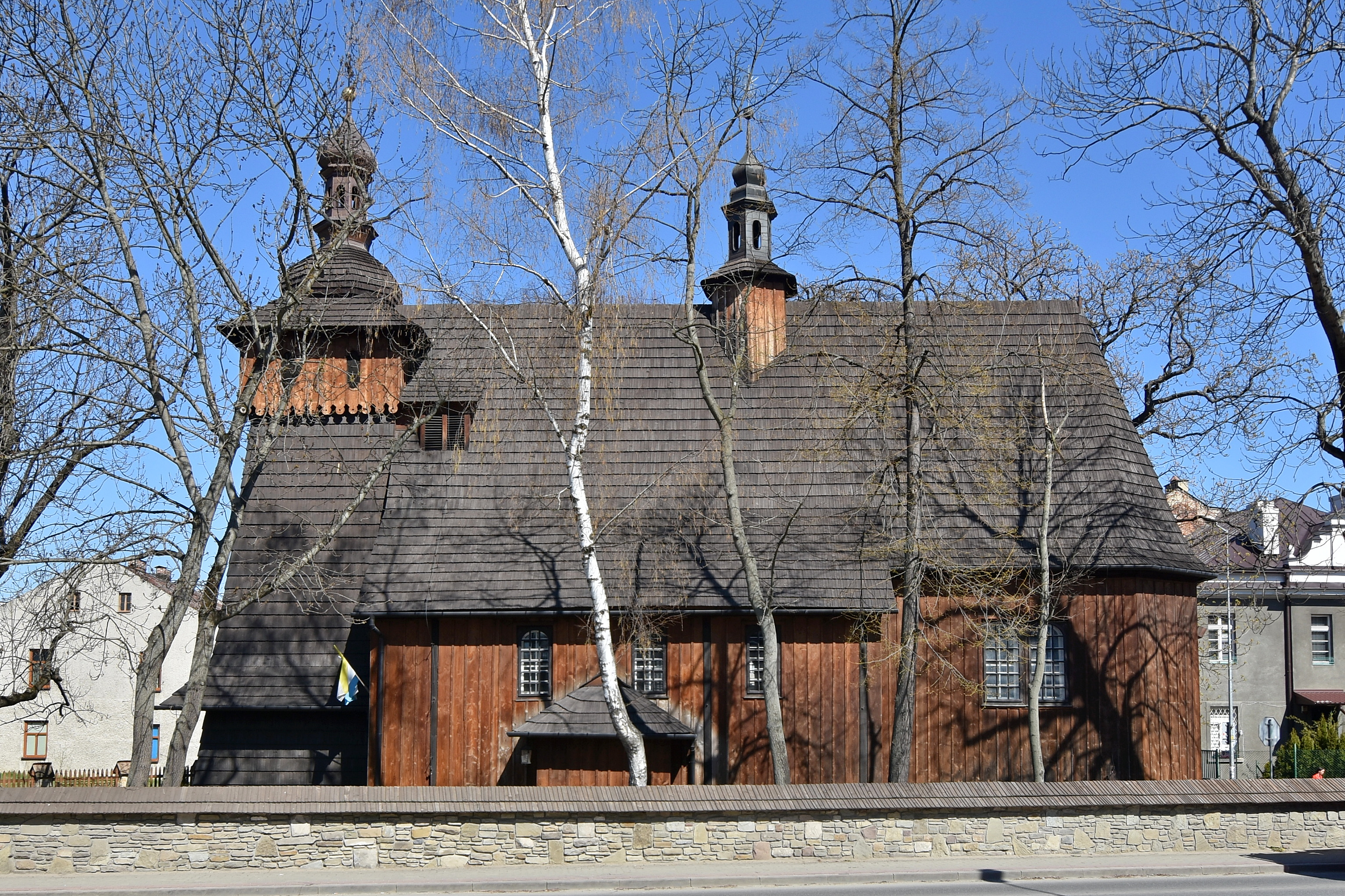
Kościół Matki Bożej Szkaplerznej na Burku w Tarnowie

W XV w. powstały ważne fundacje sakralne w samym Tarnowie i na jego przedmieściach. W 1415 r. wojewoda krakowski Jan Tarnowski i jego brat Spytek, ufundowali przy kolegiacie „przy grobie ojca” nową kaplicę z ołtarzem pod wezwaniem Rozesłania Apostołów. Wezwanie kaplicy Rozesłania Apostołów odnosi się do święta, które obchodzone jest w liturgii Kościoła rzymskokatolickiego 15 lipca, a ponieważ tego właśnie dnia w 1410 r. stoczono bitwę pod Grunwaldem, w której obaj Leliwici wzięli udział, można interpretować tę fundację także jako wotum za zwycięstwo w tej bitwie. Prawdopodobnie w 1440 r. na Przedmieściu Wielkim konsekrowany został przez kardynała Izydora drewniany kościół zbudowany przez mieszkańców tegoż przedmieścia. Dzisiaj to kościół Matki Bożej Szkaplerznej na Burku. W 1448 r. decyzją rajców miejskich i nakładem miasta zbudowano kaplicę pw. Ducha Świętego przy szpitalu (przytułku) za murami (dzisiaj w tym miejscu pl. gen. J. Bema).

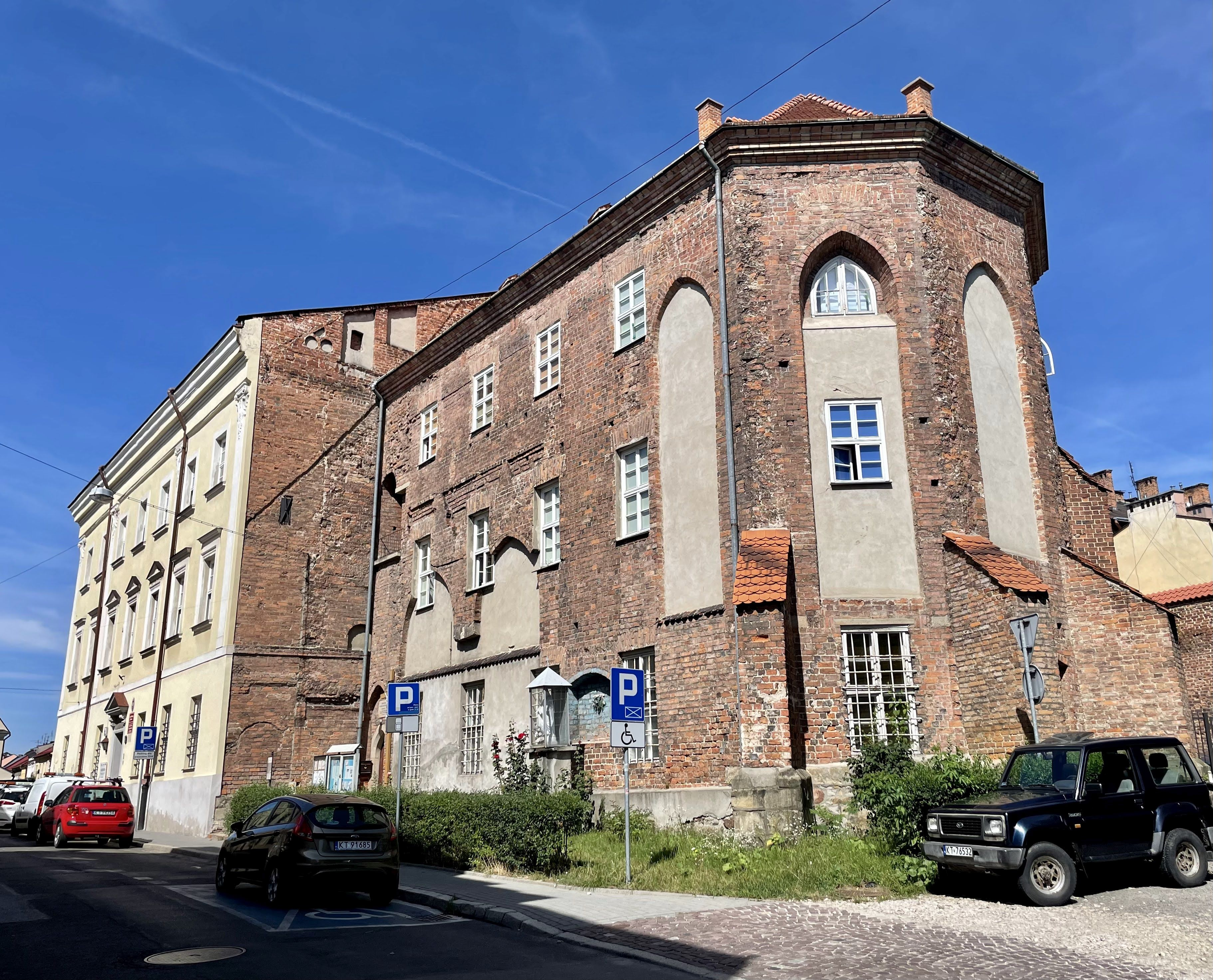
Dawny kościół Bernardynów pw. Matki Bożej Śnieżnej

W 1459 r. na Przedmieściu Małym po południowo-wschodniej stronie murów miasta, zgodnie z umową zawartą ze św. Janem Kapistranem, Jan Amor z Tarnowa wraz z bratem Janem Rafałem, kanonikiem krakowskim, wznieśli drewniany klasztor z kościołem pw. Matki Bożej Śnieżnej dla Braci Mniejszych Obserwantów zwanych potocznie Bernardynami. W 1467 r. z fundacji tegoż Jana Amora z Tarnowa w miejsce drewnianych budynków klasztoru i kościoła pw. Matki Bożej Śnieżnej tarnowskich bernardynów rozpoczęto budowę murowanych obiektów, otoczonych murowano-ziemnymi fortyfikacjami, ukończoną w 1499 r. Obecnie budynki te po przebudowaniu pełnią funkcje świeckie. W drugiej połowie XV w. w Tarnowie funkcjonowały już łaźnia i drewniany wodociąg doprowadzający wodę ze wsi Krzyż do zbiorników na rynku. Z 1448 r. pochodzi pierwsza wzmianka w źródłach pisanych o istnieniu ratusza (murowanego lub drewnianego).

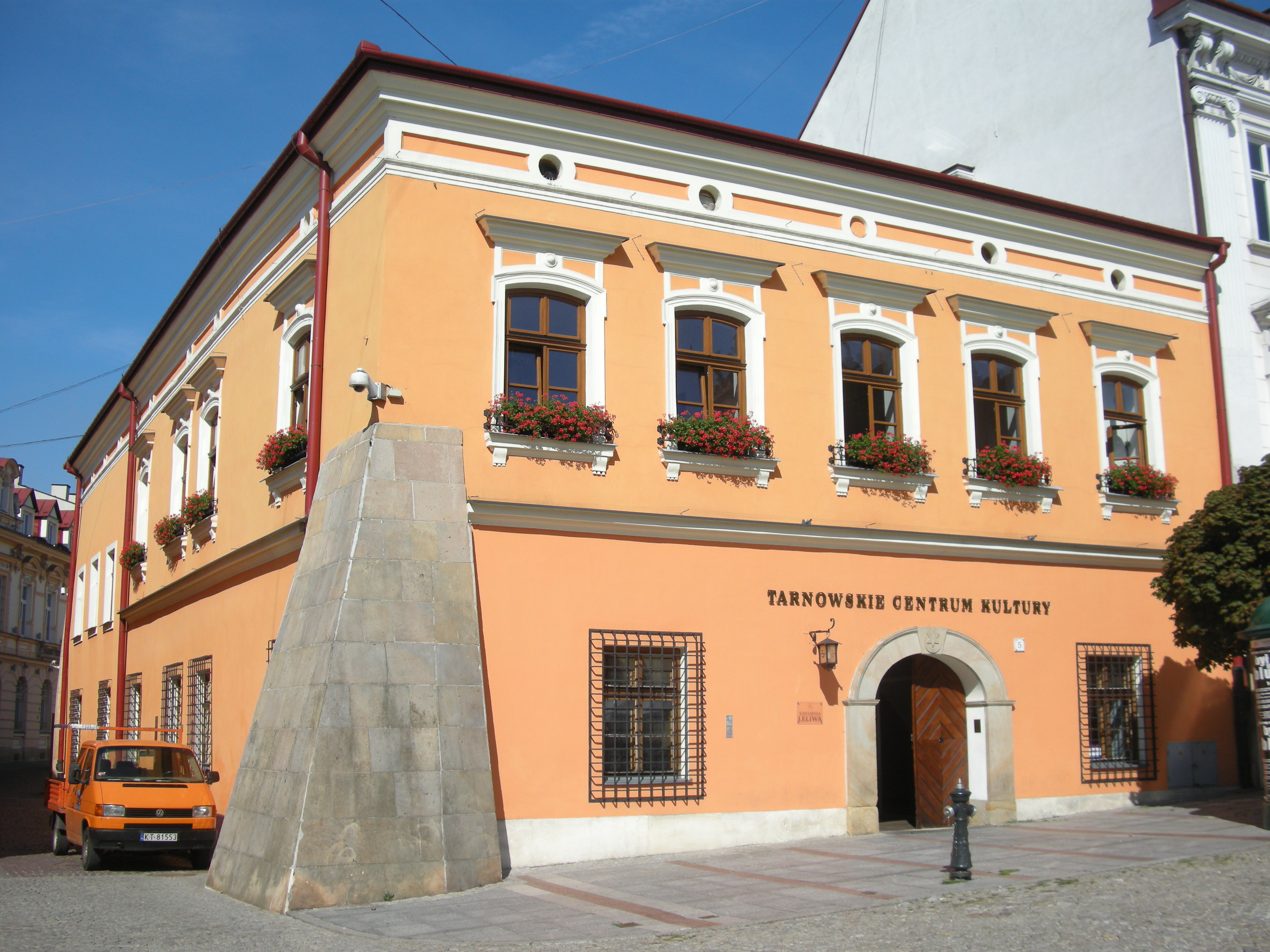
Kamienica Rynek 5. Najstarsza przy Rynku. Z piwnicami z XV w. i zamurowanym ostrołukowym podcieniem

Rozwój miasta przerwały dwa lub trzy wielkie pożary w 1483 i 1494 r. niszczące miasto składające się jeszcze w większości z drewnianych budowli. W ramach odbudowy Tarnowa przeprowadzono korektę planu lokacyjnego i zezwolono na przesunięcie granicy zabudowy w głąb rynku, co umożliwiło budowę kamienic z wysuniętym podcieniem. Pierwszą z nich była prawdopodobnie kamienica Rynek 5 (obecnie siedziba Tarnowskiego Centrum Kultury). Przebudowana została także kolegiata, która otrzymała wysoką wieżę, sklepienie i krótkie prezbiterium z późnogotyckimi stallami zachowanymi do dnia dzisiejszego. Dobudowano do niej także od południa kaplicę Matki Bożej Szkaplerznej, a do wejścia południowego okazały portal. W centrum Rynku powstały dwa murowane budynki urzędowe: pierwszy przeznaczony na posiedzenia sądu wójtowsko-ławniczego, drugi z wieżą na siedzibę władz miejskich, czyli właściwy ratusz.
Z 1445 r. pochodzi pierwsza wzmianka o Żydzie Kalefie z Tarnowa, a z 1498 o kramach żydowskich w Tarnowie. W 1466 r. po raz pierwszy odnotowano podmiejską wieś Zabłocie, a rok później Grabówkę i Gumniska. W latach 1468 i 1482 r. do Tarnowa dotarły pierwsze zapisane w źródłach epidemie.

#### XVI wiek

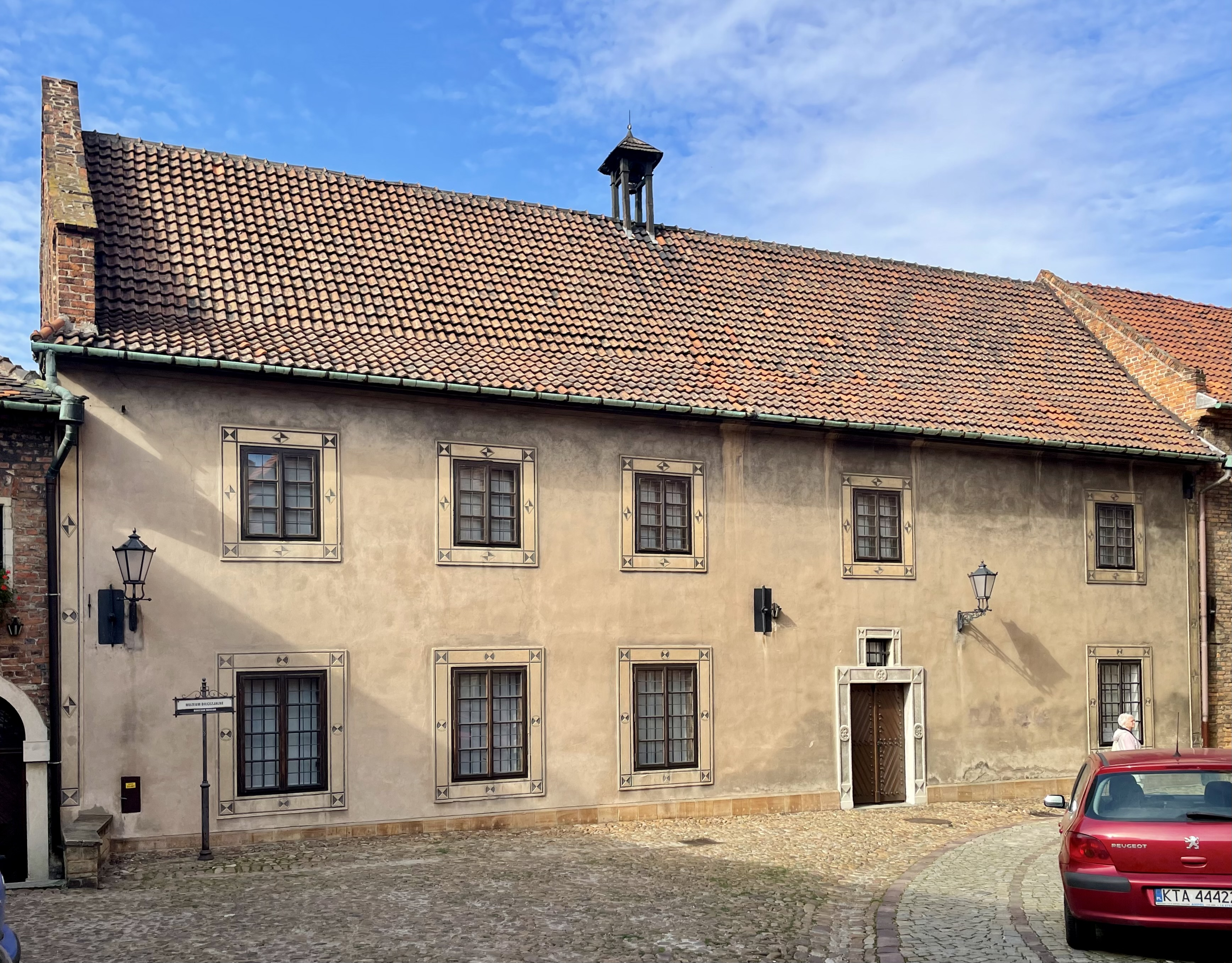
Akademiola, budynek kolonii akademickiej. Obecnie Muzeum Diecezjalne

Około 1513 r. rozpoczęły się prace przy remoncie i rozbudowie fortyfikacji miejskich o drugą linię od strony dzisiejszych ulic Wałowej i Targowej. Wzmocniono też dwie główne bramy: Krakowską i Pilzneńską oraz Mniejszą, która powstała przy obecnej ul. Wielkie Schody. Modernizacja fortyfikacji zakończyła się w 1544 r. Powstała w tym czasie m.in. zachowana do dziś basteja przy ul. Basztowej (drzewiej zwaną półbasztą) oraz dwie lub trzy potężne basteje przy klasztorze Bernardynów. Prace te wspierał hetman wielki koronny i kasztelan krakowski Jan Amor Tarnowski, właściciel miasta od 1514 r.

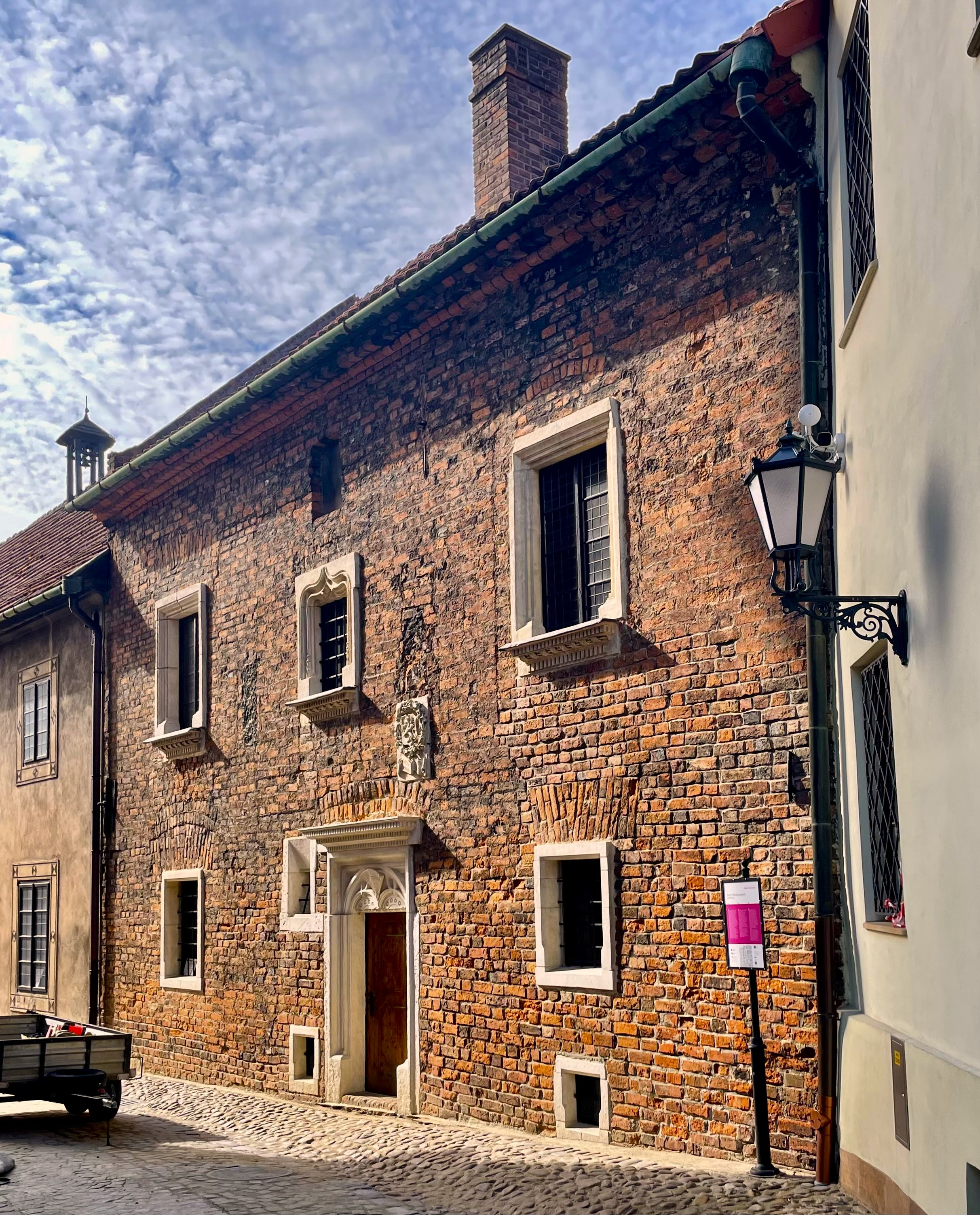
Dom Mikołajowski z 1524 r.

Z inicjatywy Jana Amora Tarnowskiego w tarnowskiej kolegiacie powstały okazałe pomniki nagrobne poświęcone matce, pierwszej żonie, ojcu, bratu przyrodniemu i synowi. Pierwszy z nich stanowi przykład przejścia ze stylu gotyku do renesansu. Pozostałe renesansowe pomniki zostały zamówione w pracowni Bartolommeo Berrecciego.

W 1524 r. na zamówienie Jana i Barbary Mikołajowskich herbu Gryf z pobliskich Mikołajowic ukończona została przebudowa murowanego domu w pobliżu obecnej bazyliki katedralnej, zwanego domem Mikołajowskim. Dom ten w stanie prawie niezmienionym zachował się do naszych czasów. W zbliżonym czasie dwa budynki władz miejskich na rynku połączono w jeden budynek ratusza. W 1526 r. za Bramą Krakowską z fundacji mieszczanina Adama Eberharda wzniesiono drewniany kościół św. Anny (w 1654 r. przebudowany na murowany). W 1994 r. wyeksponowano jego fundamenty. 

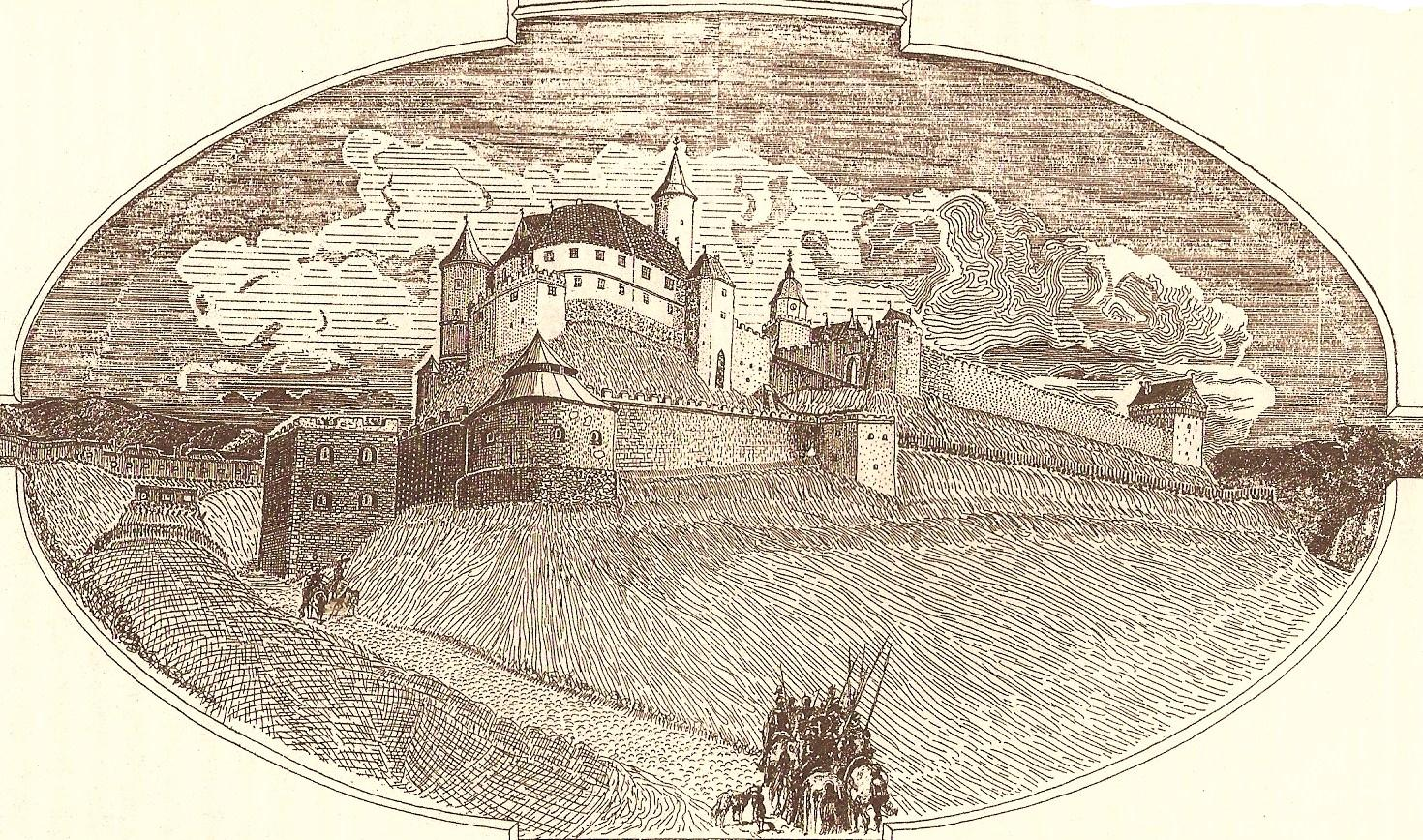
Wizja zamku tarnowskiego na początku XVII w. autorstwa K. Moskala. Widok od północnego zachodu

W latach 20. lub 30. XVI w. z inicjatywy hetmana Jana Amora Tarnowskiego przebudowano zamek tarnowski, wprowadzając do jego wystroju elementy renesansowe. Otoczono go przy tym nowoczesnymi murowanymi i ziemnymi fortyfikacjami bastejowymi (częściowo zachowane). Od 4 kwietnia do 2 października 1528 r. Jan Amor Tarnowski zamek i dochody z miasta oddał do dyspozycji królowi węgierskiemu Janowi Zapolyi, który stąd podejmował starania o odzyskanie władzy nad swoim królestwem. Przed opuszczeniem Tarnowa król Jan Zapolya w dowód wdzięczności za gościnę nadał miastu pięćset złotych węgierskich dochodu rocznego z ceł handlowych, płaconych dotychczas przez mieszczan tarnowskich w Koszycach i innych węgierskich komorach celnych. Ufundował także ołtarz w miejscowej kolegiacie. Oryginał tego przywileju przechowywany jest w Muzeum Ziemi Tarnowskiej w Tarnowie. W 1537 r. w zamku i w mieście gościli król Zygmunt I wraz z królową Boną. Oprócz nich na zamku tarnowskim gościli wybitni twórcy i myśliciele polskiego renesansu, jak Jan Kochanowski, Andrzej Frycz Modrzewski, Klemens Janicki, Marcin Kromer, Jan Ocieski i wielu innych.

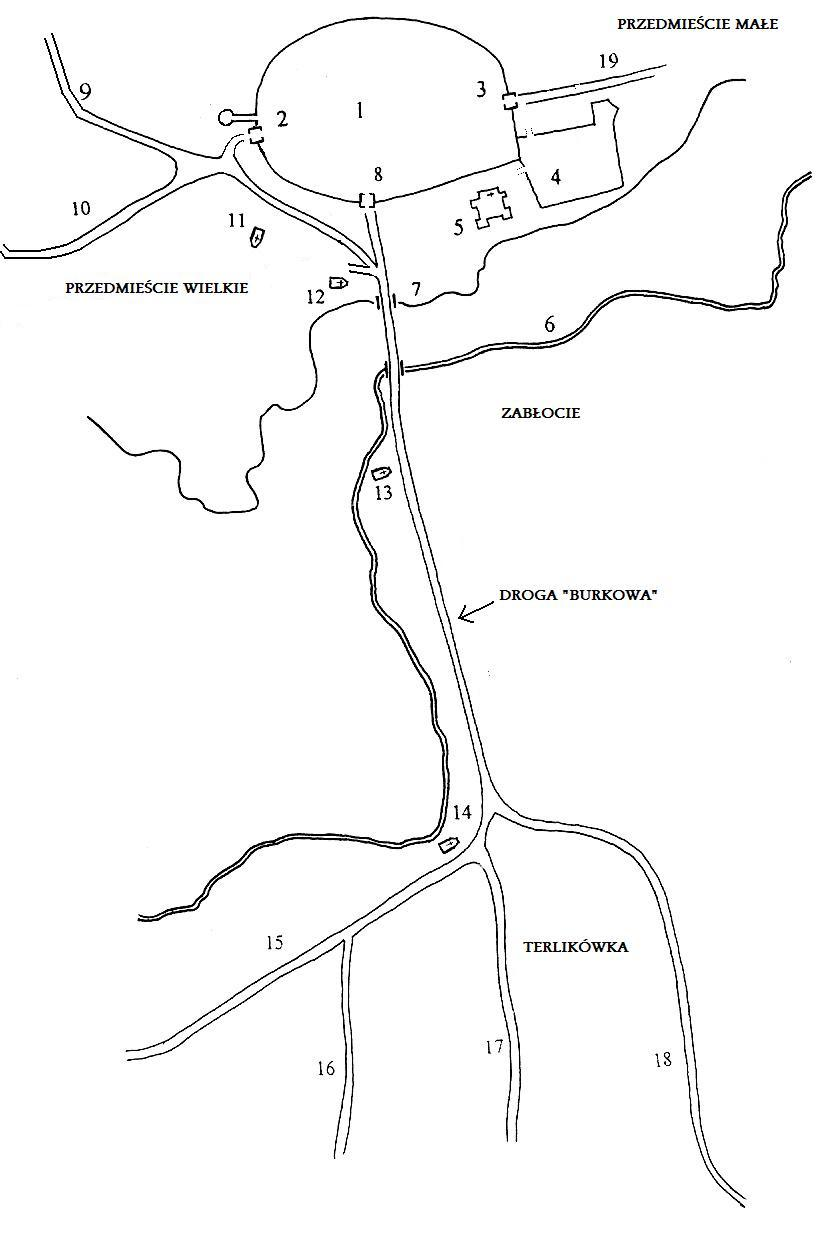
Układ sieci komunikacyjnej wokół staropolskiego Tarnowa: 1. Miasto; 2. Brama Krakowska; 3. Brama Pilzneńska; 4. Klasztor Bernardynów; 5. Klasztor Bernardynek; 6. Potok Trosina (Wątok); 7. Młynówka; 8. Brama Mniejsza; 9. Gościniec Tarnowski przez Klikową, Żabno, Opatowiec do Wrocławia; 10. Droga do Chyszowa i Bogumiłowic; 11. Kościół św. Anny; 12. Kościół św. Ducha ze szpitalem; 13. Kościół NMP na Burku; 14. Kościół Trójcy św.; 15. Droga do Wojnicza, Nowego Sącza i Krakowa; 16. Droga do Tuchowa, Biecza i na Węgry; 17. Dzisiejsza ul. Zamkowa; 18. Droga na zamek; 19. Droga do Pilzna i na Ruś.

Według spisu podatkowego z 1536 r. Tarnów liczył 200 domów i prawdopodobnie wraz z przedmieściami 1500–2000 mieszkańców. Z 1533 r. pochodzi pierwsza wzmianka o istnieniu apteki w Tarnowie. W latach 1554–1560 hetman Jan Amor Tarnowski jako właściciel Tarnowa i znawca prawa magdeburskiego wpisał do ksiąg miejskich (Acta obligationum) przepisy i ustawy dotyczące funkcjonowania, bezpieczeństwa i obrony miasta. W 1559 r. wydał ordynację dla szkoły kolegiackiej. Była to pierwsza znana w Polsce inicjatywa magnacka dotycząca kształcenia młodzieży mieszczańskiej. W tym czasie z fundacji prepozyta ks. Marcina Łyczki powstał murowany budynek szkoły. Dzisiaj jego dawna sala lekcyjna służy jako sala ekspozycyjna Muzeum Diecezjalnego. Od 1547 r. po otrzymaniu przez Jana Amora Tarnowskiego dziedzicznego tytułu hrabiowskiego dobra tarnowskie (tzw. państwo tarnowskie) zaczęło być nazywane też hrabstwem tarnowskim.

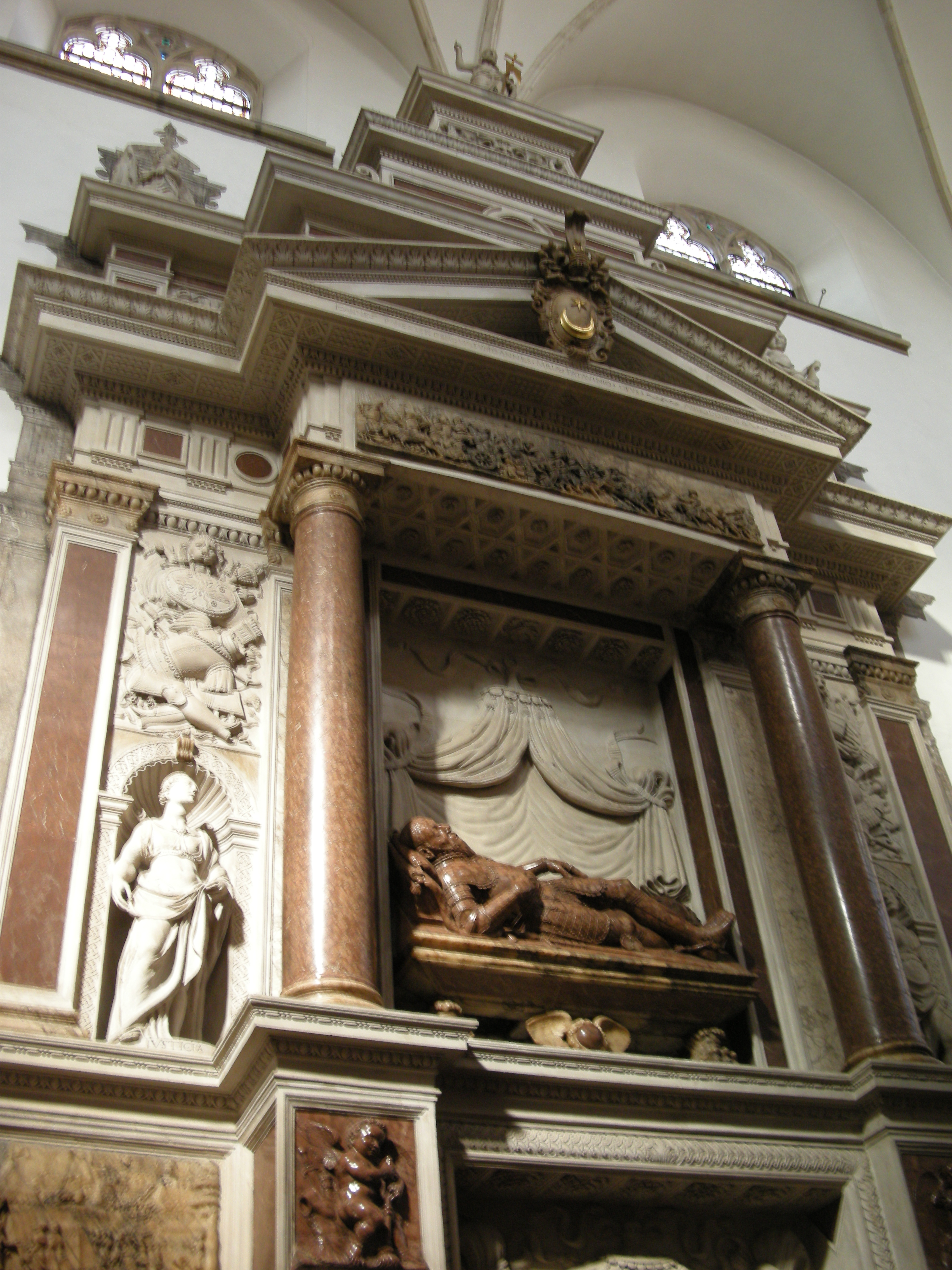
Pomnik hetmana Jana Tarnowskiego – fragment

Prace nad budową pomnika nagrobnego Jana Amora Tarnowskiego w kolegiacie powierzono Janowi Marii Padovano. Ponieważ miał on stanąć w prezbiterium pomniki Barbary z Tęczyńskich, Jana Aleksandra, Jana Amora i Jana Tarnowskich przeniesiono do bocznych kaplic, aby zrobić miejsce dla pomnika hetmana. Zmieniono też ich formę. Po śmierci Jana Krzysztofa Tarnowskiego w 1567 r. Padovano musiał także przekomponować ten ostatni pomnik na piętrowy, aby umieścić w nim postać Jana Krzysztofa Tarnowskiego. W ten sposób powstał najwyższy (13,8 m) w Polsce pomnik renesansowy, przedłużony jeszcze później o część poświęconą jego siostrze, Zofii z Tarnowskich Ostrogskiej. Po śmierci kasztelana wojnickiego Jana Krzysztofa Tarnowskiego Tarnów stał się jej własnością. Od 1553 r. była ona małżonką księcia Konstantego Wasyla Ostrogskiego, wojewody kijowskiego. W 1567 r. wspólnym nakładem Konstantego i Zofii Ostrogskich oraz miasta wybrukowano groblę prowadzącą z miasta do zamku. Od tego czasu droga ta nazywana była burkową lub po prostu burkiem. W 1568 r. ukończono manierystyczną przebudowę ratusza, w którego attyce wzorowanej na attyce krakowskich sukiennic znalazły się portrety 28 „panów na Tarnowie”. W tym czasie w Tarnowie przyjął się model mieszczańskiej kamienicy renesansowej, widoczny dzisiaj najlepiej w kamienicach Rynek 19, 20 i 21.
Tarnowscy z drugiej linii rodu, zwanej starszą, podjęli nieskuteczną próbę odkupienia Hrabstwa Tarnowskiego, które po śmierci Zofii miało przypaść Ostrogskim. W kwietniu 1570 r. kasztelan czechowski Stanisław Tarnowski z pomocą Olbrachta Łaskiego i Andrzeja Zborowskiego, mających prywatny zatarg z księciem Konstantym Wasylem Ostrogskim, sprowadził ponad tysięczne siły zbrojne, które szturmem zdobyły zamek tarnowski. Mieszczanie tarnowscy pozostali lojalni wobec Zofii i jej męża, którego wojska rozpoczęły blokadę zamku, trwającą do lipca 1570 r. W następnym roku Konstanty Wasyl Ostrogski otrzymał od króla Zygmunta Augusta potwierdzenie dziedzicznego władania Hrabstwem Tarnowskim, a Stanisław Tarnowski nakaz wiecznego milczenia o sprawie i wypłacenia ogromnego odszkodowania.

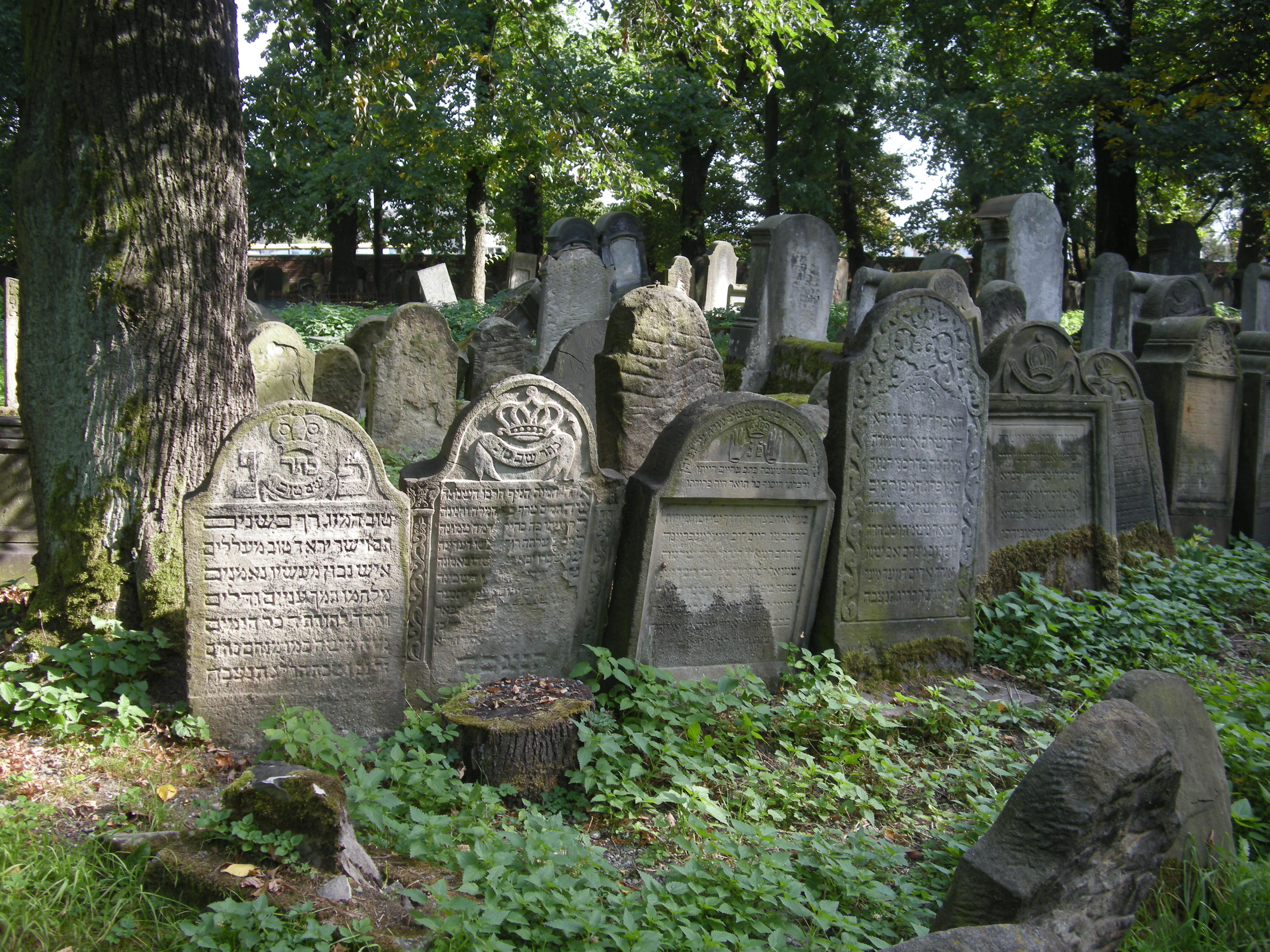
Cmentarz żydowski, założony w XVI wieku

W 1581 r. Konstanty Wasyl Ostrogski wydał w Ostrogu pierwszy przywilej dla Żydów tarnowskich, w którym wyjął ich spod prawa miejskiego oraz zagwarantował nietykalność bożnicy i cmentarza. Dokument ten zawierał pierwsze wzmianki o cmentarzu żydowskim i synagodze w Tarnowie.
W 1585 Tarnów uzyskał prawo składu. W latach 1578–1585, po staraniach księcia Konstantego Wasyla Ostrogskiego, król Stefan Batory (dwukrotnie odwiedził Tarnów – w 1576 i 1578) wydał pięć przywilejów dla Tarnowa:
1. nakaz dla kupców z ziemi krakowskiej, udających się na Ruś, aby tam i z powrotem jechali przez Tarnów pod groźbą utraty towarów;
2. potwierdzenie przywileju Władysława Jagiełły w sprawie ceł;
3. orzeczenie, że mieszczanie tarnowscy zaskarżeni przez Konstantego Korniakta, poborcę ceł w ziemi ruskiej, o zapłatę 2000 grzywien są wolni od zapłaty tej sumy, jak i od płacenia wszystkich innych ceł;
4. zatwierdzenie trzech jarmarków i dodanie czwartego jarmarku na święto Oczyszczenia NMP;
5. nakaz dla kupców oraz innych osób jadących do Węgier, aby udawały się tam i z powrotem tylko przez Tarnów.

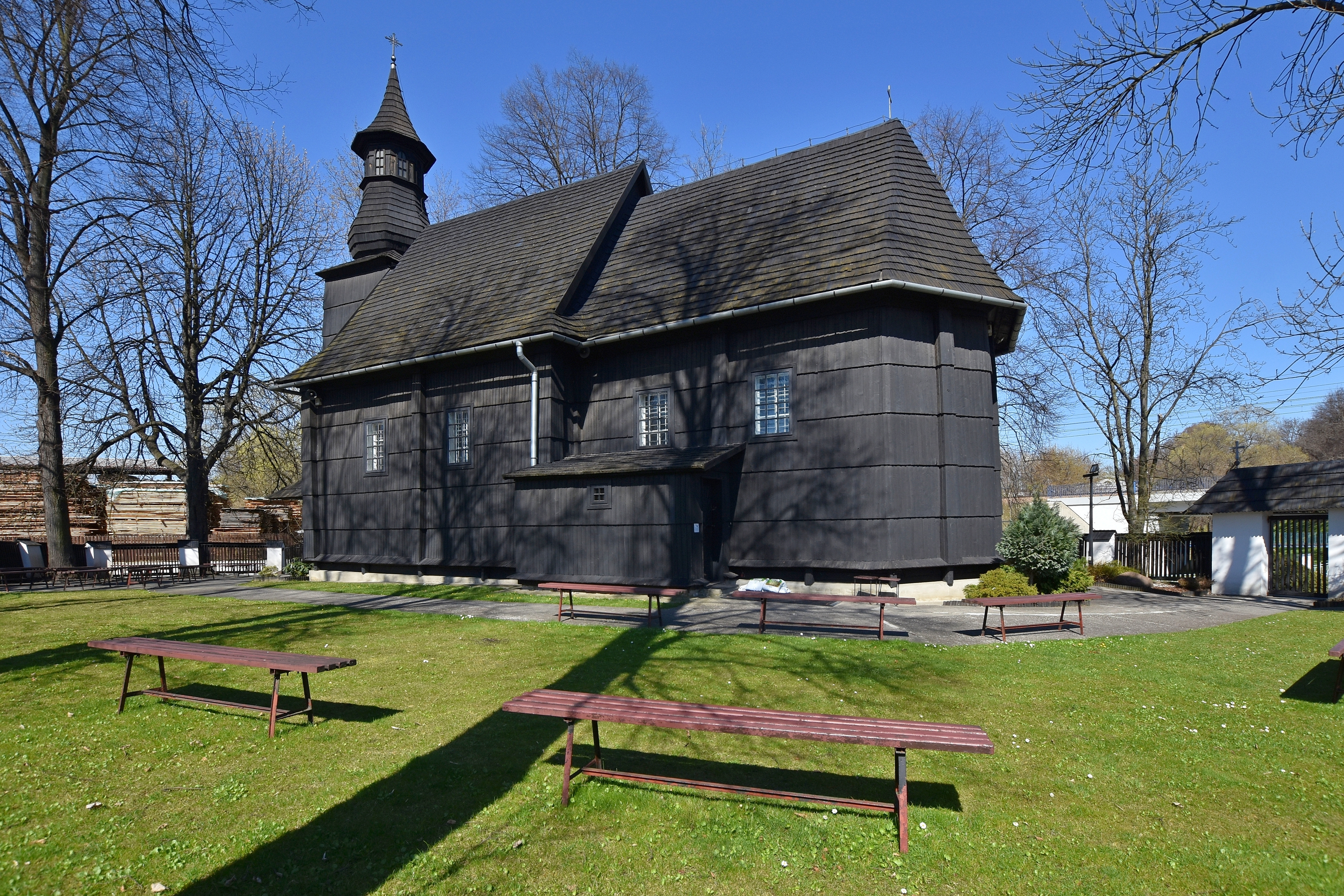
Kościół Trójcy Przenajświętszej w Tarnowie

W czasach kiedy Tarnów był własnością Konstantego Wasyla Ostrogskiego problemem stały się nadużycia dokonywane przez mianowanych przez niego starostów. Niedługo po 1587 r. uposażył on swojego syna Janusza i polecił mu zawiadywanie Tarnowem.
Pod koniec XVI wieku Ostrogscy sprowadzili do Tarnowa Szkotów, którzy znajdowali się początkowo wśród ich służby. W XVII wieku Szkoci stanowili już najliczniejszą niepolską grupę narodowościową wśród mieszczan tarnowskich. Większość ze Szkotów była kramarzami, ale byli wśród nich też kupcy prowadzący interesy na dużą skalę. W XVII w. byli oni najbardziej aktywną gospodarczo częścią mieszkańców Tarnowa. Przybysze ze Szkocji byli wyznania protestanckiego. Zmarłych Szkoci chowali na cmentarzu w ogrodzie Nikelsonów (w pobliżu ul. S. Staszica) zlikwidowanym w 1737 r.
W 1597 r. konsekrowany został kościół Trójcy Przenajświętszej na Terlikówce.
W wieku XVI nie odnotowano w Tarnowie większych pożarów. Zarazy dotykały ludność Tarnowa w 1516 i 1572 r.

#### XVII wiek
W 1603 r. bracia Janusz i Aleksander Ostrogscy przy pośrednictwie ojca Konstantego dokonali podziału Hrabstwa Tarnowskiego potwierdzonego w Trybunale Lubelskim. Tarnów, miasto i zamek, podzielono na dwie równe części. Ponieważ Aleksander zmarł jeszcze w tym samym roku, majątek trzeba było znowu podzielić pomiędzy Janusza a dzieci Aleksandra. Od tej pory część Tarnowa należącą do Janusza i jego spadkobierców nazywano „książęcą”, zaś część stanowiącą własność spadkobierców Aleksandra z czasem zaczęto określać jako „zamoyską”. Podział ten wpłynął negatywnie na rozwój miasta.

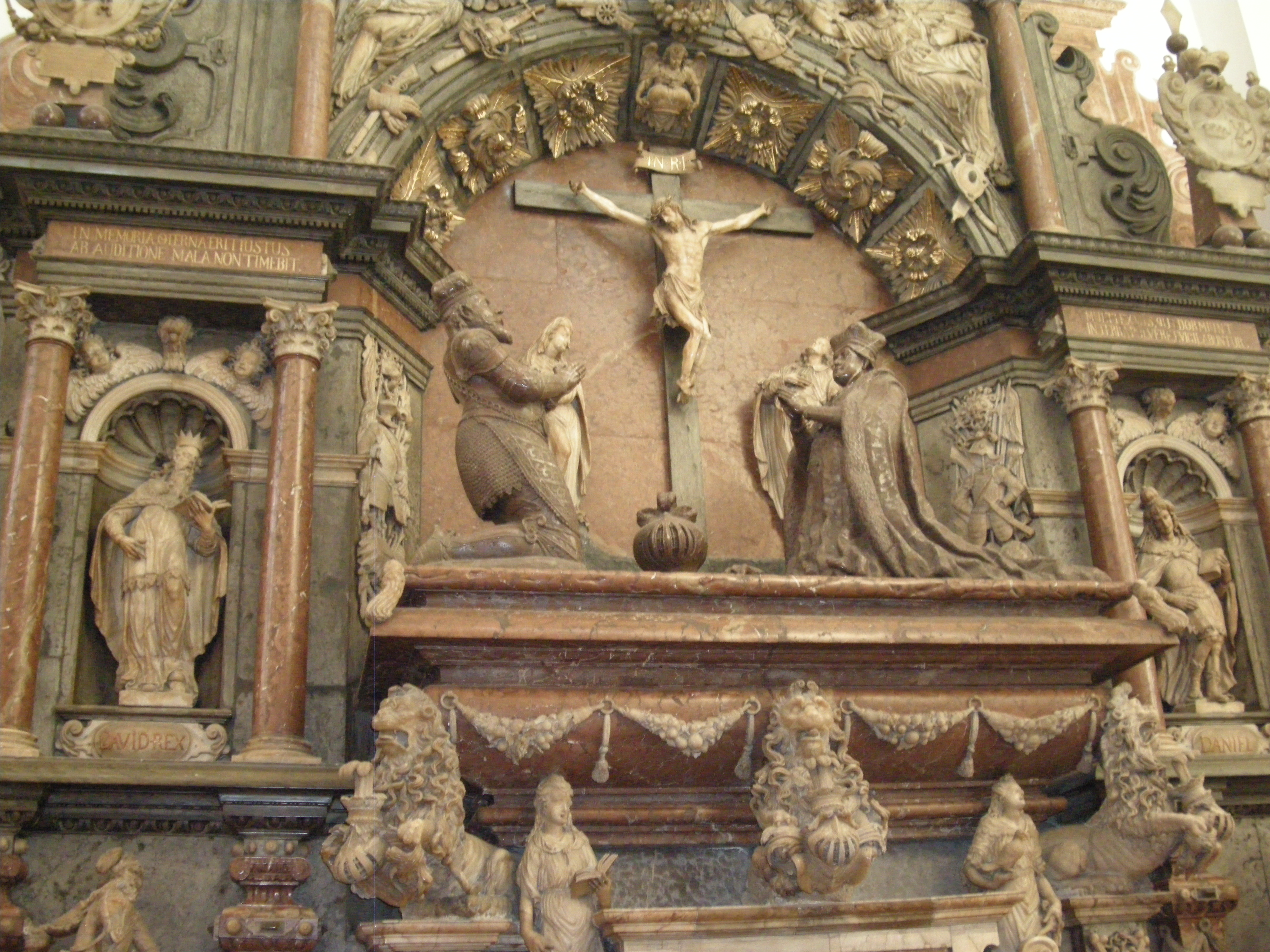
Pomnik Janusza i Zuzanny Ostrogskich – część centralna

W inwentarzu dóbr kasztelana krakowskiego Janusza Ostrogskiego spisanym w 1618 r. wymieniono m.in. po raz pierwszy trzy nazwy tarnowskich ulic: Krakowską, Pilzneńską i Ku Łaźni (Wielkie Schody?). Nazwy ulic wzięły się od bram miejskich, do których prowadziły. Janusz Ostrogski zmarł w 1620 r. Pochowano go w kolegiacie tarnowskiej i upamiętniono wraz z pierwszą żoną Zuzanną z Seredych monumentalnym pomnikiem wykonanym w stylu manieryzmu gdańskiego. Formalnie połowa Tarnowa i jego przedmieść stała się własnością jego wnuka Władysława Dominika Zasławskiego-Ostrogskiego, ale do czasu osiągnięcia przez niego pełnoletniości zarząd nad częścią „książęcą” miasta sprawowała wdowa po Januszu, księżna Teofila z Tarłów Ostrogska, jego babka.
Lata 20. i 30. XVII wieku to okres intensywnych kontaktów handlowych kupców tarnowskich z kupcami gdańskimi. Tarnowscy kupcy, jako jedni z nielicznych obok krakowskich, spławiali Wisłą aż do Gdańska wino, zboże, sól, owoce, przede wszystkim suszone śliwki i rudy metali. W tym czasie większość tarnowskich Żydów zajmowała się handlem tranzytowym oraz zakazanymi dla katolików lichwą i wekslarstwem. W 1622 r. Teofila Ostrogska wprowadziła w Tarnowie urząd lonarów. Należał do nich dozór praw i przywilejów, kontrola dochodów miejskich, nadzór budowli, dróg i mostów, murów miejskich, studzien i wodociągów, porządku i czystości w mieście i przestrzegania przepisów przeciwpożarowych. Wybierani byli corocznie z grona rajców w liczbie dwóch, w przeciwieństwie do pozostałych rajców pobierali wynagrodzenie. W 1627 r. na prośbę współwłaściciela miasta wojewody kijowskiego Tomasza Zamoyskiego król Zygmunt III Waza zatwierdził wszystkie cechy rzemieślnicze z Tarnowa i zrównał je z cechami krakowskimi. Trzy lata później do odnowionego klasztoru żeńskiego sprowadzono trzy bernardynki z Lublina. W ten sposób bernardynki powróciły do Tarnowa jako zakon klauzurowy. Klasztor założony w 1550 r. opustoszał bowiem przed końcem XVI stulecia. Przy klasztorze zbudowano drewniany kościół pw. św. Michała Archanioła (nieistniejący). W latach 20. XVII w. odbudowano po pożarze także kościół i klasztor Bernardynów.
W 1. poł. XVII w. doszło w Tarnowie do czterech znaczących pożarów: w 1614 r. spłonęły klasztor i kościół Bernardynów; w 1617 r. pożar zniszczył znaczną część Tarnowa włącznie z prezbiterium kościoła kolegiackiego, a w 1621 r. spłonęło kilka domów w mieście. Pożar o nieznanych skutkach miał miejsce także w 1632 r. Zaraza na przełomie 1622/1623 zabrała w Tarnowie około 300 ofiar.

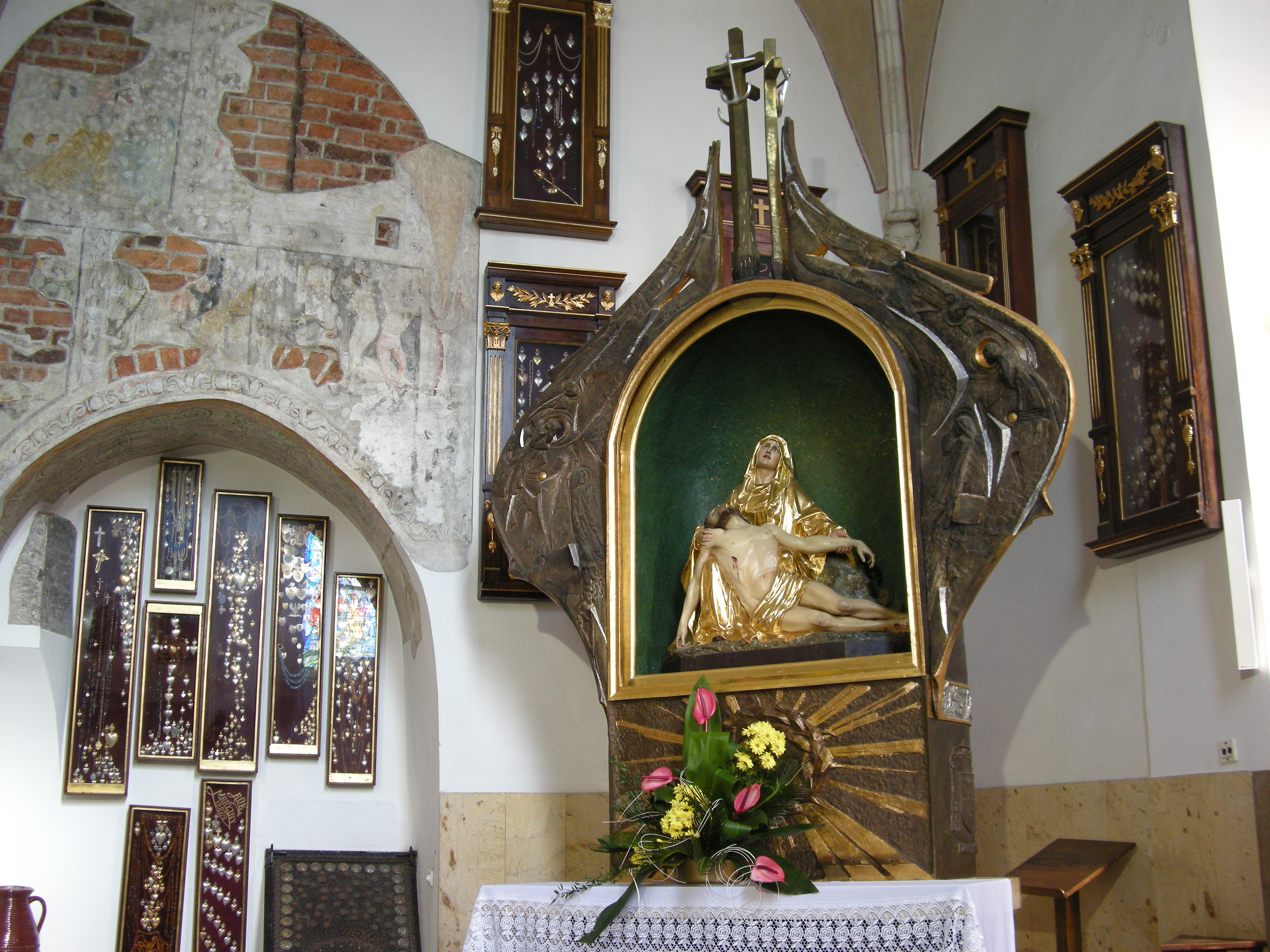
Ołtarz z Pietą z początku XVII w. w katedrze

W 1633 r. Władysław Dominik Zasławski-Ostrogski oficjalnie objął we władanie „książęcą” część Tarnowa. Drugim współwłaścicielem był Tomasz Zamoyski, starosta krakowski. W następnym roku obaj uzyskali u króla Władysława IV potwierdzenie wszystkich przywilejów królewskich dla Tarnowa. W latach 1639–1649 w Tarnowie urząd kanonika kantora w tarnowskiej kapitule kolegiackiej pełnił ks. Szymon Starowolski, historyk i pisarz polityczny epoki baroku. W 1642 r. zmarł prepozyt tarnowski ks. Andrzej Tarło (brat Teofili), odnowiciel m.in. kolegiaty tarnowskiej, kościołów na Burku i w Zawadzie. Przed śmiercią ustanowił fundację wieczystą w postaci sześciu stypendiów dla studentów. Pochowano go w krypcie kolegiaty.
W latach 1648–1651 z powodu trwającego powstania Chmielnickiego właściciele miasta nakazywali mieszczanom naprawianie murów, ćwiczenia z bronią i zakazywali przyjmowania obcych ludzi do miasta. W 1652 r. do Tarnowa dotarła ze wschodu pandemia dżumy, tyfusu plamistego i czarnej ospy. Trwała prawie rok z kulminacją w lecie 1653 r. Według kronikarza bernardyńskiego w mieście zmarło 1500 osób (liczbę mieszkańców Tarnowa w tym czasie ocenia się na około 1700 osób). Była to najtragiczniejsza w dziejach miasta katastrofa naturalna. W 1654 r. staraniem gwardiana Antoniego Szumlańskiego w starej sklepionej piwnicy, przylegającej do cmentarza bernardyńskiego, powstała podziemna kaplica Więzienia Chrystusa na cmentarzu (obecnie to okolice ul. Franciszkańskiej). Odprawiano w niej nabożeństwa związane z kultem Męki Pańskiej.
3 października 1655 r. wojska szwedzkie po zwycięstwie w bitwie pod Wojniczem dotarły do Tarnowa. W zamian za rezygnację z rabunku żołnierze przyjęli oferowane im przez władze miasta 5000 florenów. Dowiedziawszy się o zdeponowanym w klasztorze majątku szlachty, Szwedzi zmusili zakonników do opuszczenia go pod pretekstem konieczności powitania króla szwedzkiego, rzekomo ciągnącego z armią od Wojnicza, a sami obrabowali oba klasztory. Kilka dni później mieszczanom i szlachcie licznie przebywającej w Tarnowie udało się obronić przed zdemoralizowanymi oddziałami polskich wojsk kwarcianych rabujących okolice. Kolejny napad szwedzki miał miejsce w marcu 1656 r. i spowodowany był opóźnieniem w wypłacie okupu dla szwedzkiej załogi Krakowa. Szwedzi odebrali okup 6000 florenów, ale pozwolili żołdakom na nocny rabunek miasta z pominięciem klasztorów bernardyńskich. Nie doszło przy tym do zniszczenia miasta, ani morderstw (pojmali ze sobą pięciu szlachciców broniących majątku). Na wpół opuszczony zamek w tym czasie nie interesował rabusiów.

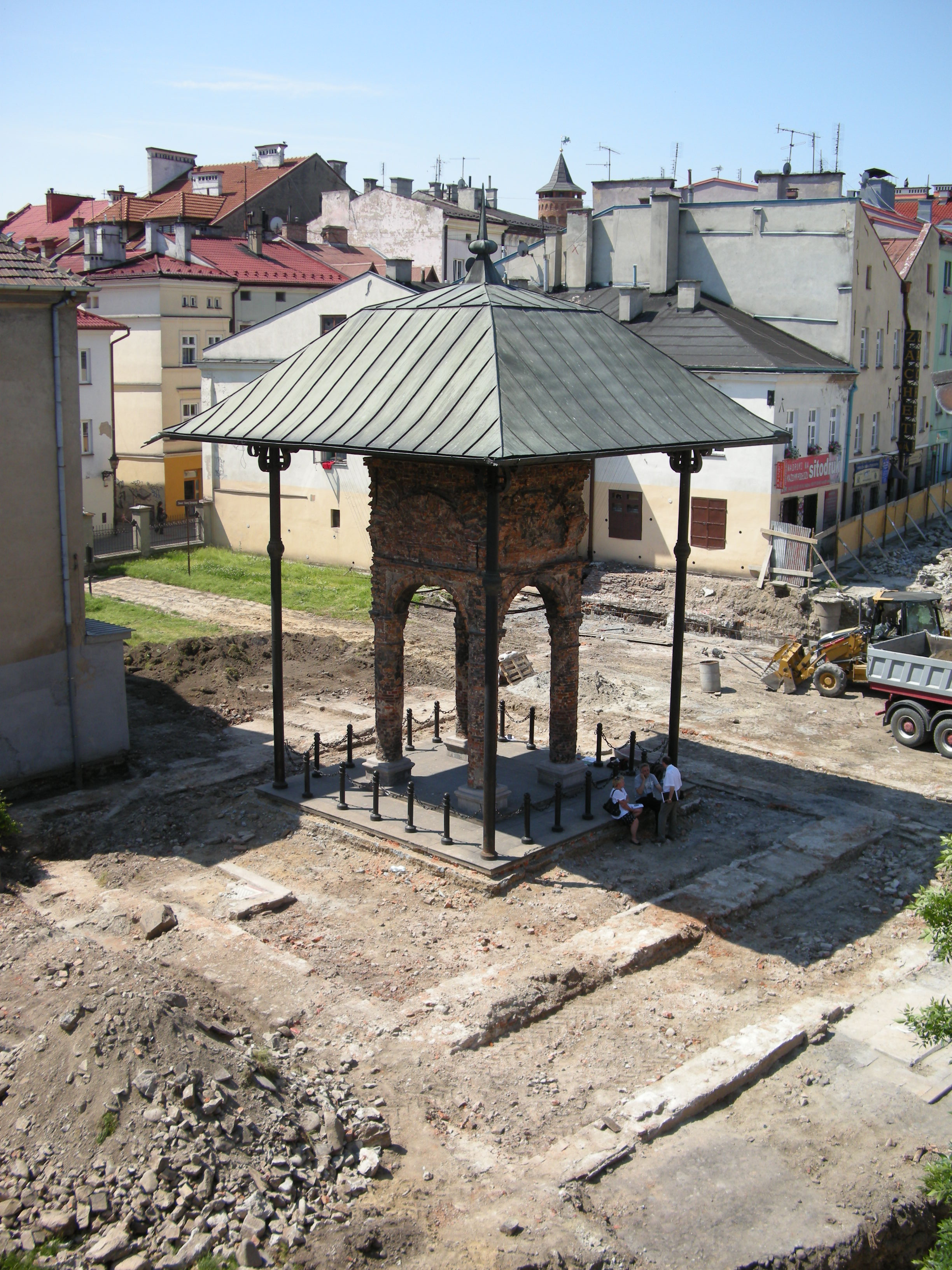
Bima dawnej synagogi z XVII w. z odsłoniętymi fundamentami budowli

W 1662 r. Tarnów liczył 768 mieszkańców. Czego nie dokonali Szwedzi sprawił pożar 1 czerwca 1663 r., który strawił całe miasto między murami, łącznie z ratuszem, kolegiatą i synagogą. Po odbudowie ratusza w jego wieży został zamontowany zegar funkcjonujący do dziś. W tym czasie powstała także murowana synagoga. W okresie odbudowy Tarnowa zarząd nad „książęcą” częścią Tarnowa sprawowała Katarzyna z Sobieszyna (siostra Jana Sobieskiego) z powodu małoletności swojego syna Aleksandra Janusza Zasławskiego-Ostrogskiego, a częścią „zamoyską” Jan „Sobiepan” Zamoyski, wojewoda sandomierski (do 1665), a następnie w zastawionej części miasta Jan Wielopolski, wojewoda krakowski (zm. 1668), a po nim syn o tym samym imieniu i nazwisku (zm. 1688). W 1671 r. Tarnów musiał się znowu prezentować dobrze, ponieważ przejeżdżający przez miasto Ulryk Werdum opisał go w pamiętniku, jako zgrabne, dobrze umocnione miasto (wały ziemne, sucha fosa, mur z gankiem i silne baszty) z murowanym kościołem i licznymi domami w stylu włoskim. Przywrócono życie także na zamku. W latach 70. XVII w. rozbudowano także kościół i klasztor Bernardynów. Kościół m.in. o barokową kaplicę Niepokalanego Poczęcia NMP z dużą kryptą na pochówki dobroczyńców, a klasztor powiększono o skrzydło z celami dla pokutników (niezachowane). Powstał też murowany klasztor bernardynek (dzisiaj bernardynów) ukończony w 1680 r.

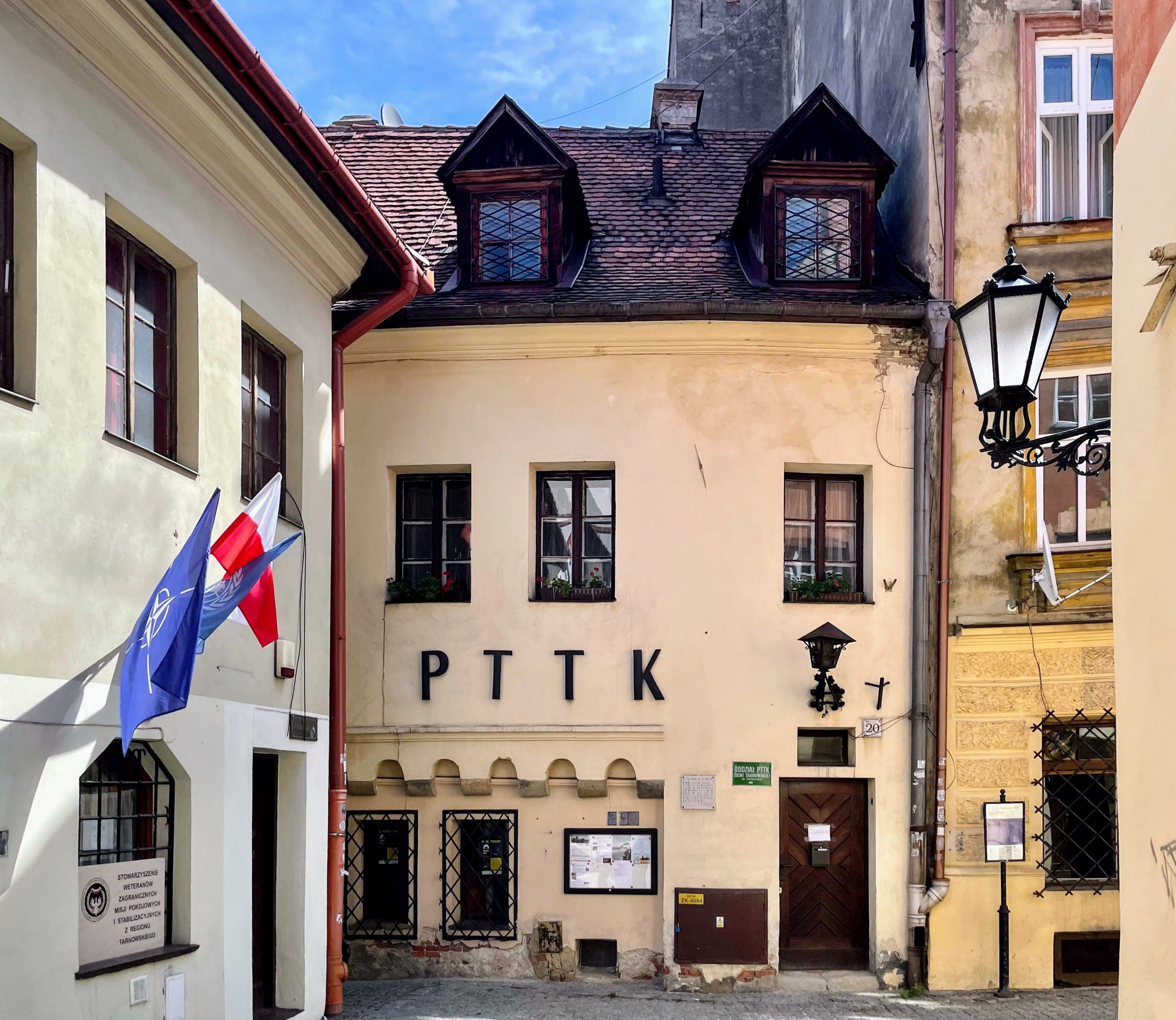
Renesansowy dom Florencki przy ul. Żydowskiej

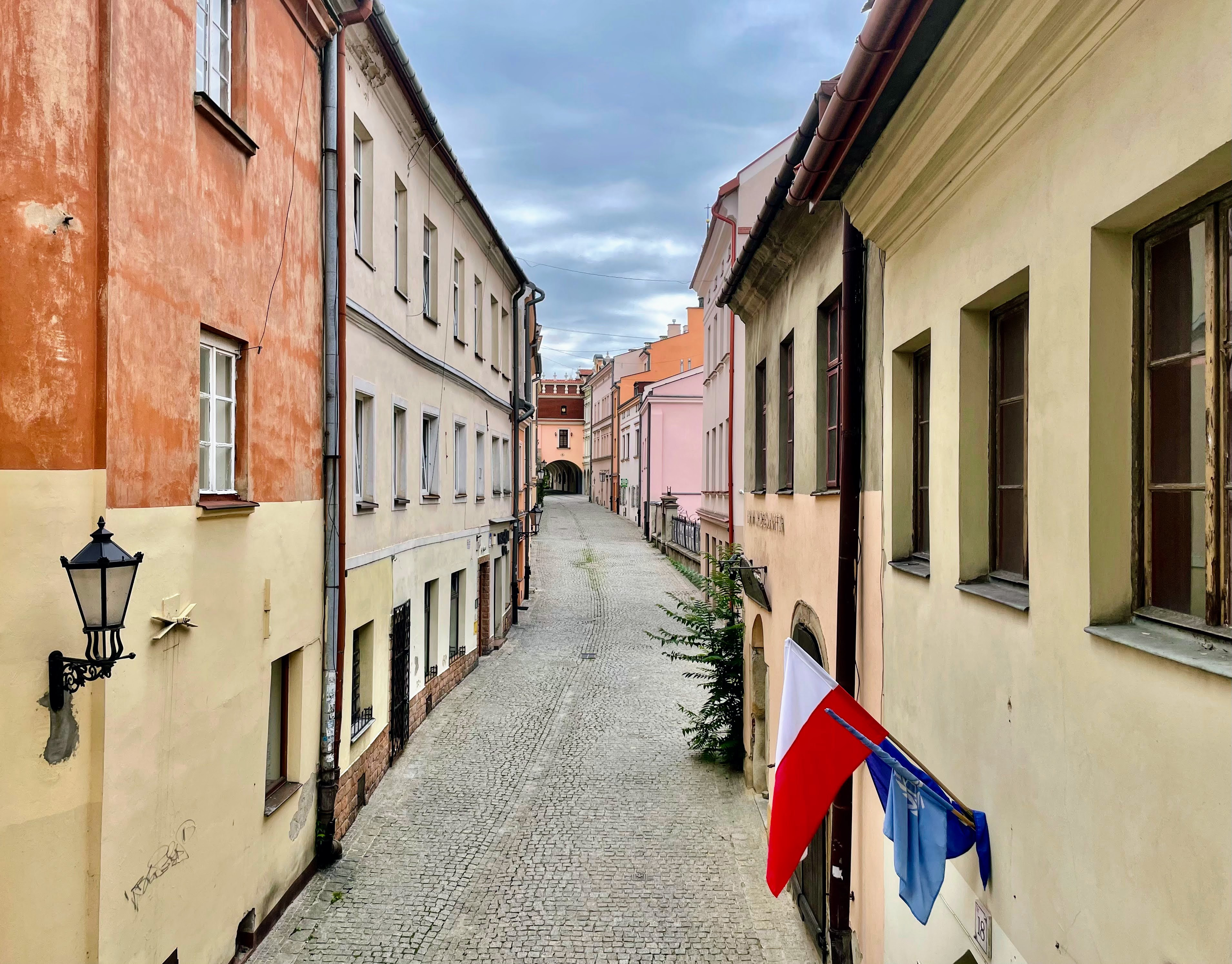
Ulica Żydowska, widok z domu Florenckiego

Aleksander Janusz Zasławski-Ostrogski postanowił uregulować sprawę funkcjonowania Żydów w mieście. Stanowili oni w tym czasie 10–12% mieszkańców miasta. W tym celu w 1670 r. wystawił on generalny przywilej dla Żydów, w którym potwierdził wszystkie przywileje nadane przez jego poprzedników oraz doprowadził do ugody między nimi a miastem oraz cechami rzemieślniczymi. W dokumentach tych po raz pierwszy została wymieniona ul. Żydowska. W 1673 r. wybrany został pierwszy rabin tarnowski Samuel Szmelke Horowitz.
W 1682 r. w Tarnowie i na jego przedmieściach stało 101 domów, z których około 1/3 stanowiły domy murowane. Liczba ludności wynosiła w przybliżeniu tysiąc osób.
W 1690 r. papież Aleksander VIII nadał prepozytom tarnowskim tytuł infułata z prawem używania infuły i pastorału (przysługujących zwykle biskupom).
Po śmierci króla Jana III Sobieskiego w 1696 r. kapituła kolegiacka, obawiając się zamętu podczas bezkrólewia, zamierzała przewieźć srebra i inne ruchome dobra kościelne na przechowanie do Krakowa. Zamiar udaremnili rajcy miejscy zamykając bramy miasta. Na skargę kapituły biskup krakowski Jan Małachowski ukarał grzywną rajców miasta Tarnowa. W następnym roku w sytuacji ciągłego zagrożenia pokoju w królestwie rada miejska Tarnowa podpisała umowę z Synagogą (zwierzchnością tarnowskich Żydów) w sprawie wspólnego płacenia kontrybucji zarówno wojskom nieprzyjacielskim, jak i konfederacjom żołnierskim.

#### XVIII wiek
W 1700 r. do kolegiaty uroczyście wprowadzono ciało bł. Felicissimusa, dar papieża Aleksandra VIII. Na oprawę relikwii zużyto srebrny złom ze skarbca kościelnego i wota z ołtarzy. Prawdopodobnie z tej okazji po raz pierwszy zagrała profesjonalna kapela kolegiacka. W 1702 r. odnotowano pożar części miasta.
Rok 1704 rozpoczął najtrudniejszy okres w dziejach staropolskiego Tarnowa. Od grudnia tego roku do 1710 r. w związku z toczącą się na ziemiach Rzeczypospolitej wielką wojną północną do Tarnowa wielokrotnie wkraczały wojska walczących stron (saskie, szwedzkie i rosyjskie), wymuszając kontrybucję i prowiant lub stacjonując w mieście na jego koszt nawet przez kilka miesięcy. W 1705 r. zaraza zabrała w Tarnowie wiele ofiar. Sześć lat później pożar zniszczył 23 domy w części miasta zamieszkałej przez Żydów.
W 1710 r. 16-letni Aleksander Dominik Lubomirski, który odziedziczył hrabstwo tarnowskie po swojej matce Teofili, potwierdził prawa, przywileje i wolności dane tarnowianom przez swoich przodków. W późniejszym czasie nie było jednak żadnych przejawów zainteresowania sprawami miasta z jego strony. W 1717 r. Tarnów liczył 322 mieszkańców, a z przedmieściami 575, najmniej w swoich dziejach. Do tego czasu prawdopodobnie opuszczony został także ostatecznie zamek tarnowski (rozebrany po 1747), a funkcję tymczasowej rezydencji panów na Tarnowie zaczął pełnić drewniany dwór w Gumniskach. Wiadomo tylko o dwóch budowlach, które w tym czasie powstały w Tarnowie. Jedną z nich była kaplica Relikwii (zachowana jako część nawy północnej), wybudowana w 1712 r. nad skarbcem kolegiaty dla relikwii bł. Felicissimusa, którym tarnowianie przypisywali szybkie zakończenie zarazy w 1705 r. Drugą było „pretorium”, czyli nadziemna część kaplicy Więzienia Chrystusa przy cmentarzu bernardyńskim, ukończona w 1713 r. (niezachowana).
Aleksander Dominik Lubomirski zmarł bezdzietnie w 1720 r., a Tarnów odziedziczyła jego siostra Marianna, żona księcia Pawła Karola Sanguszki. Ten, pragnąc zapobiec całkowitemu upadkowi miasta, w 1723 r. nakazał właścicielom pustych placów w mieście, aby w przeciągu roku i sześciu tygodni zabudowali je albo sprzedali chcącym zabudować. Ponadto zwolnił budujących z podatków na pięć lat i zakazał osobom duchownym oraz szlachcie posiadającej działki w Tarnowie sprzedawania ich i obciążania sumami bez swojego uprzedniego pozwolenia. Nie wiadomo, w jakim stopniu akcja zabudowywania Tarnowa była zaawansowana w 1735 r., kiedy w grudniu tego właśnie roku pożar zniszczył całe miasto w obrębie murów oraz przedmieścia. Mimo ogromu spustoszenia najpilniejszą potrzebą było ściągnięcie do Tarnowa nowych mieszkańców. W tym czasie zrujnowane miasto zamieszkiwało bowiem tylko kilku gospodarzy katolików, nie było żadnego kupca chrześcijańskiego. Większość Żydów, stanowiących zarazem większość ludności Tarnowa, stłoczona, zajmowała dzisiejszą ulicę Żydowską, co stwarzało duże zagrożenie sanitarne i pożarowe. W 1736 r. książę Paweł Karol Sanguszko zezwolił na osiedlanie się w Tarnowie Żydów z innych miejscowości i otoczył ich swoją protekcją. Przeciwko osiedlaniu się „nowych” Żydów protestowała tarnowska Synagoga, nie chcąc brać odpowiedzialności za nieznanych jej przybyszów, osiadłych w Tarnowie bez jej woli i wiedzy. Starała się też zakazywać Żydom osiedlania poza ul. Żydowską.
Na wszystkie posunięcia właściciela miasta potrzebna była zgoda dwóch zastawnych właścicieli jego części. Na przykład kiedy Paweł Karol Sanguszko w 1737 r. zarządził, aby Synagoga tarnowska płaciła połowę podatków przypadających na Tarnów z powodu bardzo złego stanu miasta nie uzyskało to akceptacji ich przedstawicieli na miejscu. Wtedy Synagoga dobrowolnie zadeklarowała się dopłacać 120 zł do każdej raty podatku pogłównego oprócz 200 zł przyrzeczonych w 1717 r. do czasu podniesienia się miasta. W 1742 r. po trwających trzy lata negocjacjach Paweł Karol Sanguszko spłacił zastawne sumy ciążące na Tarnowie, stając się jego pierwszym wyłącznym właścicielem od prawie 140 lat. W 1745 r. na jego prośbę król August III nadał Tarnowowi prawo do organizowania 10 jarmarków rocznie. Sanguszko zaprosił na nie wszystkich kupców do Tarnowa, na trzy lata zwalniając ich od opłat myta, mostowego i targowego. Przed śmiercią w 1750 r. Paweł Karol Sanguszko zapisał Tarnów i hrabstwo tarnowskie swojej żonie Barbarze z Duninów.

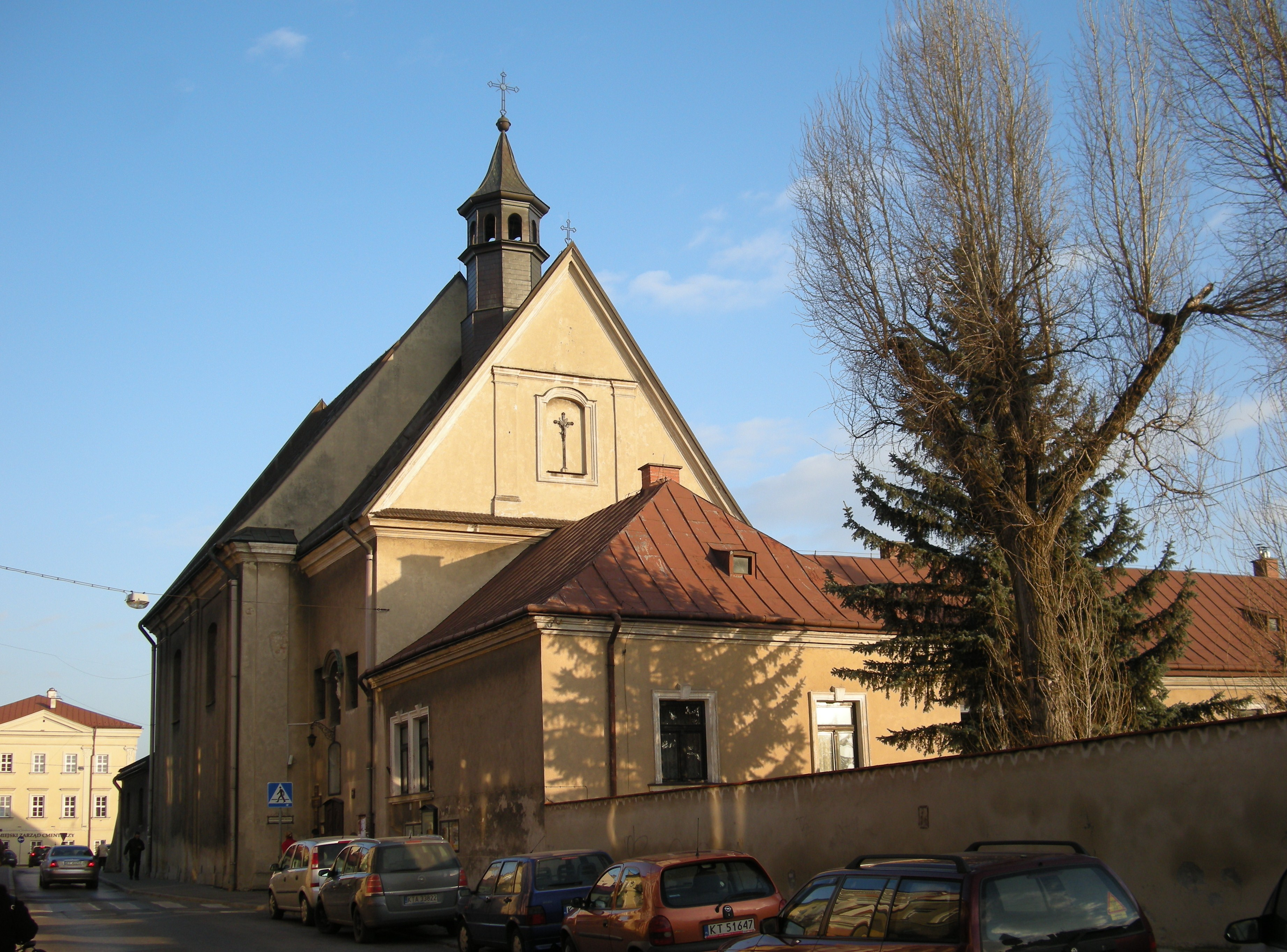
Dawny kościół Bernardynek zbudowany w latach 1752–1776. Obecnie Bernardynów

Dwa lata później, dotrzymując złożoną przez niego obietnicę, rozpoczęła budowę murowanego kościoła dla Bernardynek, ukończoną w 1776 r. (obecnie to kościół Bernardynów). W 1765 r. w klasztorze Bernardynek zmarła poetka Elżbieta Drużbacka, przebywająca tam od pięciu lat na tak zwanej dewocji.

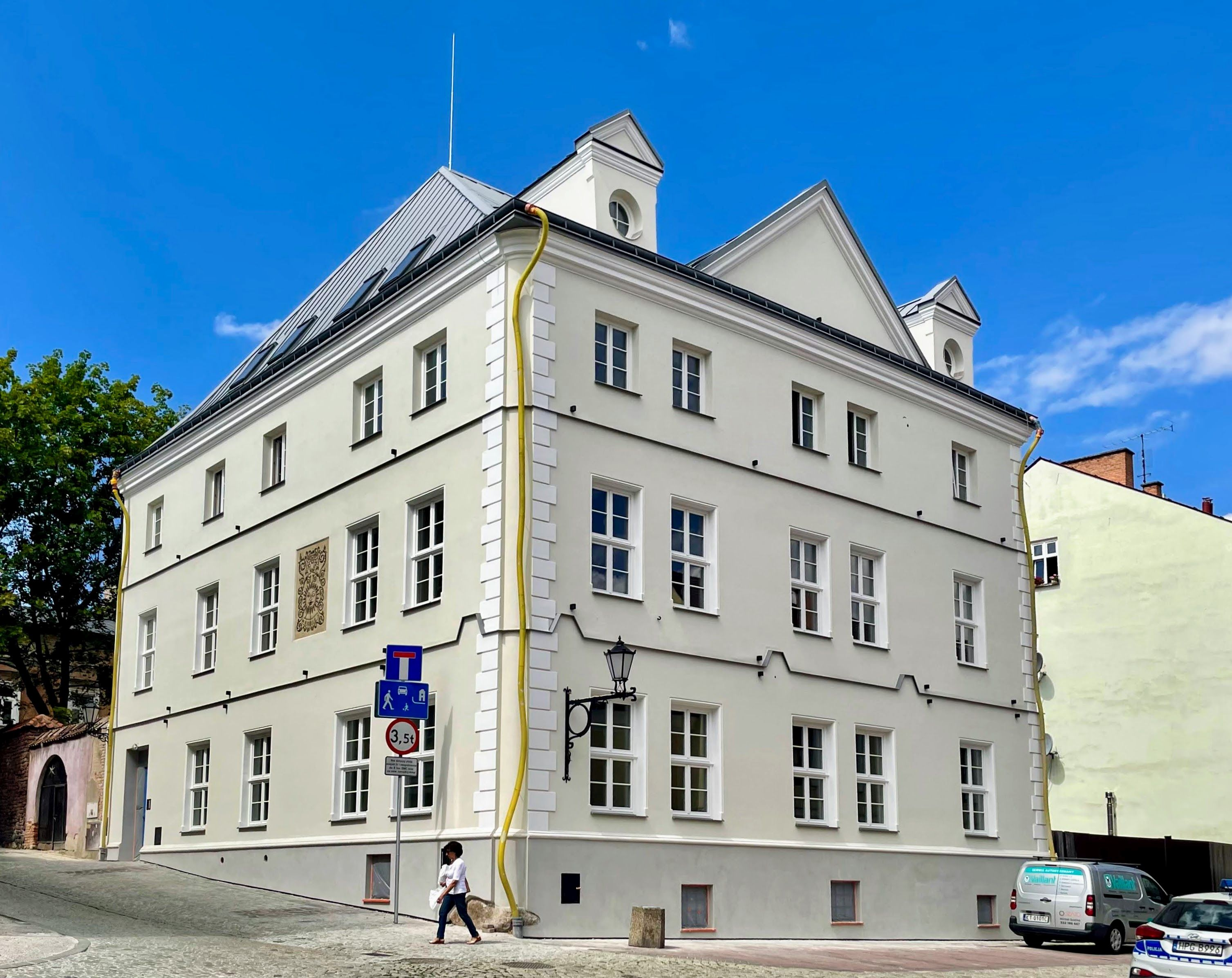
Klasycystyczny dom przy ul. Brama Pilzneńska

W 2. poł. XVIII w. rozpoczęło się największe od końca XVI w. ożywienie budowlane w Tarnowie. Odbudowano kamienice przy Rynku po pożarze w 1743 r. Część z nich straciła przy tym trakt podcieniowy zastąpiony wysokim parterem. Pojawił się nowy typ kamienicy w stylu barokowym, zwieńczonej wysokim dachem, często łamanym, o ścianie frontowej pozbawionej dekoracji, z portalem złożonym z dwóch kamiennych filarów i profilowanego łuku arkady. Poza Rynkiem zaczęły powstawać długie dwory o cechach barokowych. Na dawnym Przedmieściu Krakowskim zachował się jeden z nich wraz z lamusem (dzisiaj siedziba Muzeum Etnograficznego przy ul. Krakowskiej 10).
W 1756 r. z fundacji kanonika Wojciecha Kaszewicza na bazie szkoły kolegiackiej w Tarnowie powstała kolonia akademicka Akademii Krakowskiej (akademiola). Zgodnie z literą aktu erekcyjnego rektor Akademii Krakowskiej obsadzał stanowiska dyrektorów i profesorów tarnowskiej szkoły zdolniejszymi magistrami krakowskiej uczelni. W 1767 r. ulokowano w Tarnowie stację poczty królewskiej.
Koniec lat 60. XVIII w. przyniósł następny okres niepokojów w dziejach miasta związanych toczącymi się w Małopolsce walkami konfederacji barskiej z siłami rosyjskimi. W lipcu 1768 r. do Tarnowa wtargnęły wojska rosyjskie. Żołdacy dokonywali gwałtów i rabunków. Skradli m.in. dokumenty i niedawno wykupioną z zastawu srebrną pieczęć miejską. W następnym roku do miasta przybył oddział konfederatów barskich, który pobrał kontrybucję. Z powodu ciągłego zagrożenia miasta tymi najściami w 1771 r. doszło do tego, że nikt w Tarnowie nie chciał wziąć na siebie obowiązków burmistrza i komisarz dóbr książęcych zarządził, że każdy kto posiada posesje między murami będzie kolejno przez 12 dni prezydował radzie miejskiej pod karą aresztu i konfiskaty mienia.

#### Właściciele Tarnowa
Tarnów od momentu lokacji w 1330 roku był miastem prywatnym. Jego pierwszymi właścicielami byli przedstawiciele rodu Tarnowskich herbu Leliwa, potomków założyciela miasta, w tym hetman wielki koronny Jan Amor Tarnowski. W 1570 roku, za sprawą koligacji małżeńskich, Tarnów trafił do rąk Ostrogskich. Podział majątku Ostrogskich między braci (1603) doprowadził też do podziału właścicielskiego miasta. Za sprawą Janusza Ostrogskiego jego połowa Tarnowa należała do ordynatów ostrogskich. Druga połowa, należąca początkowo do jego brata Aleksandra, w wyniku koligacji rodzinnych, trafiła do Ordynacji Zamojskiej. Ostatecznie po spłaceniu sum zastawnych Tarnów stał się własnością przedstawicieli rodu Sanguszków, ostatnich ordynatów ostrogskich. Ostatnim prywatnym właścicielem Tarnowa był Hieronim Janusz Sanguszko, który w 1787 roku zrzekł się prawa do Tarnowa. 

##### Tarnowscy
- 1330–1352 Spycymir Leliwita
- 1352–1373 Rafał z Tarnowa

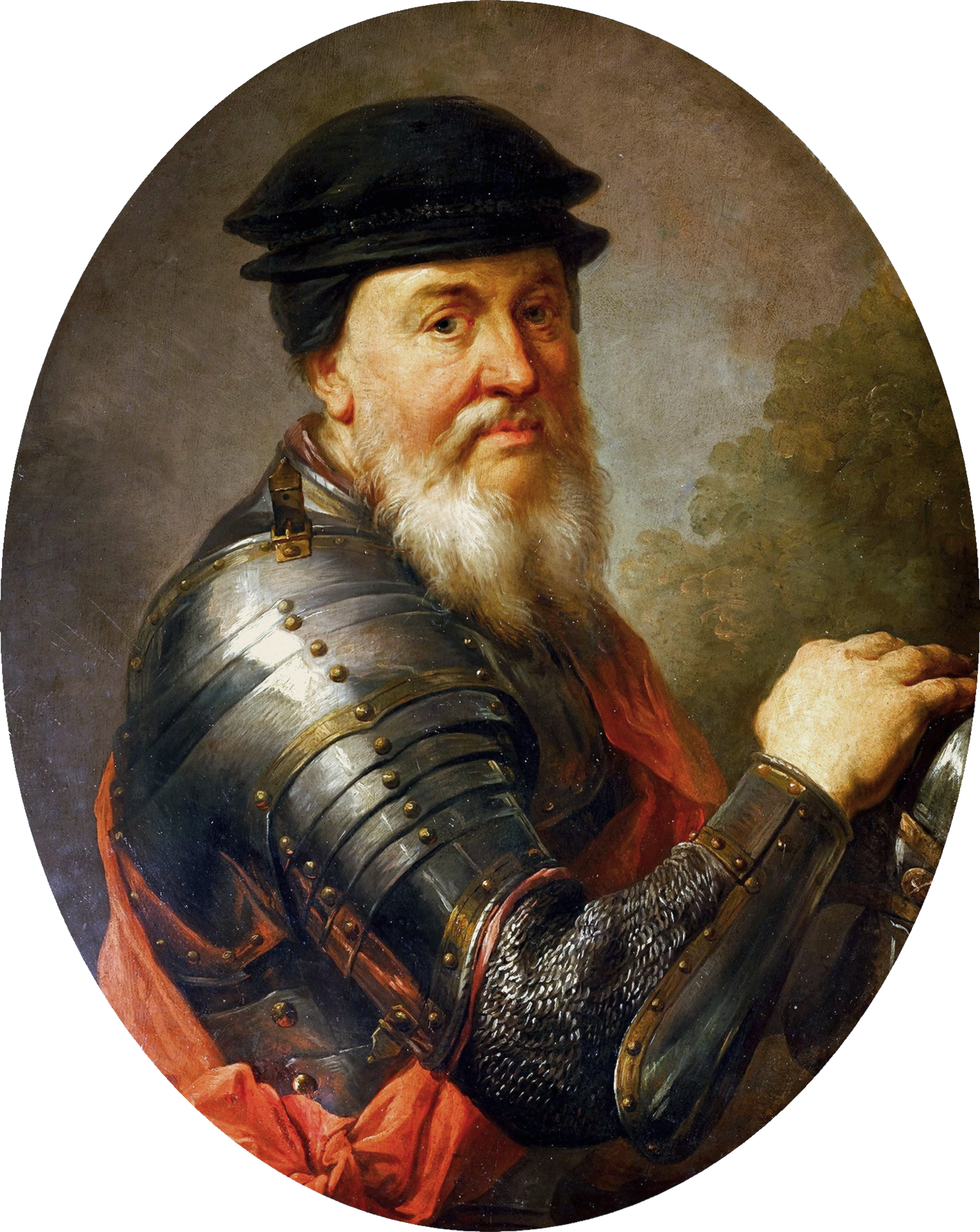
Jan Amor Tarnowski (Marcello Bacciarelli, 1781)

- 1373–1409 bracia Spycymir (Spytek) z Tarnowa (zmarł bezpotomnie przed 1395 roku) i Jan (Jaśko) z Tarnowa (zm. 1409)
- 1409–1433 Jan Tarnowski [69]
- 1433–1448 bracia Tarnowscy: Jan Amor Starszy, Jan Gratus, Jan Rafał, Jan Feliks i Jan Amor Iunior (ze względu na ich małoletniość Tarnowem w latach 1433–1442 zarządza ich matka Elżbieta ze Šternberka). Dwaj najstarsi zginęli w bitwie pod Warną (1444), pozostali 1 lutego 1448 dokonali podziału dóbr, Tarnów przypadł najmłodszemu[69].
- 1448–1500 Jan Amor Iunior Tarnowski
- 1500–1514 Jan Tarnowski
- 1514–1561 Jan Amor Tarnowski
- 1561–1567 Jan Krzysztof Tarnowski

##### Ostrogscy
Jan Krzysztof Tarnowski zmarł nie zostawiając potomka, miasto odziedziczyła jego siostra Zofia, od 1553 żona księcia Konstantego Wasyla Ostrogskiego, wojewody kijowskiego (zmarła trzy lata później, przy porodzie syna, wcześniej zapisała dziedziczne dobra mężowi). Starsza linia Tarnowskich, wywodząca się od Jana Feliksa Szrama Tarnowskiego, zakwestionowała prawomocność przejęcia schedy przez kobietę. Przeciwnicy najpierw próbowali odkupić dobra tarnowskie, potem siłą zdobyli zamek. Ostatecznie Konstanty Wasyl Ostrogski wyrokiem sądu królewskiego uzyskał całkowite, wieczyste, dziedziczne prawo do Tarnowa.
- 1567–1570 Zofia z Tarnowskich Ostrogska
- 1570–1608 Konstanty Wasyl Ostrogski

##### Okres podziału właścicielskiego (1603-1697)
Konstanty Ostrowski, ze względu na swój wiek i skonfliktowanych ze sobą swoich synów, chciał by podział jego ogromnego majątku dokonał się jeszcze za jego życia. W 1600 doszło do pierwszych uzgodnień dzięki pośrednictwu Krzysztofa Radziwiłła i Lwa Sapiehy. Ostry spór na tym tle trwał jednak dalej. Do ostatecznego podziału dóbr między braci Janusza i Aleksandra Ostrogskich doszło w marcu 1603 roku, następnie w maju 1603 dokument dzielczy został wniesiony do ksiąg Trybunału Koronnego w Lublinie. Umowa weszła w życie po śmierci ojca. Miastem i zamkiem bracia podzielili się po połowie. 
Część „książęca"
- 1608–1620 Janusz Ostrogski

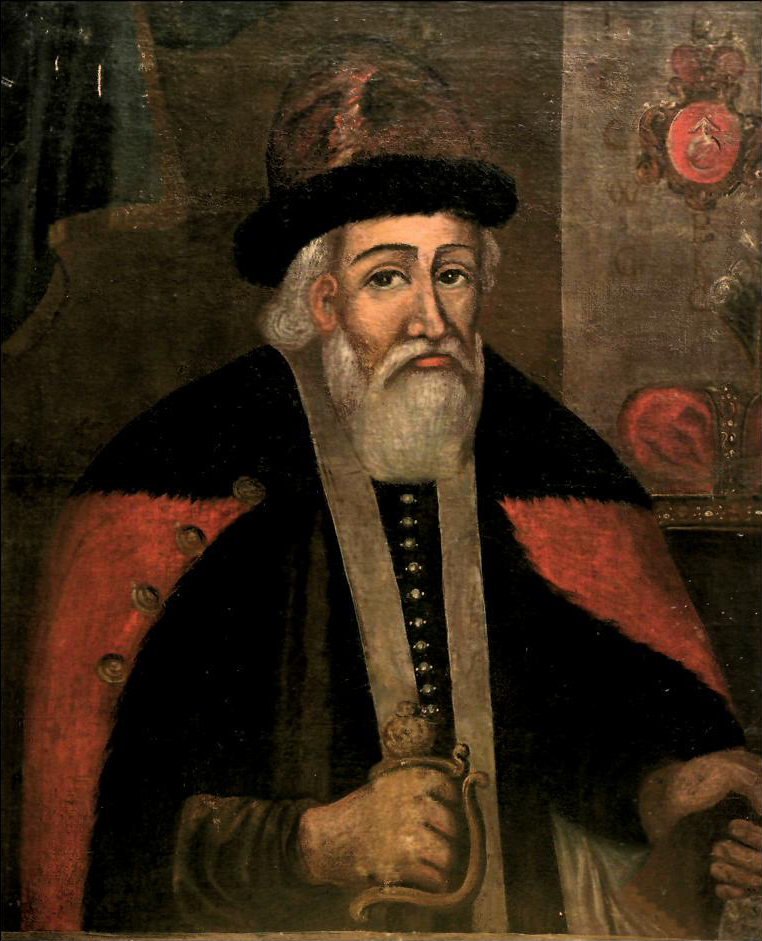
Janusz Ostrogski, założyciel Ordynacji Ostrogskiej

- 1620–1629 Aleksander Zasławski (jako mąż córki Janusza, Eufrozyny)
- 1629–1656 Władysław Dominik Zasławski-Ostrogski (w latach 1629–1633 z powodu jego małoletniości połową „książęcą” miasta zarządzała Teofila z Tarłów Ostrogska).
- 1656–1676(?) Aleksander Janusz Zasławski (w latach 1656–1669 z powodu jego małoletniości połową miasta zarządza jego matka Katarzyna z Sobieskich Radziwiłłowa)
- 1676(?)–1697 Teofila Ludwika z Zasławskich Wiśniowiecka (od 1683 secundo voto Lubomirska, odziedziczyła ordynację po bracie, od 1697 właścicielka całego miasta)

Część „zamoyska”
Aleksander Ostrogski zmarł nagle 12 grudnia 1603 na Podolu, po jego śmierci stroną umowy stała się jego żona z siedmiorgiem dzieci. Zgodnie z ugodą z 1604 roku Anna z Kostków Ostrogska uzyskała pełne prawo dysponowania majątkiem po mężu i do opieki nad dziećmi. W latach 1608–1621 to ona zarządzała miastem w imieniu niepełnoletnich dzieci. W 1617 Adam Konstanty i Janusz Paweł, synowie Aleksandra i Anny Ostrogskich oficjalnie przejęli dobra po ojcu, ale obaj zmarli bezpotomnie w przeciągu następnych dwóch lat. Na mocy aktu podziałowego dóbr z 1621 roku ta część Tarnowa przypadła ich siostrze Katarzynie z Ostrogskich Zamoyskiej, żonie Tomasza Zamoyskiego. 
W 1642 część „zamoyską” odziedziczył ich syn Jan Sobiepan Zamoyski. W 1651 biskup Piotr Gembicki odkupił na wyderkaf od Jana Sobiepana Zamoyskiego jego część dóbr tarnowskich. Dobra te później przechodziły z rąk do rąk, aż trafiły do Marcina Zamoyskiego. Po jego śmierci dobra te kilka razy były dziedziczone, by na samym końcu i w końcu trafić do Zygmunta Walewskiego, starosty wareckiego.

##### Lubomirscy i Sanguszkowie

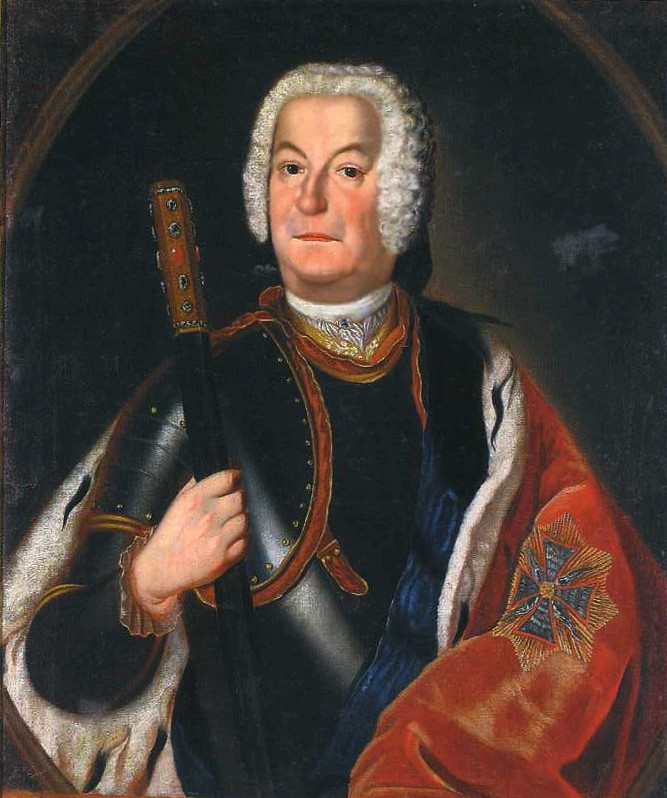
Paweł Karol Sanguszko, VII ordynat ostrogski

W 1697 Teofila Ludwika Lubomirska z domu Zasławska, właścicielka „książęcej” części Tarnowa, wykupiła od Zygmunta Walewskiego część „zamoyską". Stała się więc formalnie posiadaczką całego Tarnowa, ale różne prawne zaszłości doprowadziły ją do długotrwałych procesów z dziećmi Zygmunta Walewskiego i Zamoyskimi. Do spłacenia pozostały też sumy zastawne zapisane na rzecz Radziwiłłów i Zamoyskich.
- 1697–1720 Teofila Ludwika z Zasławskich Lubomirska

- 1709–1720 Aleksander Dominik Lubomirski
- 1720–1750 Paweł Karol Sanguszko (jako mąż Marianny z Lubomirskich, siostry Aleksandra Dominika)
- 1750–1774 Barbara z Duninów Sanguszkowa (wdowa po Pawle Karolu)
- 1774–1787 Hieronim Janusz Sanguszko

### Tarnów w Galicji (1772–1918)

#### Pierwszy okres zaborów

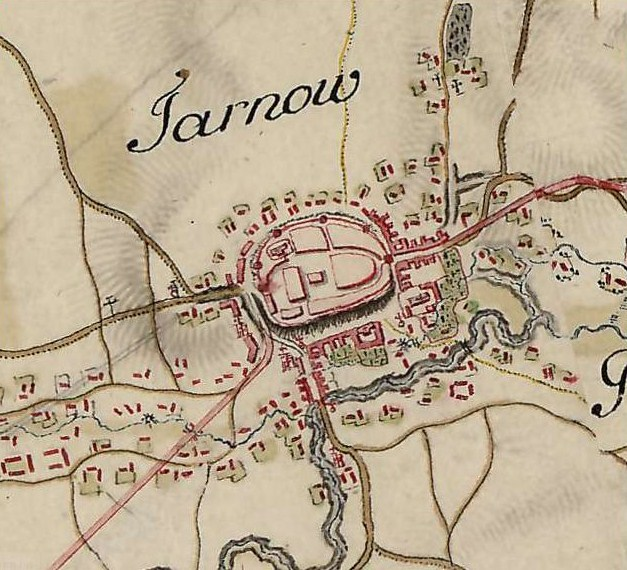
Tarnów na fragmencie tzw. mapy Miega z l. 1779–1783 z widocznymi murami obronnymi

31 lipca 1772 r. do Tarnowa wkroczyły wojska austriackie, aby pozostać w Tarnowie na 146 lat. Tarnów znalazł się na terenie nowoutworzonego Królestwa Galicji i Lodomerii, odcięty granicą od Królestwa Polskiego. 29 grudnia 1773 r. magistrat, „całe pospólstwo”, pełnomocnicy kapituły kolegiackiej i przedstawiciel Hrabstwa Tarnowskiego złożyli przysięgę na wierność Monarchii Habsburgów. Tarnów liczył wtedy ok. 1500 mieszkańców w obrębie murów miejskich. W 1775 r. miasto zostało stolicą dystryktu Tarnów w cyrkule pilzneńskim z siedzibą w Rzeszowie. W następnym roku Barbara Sanguszkowa zrzekła się swoich dożywotnich praw do Tarnowa i Hrabstwa Tarnowskiego na rzecz synów. Tarnów przypadł Hieronimowi, który przywrócił miastu rangę siedziby rodowej.

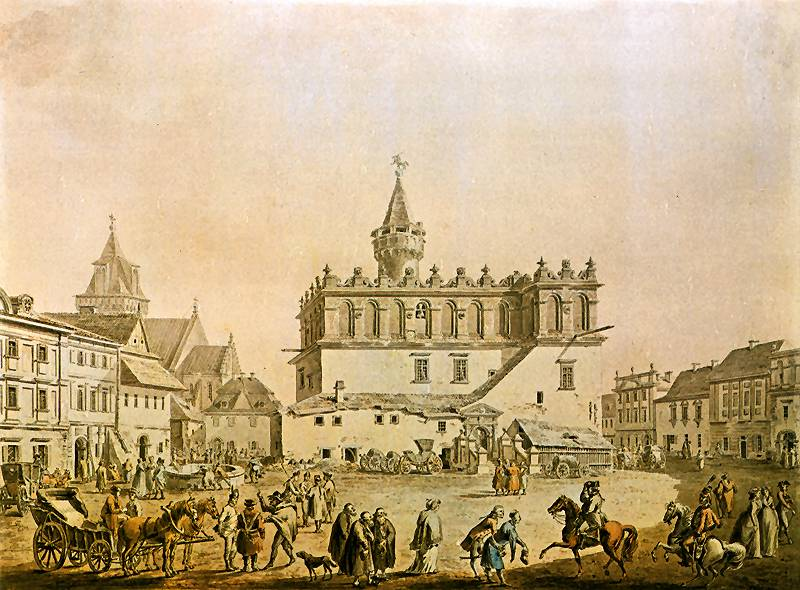
Rynek i ratusz w Tarnowie (1800) – Zygmunt Vogel

Pierwszy pałac Sanguszków w Tarnowie powstał przy Rynku (Rynek 4) w miejscu dwóch kamienic. Zbudowano też nowy browar Sanguszków na Strusinie w miejsce spalonego. Początkowo poza zmianą dni targowych, obecności garnizonu i wprowadzenia poboru do wojska władza cesarska nie ingerowała w życie miasta. Wprowadzono urząd fizyka (lekarza) miejskiego, do którego obowiązków należy zwalczanie epidemii, kontrola przestrzegania przepisów sanitarnych, nadzór nad pracującymi w okręgu lekarzami i chirurgami oraz zwalczanie znachorów. W 1777 r. drugą ulicą zamieszkałą prawie wyłącznie przez Żydów stała się ul. Pilzneńska (dzisiaj Wekslarska). Nie mogli oni wprawdzie jeszcze nabywać ani wynajmować domów przy Rynku (m.in. z powodu cesarskiego zakazu wynajmowania Żydom domów i mieszkań należących do chrześcijan), ale niekiedy nielegalnie użytkowali te domy z powodu zadłużenia u nich formalnych właścicieli. W 1791 r. został nabyty legalnie przez Żyda pierwszy dom przy Rynku.

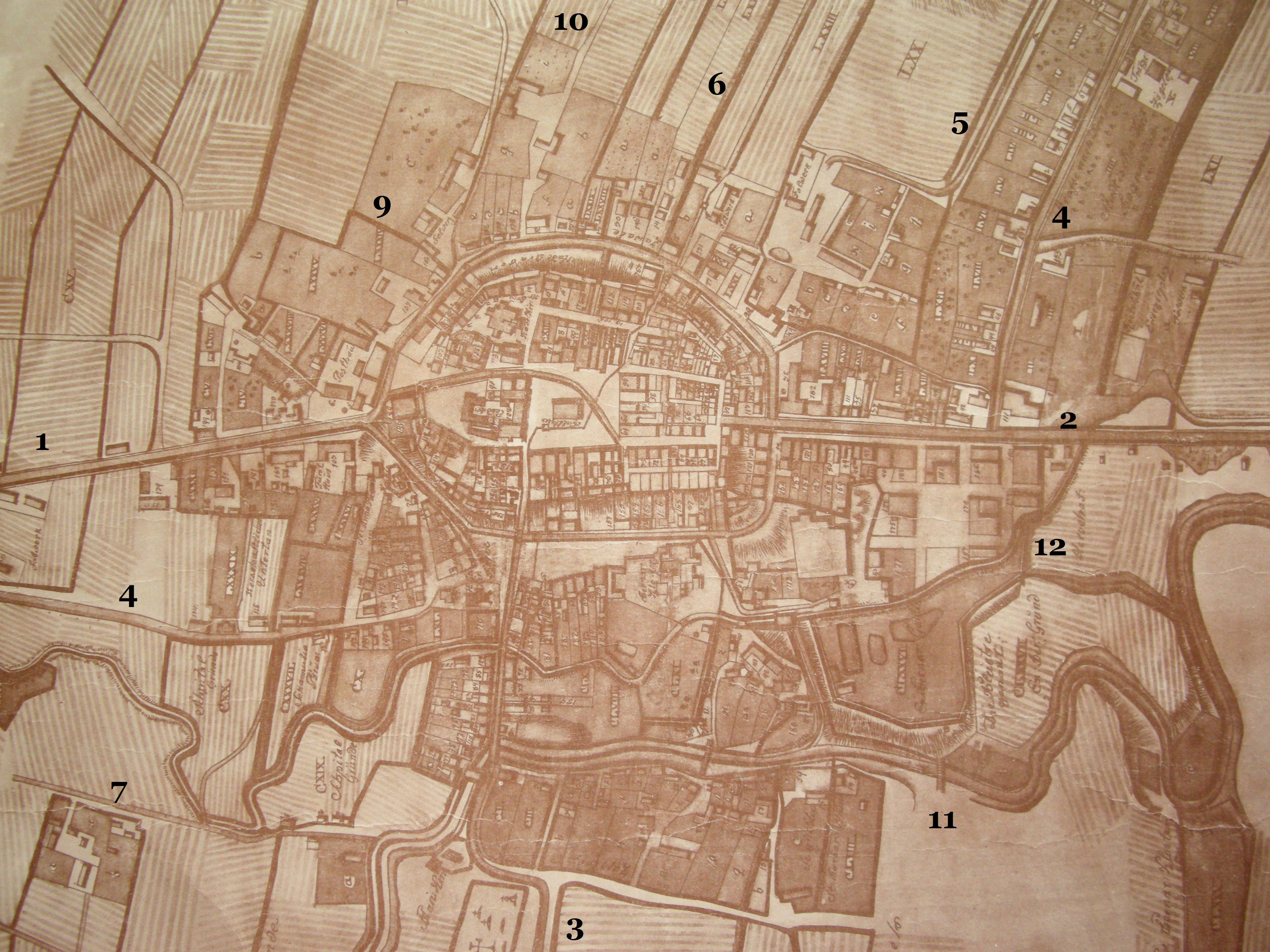
Plan Tarnowa z ok. 1796 r. autorstwa F. Grottgera. Legenda z obecnymi nazwami ulic: 1. Krakowska; 2. Lwowska; 3. Tuchowska (obok Cmentarz na Zabłociu); 4. ul. Szpitalna; 5. Ul. MB Fatimskiej (Nowodąbrowska); 6. ul. Brodzińskiego; 7. ul. Narutowicza; 9. ul. Kopernika; 10. ul. Piłsudskiego; 11. Most na Wątoku w rejonie obecnej ul. Dąbrowskiego; 12. Młynówka

Prawdziwie zmiany w mieście zaczęły się 10 lat po wkroczeniu do Tarnowa wojsk austriackich, a ich autorem był Józef II, cesarz reformator (odwiedził Tarnów w 1787 r.) dążący do administracyjnej centralizacji i germanizacji krajów znajdujących się pod jego władzą. Utworzone w tym czasie w Tarnowie instytucje przesądziły o rozwoju i podniesieniu rangi miasta, a wytyczone wtedy ulice: Krakowska, Lwowska i Wałowa wciąż są najważniejszymi ulicami Tarnowa.

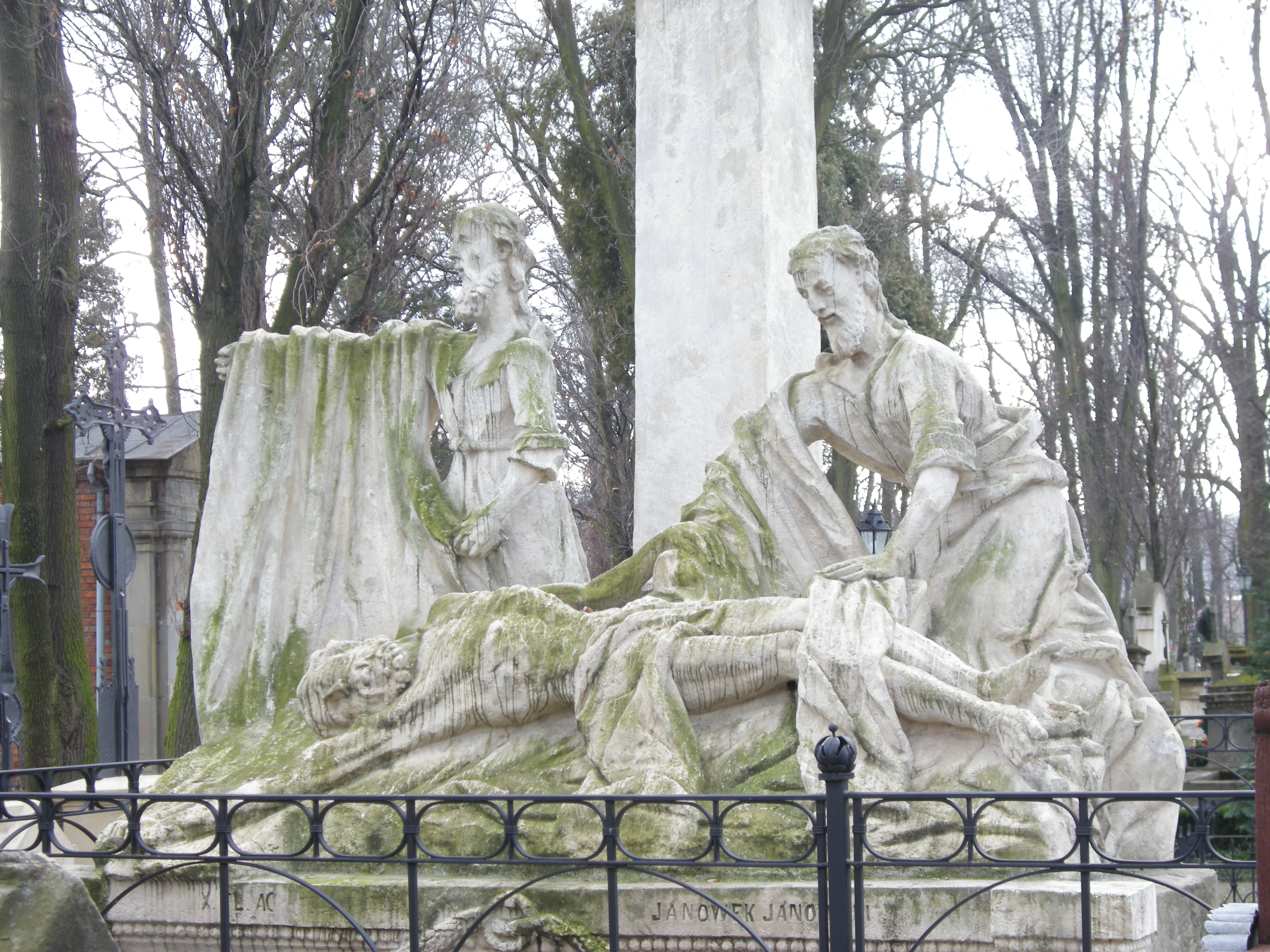
Grób biskupa tarnowskiego Floriana Amanda Janowskiego na Cmentarzu Starym

W 1782 r. miasto ustanowiono siedzibą cyrkułu tarnowskiego, a rok później stolicą biskupstwa, obejmującego całą część diecezji krakowskiej pozostającej pod zaborem austriackim (oficjalnie erygowana przez papieża w 1786 r.). Zlikwidowane zostały przy tym wszystkie stowarzyszenia (bractwa) kościelne, kapituła kolegiacka, skarbiec a budynki należące do niej zostały skonfiskowane. W 1783 r. skasowany został klasztor bernardynek, do którego pięć lat później przeniesiono bernardynów. Na cele świeckie zajęte zostały kościoły św. Anny i Świętego Ducha. W 1784 r. zakazano pochówków na cmentarzach przykościelnych oraz nakazano ich likwidację. Zmarłych początkowo chowano na cmentarzu przy bernardyńskiej kaplicy Więzienia Chrystusa, a następnie na nowo założonym cmentarzu komunalnym na Zabłociu, zwanym dzisiaj Starym (pierwszy znany pochówek 1788 r.). W 1784 r. zlikwidowano, liczącą niespełna 30 lat, tarnowską kolonię akademicką ustanawiając w jej miejsce gimnazjum z językami wykładowymi niemieckim i łaciną. Cztery lata później powstała też nowoczesna szkoła niemiecko-żydowska, mająca z młodych Żydów ukształtować dobrych cesarskich poddanych (istniała do 1806).
Przełomowe zmiany zaszły też w układzie komunikacyjnym Tarnowa. W 1785 r. oficjalnie otwarto „trakt cesarski”, zwany też „traktem środkowo-galicyjskim” lub „wiedeńskim”. Nowoczesna droga z drewnianym krytym mostem na Białej prowadziła od Śląska Cieszyńskiego do Lwowa. Trakt dochodził do miasta od strony zachodniej ulicą Śląską (obecnie Krakowska), od strony wschodniej ulicą Lwowską. Zrealizowano też dwa obejścia wzgórza miejskiego, łączące zachodni i wschodni odcinek traktu: od północy obecna ul. Wałową, a od południa ciąg ulic Targowa – Bernardyńska – Szeroka. Budowa nowego układu komunikacyjnego Tarnowa wiązała się z początkiem likwidacji fortyfikacji miejskich. Przede wszystkim bram stanowiących główną przeszkodę w powiązaniu nowego traktu z siecią ulic miasta lokacyjnego. Ulice: Bernardyńska i Szeroka powstały po usunięciu muru otaczającego klasztor bernardyński. Działki powstałe po likwidacji fortyfikacji sprzedawano pod budowę domów.

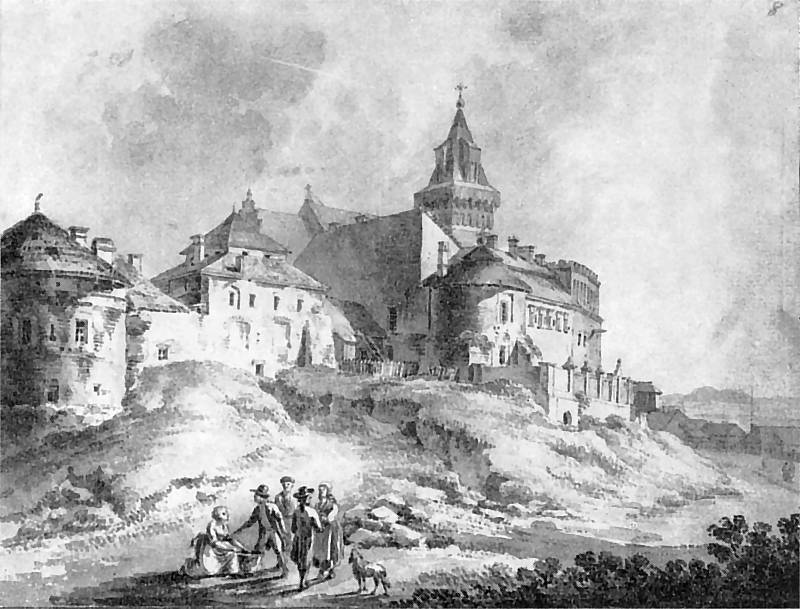
Budynki przy katedrze od strony ul. Wałowej, Z. Vogel, ok. 1800 r., obie widoczne baszty zachowane

W 1787 r. nastąpiła fundamentalna zmiana w ustroju i sposobie funkcjonowania miasta. Cesarz odebrał księciu Hieronimowi Sanguszce władzę sądową i administracyjną nad miastem, które przeszło pod wyłączną opiekę rządu. Własnością księcia pozostały dawne Przedmieścia Wielkie i Małe z Grabówką. Zarządzono wybory nowego Magistratu, któremu przekazano sądownictwo karne w obwodzie tarnowskim. Magistratem kierował prezydent, pełniący równocześnie funkcję sędziego miejskiego. Pierwszym prezydentem sędzią został Stanisław Mayr. Przy Magistracie utworzono departament policji. W kamienicy przy Rynku 4 ulokowano Sąd Szlachecki, prowadzący sprawy duchowieństwa i szlachty z siedmiu cyrkułów. Dzięki temu Tarnów stał się miastem często odwiedzanym przez galicyjską szlachtę i duchowieństwo, co korzystnie wpłynęło na jego rozwój. Wraz z powstawaniem nowych urzędów do miasta zaczęli napływać urzędnicy, nauczyciele, inżynierowie i duchowni pochodzenia austriackiego, czeskiego i niemieckiego. W rodzinie pracującego w Sądzie Szlacheckim adwokata, 14 marca 1794 r. urodził się Józef Bem, bohater narodowy Polski i Węgier.

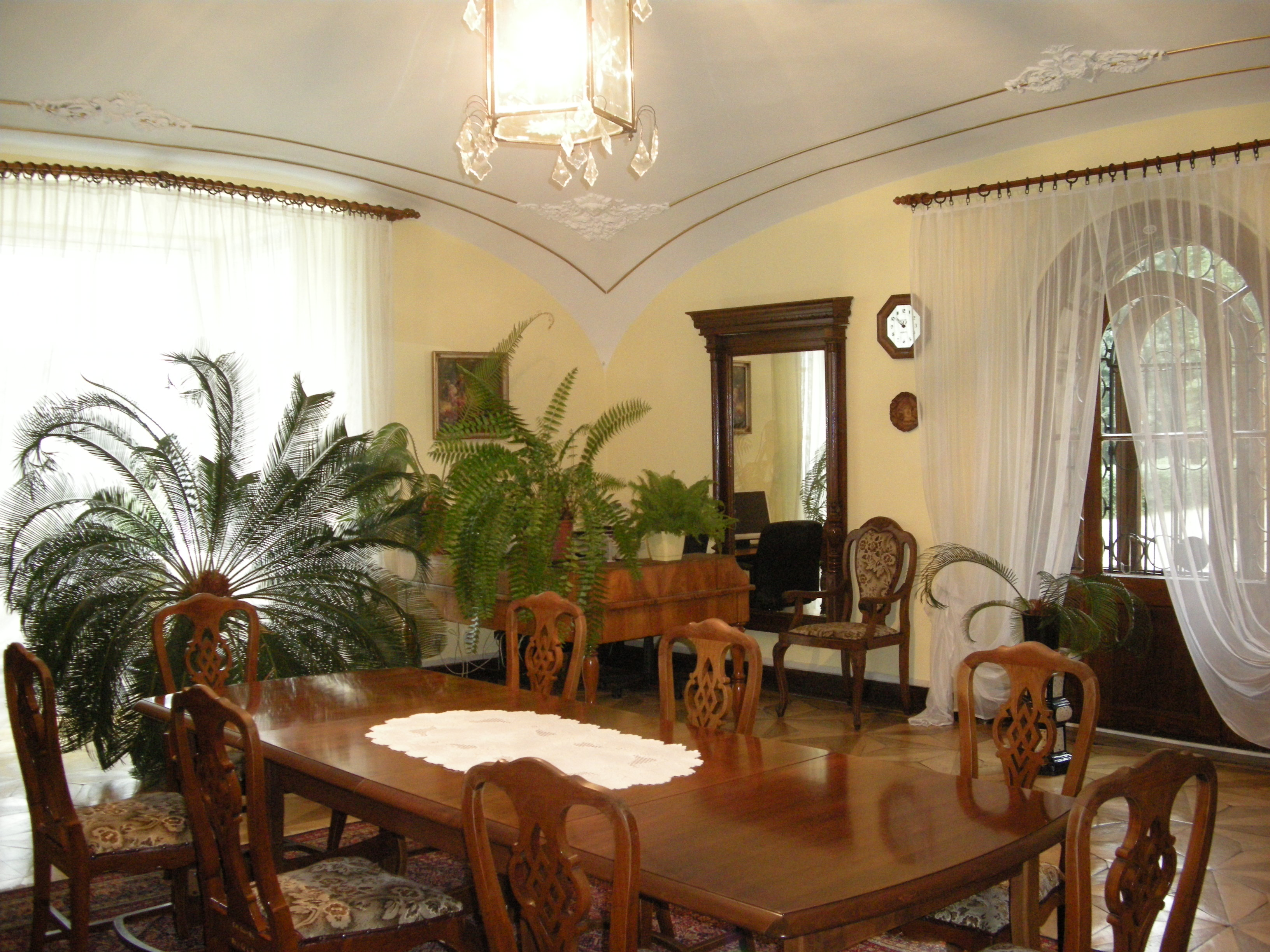
Jedno z wnętrz dawnego pałacu Sanguszków

Z budowli, które w tym czasie powstały w Tarnowie należy wymienić klasycystyczną budowlę pałacową, nazywaną później „kamienicą Kamienobrodzkich” przy Małym Rynku (pl. Kazimierza Wielkiego 5, mieściła się w niej sala, w której odbywały się widowiska sceniczne, a w okresie karnawału bale nazywane „redutami”), pałac Sanguszków (Dom Książęcy, późniejsze Starostwo) oraz budynek poczty. Dwa ostatnie stanęły przy pl. Pocztowym (obecnie pl. J. Sobieskiego). W 1799 r. Hieronim Sanguszko rozpoczął budowę murowanego „pałacu letniego” w Gumniskach. Pałac otaczał ogród holenderski.
Z wypadków, które miały miejsce w Tarnowie przed końcem XVIII w. należy wymienić trzęsienie ziemi 3 grudnia 1786 r. (niewielkie szkody materialne) i dwa pożary w 1792 r., z których jeden zniszczył kaplicę Więzienia Chrystusa.

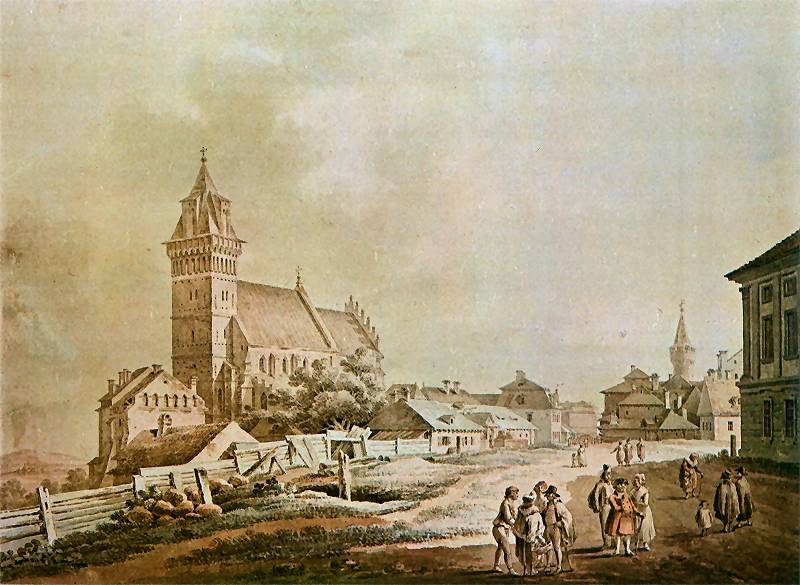
Widok Tarnowa ok. 1800 r. autorstwa Z. Vogla. Na pierwszym planie resztki rozebranej Bramy Krakowskiej, po lewej katedra z towarzyszącą zabudową

28 kwietnia 1798 r. cesarz Franciszek II nadał miastu Tarnów nowy przywilej, w którym m.in. określono ustrój władz miejskich, zatwierdzono posiadłości mieszczan tarnowskich i stan posiadania miasta oraz jego herb. Nadano miastu prawo propinacji oraz prawo organizowania czterech jarmarków rocznie. Magistrat zobowiązano do zapewnienia stacjonującym w Tarnowie oddziałom austriackim kwater i niezbędnych obiektów. W tym celu zakupiono od Funduszu Religijnego grunty pokościelnych folwarków: Zawale, Dyksonówka, Kantoria i Dąbrówka Infułacka. Niedługo potem pomiędzy dzisiejszymi ulicami E. Goldhammera i Matki Bożej Fatimskiej powstał pierwszy budynek koszarowy z placem ćwiczeń. Przy obecnej ul. J. Piłsudskiego wzniesiono istniejący do dzisiaj pierwszy szpital wojskowy o klasycystycznej fasadzie i sześciokolumnowej galerii od strony nieistniejących już ogrodów. Zmiany nastąpiły również w układzie przestrzennym miasta od strony wschodniej. Ul. Folwarczna (obecnie Kupiecka i częściowo L. Waryńskiego), wraz z ulicami Nową, Bóżnic oraz pl. Pod Dębem (obecnie pl. Bohaterów Getta) stały się osią nowego układu urbanistycznego na Zawalu. Na pl. Pod Dębem wyznaczono w dni targowe miejsce postoju dla przybywających do Tarnowa chłopów. Z czasem powstały wokół niego tanie hotele. Na terenie dawnych ogrodów bernardyńskich utworzono nowy plac (obecnie Drzewny), który miał stać się jednym z głównych placów miejskich. Założenia te zostały zrealizowane tylko częściowo lub wcale (jak w przypadku planowanego kompleksu budynków kurialnych przy ul. Katedralnej) ze względu na kryzys finansowy państwa spowodowany wojnami napoleońskimi (Austria była jednym z filarów III koalicji antyfrancuskiej). Do oddziałów napoleońskich operujących w tym czasie na Morawach, a później do armii Księstwa Warszawskiego próbowali przedostać się niektórzy uczniowie gimnazjum w Tarnowie. Jednym z nich był Kazimierz Brodziński. W 1808 r. diecezja tarnowska po przeniesieniu biskupstwa do Kielc przestała istnieć, a dotychczasowa katedra stała się zwykłym kościołem parafialnym w diecezji przemyskiej. Na początku następnego roku rząd austriacki wymusił na Tarnowie „pożyczki na koszta wojenne”. Usiłowano nawet skonfiskować srebrnego kura Bractwa Kurkowego, ale nie dopuścili do tego obywatele Tarnowa, którzy złożyli jego równowartość w kasie rządowej. Wiosną 1809 r. Tarnów zajął na krótko oddział wojsk Księstwa Warszawskiego. Po jego odejściu w mieście przez pół roku stacjonowali żołnierze z rosyjskiego korpusu posiłkowego. Wypuszczony przez nich balon zapalił się po zaczepieniu o dach kościoła Bernardynów, służącego jako prochownia i skład amunicji. Do wybuchu, który mógł zniszczyć miasto nie doszło dzięki mocnemu sklepieniu budynku.

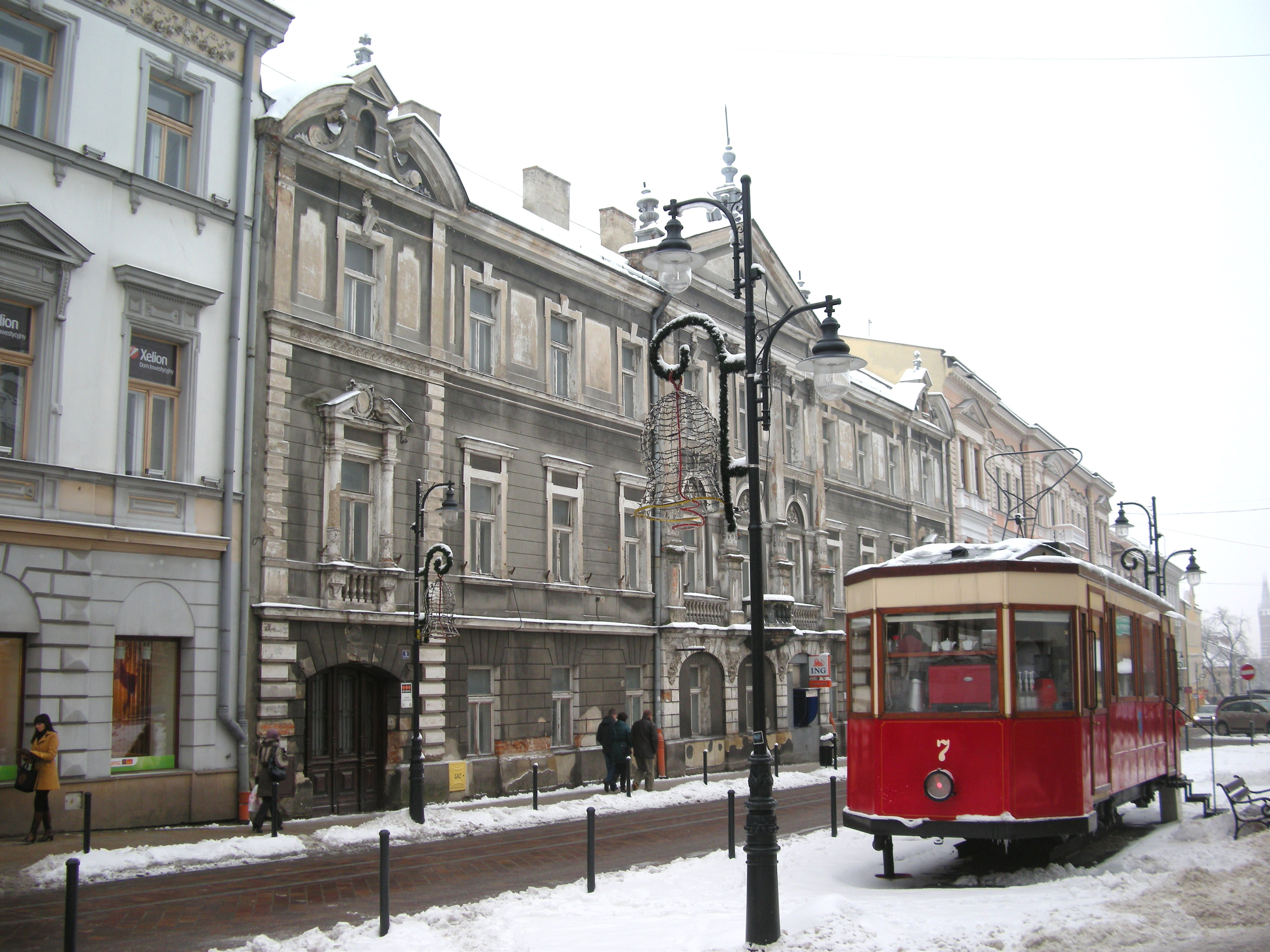
Replika tramwaju przed budynkiem byłego starostwa (dawny pałac Sanguszków)

W czerwcu 1814 r. doszło do pożaru Tarnowa trwającego 5 godzin. Był to ostatni wielki pożar całego miasta. W jego wyniku ukształtował się plac Chlebowy, zwany od 1877 r. do dzisiaj Rybnym. Na początku XIX w. rozbiórce uległy budynki kościołów św. Anny i Ducha św. W miejscu drugiego z nich powstał plac publiczny zwany popularnie Burkiem. Siedzibę starostwa umieszczono w dawnym pałacu Sanguszków przy pl. Pocztowym (dzisiaj Sobieskiego). W 1815 r. w Tarnowie urodził się Józef Władysław Krogulski, kompozytor, pianista i dyrygent. W tym okresie Tarnów odwiedzali cesarz Franciszek II (1817 i 1823) oraz przejazdem car Aleksander I (1818). W 1820 r. Tarnów liczył 2136 mieszkańców, a jego przedmieścia – 2274. Zmiany granic na mapie Europy po Kongresie Wiedeńskim ponownie postawiły problem administracji kościelnej na ziemiach polskich pod władzą austriacką. W 1822 r. Tarnów został włączony do nowo utworzonej diecezji tynieckiej, którą kierował biskup Grzegorz Tomasz Ziegler. Ten ze względu na lepszą lokalizację Tarnowa na terenie diecezji w ciągu czterech lat doprowadził do przeniesienia swojej siedziby do niego i zmiany nazwy diecezji na tarnowską. Siedzibą biskupa i konsystorza stała się pałacowa kamienica Rynek 4 kupiona przez Gubernium galicyjskie od księcia Eustachego Sanguszki. Seminarium Duchowne (początkowo IV rok studiów) przeniesiono z Bochni i umieszczono w tarnowskim klasztorze Bernardynów. Rozpoczęto też prace przy lepszym dostosowaniu katedry do swojej funkcji (m.in. przebito ściany między bocznymi kaplicami). 8 lipca 1827 r. odbył się uroczysty ingres biskupa Zieglera do katedry tarnowskiej, który jeszcze w tym samym roku został zamianowany biskupem Linzu.
W grudniu 1830 r. do liczącego 3500 (wśród nich 1/3 Żydów) mieszkańców Tarnowa dotarły wiadomości o powstaniu w Królestwie Polskim. Udała się tam grupa gimnazjalistów z Tarnowa, aby walczyć z bronią w ręku. Wielu tarnowian wspierało materialnie walkę o niepodległość. Istotną rolę w działaniach zbrojnych odgrywał urodzony w Tarnowie generał Józef Bem. W powstaniu uczestniczył także książę Władysław Sanguszko, który w randze podporucznika służył jako adiutant dwóch naczelnych wodzów powstania. Po upadku powstania listopadowego do Tarnowa dotarli liczni uciekinierzy. Część z nich wpłynęła pozytywnie na rozwój gospodarczy miasta, jak np. Franciszek Eliasiewicz, który na Zabłociu założył fabrykę maszyn rolniczych, nie zaprzestając działalności niepodległościowej. Książę Władysław Sanguszko, który po upadku powstania osiadł w Tarnowie, przebudował pałac w Gumniskach na stałą siedzibę rodową (dobudowana część zachodnia). Władysław i Izabella Sanguszkowie gościli w nim m.in. Aleksandra Fredrę, Zygmunta Krasińskiego, Napoleona Ordę, Wincentego Pola i wiele innych znanych postaci życia kulturalnego Polski pod zaborami. W 1843 r. z inicjatywy księżnej Izabelli Sanguszkowej i dam z Towarzystwa Dobroczynności powstał zakład dla sierot płci żeńskiej. W 1894 r. ochronkę przeniesiono do kamienicy przy ul. Ogrodowej (dzisiaj ul. J. Bema 14).
W 1831 r. ks. Wincenty Balicki opublikował książkę Miasto Tarnów pod względem historycznym, statystycznym, topograficznym i naukowym. Była to pierwsza monografia Tarnowa. W 1835 r. biskup tarnowski Franciszek de Paula Pisztek kupił budynek po browarze i ogród na przedmieściu Pogwizdów w celu przystosowania go na „dom ochrony ubogich i chorych”. Zatrudniono w nim stałego lekarza ordynariusza Wilhelma Kocha (prawdopodobnie pierwszego honorowego obywatela Tarnowa). W tym samym roku w Tarnowie urodził się Józef Szujski historyk, pisarz, publicysta i polityk. W 1842 r. także na Pogwizdowie otwarto szpital żydowski ufundowany z inicjatywy dobroczynnych towarzystw żydowskich, a przede wszystkim tarnowskiej filantropki Debory Menkes-Wekslerowej (obecnie ul. Matki Bożej Fatimskiej 25).

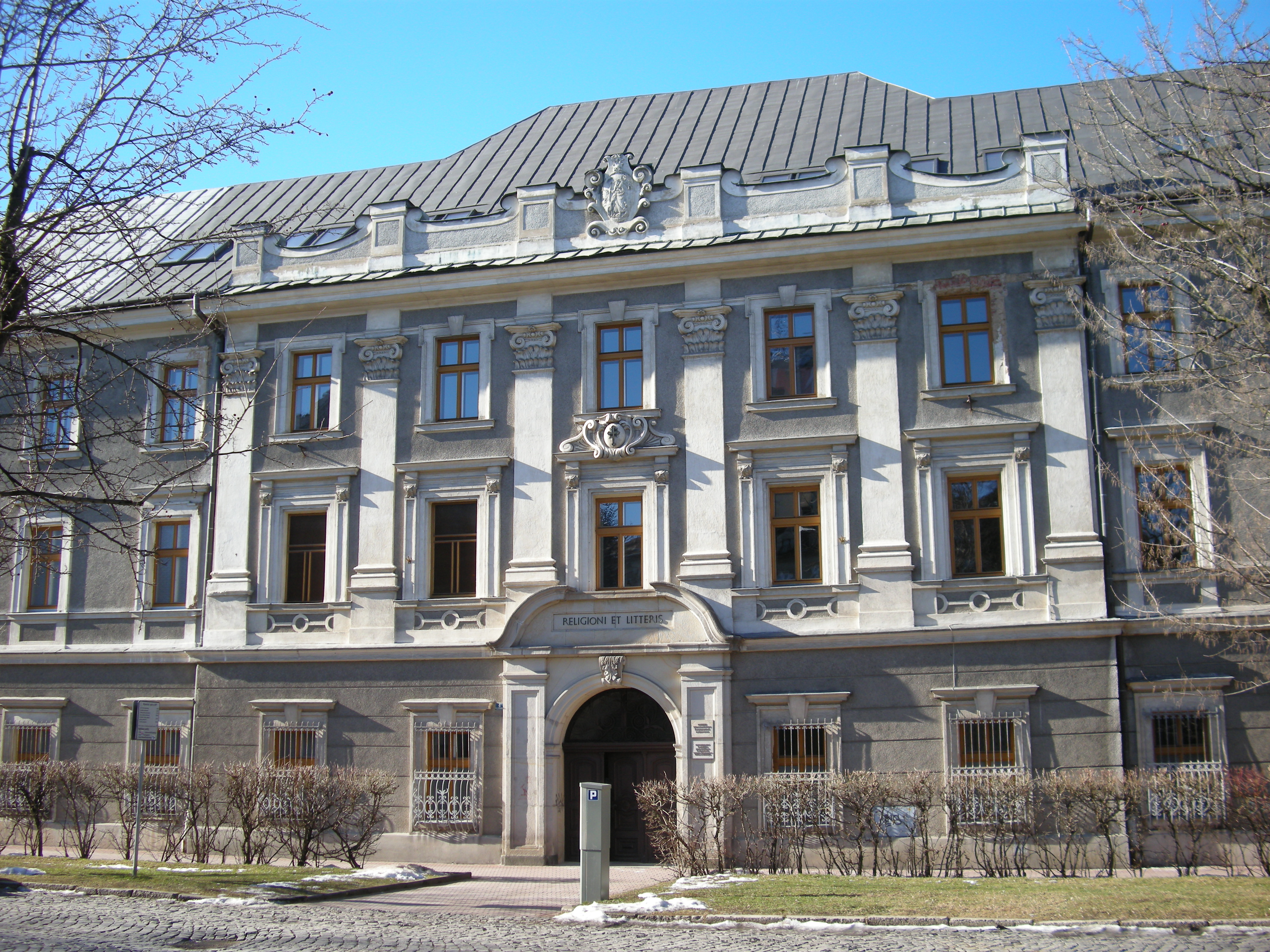
Budynek Wyższego Seminarium Duchownego (1835–1838)

Największą budowlą, która w tym okresie powstała w Tarnowie był gmach Seminarium Duchownego zbudowany w latach 1835–1838. Na czele seminaryjnego Instytutu Teologicznego stanął rektor ks. Michał Król. Drugim pod względem wielkości budynkiem był obszerny parterowy szpital wojskowy zbudowany w 1833 r. na Zawalu (obecnie siedziba Akademii Tarnowskiej). Nowe budynki mieszkalne w nowoczesnym stylu rundbogenstil powstały m.in. przy ul. Targowej, pl. J. Bema (Burek) i Bernardyńskiej. W latach 1823–1825 gruntownie przebudowano dawny klasztor Bernardynów. W budynku kościoła, z którego zachowane zostały mury zewnętrzne, umieszczono siedzibę Sądu Szlacheckiego (ob. Bernardyńska 24), a w jedynym zachowanym skrzydle południowym klasztoru – więzienie (ob. Bernardyńska 19). Przy okazji zasypano podziemia klasztoru (m.in. podziemny korytarz prowadzący od wieży dzwonnicy położonej na południe od kościoła do krypty pod chórem braci oraz korytarz prowadzący do kazamaty w bastei), które – jak uważał lud – miały mieć połączenie z zamkiem tarnowskim. W 1828 r. przebudowano w stylu klasycystycznym dom zajezdny książęcy na Przedmieściu Krakowskim (późniejszy Hotel Krakowski). Skandalem, zakończonym prawdopodobnie dymisją burmistrza Franza Baldiniego, była sprzedaż Władysławowi Sanguszce przez Magistrat na bardzo niekorzystnych dla miasta warunkach dawnego folwarku szpitala św. Ducha na Zabłociu.
W 1844 r. w Tarnowie działalność rozpoczął komitet rewolucyjny związany z Towarzystwem Demokratycznym Polskim, którego przedstawicielem na Tarnów był Jan Józef Tyssowski, były sekretarz księcia Władysława Sanguszki. W następnym roku powstało Towarzystwo Strzeleckie jako spadkobierca tradycji dawnego Bractwa Kurkowego. Oficjalnym jego celem miała być rozrywka w formie strzelania do tarczy, nieoficjalnym – przygotowanie do walki o niepodległość. Wiosną 1845 r. w Tarnowie odbyła się narada spiskowców, podczas której powierzono Edwardowi Dembowskiemu i Franciszkowi Wiesiołowskiemu przygotowanie 6 obwodów w zachodniej Galicji do wybuchu powstania. Austriacy byli dobrze poinformowani o działaniach spiskowców, a starosta (Kreishauptman) tarnowski Joseph Breinl von Wallerstern wysyłał do wsi cyrkułu komisarzy, którzy pod rozmaitymi pozorami spotykali się z chłopami i rozpuszczali pogłoski, że panowie gotują „rzeź poddanych”. Ukonstytuowany w Krakowie Rząd Narodowy, w skład którego wszedł Jan Józef Tyssowski jako przedstawiciel zaboru austriackiego wyznaczył wybuch powstania na noc 21/22 lutego 1846 r. Po licznych aresztowaniach powstanie zostało odwołane jednak major Leon Czechowski samowolnie przyspieszył termin ataku na Tarnów na noc 18/19 lutego i rozesłał instrukcje do głównych punktów zbornych. Powstanie w cyrkule tarnowskim skończyło się rzezią zwaną rzezią tarnowską albo galicyjską. Na plac przed Starostwem (dzisiaj pl. Sobieskiego) chłopi zwieźli trupy około 150 ofiar. Przyprowadzali także licznych pojmanych, często ciężko rannych, aby oddać ich w ręce władz. Ranni, wydostani z rąk chłopskich, składani byli w prowizorycznych lazaretach urządzonych przez Kamienobrodzkich w ich kamienicy (ul. Katedralna 5) i w pałacu Władysława Sanguszki w Gumniskach.

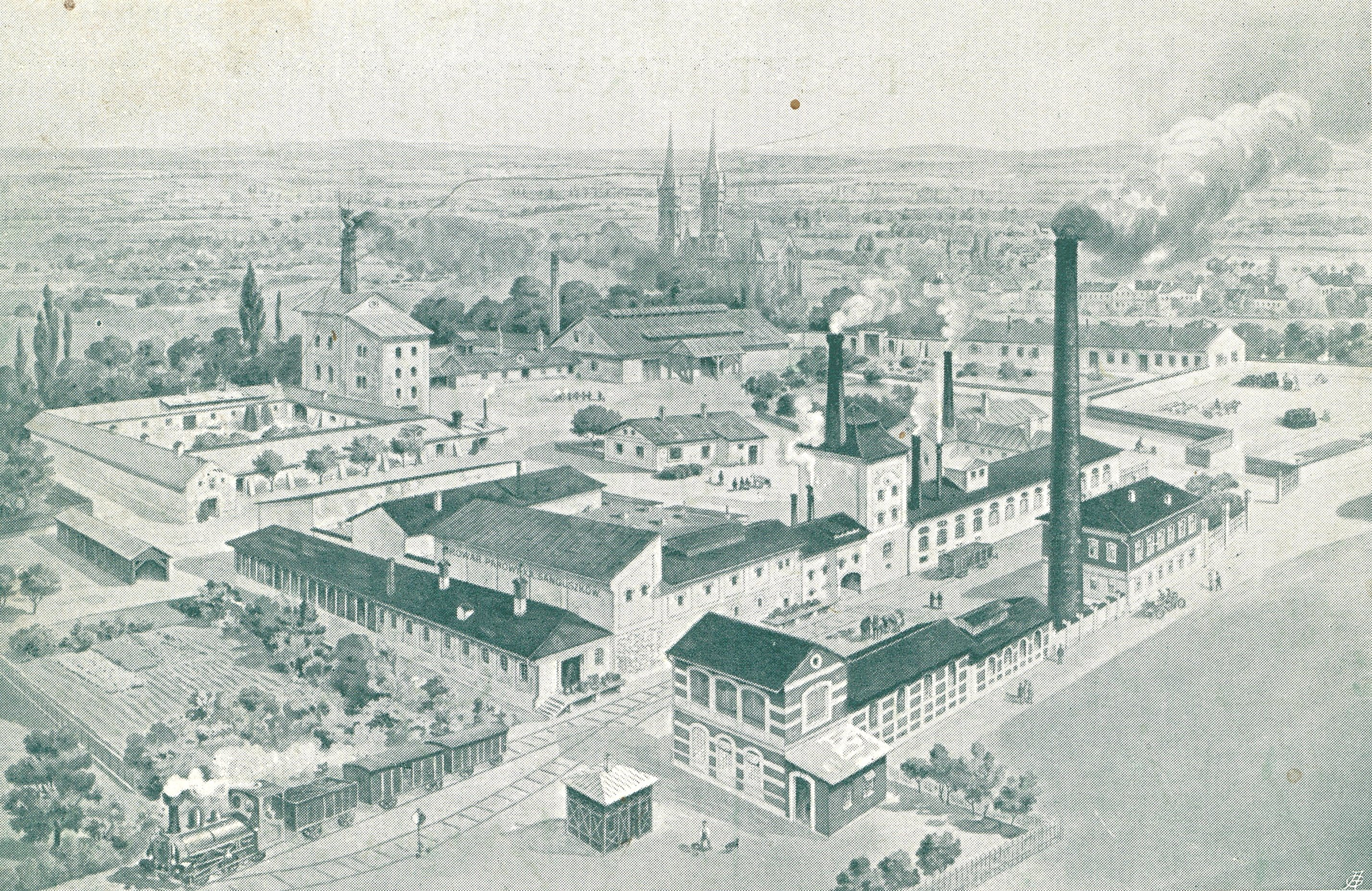
Browar książąt Sanguszków

7 kwietnia 1846 r. cesarz zatwierdził kontrakt zawarty między Magistratem a Władysławem Sanguszką. Zgodnie z nim miasto wykupiło od niego i przyszłych spadkobierców monopol propinacyjny na terenach podmiejskich Strusiny, Grabówki, Zabłocia, Terlikówki i Kantorii, a ponieważ było w stanie zapłacić księciu tylko połowę ustalonej sumy zobowiązało się na „wieczne czasy” corocznie wypłacać Sanguszkom połowę dochodu z propinacji. Sanguszko zatrzymał w mieście gorzelnię, fabrykę likierów i browar jako własność prywatną. Zgodnie z umową pod jurysdykcję miejską trafiły wyżej wymienione wsie podmiejskie. Powierzchnia miasta wzrosła z 2,29 do 17,28 km². Powiększony siedmiokrotnie Tarnów liczył 8459 mieszkańców.

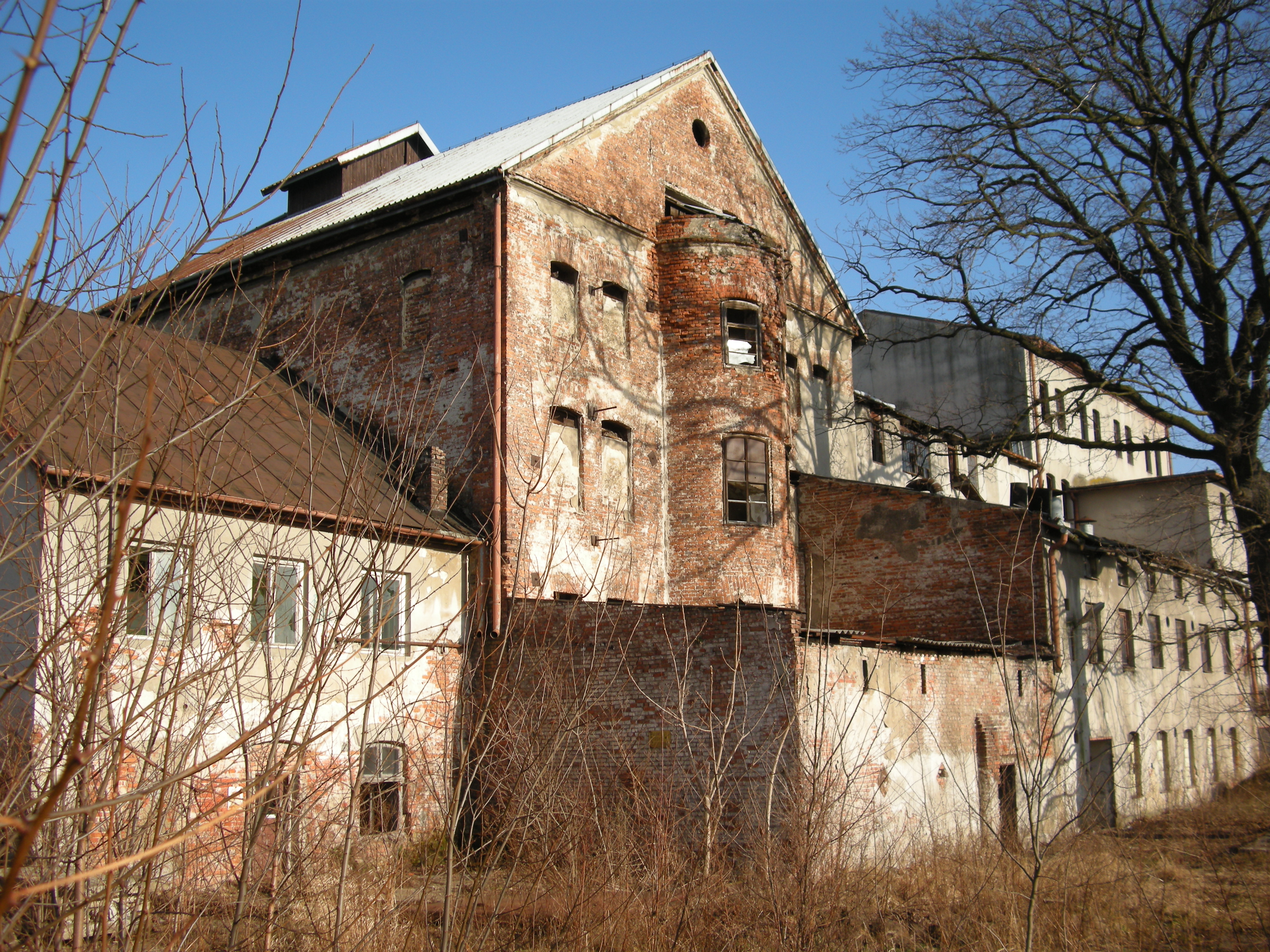
Młyn Szancerów z 1846 r.

W 1846 r. Henryk Szancer uruchomił nad Wątokiem nowoczesny młyn parowy, największy zakład przemysłowy we wschodniej części miasta.
Wiosna Ludów zaczęła się w Tarnowie 19 marca 1848 r. od narady przedstawicieli miasta, wsi i uczącej się młodzieży w Hotelu Krakowskim. Powołano do życia Komitet Narodowy i zorganizowano oddział Gwardii Narodowej, obywatelskiej ochotniczej formacji wojskowej. W mieście panował spokój, nie licząc wybicia szyb w mieszkaniach znienawidzonych z powodu mordów w 1846 r. Izaaka Luxenberga i kancelistów cyrkularnych. 1 kwietnia ukazało się pierwsze tarnowskie czasopismo świeckie pod tytułem „Zgoda” (od 4 listopada „Gazeta Tarnowska Godło: Zgoda”), będące nieoficjalnym organem Komitetu Narodowego. Władysław Sanguszko zlikwidował pańszczyznę w swoich dobrach. W Gimnazjum wprowadzono naukę języka polskiego, a na ruinach zamku tarnowskiego polscy i żydowscy mieszkańcy miasta z pomocą kilkuset żołnierzy austriackich rozpoczęli sypanie kopca ku czci ofiar rzezi w 1846 r. Jesienią nadzieje na poważne zmiany polityczne i utworzenie polskiego samorządu w Galicji zaczynają szybko słabnąć. W listopadzie 1848 r. wojsko austriackie zajęło część gmachu Seminarium Duchownego i przebywało tam przez okres około jednego roku. Władze nakazały rozpuścić do domów dwa pierwsze roczniki alumnów i zagroziły zamknięciem uczelni. Na przełomie lat 1848 i 1849 do Tarnowa dotarła epidemia cholery. 10 stycznia 1849 r. wprowadzono stan wojenny na terenie całej Galicji. Władze nakazały m.in. rozwiązanie formacji paramilitarnych i przerwanie sypanie kopca na ruinach zamku. Zakazano wydawania „Gazety Tarnowskiej. Godło Zgoda”. W 1850 r. papież przyjął wymuszoną przez władze cesarskie rezygnację biskupa Józefa Wojtarowicza z kierowania diecezją tarnowską. Z funkcji rektora Seminarium Duchownego zrezygnował ks. Michał Król. Został proboszczem katedry. Na tym stanowisku przeprowadził on prace remontowe w katedrze (m.in. nowe ołtarze boczne, polichromia i posadzka), uratował drewniany kościół Najświętszej Panny Maryi na Burku, któremu groziło runięcie do Wątoku (przesunięto o blisko 6 metrów w kierunku wschodnim) i drewniany kościół św. Trójcy na Terlikówce.
W 1855 r. zlikwidowany został Sąd Szlachecki w Tarnowie. W jego miejsce powołano Sąd Obwodowy, któremu podlegały sądy powiatowe w Dąbrowie, Dębicy, Mielcu, Pilźnie, Ropczycach, Radomyślu, Tuchowie i Żabnie.

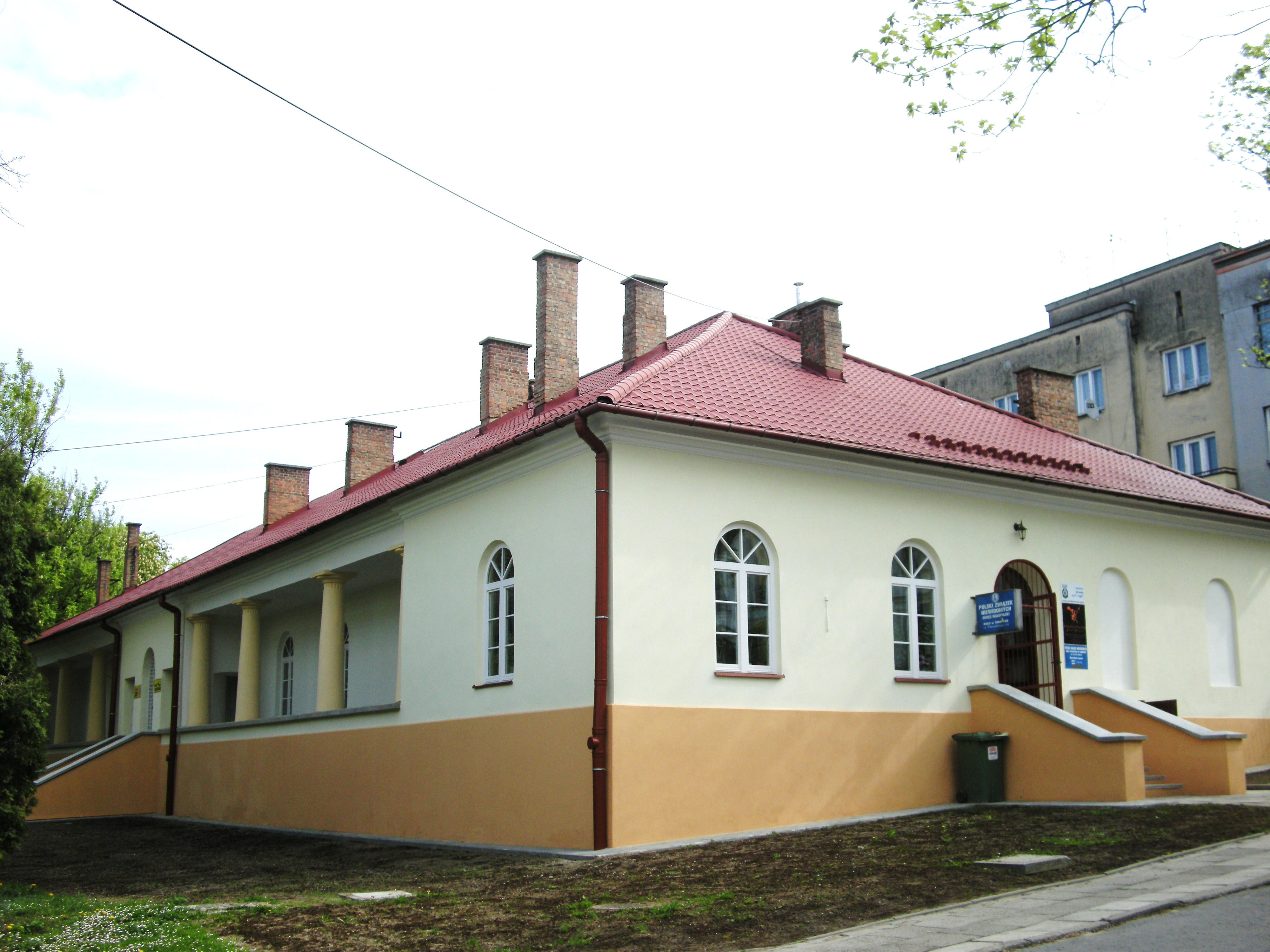
Klasycystyczny budynek dawnego szpitala wojskowego z początku XIX w. przy ul. Piłsudskiego 24. Obecnie siedziba m.in. zarządu okręgowego Polskiego Związku Emerytów, Rencistów i Inwalidów

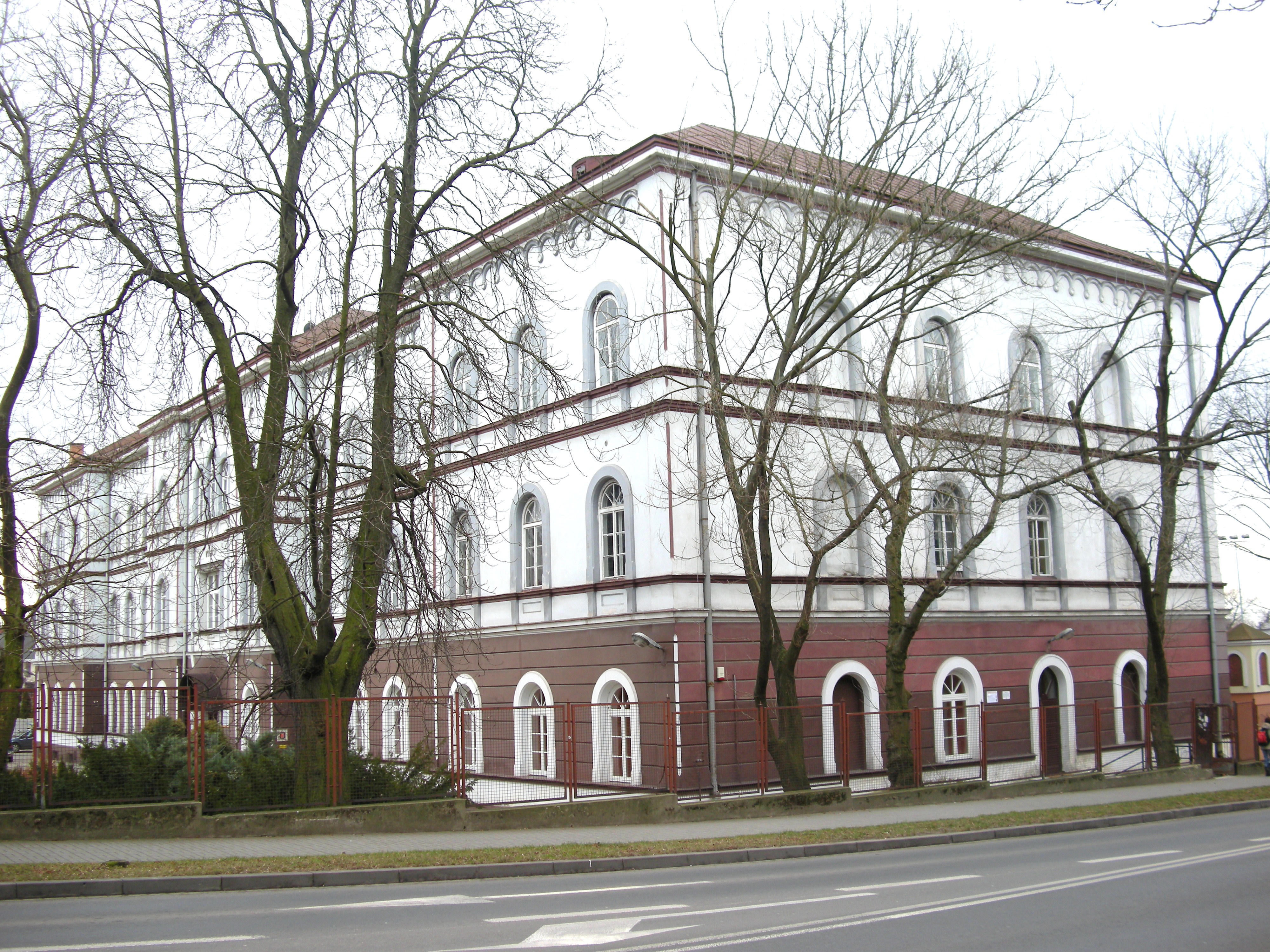
Zakład wychowania wojskowego z 1855 r. pełniący później także funkcję szpitala wojskowego. Obecnie Pałac Młodzieży

W dniach 16–17 czerwca 1855 r. Tarnów odwiedził cesarz Franciszek Józef. Monarcha obserwował manewry wojskowe, przyjął defiladę i wizytował urzędy. Zwiedził też nowy szpital wojskowy (obecnie siedziba Akademii Tarnowskiej) i nowo budujący się zakład wychowania wojskowego, czyli szkołę kadetów (dzisiaj Pałac Młodzieży przy ul. J. Piłsudskiego 24). W październiku tego roku odbył się pierwszy przejazd techniczny pociągu przez Tarnów. Ukończono też budowę pierwszego dworca kolejowego. 20 lutego 1856 r. oficjalnie otwarto ruch na linii kolejowej im. Karola Ludwika łączącej Kraków, Bochnię, Tarnów i Dębicę. Do 1861 r. linię przedłużono do Lwowa. Ukończono także budowę nowych gościńców do Ciężkowic, Dąbrowy i Żabna, które umożliwiły dojazd z tych miejscowości do dworca kolejowego w Tarnowie. W 1859 r. Henryk Szancer uruchomił pierwszy w Galicji parowy młyn grysikowy, a wiedeńczyk Johann Breitseer założył w Tarnowie pierwszą kawiarnię (dzisiejsza Tatrzańska). W następnym roku Rajzla Rubin otworzyła zakład produkujący i prowadzący hurtową sprzedaż gotowych ubrań, zapoczątkowując silny później przemysł konfekcyjny w Tarnowie. W 1860 r. zamontowano naftowe oświetlenie na ulicach Tarnowa.

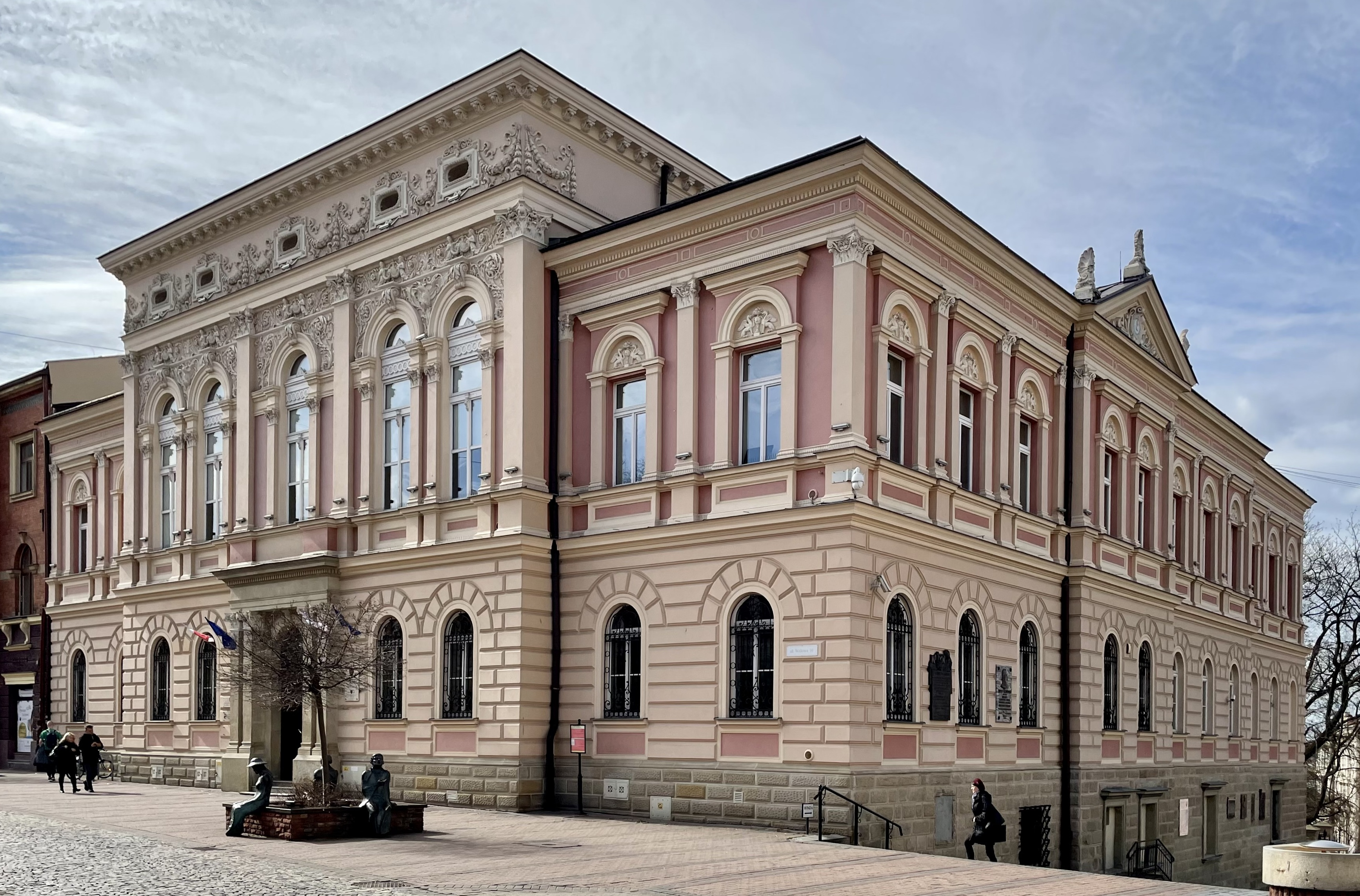
Budynek dawnej Miejskiej Kasy Oszczędności

Ważną dla miasta instytucją była Kasa Oszczędności miasta Tarnowa. Powstała w 1861 r. z inicjatywy grupy obywateli Tarnowa z Adamem Morawskim na czele, jako druga w Galicji po lwowskiej. Instytucja ta miała zapewnić ciągłość finansowania inwestycji miejskich, oferować mieszkańcom miasta tani kredyt zamiast dotychczasowych lichwiarskich pożyczek i umożliwiać lokowanie oszczędności. Pierwszą inwestycją miejską finansowaną przez Kasę Oszczędności był nowy budynek szpitala miejskiego. W 1864 r. utworzono Zakład Zastawniczy Funduszu Podupadłych Mieszczan w Tarnowie. Adam Morawski, burmistrz Tarnowa w latach 1856–1857, był prawnikiem, podobnie jak wszyscy burmistrzowie i prezydenci Tarnowa do 1939 r. Jako pierwszy tarnowianin uczczony został w mieście placem swojego imienia.

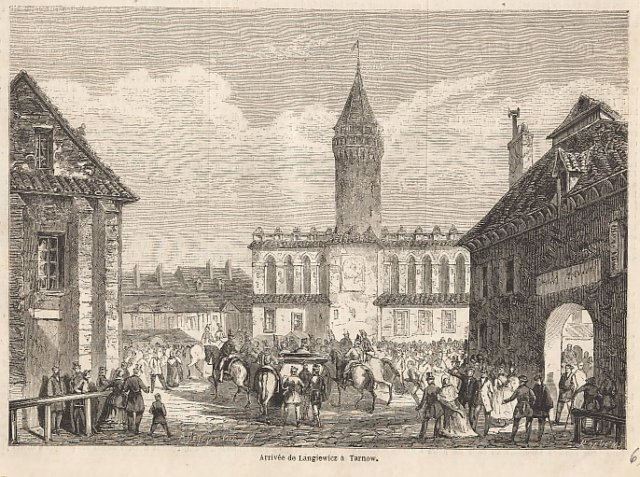
Wjazd M. Langiewicza do Tarnowa z powstańcami w marcu 1863 r. Rycina M. Victora z 1863 r.

15. rocznica „rzezi galicyjskiej” w Tarnowie zbiegła się w czasie z krwawo stłumionymi demonstracjami patriotycznymi w Warszawie w lutym 1861 r. W ciągu tego i następnych miesięcy tego roku w kościele bernardyńskim i w katedrze odprawiono wiele nabożeństw związanych z rocznicami narodowymi. Tłumy ściągały zwłaszcza kazania bernardyna o. Bernarda Bulsiewicza. Rozpoczął się też zwyczaj gromadzenia się przy kapliczce św. Walentego przy torach kolejowych (dokładnie z drugiej jej strony, gdzie we wnęce umieszczono ikonę Matki Bożej Częstochowskiej), aby śpiewać zakazane pieśni patriotyczne oraz religijne. W listopadzie 1862 r. w Tarnowie powstała organizacja konspiracyjna Ława Obwodowa podlegająca krakowskiej Ławie Głównej (stronnictwo „czerwonych”), prowadziła ona działalność propagandową oraz gromadziła fundusze na przyszłe powstanie. Kierowali nią Józef Dąbrowski i Antoni Uhma. Po wybuchu powstania styczniowego na terenie fabryki Eliasiewicza zaczęto w konspiracji formować oddział „Kompanię strzelców tarnowskich” (67 ochotników) pod dowództwem kapitana Antoniego Uhmy, która uzbrojona przeważnie w kosy wzięła udział w przegranej przez powstańców bitwie o Miechów (17 lutego). Straty jej wyniosły 6 zabitych i 7 rannych. Tarnowianie walczyli też w bitwach pod Chrobrzem i Grochowiskami (17–18 marca). Ranni powstańcy leczeni byli m.in. w tarnowskim szpitalu miejskim, szpitalu żydowskim, lazarecie zorganizowanym w gumniskim pałacu Sanguszków i ambulansie u Franciszka Eliasiewicza. Zmarłych chowano na cmentarzu zabłockim. Tarnów odgrywał w tym czasie rolę jednego z ośrodków gromadzenia i transportu broni z Galicji do Królestwa Polskiego. Komitet Niewiast Polskich w Tarnowie organizował zaopatrzenie w żywność, leki i środki opatrunkowe dla powstańców. 20 marca 1863 r. do Tarnowa dotarł aresztowany dyktator powstania generał Marian Langiewicz, witany entuzjastycznie przez tarnowian. Langiewicz przetrzymywany był przez dwa dni w Hotelu Krakowskim ze swoją adiutantką Anną Pustowójtówną. Tutaj też złożył swoją dyktaturę na ręce przedstawicieli Rządu Narodowego. Rozwiązana została też Ława Obwodowa. Władza powstańcza przeszła w ręce Komitetu Zachodniej Galicji (stronnictwo „białych”), którego głównym przedstawicielem w Tarnowie był adwokat Karol Kaczkowski. W od kwietnia do czerwca 1863 r. w „galicyjskim batalionie” majora Andrzeja Łopackiego walczyli kolejni ochotnicy z Tarnowa. Wśród nich przyszły burmistrz major Jan Witold Rogoyski. 3 czerwca 1863 r. Austriacy dokonali rewizji w domach tarnowskich adwokatów Rutowskiego, Jarockiego, Stojałowskiego, lekarza miejskiego Józefa Starkla, burmistrza Józefa Pędrackiego oraz piekarza Walentego Stepkiewicza, w którego domu na Zabłociu znajdowało się tajne biuro werbunkowe. Zrewidowano także biura Magistratu. Nie znaleziono jednak żadnych dowodów na działalność konspiracyjną. Wprowadzenie stanu oblężenia w Galicji 28 lutego 1864 r. powstrzymało inicjatywy mające na celu pomoc powstaniu. Ocenia się, że w walkach powstańczych łącznie wzięło udział około 250 tarnowian, głównie z młodzieży gimnazjalnej i rzemieślniczej. Od marca 1864 r. do połowy 1865 r. przed sądem wojennym w Tarnowie stanęło tysiąc osób, które uczestniczyły w powstaniu lub wspomagały je w inny sposób.

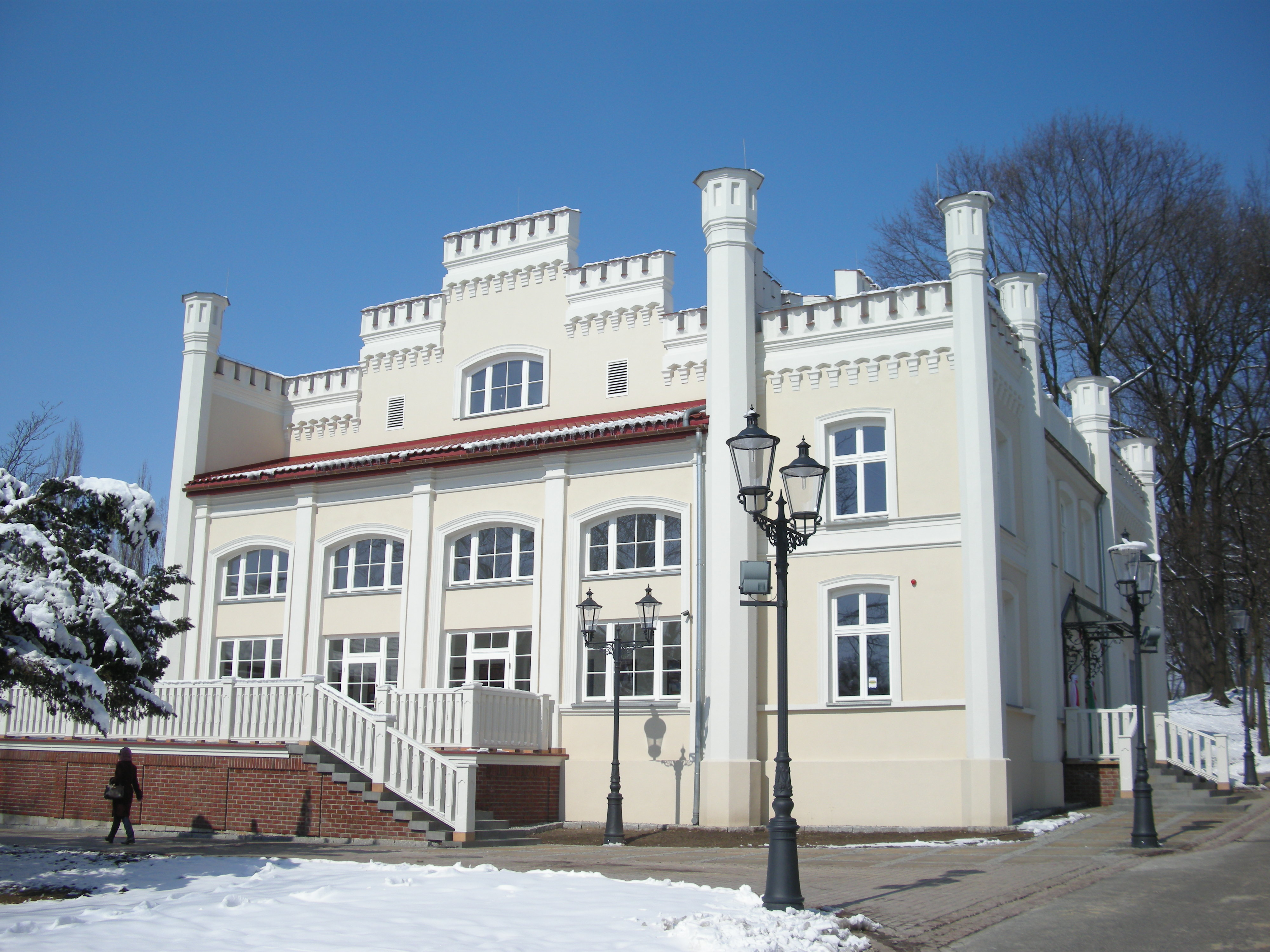
Pałacyk strzelecki, siedziba Biuro Wystaw Artystycznych w Tarnowie

W 1865 r. rozpoczęły się prace nad uporządkowaniem miasta. Ułożono chodniki przy ulicy i placu Katedralnym, przy Lwowskiej i Krakowskiej. Powieszono tabliczki z nazwami ulic. Odcinek ul. Seminaryjskiej (dzisiaj J. Piłsudskiego) ukształtowano jako promenadę, przy której nasadzono kasztanowce i ustawiono ławki. Prowadzić miała ona do ogrodu miejskiego, w którym zbudowano neogotycką siedzibę strzelnicy reaktywowanego Towarzystwa Strzeleckiego (obecnie siedziba Biura Wystaw Artystycznych). W tym samym roku powstało w Tarnowie Stowarzyszenie Ochotniczej Straży Pożarnej. Pierwszym naczelnikiem strażaków został niedawny powstaniec Antoni Uhma. Epidemia cholery trwająca od sierpnia do października 1866 r. spowodowała w Tarnowie śmierć 1700 osób.

#### Okres autonomii galicyjskiej
Największe zmiany w Tarnowie pod zaborem austriackim nastąpiły w 1867 r. po nadaniu gminom autonomii. Nowa samorządna Rada Miejska wybrała burmistrza Wojciecha Bandrowskiego (do tego czasu burmistrz był mianowany przez rząd) i jego zastępcę Klemensa Rutowskiego. Po raz pierwszy radnymi zostali też Żydzi. Przy Magistracie utworzono urząd budowniczego miejskiego, do którego kompetencji należało projektowanie i realizowanie inwestycji miejskich oraz zatwierdzanie inwestycji prywatnych. Pierwszym budowniczym miejskim został Karol Polityński młodszy.
W szkołach średnich całej Galicji wprowadzono język polski jako wykładowy. W 1869 r. Tarnów liczył 21 779 mieszkańców i był pod względem liczby ludności trzecim miastem w Galicji po Lwowie (87 159) i Krakowie (49 835). W ciągu 12 lat (od 1857) liczba mieszkańców Tarnowa wzrosła o ponad 13 tys. W 1869 r. utworzono Kółko Przyjaciół Muzyki (od 1901 r. Towarzystwo Muzyczne). Propagowało ono muzykę świecką, urządzało koncerty, wieczornice z okazji świąt narodowych, bezpłatne kursy śpiewu, a z czasem siłami własnych członków z powodzeniem wystawiało opery. Stanowiło jedno z najbardziej aktywnych stowarzyszeń w Tarnowie.

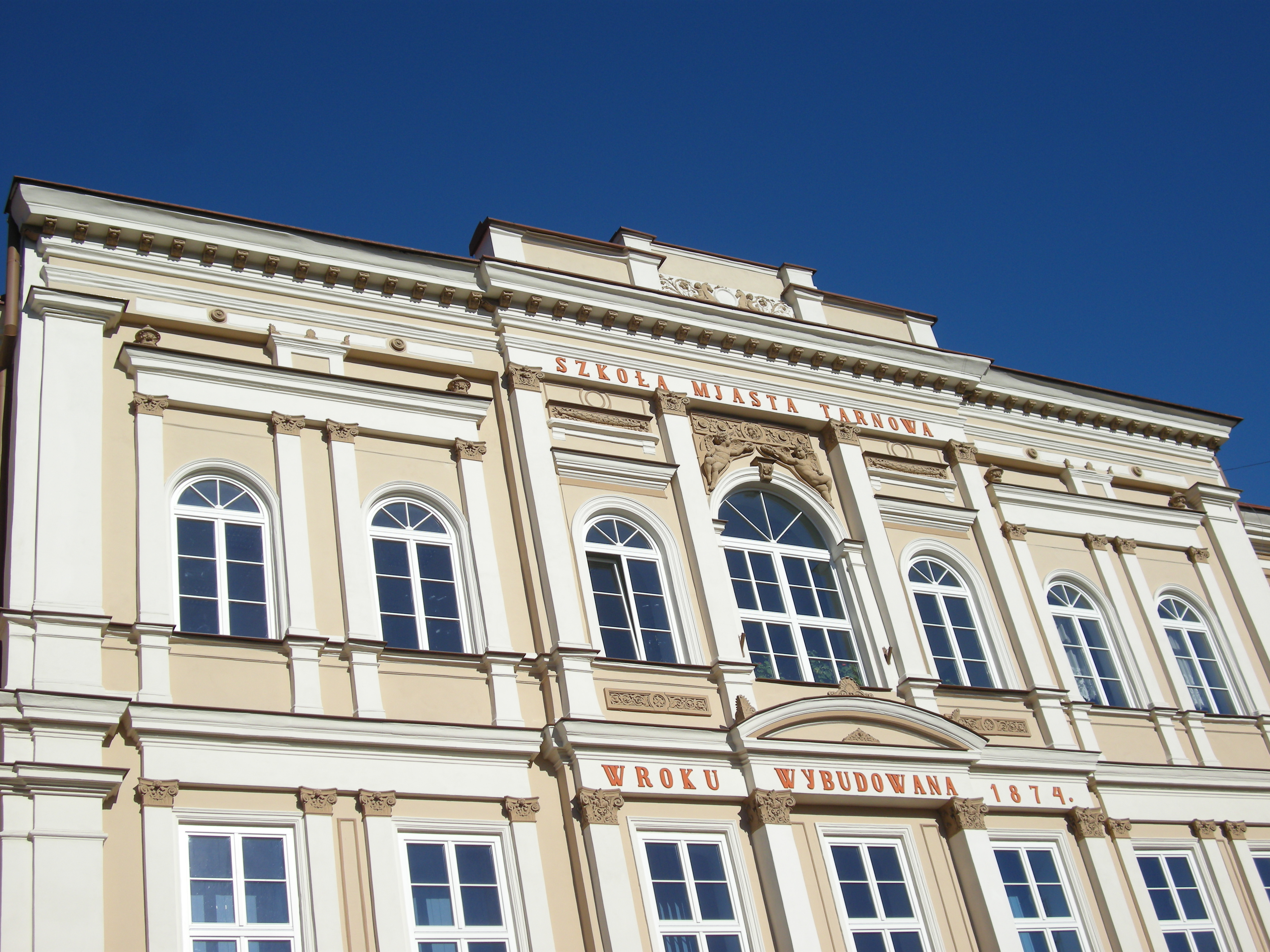
Fasada budynku szkoły miejskiej z 1874 r.

15 sierpnia 1870 r. z powodu sprzeczki między katolikiem a Żydem doszło do zamieszek. Grupa złożona w większości z chłopów z okolicznych wsi atakowała Żydów, rabowała sklepy i mieszkania żydowskie. Zamieszki te stanowiące raczej wyjątek w życiu miasta udało się stłumić następnego dnia. Zdarzały się też napady żydowskich ortodoksów na konwertytów z judaizmu. W 1872 r. Rada Miejska postanowiła wziąć pod własny zarząd propinację miejską, czyli monopol alkoholowy (dotychczas był on oddawany w dzierżawę). Stanowił on główne źródło dochodów miasta. Zarząd powierzono byłemu burmistrzowi Józefowi Pędrackiemu. Spowodowało to trwający 10 lat ostry konflikt w Radzie Miejskiej między zwolennikami i przeciwnikami własnego zarządu propinacją. Stronnictwo Józefa Pędrackiego uważało, że miasto powinno sprawować zarząd nad propinacją bezpośrednio, stronnictwo, na czele którego stał Karol Kaczkowski gromadziło zwolenników dalszego dzierżawienia propinacji. Najważniejszą inwestycją w dziedzinie infrastruktury w Tarnowie w tym okresie było oddanie do użytku linii kolejowej Tarnów – Nowy Sącz – Leluchów (1876). W ten sposób Tarnów uzyskał połączenie kolejowe z Węgrami. W 1875 r. ulicy prowadzącej do magazynów tej kolei nadano imię Wojciecha Bandrowskiego, zmarłego w 1870 r., pierwszego autonomicznego burmistrza Tarnowa, dzięki którego osobistym zabiegom dwie linie kolejowe połączyły się w Tarnowie. Największymi budowlami powstałymi w latach 70. XIX w. Tarnowie były Szkoła Wydziałowa Męska, zbudowana (1874) przy nowo wytyczonej ul. M. Kopernika według projektu Karola Polityńskiego, Gimnazjum przy ul. Seminaryjskiej (dzisiaj I LO przy ul. Piłsudskiego 4) według projektu Józefa Sarrego. W 1878 r. na ulicach Tarnowa pojawiło się oświetlenie gazowe. W 1877 r. Tarnów przyjął wygnane z Gniezna ss. Urszulanki Unii Rzymskiej. Przy ul. Ogrodowej (dzisiaj J. Bema) otworzyły one szkołę wyższą żeńską z pensjonatem. Przy klasztorze zbudowano neoromańską kaplicę według projektu Karola Polityńskiego (niezachowana). W następnym roku w Tarnowie osiedlili się księża filipini, wypędzeni z Wielkopolski z powodu pruskiego Kulturkampfu. Przy ul. Seminaryjskiej (dzisiaj ul. J. Piłsudskiego) filipini zbudowali kościół według projektu Karola Polityńskiego.
W 1879 r. pierwszą w Tarnowie hutę szkła założył Bernard Kropf. Powstała ona w pobliżu ul. Do Huty i zatrudniała około 300 pracowników. W 1880 r. Tarnów liczył już prawie 25 tys. mieszkańców (według wyznania policzono 12 954 rzymskich katolików, 193 grekokatolików, 131 protestantów i 11 349 żydów).

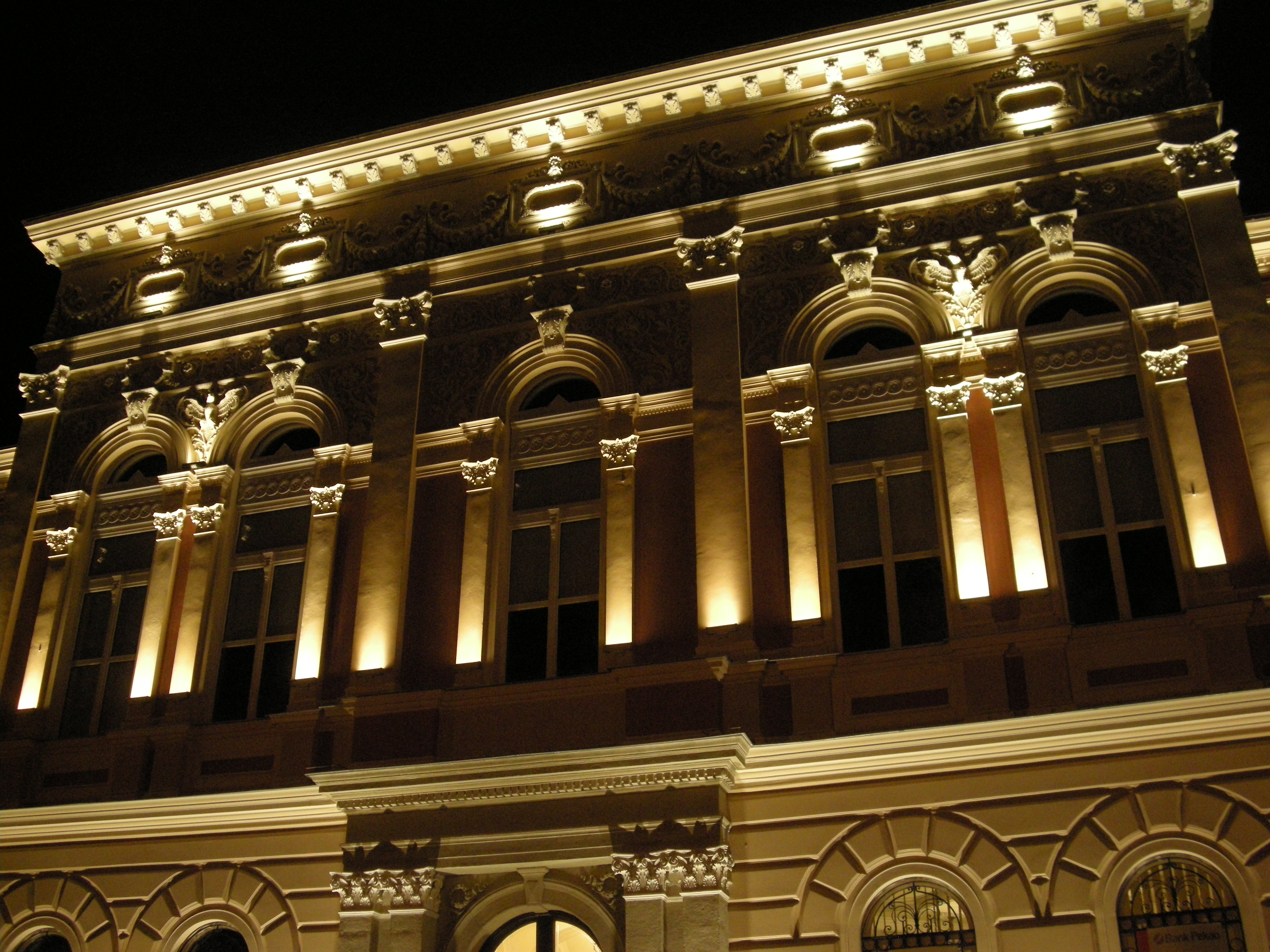
Fasada budynku dawnej Miejskiej Kasy Oszczędności z Salą Lustrzaną na piętrze

Od lat 80. XIX w. do 1914 r. w Tarnowie trwał boom budowlany. Powstały liczne budynki publiczne i prywatne, a część starszych została rozbudowywana lub upiększana zgodnie z gustem epoki. Początkowo dominowały style historyczne, potem eklektyzm, a na początku XX w. pojawiła się secesja, później modernizm. Jednym z najbardziej okazałych budynków była siedziba Kasy Oszczędności, zbudowana według projektu Karola Polityńskiego przy ul. Wałowej 10. Parter zajmowała Kasa Oszczędności, a piętro z salą Lustrzaną wynajmowało Towarzystwo Kasynowe i Kółko Przyjaciół Muzyki. Odbywały się tam liczne koncerty. Obecnie służy ona m.in. jako miejsce posiedzeń Rady Miejskiej. Wśród architektów oprócz wspomnianego wyżej Polityńskiego wyróżniają się Szczęsny Zaremba, Janusz Rypuszyński i Adolf Juliusz Stapf. Od początku XX w. w krajobrazie Tarnowa dominowały przebudowana w stylu neogotyckim katedra (proj. J. Zachariewicz), także neogotycki kościół Księży Misjonarzy (proj. J. Sas Zubrzycki) oraz Synagoga Wielka zwana „Jubileuszową” (proj. W. Ekielski). Część miasta między dzisiejszymi ulicami Wałową, E. Goldhammera, A. Mickiewicza, Matki Bożej Fatimskiej, Bóżnic i pl. Pod Dębem, przecięta ulicami Kupiecką, Nową i L. Waryńskiego utworzyła „nową dzielnicę żydowską”, gdzie koncentrowało się życie żydowskiej części społeczności miasta Tarnowa. W budynku przy ul. Nowej 10 (w miejscu, gdzie stoi obecny budynek Urzędu Miasta) mieściła się siedziba zarządu tarnowskiej gminy żydowskiej. W dzielnicy tej znajdują się szkoły religijne i bóżnice. O aktywności społecznej świadczą stowarzyszenia powstające w tym czasie w Tarnowie. Były wśród nich stowarzyszenia rzemieślników o charakterze samopomocowym i samokształceniowym, Towarzystwo Gimnastyczne „Sokół” (organizacja społeczno-wychowawcza, sportowa i paramilitarna), wśród młodych Żydów coraz większe wpływy zdobywał syjonizm, w środowiskach robotniczych pojawiali się zwolennicy socjalizmu. Życie miasta opisywał tygodnik „Pogoń” wydawany przez Józefa Pisza. W 1888 r. biskup Ignacy Łobos otwarł szkołę dla organistów powstałą staraniem Towarzystwa Muzyki Kościelnej św. Wojciecha. W tym samym roku w Wyższym Seminarium Duchownym ks. Józef Bąba otwarł pierwsze na ziemiach polskich Muzeum Diecezjalne. Istniejące do dzisiaj muzeum gromadzi zabytki sztuki kościelnej, głównie średniowiecznej, z terenu diecezji tarnowskiej. Według przeprowadzonego 31 grudnia 1900 r. spisu ludności Tarnów zamieszkiwało 31 691 osób. Pod względem przynależności wyznaniowej 18 960 osób było wyznania rzymskokatolickiego, 12 586 mojżeszowego, 110 osób wyznania greckokatolickiego, 33 ewangelików, 2 osoby wyznające prawosławie.

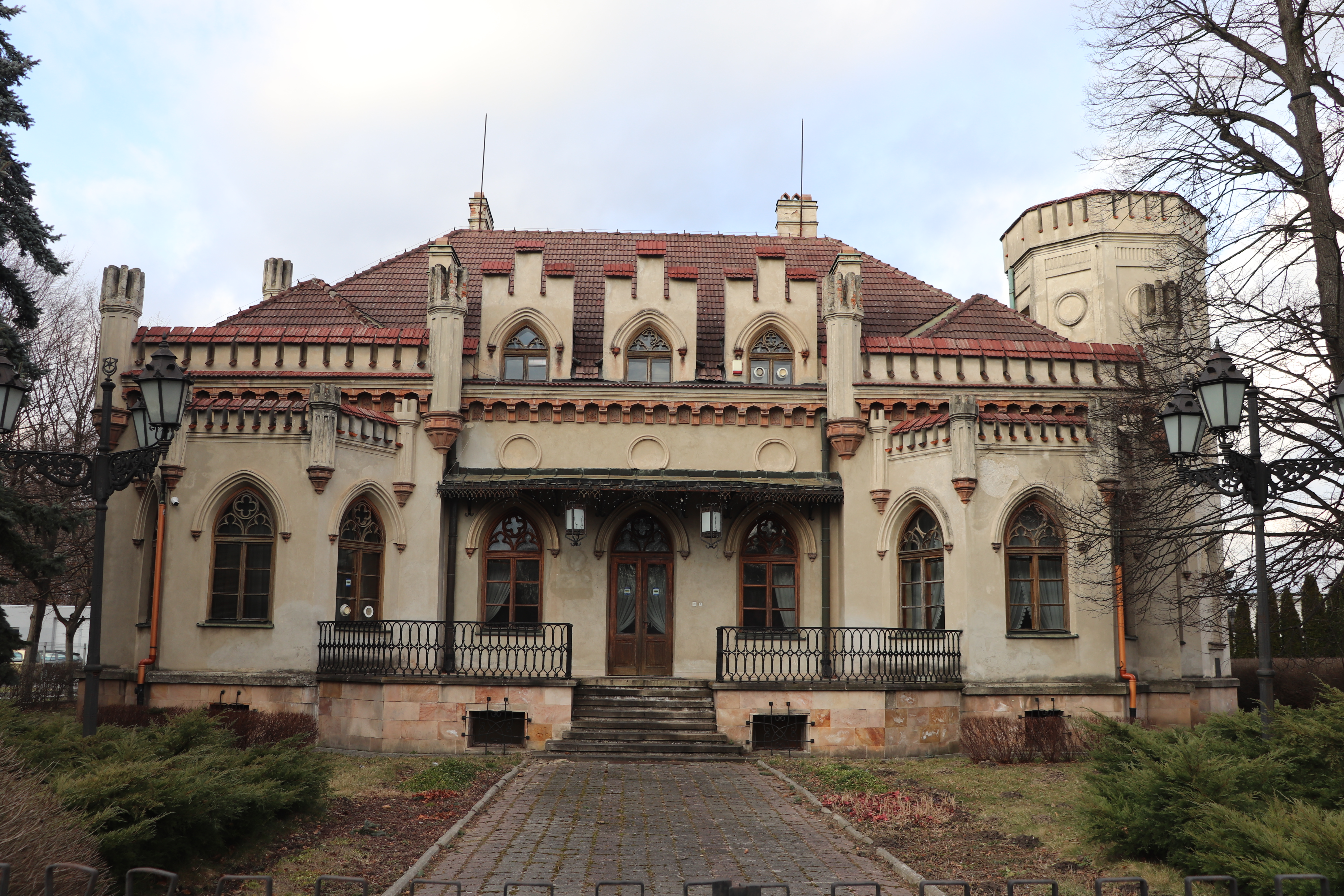
Neogotycka willa przy ul. Gumniskiej (II poł. XIX w.)

Po zbudowaniu szkół żeńskiej im. Franciszka Józefa (1892 – obecnie poczta przy ul. Mickiewicza) i męskiej im. Kazimierza Brodzińskiego (1896 – obecnie I LO) z początkiem XX wieku zaczął się ruch budowlany w północnym Zawalu. Około 1907 r. ul. Ustronna (obecnie K. Brodzińskiego) na całej istniejącej dzisiaj długości została włączona do sieci ulic miejskich. Do tego czasu powstało przy niej kilkanaście kamienic i kilka domów jednorodzinnych. W tym samym czasie na północnej Strusinie zaczęła kształtować się dzielnica willowa pozbawiona punktów handlowych. Pierwsze wille zaczynają się od ulic J. Matejki, T. Tertila (obecnie al. Solidarności) i Zielonej (obecnie Powstańców Warszawy). Typowa dla nowej dzielnicy zabudowa zachowała się przy ulicach A. Grottgera, J. Wojtarowicza, T. Rejtana i M. Zyblikiewicza (obecnie ul. PCK). W 1901 r. biskup tarnowski Leon Wałęga założył tzw. małe seminarium przy własnej rezydencji w kamienicy Rynek 4. Miało ono charakter konwiktu, którego mieszkańcy pobierali naukę w Gimnazjum. W 1911 r. biskup Wałęga przeznaczył na ten cel zakupioną przez kurię kamienicę przy ul. Chyszowskiej (dzisiaj ul. I. Mościckiego 9). Instytucja ta miała poważny wpływ na wzrost liczby kapłanów diecezji tarnowskiej. Została zamknięta przez władze komunistyczne w 1963 r., ale mimo to diecezja tarnowska wciąż przoduje w powołaniach kapłańskich. W latach 1900–1999 w diecezji tej zrealizowano 7652 powołania duchowne. W tej liczbie największą część stanowiły powołania sióstr zakonnych – 3585; kolejne grupy to: księża diecezjalni – 2593, księża zakonni – 1241 oraz bracia zakonni – 233. W 1903 r. z filii Gimnazjum utworzono Cesarsko-Królewskie Gimnazjum Męskie II o charakterze filologiczno-klasycznym. Pierwszym dyrektorem został historyk, pedagog i działacz społeczny Jan Leniek. W następnym roku we własnym budynku przy ul. Nowy Świat 30 rozpoczęła naukę otwarta w 1897 r. Wyższa Szkoła Realna. W 1905 r. w urzędach zainstalowano pierwsze aparaty telefoniczne połączone z siecią rządową. 15 października 1906 r. otwarto linię kolejową Tarnów – Szczucin (49 km) ze stacjami w Żabnie, Dąbrowie, Oleśnie, Mędrzechowie i Szczucinie. Niestety, nigdy nie została ona połączona z linią kolejową za Wisłą, co dawałoby bezpośrednie połączenie Tarnowa m.in. z Warszawą. Funkcjonowanie linii kolejowej Tarnów – Szczucin zostało zawieszone w 2000 r. W 1906 r. zaszły istotne zmiany w Radzie Miejskiej. W tym roku po śmierci wiceburmistrza Stanisława Stojałowskiego Rada Miejska wybrała na jego miejsce Eliasza Goldhammera, adwokata i filantropa. Od czasu tej nominacji aż do II wojny światowej wiceburmistrzem w Tarnowie pozostawała osoba pochodzenia żydowskiego. Także w 1906 r. rezygnację z powodu złego stanu zdrowia ogłosił burmistrz Witold Rogoyski, sprawujący ten urząd prawie 23 lata. Na jego miejsce Rada Miejska wybrała Tadeusza Tertila, doktora prawa i prezesa tarnowskiego gniazda TG Sokół. W tym samym 1906 r. (3 stycznia) w rodzinie żydowskiego kupca urodził się Roman Brandstaetter pisarz, poeta, dramaturg, tłumacz (zm. 1987). W 1907 r. ma początek tarnowska piłka nożna, prasa tarnowska podała bowiem informacje o dwóch pierwszych meczach piłkarskich na błoniach nad Białą pomiędzy drużyną tarnowską „biało-czerwonych” (późniejszej Tarnovii) a krakowską „czerwonych” i później „niebiesko-różowych” (TS Wisła Kraków). 7 listopada 1908 r. w budynku „Sokoła” otwarto Miejską Bibliotekę Literacko-Naukową im. Juliusza Słowackiego (obecnie Miejska Biblioteka Publiczna im. J. Słowackiego).

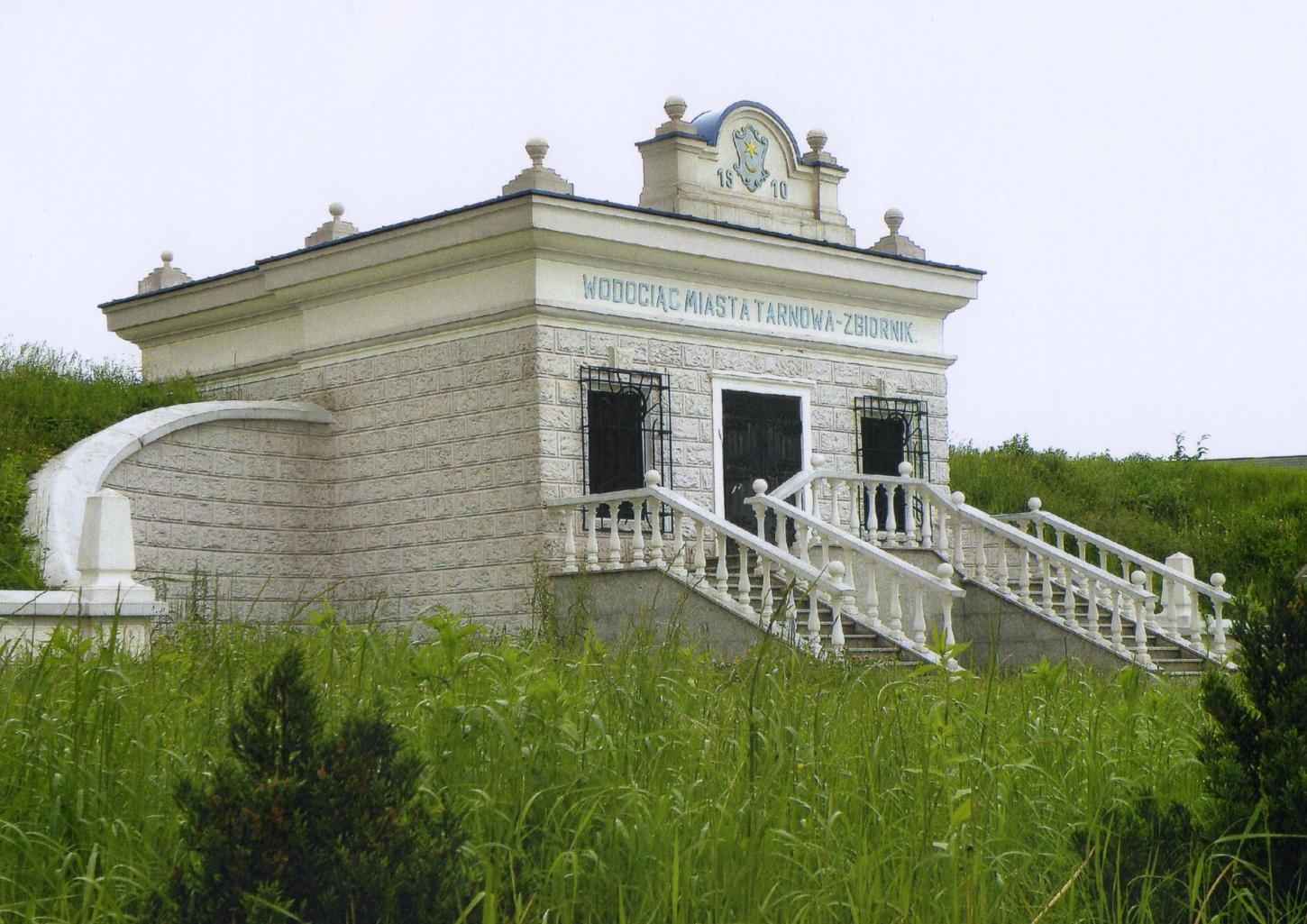
Zabytkowy budynek zbiornika wody z 1910 r.

Rok 1910 przyniósł finalizację trzech wielkich inwestycji decydujących o nowoczesnym obliczu miasta. Były to: budynek nowego secesyjnego dworca kolejowego projektowanego przez Edmunda Baudischa; Elektrownia Miejska zaprojektowana przez Adolfa W. Schleyena (dzisiaj przy ul. Jana Studniarskiego, który był jej pierwszym dyrektorem) i Wodociąg Miejski zaprojektowany przez Maksymiliana Matakiewicza (10 km długości).

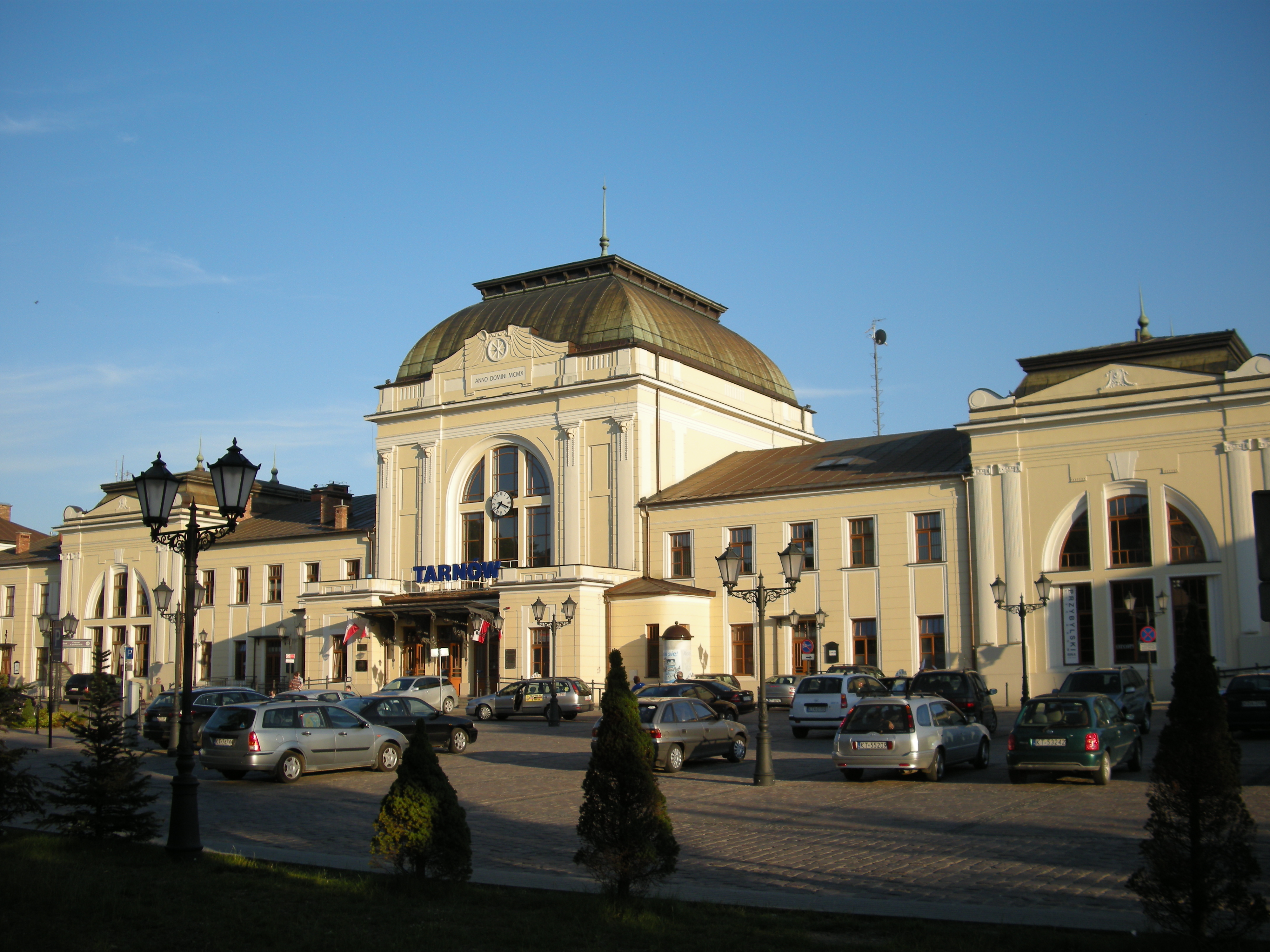
Dworzec kolejowy z 1910 r.

W 1911 roku uruchomiono linię tramwaju elektrycznego o długości 2580 m. Tramwaje w Tarnowie kursowały trasą od ul. Spadzistej (przez Lwowską, Wałową i Krakowską) do dworca kolejowego (linię zlikwidowano w 1942 r.). Wodociągi i linia tramwajowa okazały się inwestycjami deficytowymi i obok zaległości spłat kredytu przez miasto stały się przyczyną wykazania władzom miasta braku równowagi budżetowej przez krajową komisję kontrolną tuż przed wybuchem I wojny światowej. Problemem dla Tarnowa zaczęło stawać się też bezrobocie. W związku z tym pod koniec 1912 r. Rada Miejska powołała komisję zajmującą się głównie zbieraniem składek na pomoc dla bezrobotnych. Później zatrudniano ich także do robót przy remontach ulic. W listopadzie 1912 r. za zgodą władz powstał w Tarnowie Związek Strzelecki, organizacja o charakterze paramilitarnym.
W marcu 1913 roku w oparciu o tarnowskich skautów utworzono Polską Drużynę Strzelecką, oznaczoną numerem XIV. Pierwszym prezesem i komendantem był Tadeusz Machalski. Liczba członków do 15 sierpnia 1914 roku wynosiła 370 osób. Była to najliczniejsza organizacja paramilitarna w Tarnowie w przededniu I wojny światowej.

#### I wojna światowa
Rosyjska okupacja miasta rozpoczęła się 10 listopada 1914 r. Budynki publiczne i szkoły zostały zamienione na koszary i magazyny. Niektórzy komendanci miasta stosowali represje wobec żydowskich mieszkańców Tarnowa. Linia frontu przez dłuższy czas utrzymywała się na Dunajcu. W dniach 14 stycznia – 7 kwietnia i 1–4 maja 1915 Tarnów ostrzeliwany był przez ciężką artylerię wojsk austro-węgierskich ze stanowisk w Biadolinach Radłowskich. Łącznie na Tarnów spadło 48 pocisków, pozbawiając życia 150 osób, głównie żołnierzy. Poważnie uszkodzonych zostało kilka budynków.

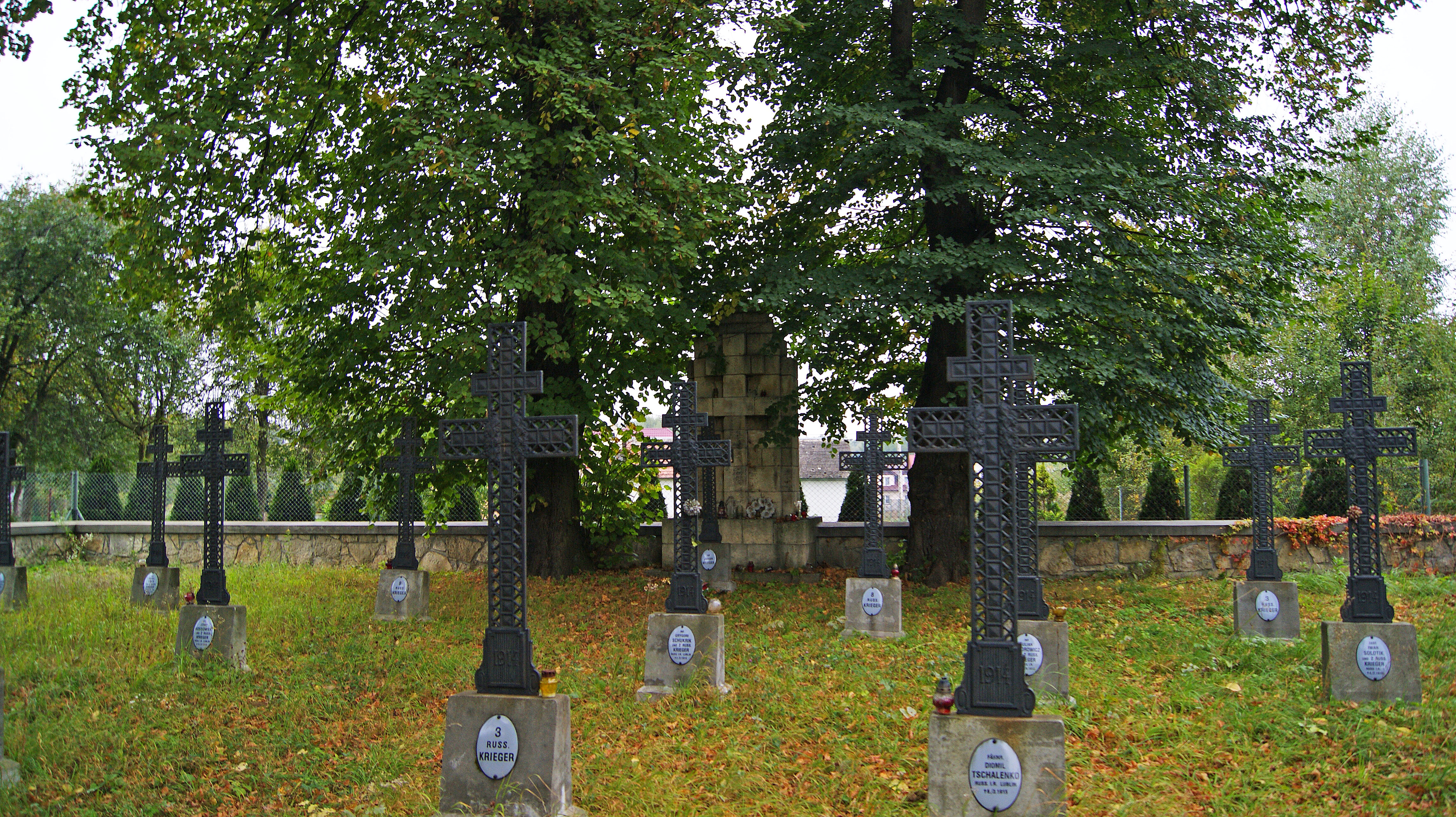
Cmentarz wojenny nr 199

6 maja 1915 r. wojska rosyjskie wycofały się z Tarnowa z powodu potężnej ofensywy wojsk austriackich i pruskich (bitwa pod Gorlicami). Powracający Austriacy oskarżyli bezpodstawnie o zdradę i szpiegostwo wiele osób w Tarnowie, m.in. profesora Bolesława Łazarskiego oraz artystę kamieniarza Pawła Musiała, na których wykonano karę śmierci. Śledztwo prowadzono także przeciwko Tadeuszowi Tertilowi i Wincentemu Witosowi. Represje austriackie przyspieszyły mentalne przechodzenie większości tarnowian od orientacji proaustriackiej do orientacji czysto niepodległościowej. W latach 1915–1917 Austriacki Oddział Grobów Wojennych założył w obecnych granicach Tarnowa pięć cmentarzy wojennych: nr 199 przy ul. Krakowskiej, nr 200 przy ul. Chyszowskiej, nr 201 jako kwatera na cmentarzu żydowskim, nr 202 przy al. Matki Bożej Fatimskiej, nr 203 w Krzyżu.
18 lutego 1918 r. na wieść o podpisaniu Traktatu Brzeskiego przez Tarnów przeszła manifestacja przeciwko tej decyzji licząca ok. 25 tys. osób, a na murach pojawiły się antyaustriackie napisy. Wiosną 1918 r. grupa oficerów polskich ze stacjonującego w Tarnowie batalionu zapasowego 20. Pułku Piechoty rozpoczęła konspirację niepodległościową w miejscowym garnizonie. Latem w okolicach Tarnowa rozlokowano oddziały brygady obrony krajowej ćwiczącej tłumienie buntów i rozruchów.

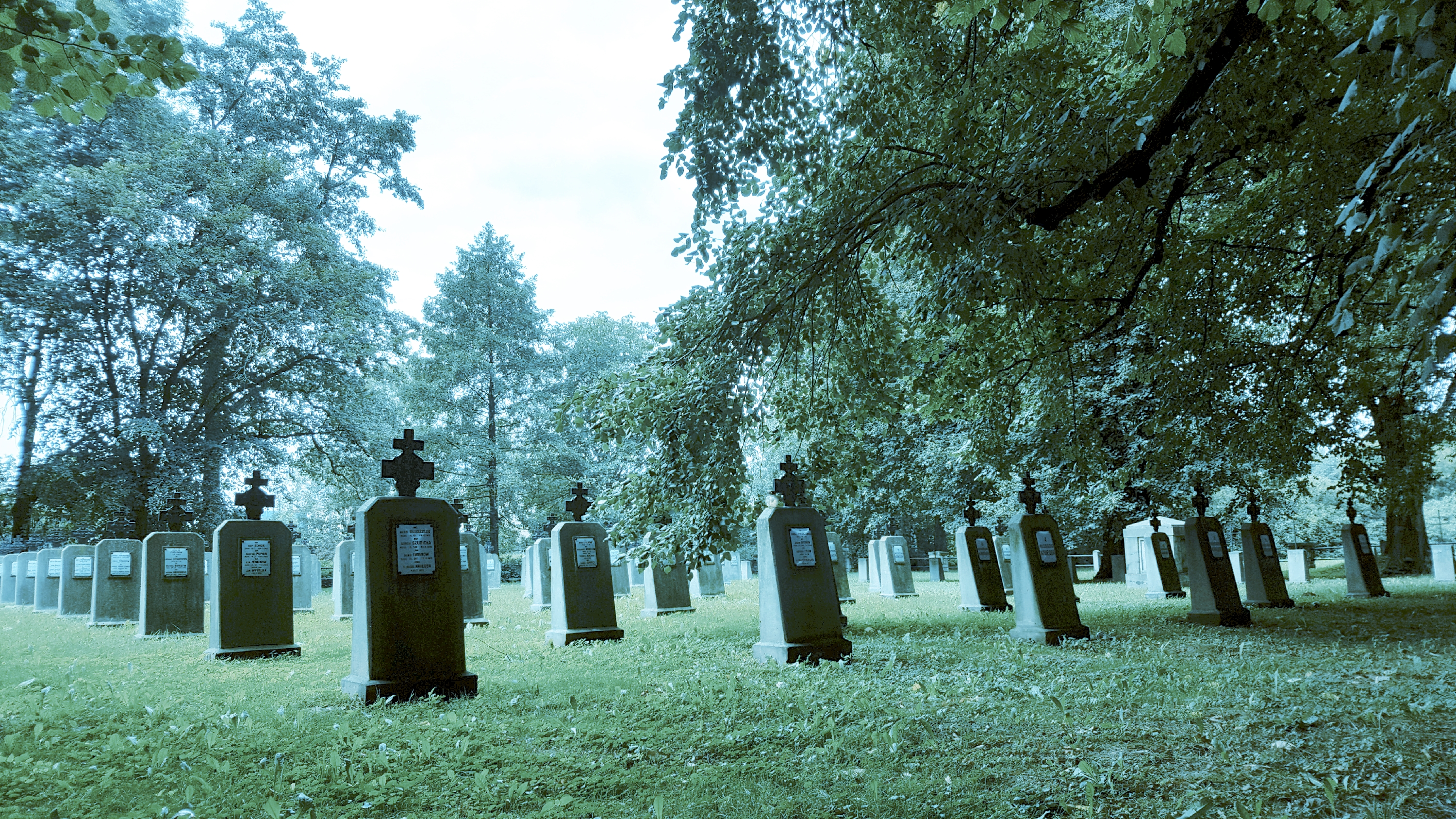
Cmentarz wojenny nr 200

Dołączył do nich batalion szturmowy 4. Pułku Piechoty „Hoch- und Deutschmeister”, składający się prawie wyłącznie z Niemców austriackich. Od czasu do czasu żołnierze maszerowali przez ulice Tarnowa w rynsztunku bojowym. Jesienią tego samego roku komendant dzielnicy harcerstwa Adam Ciołkosz utworzył w mieście, ze starszych harcerzy, tajne zbrojne Pogotowie Narodowe, współdziałające z Polską Organizacją Wojskową złożoną z byłych legionistów, robotników i studentów dowodzoną w Tarnowie przez Jana Stylińskiego. Powołano też Komitet Samoobrony, którego celem było przejęcie władzy w mieście i przerwanie wywożenia artykułów żywnościowych do Wiednia. 14 października 1918 r. odbyła się wielka manifestacja połączona z uroczystym posiedzeniem Rady Miejskiej, w czasie którego burmistrz Tadeusz Tertil ogłosił, że manifest Rady Regencyjnej z 7 października 1918 r. oznacza faktyczne powstanie niepodległej Polski. W ostatnich dniach października w budynku Towarzystwa Strzeleckiego w Ogrodzie Strzeleckim dyskretnie skoszarowano prawie dwustu młodych ludzi z połączonych sił miejscowej POW, harcerskiego Pogotowia Narodowego, Straży Studenckiej i młodzieży sokolej. 30 października 1918 r. o godzinie 18.00 Rada Miejska na wniosek burmistrza Tadeusza Tertila postanowiła o podporządkowaniu się miasta rządowi, który miała utworzyć w Warszawie Rada Regencyjna. W nocy z 30 na 31 października żołnierze 20. Pułku Piechoty, peowiacy oraz harcerze z Pogotowia Narodowego rozbroili żołnierzy austriackich, opanowali dworzec kolejowy, budynek Banku Austro-Węgierskiego, pocztę oraz urzędy. Do godziny 7.30 Tarnów jako pierwsze polskie miasto był już wolny od sił zbrojnych zaborcy.

### Okres II Rzeczypospolitej (1918–1939)
W 1918 r. oficjalnie rozpoczął działalność Sokoli Klub Sportowy „Tarnovia”, czyli sekcja piłkarska TG Sokół. W latach 1918–1920 w wojnie polsko-ukraińskiej i na froncie litewsko-białoruskim wojny polsko-bolszewickiej walczył 16. Pułk Piechoty stacjonujący w Tarnowie.

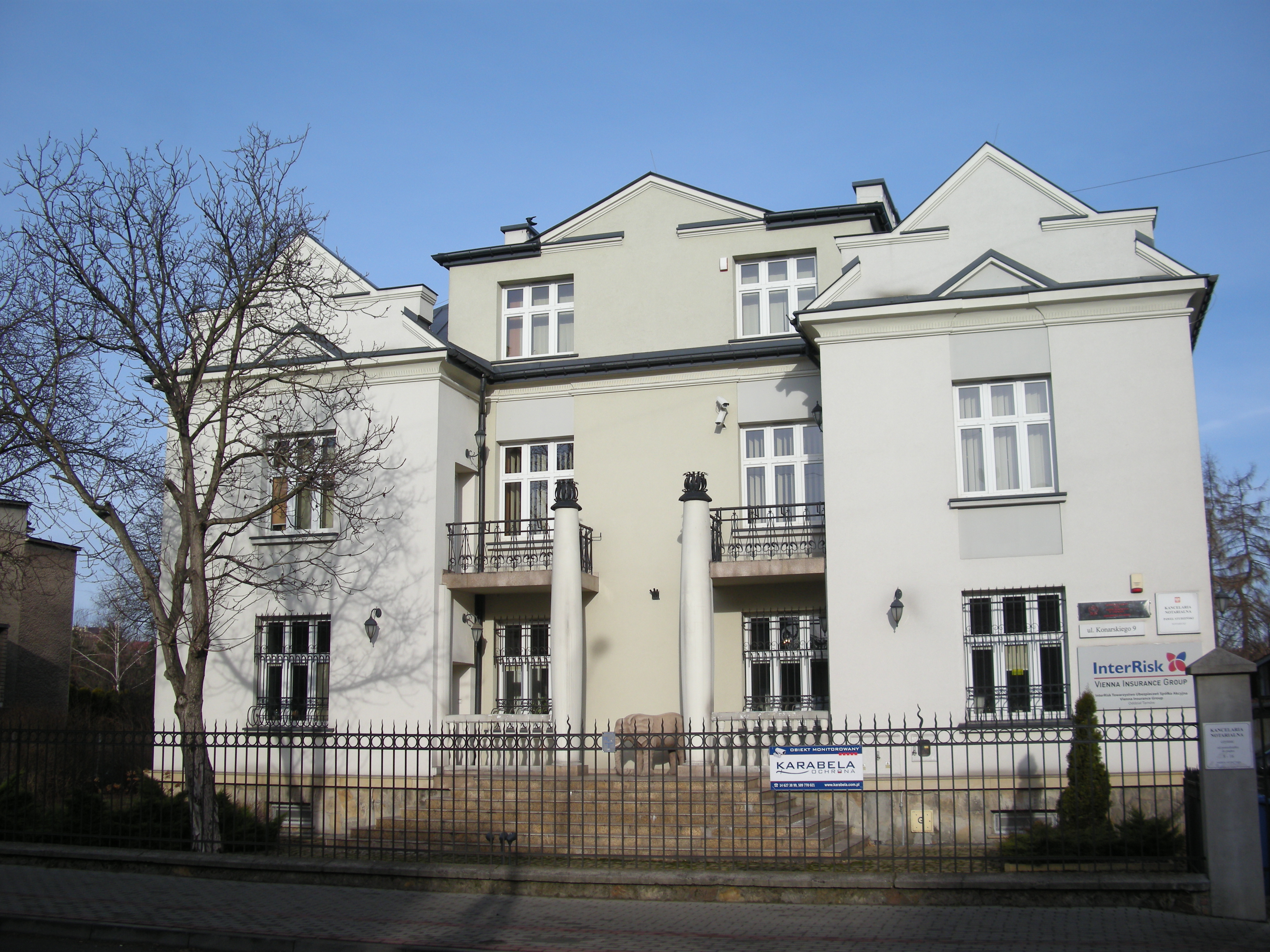
Willa z 20-lecia międzywojennego przy ul. Konarskiego

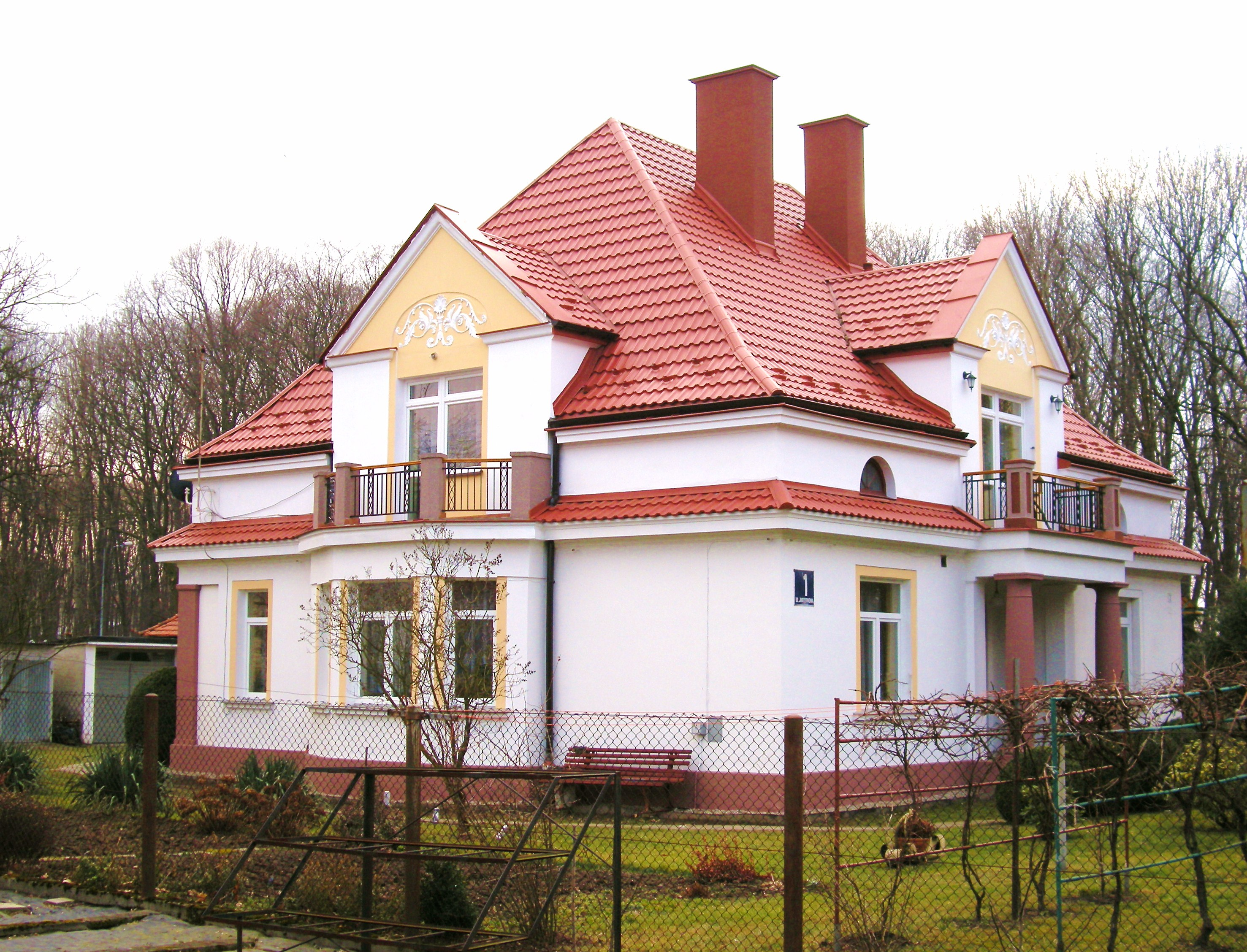
Willa w Tarnowie-Mościcach przy ul. Jarzębinowej

Sytuacja miasta na początku istnienia II Rzeczypospolitej była bardzo trudna. 8 maja 1920 r. demonstracja przeciw głodowi w mieście inspirowana przez działaczy Narodowego Związku Robotniczego wtargnęła do biur Magistratu w ratuszu. W lipcu 1920 r. w Tarnowie zatrzymały się ewakuowane ze Stanisławowa władze Ukraińskiej Republiki Ludowej na czele z Symonem Petlurą, prezydentem i naczelnym dowódcą wojska. Petlura opuścił Tarnów po dwóch miesiącach, ale w Tarnowie pozostali urzędnicy, pracownicy administracji i uchodźcy. W latach 1921–1923 działało prywatne gimnazjum ukraińskie przy ul. Ogrodowej 14 (dzisiaj gen. J. Bema) oraz inne kulturalne i charytatywne instytucje ukraińskie, ukazywały się też czasopisma w języku ukraińskim. W 1920 r. ukończono rozpoczętą w 1917 r. budowę Warsztatów Naprawczych Taboru Kolejowego (obecnie Zakłady Mechaniczne Tarnów). W ich pobliżu ukształtowało się osiedle robotnicze z drewnianymi i murowanymi domami robotników. W 1921 r. liczba ludności miasta wynosiła 35 347 osób, w tym 15 608 osób wyznania mojżeszowego, z których 10 223 uważały się za Żydów także pod względem narodowości. 27 tarnowian przyznawało się do narodowości niemieckiej. Zarejestrowano też 440 Ukraińców. Na terenie Tarnowa przebywało 1731 żołnierzy w stacjonujących tu 16. Pułku Piechoty i 5. Pułku Strzelców Konnych. 
5 listopada 1923 r. rozpoczął się ogłoszony przez PPS strajk generalny. W Tarnowie oddziały miejscowego 16. Pułku Piechoty zostały tymczasowo wycofane z miasta, a ich miejsce zajęli żołnierze 53. Pułku Piechoty Strzelców Kresowych ze Stryja. Ogłoszono zakaz zgromadzeń w mieście. Trzy dni później doszło starcia robotników wracających z wiecu w Domu Robotniczym przy ul. E. Goldhammera z policją i wojskiem. Od salwy oddanej w tłum zginęło siedmiu robotników, a ponad 30 innych zostało rannych. 
W uroczystościach pogrzebowych, które odbyły się na koszt miasta, wzięły udział delegacje robotnicze z całej Polski. W 1924 r. w nowym budynku kinoteatru Towarzystwa Szkoły Ludowej „Marzenie” (proj. Edward Okoń) (ul. S. Staszica 4) odbyła się pierwsza oficjalna projekcja filmowa. Samo kino (teatr świetlny) powstał w 1913 r., a pierwsze stałe kino w Tarnowie dwa lata wcześniej. Chociaż nie urodzili się w Tarnowie, ale z Tarnowem związani są Henryk Sucharski, Mieczysław Jastrun, Tadeusz Kantor i Jan Szczepanik. Pierwszy z nich, późniejszy oficer Wojska Polskiego, dowódca obrony Westerplatte uczył się w II Gimnazjum, gdzie w 1916 r. zdał egzamin dojrzałości, drugi poeta, eseista i tłumacz uczył się w I Gimnazjum w latach 1921–1923, trzeci reżyser, twórca happeningów, malarz, scenograf, pisarz, teoretyk sztuki uczęszczał do tej samej szkoły w latach 1925–1933. Czwarty, nauczyciel i wynalazca zwany „polskim Edisonem” ożenił się w Tarnowie. Podczas pobytów w tym mieście pracował nad wynalazkami z dziedziny kolorowych fotografii i filmu. W Tarnowie też zmarł w 1926 r. W tym samym roku oddano do użytku więzienie przy ul. S. Konarskiego 2, składające się z pięciu budynków i dwu skrzydeł. Należało ono do najnowocześniejszych w Polsce.
W 1927 r. z Tarnowa zaczęła kursować komunikacja autobusowa do sąsiednich miast powiatowych. Pod koniec tego roku w Tarnowie koncentrowało się już 13 linii autobusowych. Pierwszy prowizoryczny dworzec autobusowy mieścił się na pl. Pod Dębem. Przeniesiony na pl. H. Sienkiewicza i w 1930 r. ulokowany na pl. Wolności (dzisiaj ul. J. Goslara). W 1927 r. powstała także jedna z najważniejszych instytucji kulturalnych miasta. Z inicjatywy Józefa Jakubowskiego, prawnika, społecznika i podróżnika, otwarto bowiem Muzeum Miasta Tarnowa. Spadkobiercą tego muzeum jest obecne Muzeum Ziemi Tarnowskiej w Tarnowie.

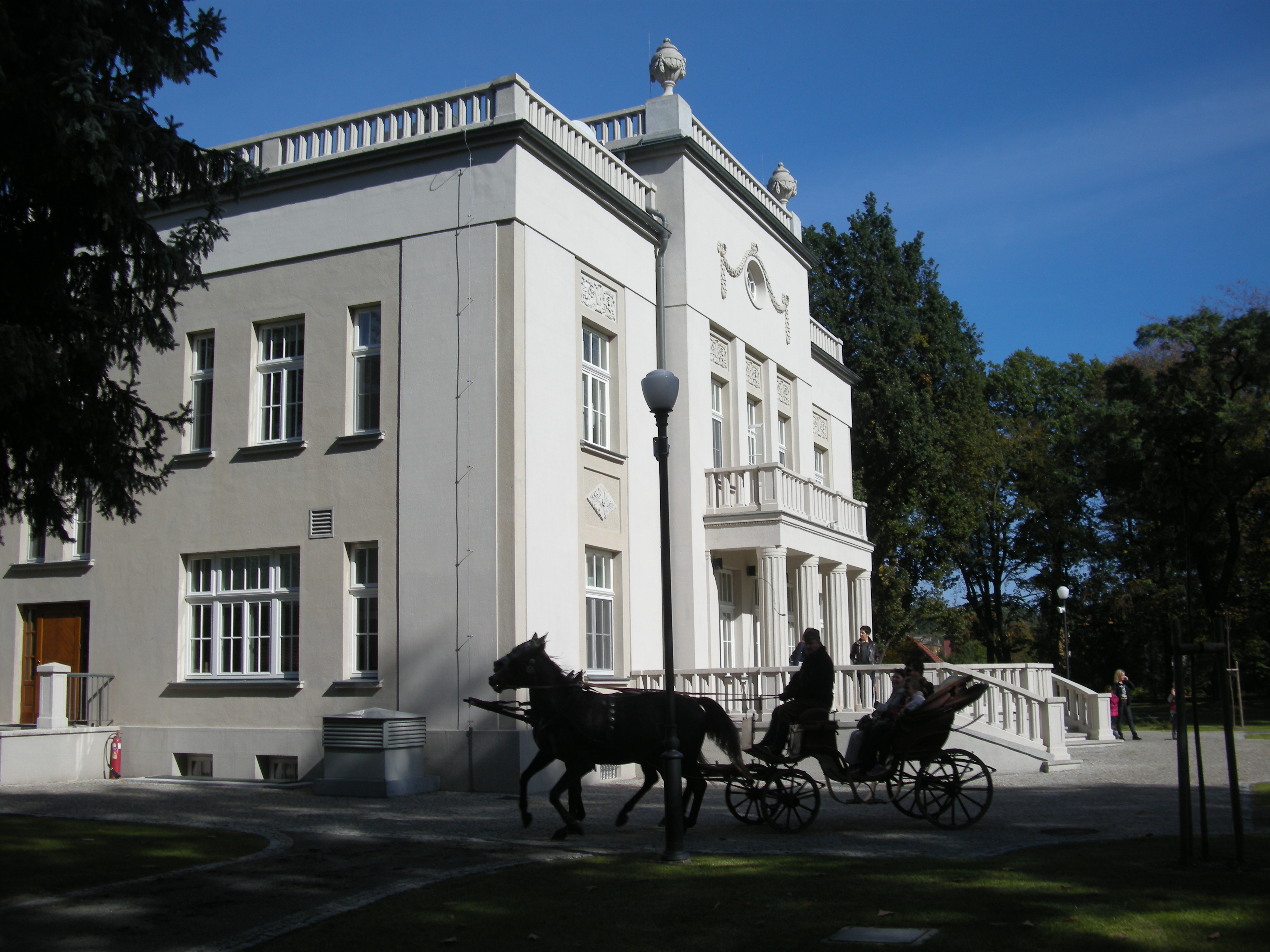
Dyrektorówka w Tarnowie-Mościcach

12 września 1922 r. prof. Ignacy Mościcki po raz pierwszy sformułował konieczność zbudowania państwowego przedsiębiorstwa produkującego związki azotowe. 12 marca 1927 r. z jego inicjatywy, już jako prezydenta Polski, Rada Ministrów podjęła decyzję o największej inwestycji związanej z Tarnowem, jaką była budowa Państwowej Fabryki Związków Azotowych. W tym celu Skarb Państwa odkupił podmiejski folwark Świerczków (670 ha) od księcia Romana Sanguszki. Budową przedsiębiorstwa kierował dr Tadeusz Zwisłocki, chemik. Pierwsze prace rozpoczęły się w maju 1927 r. i obejmowały prace związane z infrastrukturą drogową (trasy dojazdowe, bocznica kolejowa) oraz socjalną (osiedle pracownicze dla inżynierów i robotników w konwencji miasta-ogrodu). W lutym 1928 r. rozpoczęto budowę hal fabrycznych, a miesiąc później – elektrowni. 25 czerwca 1929 r. obszary Świerczkowa i Dąbrówki Infułackiej, na terenie których zlokalizowana była Państwowa Fabryka Związków Azotowych, otrzymały wspólną nazwę Mościce. Nowo powstała gmina, została włączona w obszar administracyjny Tarnowa w 1951 r.
28 maja 1927 r. sam prezydent Mościcki odwiedził Tarnów. Była to pierwsza wizyta prezydenta Rzeczypospolitej w Tarnowie. Podczas niej wręczył sztandar 16. Pułkowi Piechoty i zwiedził budowę osiedla pracowniczego PFZA. Tarnowscy radni nadali Ignacemu Mościckiemu honorowe obywatelstwo Tarnowa, a jego imieniem nazwali ulicę Chyszowską, prowadzącą w kierunku nowej fabryki. Budowa PFZA (dzisiaj Grupa Azoty) została ukończona w 1930 r. W latach 1931–1935 jej dyrektorem naczelnym był dotychczasowy minister przemysłu i handlu Eugeniusz Kwiatkowski, a późniejszy minister skarbu i wicepremier Rzeczypospolitej. W 1928 r. powstał Tarno-Azot (od 1952 Zakładowy Klub Sportowy Unia Tarnów) klub sportowy pracowników Państwowej Fabryki Związków Azotowych.

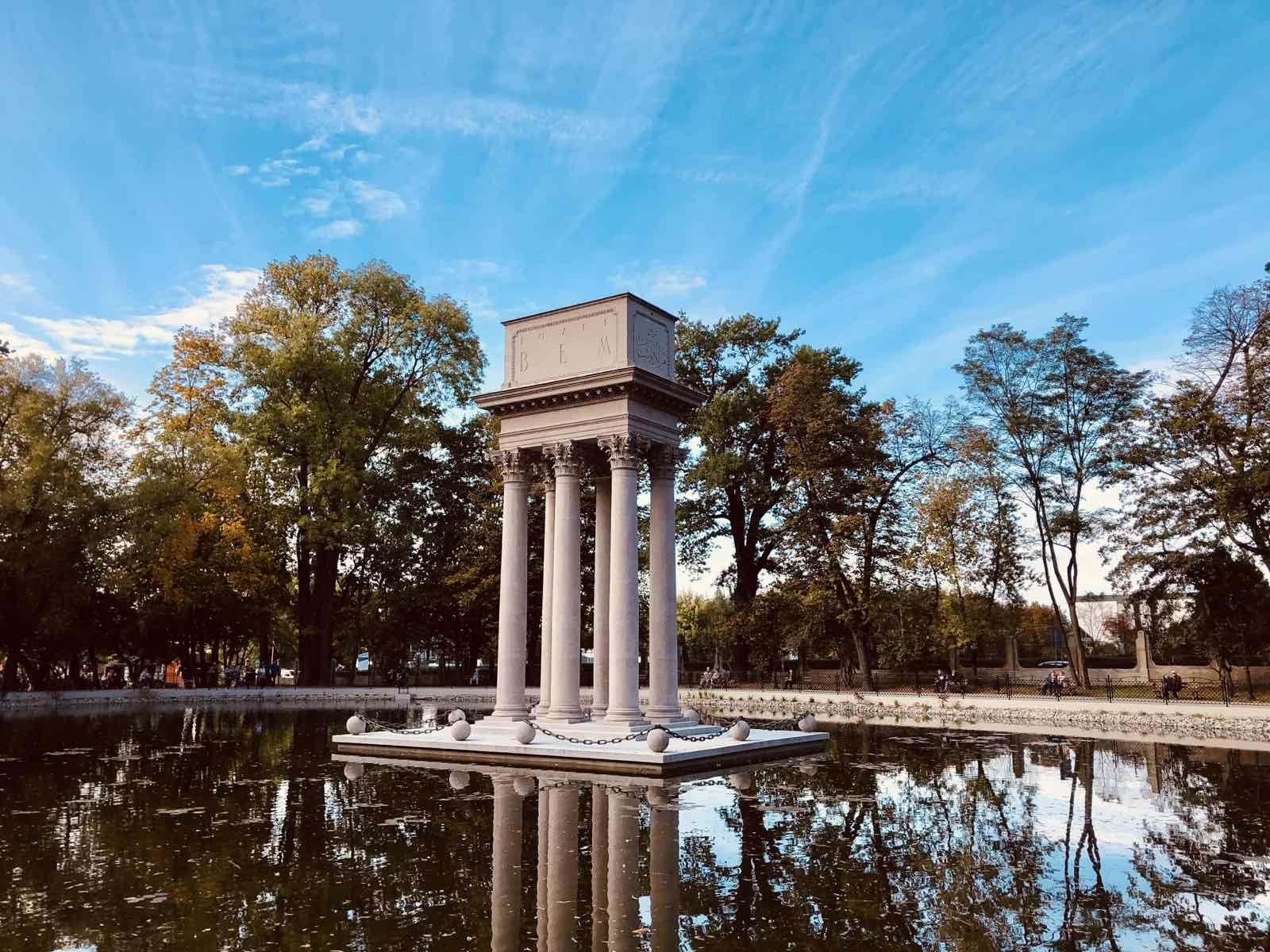
Mauzoleum gen. J. Bema w Parku Strzeleckim (po odrestaurowaniu)

Jednym z najważniejszych miejsc pamięci narodowej w Tarnowie jest mauzoleum gen. Józefa Bema w Parku Strzeleckim. Prochy bohatera sprowadzono uroczyście do Tarnowa z Aleppo w Syrii 30 czerwca 1929 r. Mauzoleum zaprojektował Adolf Szyszko-Bohusz. Stanęło ono w centrum stawu parkowego. W sarkofagu złożono oprócz trumny cztery urny z ziemią: spod domu rodzinnego, spod Igań i Ostrołęki, z 63 historycznych województw Węgier i z 28 miejscowości Siedmiogrodu.
W maju 1930 r. z inicjatywy lekarza powiatowego dr. Macieja Warędy uruchomiono w Tarnowie jako jeden z pierwszych w Polsce Powiatowy Ośrodek Zdrowia. Powołany był on przede wszystkim do zapobiegania i zwalczania chorób o znaczeniu społecznym (głównie gruźlica i choroby weneryczne).

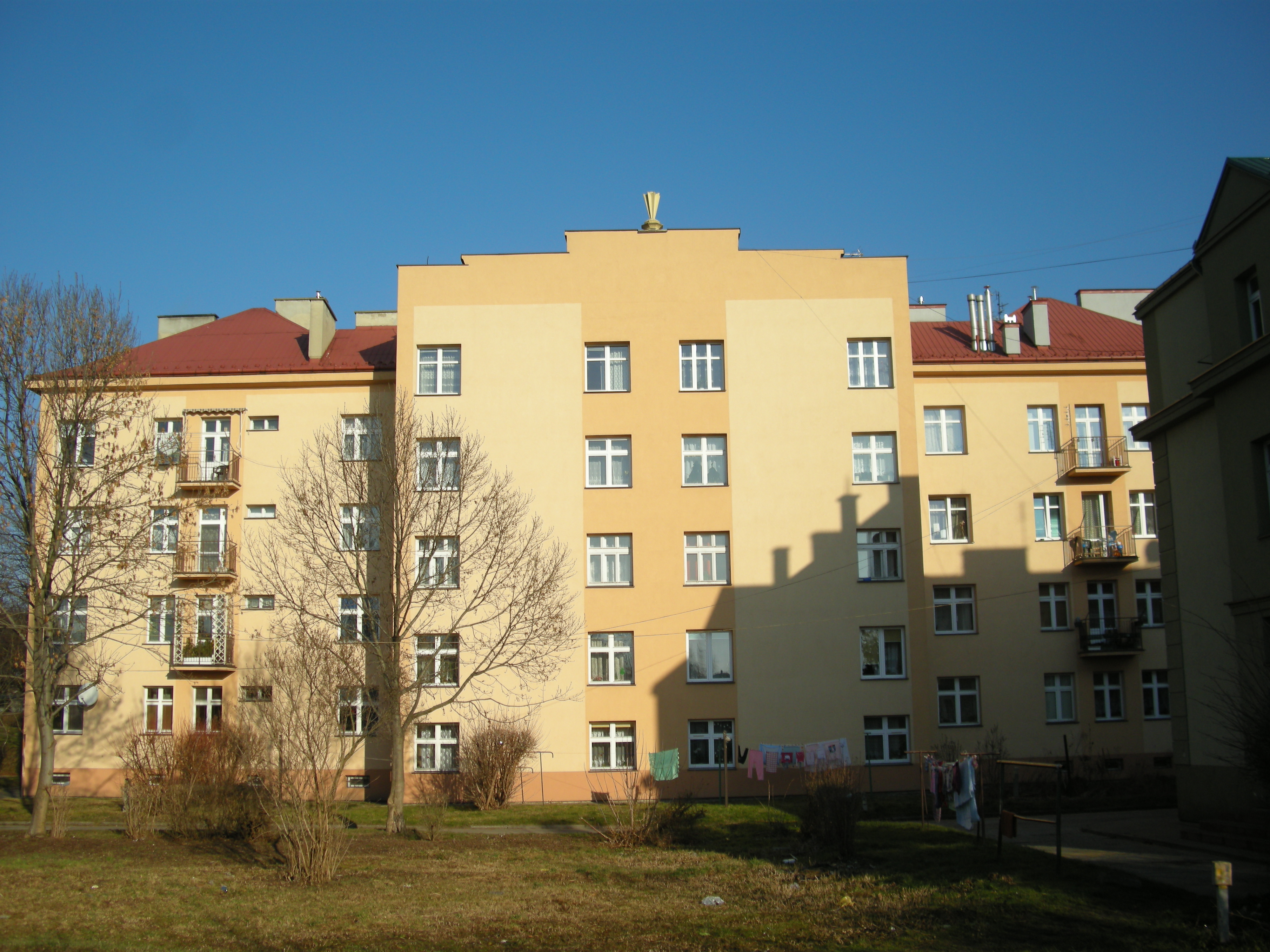
Czynszowy dom miejski z 1930 r. przy ul. Dwernickiego

Plan krajobrazowy miasta Tarnowa, 1931

W budownictwie Tarnowa okresu międzywojennego dominował modernizm. Najwartościowsze realizacje modernistyczne w Tarnowie znajdują się na terenie Mościc. W 1931 r. zbudowano kamienicę przy ul. Krakowskiej 25 według projektu Franciszka Mączyńskiego, będącą jednym z najciekawszych budynków lat 30. XX wieku w Tarnowie. Przy rogu ul. Mościckiego i Starowolskiego 2 powstała w 1932 r. najwyższa w mieście kamienica Stefańskiego o sześciu kondygnacjach (róg), wyposażona w windę jako pierwszy budynek w Tarnowie. Nowym zjawiskiem w Tarnowie były domy wielomieszkaniowe (bloki) budowane przez spółki i towarzystwa. Pierwsze trzy powstały w 1920 r. z inicjatywy Rady Miejskiej (Spółka Mieszkaniowa dla Miasta) przy ul. Warzywnej. W 1930 wybudowano czynszowe domy miejskie z udziałem Towarzystwa Osiedli Robotniczych przy ul. J. Dwernickiego (proj. Witold Giżbert-Studnicki), a w latach 1936–1938 wielomieszkaniowe domy Towarzystwa Osiedli Robotniczych.

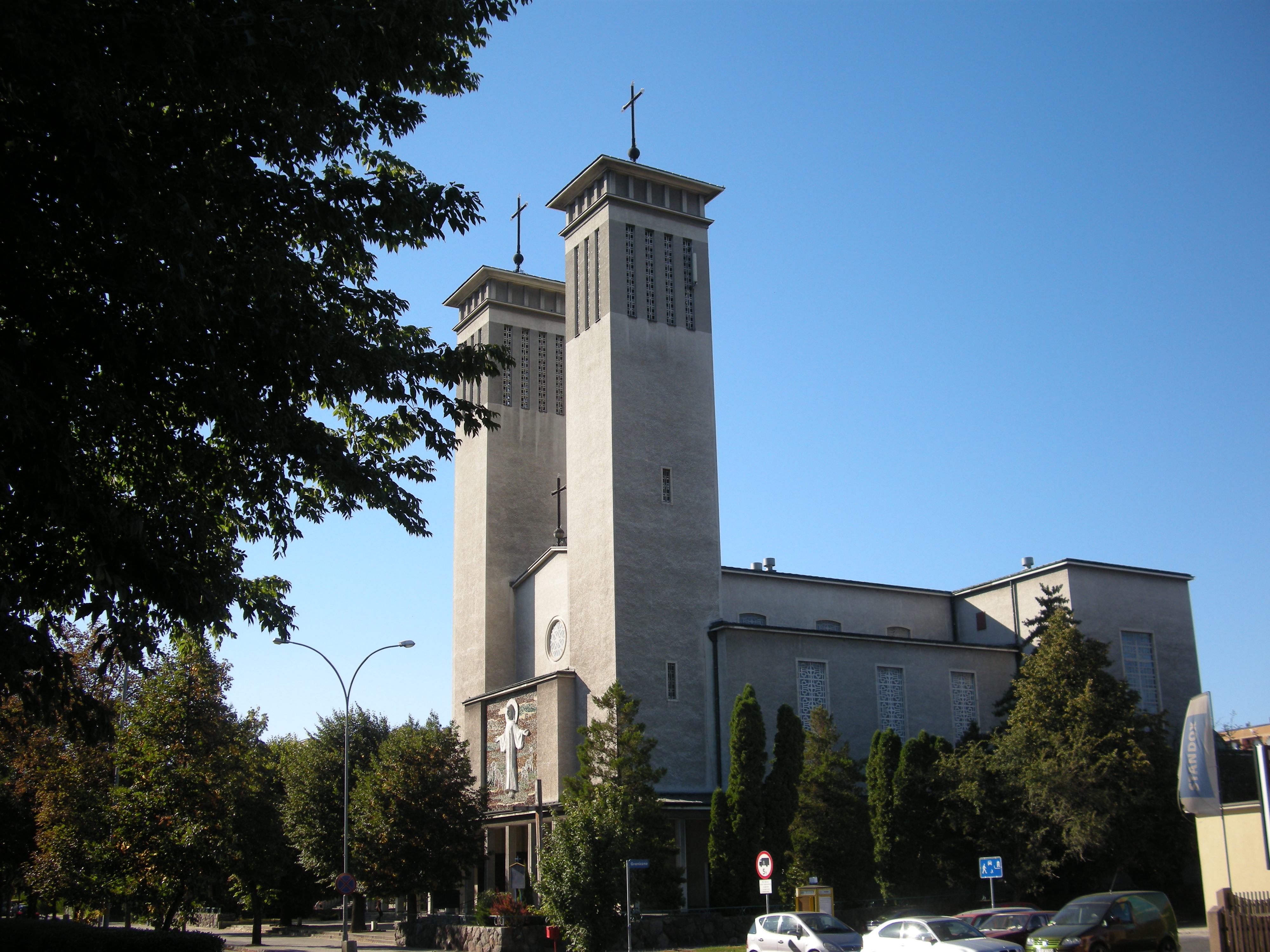
Modernistyczny kościół Najświętszego Serca Pana Jezusa przy ul. Lwowskiej

Największą budowlą międzywojennego Tarnowa był kościół parafialny na Grabówce (obecnie pw. Najświętszego Serca Pana Jezusa) zaprojektowany przez Konstantego Jakimowicza. Budowę rozpoczęto w 1935 r. Do 1939 r. zbudowano ściany i przykryto je sklepieniem (ukończony 1952).
W dniach 8–9 sierpnia 1931 r. Tarnów był miejscem Ogólnopolskiego X Zjazdu Legionistów Polskich. Przyjechało około 10 tys. osób, w tym najważniejsze osobistości życia politycznego Polski oraz najwyżsi dowódcy Wojska Polskiego, m.in. prezydent Ignacy Mościcki, premier Aleksander Prystor, marszałek Sejmu RP Kazimierz Świtalski i marszałek Edward Śmigły-Rydz. W drugim dniu zjazdu odbyła się uroczystość złożenia w Grobie Nieznanego Żołnierza przy dzisiejszej ul. J. Piłsudskiego ziemi z grobów żołnierskich.
W 1931 r. Tarnów liczył 44 927 mieszkańców. W tej liczbie 19 330 (43 proc.) mieszkańców było wyznania mojżeszowego. 1345 tarnowskich Żydów podało polski jako język ojczysty, pozostali posługiwali się na co dzień jidysz albo hebrajskim. W Tarnowie mieszkało też 200 osób pochodzenia ukraińskiego.
13 lipca 1933 r. zgodnie z nową ustawą o samorządzie terytorialnym miasto Tarnów zostało wyłączone z obszaru powiatu i przekazane pod bezpośredni nadzór wojewody. Zarząd miejski składać się miał od tej pory z prezydenta, dwóch wiceprezydentów, czterech ławników i czterdziestu radnych. Prezydentem został komisarz rządowy Adam Marszałkowicz. W 1933 r. Tarnów dotknęły mocniej skutki światowego wielkiego kryzysu. W 1933 r. w Tarnowie było 2 tys. bezrobotnych (co piąty zdolny do pracy mieszkaniec miasta). Największe bankructwo polskiego przedsiębiorstwa w okresie międzywojennym w Tarnowie dotknęło Władysława Bracha, właściciela m.in. zakładów ceramicznych. W 1933 r. odbyła się licytacja wszystkich jego nieruchomości o wartości kilku milionów złotych.
17 lipca 1934 r. do Tarnowa i Mościc dotarła fala kulminacyjna największej odnotowanej w historii Małopolski powodzi. Zalane zostało ujęcie wody pitnej dla miasta. Wody Wątoku podniosły się o 5,5 m, zalewając zamieszkałe przez ubogich baraki w pobliżu ul. Droga do Huty. Powodzian ratowało wojsko. Przerwane zostały połączenie drogowe i kolejowe z sąsiednimi miejscowościami.
12 marca 1936 r. w Tarnowie urodził się Michał Heller, ksiądz, filozof, kosmolog, laureat Nagrody Templetona w 2008 r. i honorowy obywatel Tarnowa.
W pierwszej połowie 1936 roku dochodzi do ekscesów o podłożu antysemickim.
W 1937 r. Tarnów stał się areną ostrej walki politycznej. Odbył się w nim wielotysięczny wiec socjalistów przeciwko działalności Obozu Zjednoczenia Narodowego i w obronie więźniów politycznych przebywających w miejscowym więzieniu. Podczas niego przemawiał m.in. urodzony w Tarnowie działacz socjalistyczny Józef Cyrankiewicz, późniejszy premier. W pochodzie pierwszomajowym tego roku wzięło udział 15 tys. osób. W następnym roku do Tarnowa przybyło ponad tysiąc żydowskich uchodźców z III Rzeszy. Kahał tarnowski wziął na siebie utrzymanie biedniejszych z nich. Bogatsi z uchodźców ufundowali nowy pawilon w szpitalu żydowskim. W 1938 r. Tarnów liczył 55 642 mieszkańców z czego około 25 tys. (45%) było pochodzenia żydowskiego, z nich około 1/4 przyznawała się do narodowości polskiej.
24 sierpnia 1939 r. zarządzono tajną mobilizację alarmową dla 16. Pułku Piechoty. Ogłoszono też mobilizację rezerwistów do 40. roku życia. Dwa dni później prezydent Mieczysław Brodziński wezwał tarnowian do kopania rowów obronnych. 28 sierpnia 1939 r. późnym wieczorem w przechowalni bagażowej dworca kolejowego wybuchła bomba zegarowa. W wyniku eksplozji zginęło 20 osób, 35 zostało rannych. Zniszczeniu uległa część budynku dworca. Bombę podłożył Anton Guzy, niemiecki dywersant.

### Okres okupacji niemieckiej (1939–1945)
Od pierwszych dni wojny przez Tarnów przechodziły tłumy uchodźców cywilnych przed działaniami wojennymi. Pierwsze bomby spadły 3 września. W nocy z 5 na 6 września miał miejsce najcięższy nalot na Tarnów. Bomby spadły m.in. na szpital powszechny i dom dla nieuleczalnie chorych przy ul. Starodąbrowskiej. Żołnierze polscy spalili cały budynek poczty przy ul. Urszulańskiej, aby zniszczyć przechowywane w nim dokumenty i księgi szyfrów. Ewakuowano szpitale wraz z chorymi zdolnymi do transportu. Prezydent Mieczysław Brodziński z częścią urzędników opuścił miasto. Na rozkaz gen. Kazimierza Fabrycego oddziały 24 Dywizji Piechoty opuściły pozycje nad Dunajcem i 7 września niemieckie oddziały zajęły Tarnów. W budynkach więzienia, kilku szkół i w magazynach Państwowej Fabryki Związków Azotowych i Domu Sportowym nad Białą umieszczono 7–8 tys. jeńców polskich, przetrzymywanych tam do przełomu października i listopada, kiedy wywieziono ich do obozów w Rzeszy. 25 września 1939 r. zlikwidowano polski Tymczasowy Zarząd Miejski i wszystkie komisje miejskie. Komisarzem cywilnym miasta (Stadtkommissar) został Ernst Kundt. W październiku 1939 r. Niemcy zburzyli pomniki Kazimierza Brodzińskiego i Józefa Szujskiego stojące przed I Gimnazjum. Zamknięto większość polskich instytucji, zakazano działalności organizacjom społecznym i politycznym. Wprowadzono reglamentację żywności. Rozpoczęły się aresztowania i rozstrzeliwania Polaków. Żydzi zostali zmuszeni do oznaczenia gwiazdą Dawida wszystkich sklepów, restauracji i kawiarni stanowiących przynajmniej w 50% ich własność. Od 4 października 1939 r. nakazano Żydom noszenie opaski z gwiazdą Dawida. Zarządzono też zwolnienie wszystkich Żydów zatrudnionych w aryjskich restauracjach, kawiarniach, sklepach i składach. 9 listopada 1939 r. w rocznicę pogromu zwanego „kryształową nocą” Niemcy zdewastowali i podpalili tarnowskie synagogi, sale modlitwy, a także siedzibę zarządu gminy żydowskiej przy ul. Nowej.
Duża grupa sprowadzonej ludności niemieckiej (głównie urzędnicy z rodzinami) zajęła całe ulice w północno-zachodniej, zabudowanej willami części miasta (okolice ul. J. Słowackiego) po wyrzuceniu z domów polskich mieszkańców. Od 26 października 1939 r. Tarnów wszedł w skład dystryktu krakowskiego Generalnego Gubernatorstwa jako stolica „Kreishauptmanschaft Tarnow” (pol. Obwód główny Tarnów), obejmującego trzy przedwojenne powiaty: brzeski, dąbrowski i tarnowski.
Pilnowaniem porządku i zarazem szerzeniem terroru wobec ludności podbitej zajmowała się Policja Bezpieczeństwa, w skład której wchodziły Policja Kryminalna, zwana w skrócie Kripo, oraz Tajna Policja Państwowa, czyli Gestapo, od stycznia 1940 r. urzędująca przy ul. Urszulańskiej 18 i 20. Od grudnia 1939 r. działała też polska Policja Państwowa, tzw. Granatowa Policja. Więźniów przetrzymywano w tarnowskim więzieniu. Tylko w maju 1940 r. przywieziono do niego 911 więźniów, aresztowanych na podstawie list proskrypcyjnych, podczas łapanek lub podczas próby przekroczenia granicy słowackiej albo węgierskiej. Łącznie przez tarnowskie więzienie podczas okupacji niemieckiej przeszło około 25 tys. osób. Na dziedzińcu więzienia rozstrzelano podczas okupacji około 100 więźniów. Większość skazanych na śmierć wywożono na miejsca straceń za miasto, do lasów w okolicach Tarnowa (Koszyce Małe, Poręba Radlna, Skrzyszów, Pawęzów, Pogórska Wola, Zbylitowska Góra i inne). Przed śmiercią głodową więźniów ratowała pomoc diecezjalnego Caritas.

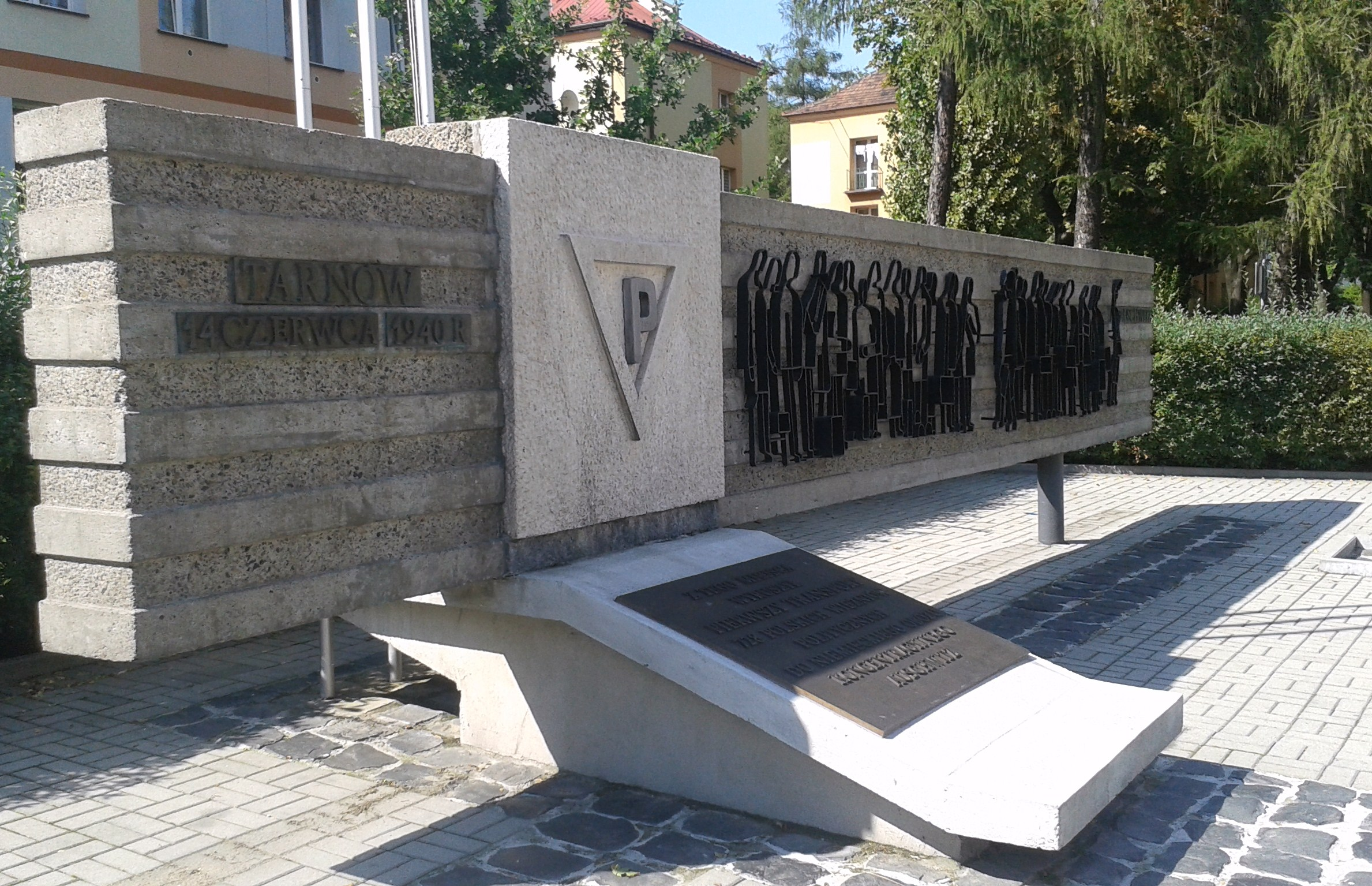
Pomnik I Transportu Więźniów do KL Auschwitz

14 czerwca 1940 r. w tarnowskim więzieniu sformowano pierwszy transport polskich więźniów politycznych do KL Auschwitz. Liczył on 728 osób. Większość z nich stanowili młodzi ludzie zaangażowani w działalność konspiracyjną i schwytani podczas próby przekroczenia granicy w drodze do Francji, część stanowili przedstawiciele tarnowskiej inteligencji aresztowani w ramach akcji AB. Do 2 października 1943 r. (ostatni transport) do KL Auschwitz wysłano z tarnowskiego więzienia około 7 tys. osób. Mniejsze grupy trafiły do KL Ravensbrück, KL Gross Rosen, więzienia Montelupich, ciężkiego więzienia w Nowym Wiśniczu, obozów pracy w Płaszowie, Pustkowie koło Dębicy i Szebniach koło Jasła. W marcu 1941 r. Żydzi zamieszkujący przy ulicach Krakowskiej i Wałowej otrzymali nakaz opuszczenia swoich mieszkań w ciągu 12 godzin i przeniesienia się do dzielnicy żydowskiej we wschodniej części miasta. Miała ona jeszcze charakter otwarty. We wrześniu tego roku z nakazu władz niemieckich ludność pochodzenia żydowskiego zamieszkująca wsie „Kreishauptmannschaft Tarnow” w części przeniesiona została do Tarnowa. W związku z tym liczba Żydów w Tarnowie wzrosła z 25 tys. w sierpniu 1939 r., do niemal 40 tys. 8 grudnia 1941 r. miał miejsce pierwszy masowy mord tarnowskich Żydów. Aresztowano ponad sto osób, siedemdziesiąt zginęło z rąk policjantów niemieckich. Z powodu epidemii tyfusu, która z tarnowskiego więzienia przedostała się do miasta zmarło 70 osób. Powołując się na zagrożenie epidemią od 1 stycznia do 30 marca władze niemieckie nakazały zamknięcie kościołów. W dniach 11–18 czerwca 1942 r. odbyło się pierwsze „wysiedlenie” Żydów. Pierwszego dnia przewidziani do „wysiedlenia” z literą K przybitą w karcie pracy (głównie osoby starsze, chore i dzieci) zostali zebrani na Rynku. Specjalnie sprowadzone oddziały SS i ukraińskich policyjnych oddziałów pomocniczych uśmierciły na Rynku i przy dochodzących do niego ulicach trzy tysiące Żydów. Około półtora tysiąca rozstrzelano na cmentarzu żydowskim. Sześć tys. osób powyżej 60. roku życia i dzieci do lat 13. zamordowano w lasach Zbylitowskiej Góry i Skrzyszowa. Trzy i pół tysiąca ludzi wysłano do obozu zagłady w Bełżcu. Niewielka grupa osób upośledzonych została zagazowana lub uduszona w piwnicy szkoły im. T. Czackiego. Po „wysiedleniu” pozostałych przy życiu Żydów osadzono w zamkniętej dzielnicy żydowskiej.

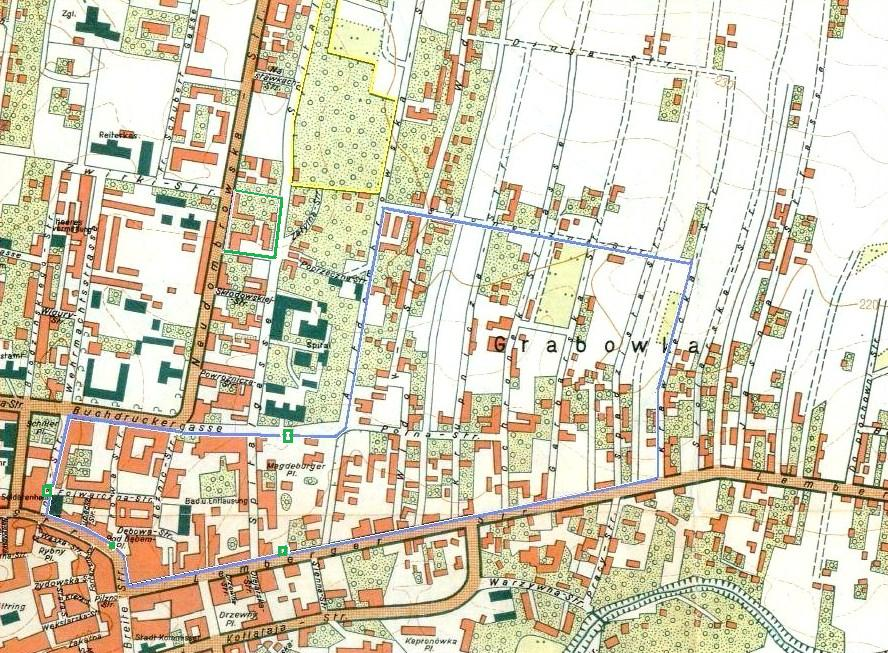
Granice wyznaczonej przez Niemców „stałej dzielnicy żydowskiej” w Tarnowie od sierpnia 1942 do września lub listopada 1942. Granice getta oznaczone niebieskim kolorem (bramy zielonymi prostokątami), cmentarz żydowski żółtym kolorem, kompleks budynków szpitala żydowskiego zielonym kolorem

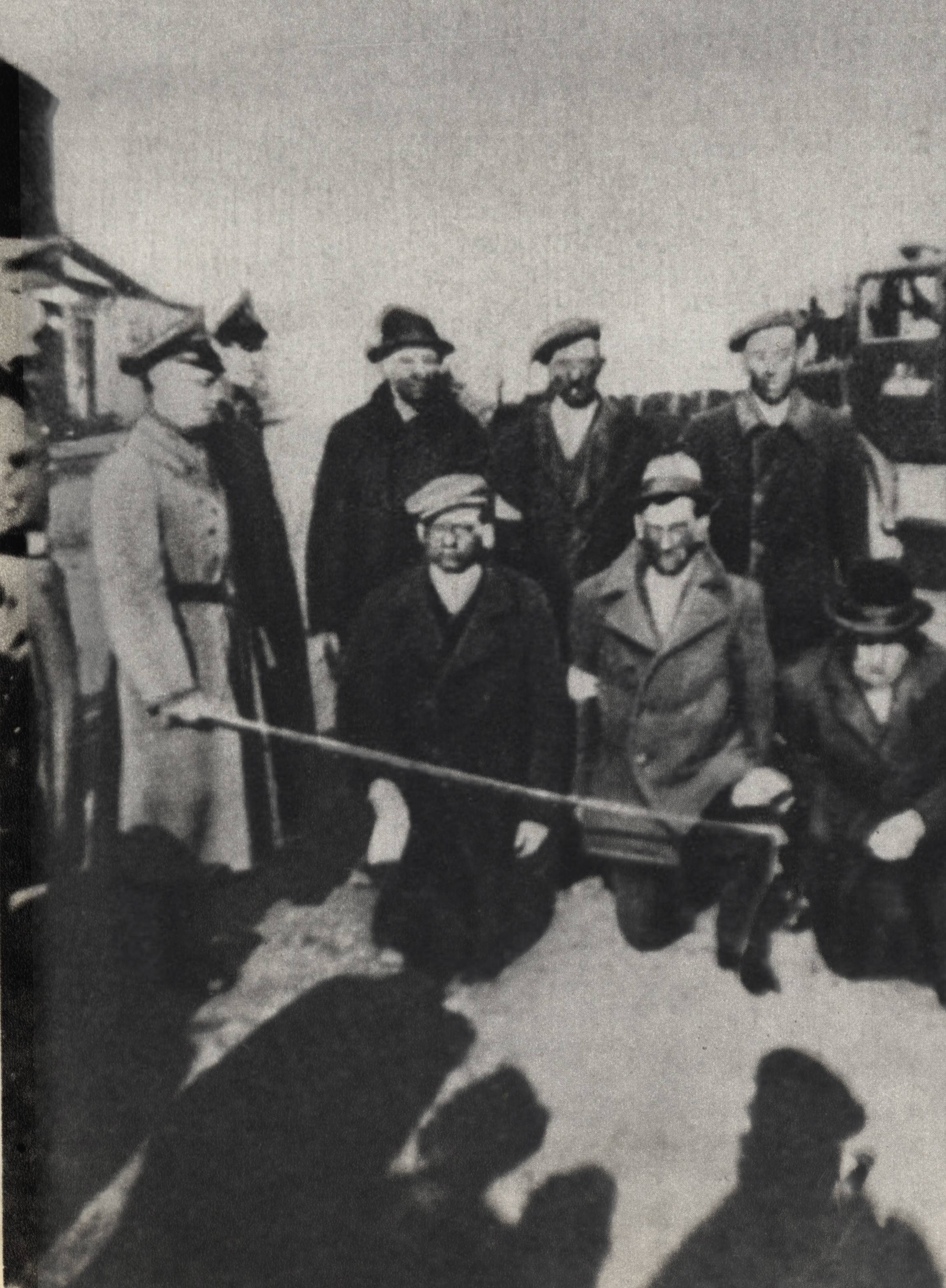
Tarnowscy Żydzi upokarzani przez niemieckiego policjanta

Polaków zamieszkujących ten teren przeniesiono do mieszkań zwolnionych przez Żydów. Bramy do getta utworzono przy ul. Folwarcznej, pl. Pod Dębem i dwie przy pl. Magdeburskim, od strony ul. Lwowskiej i ul. A. Mickiewicza. Placem głównym getta był właśnie plac Magdeburski (przed wojną pl. Wolności, dzisiaj ulica Goslara). Tam znajdowały się też siedziby Judenratu i Służby Porządkowej przy Radzie Żydowskiej. Poza gettem znajdował się szpital żydowski. Niektórzy „aryjscy” Polacy za opłatą lub bezinteresownie dostarczali mieszkańcom getta fałszowane metryki, żywność, świadectwa chrztu lub nawet proponowali ukrycie u siebie. Kilka osób zastrzelono podczas prób dostarczania żywności. W zacieraniu semickiego pochodzenia żydowskich dzieci pomagała diecezjalna Caritas. Niezależnie od intencji za ukrywanie lub pomoc Żydom groziła kara śmierci. W dniach 16–17 września 1942 r. przeprowadzono drugie „wysiedlenie”. Wiele osób pozostało w przygotowanych wcześniej kryjówkach, tzw. bunkrach. Kiedy niemieccy oprawcy zorientowali się, że liczba spędzonych jest zbyt mała, ogłosili, że każdy, kto poda informację o „bunkrach” będzie oszczędzony wraz z rodziną. Wielu uległo tej propozycji. W ciągu dwóch dni do komór gazowych obozu zagłady w Bełżcu wysłano około 6500 osób. Osoby starsze wyprowadzono na cmentarz i rozstrzelano. 15 listopada 1942 r. odbyło się trzecie „wysiedlenie”. Podczas niego wysłano do obozu zagłady w Bełżcu lub zamordowano na miejscu 1600 osób. Likwidacją getta tarnowskiego w dniach 2–4 września 1943 r. kierował SS-Hauptsturmführer Amon Göth. Wszyscy jego mieszkańcy zostali zebrani na pl. Magdeburskim. Podczas całodziennej selekcji Göth wybrał trzystu młodych ludzi do grupy mającej zmagazynować dobytek po wywiezionych i oczyścić teren getta. Około 8 tys. pozostałych podzielonych na dwa transporty: większy z osobami starszymi i dziećmi przeznaczonymi do natychmiastowej zagłady skierowano do KL Auschwitz, mniejszy z osobami silniejszymi fizycznie do obozu w Płaszowie. Przez następne dwa tygodnie odnaleziono jeszcze około 700 osób ukrytych w różnych miejscach, które wywieziono do obozu w Szebniach. W lutym 1944 r. grupa zajmująca się porządkowaniem terenu getta została wywieziona do obozu w Płaszowie. Wraz ze zbliżaniem się do Tarnowa linii frontu wzrastała aktywność Armii Krajowej. Na terenie składu opałowego „Drewno” (obecnie dworzec autobusowy) znajdowała się zakonspirowana siedziba inspektoratu AK „Tama” oraz Powiatowa Delegatura Rządu na Kraj. Tam również ukryte były fragmenty niemieckiej rakiety V-2 z dokumentacją techniczną, które 26 lipca w ramach akcji „III Most” trafiły do aliantów. W tym samym dniu wydano rozkaz rozpoczęcia akcji „Burza” dla tarnowskiego inspektoratu AK, w którym zaprzysiężonych było 4209 żołnierzy. 4 sierpnia 1944 r. wydano rozkaz o mobilizacji największego oddziału, czyli I Batalionu „Barbara” 16. Pułku Piechoty AK. Batalion sformowany i dowodzony przez kapitana Eugeniusza Borowskiego ps. Leliwa liczył około 600 żołnierzy. Do batalionu dołączyło 96 Azerów z armii niemieckiej, którzy zbiegli z transportu wojskowego na front włoski, 47 żołnierzy Armii Czerwonej, przeważnie jeńców, którym udało się uciec z niewoli oraz cały skład ukraińskiego oddziału pilnującego stacji transformatorów w Mościcach. Batalion „Barbara” 25/26 września 1944 r. w okolicach Jamnej stoczył największy w dziejach oddziału regularny bój ze zmotoryzowanymi siłami nieprzyjaciela. W październiku do Tarnowa dotarli warszawiacy wysiedleni po upadku powstania. Administrator diecezji ks. Stanisław Bulanda pożyczył 1,5 mln zł w celu przyjścia im z pomocą, dając w zastaw cały majątek kurii diecezjalnej. Pod koniec 1944 r. Niemcy rozpoczęli demontaż i grabież urządzeń w Zakładach Azotowych, Warsztatach Kolejowych, Browarze Sanguszki i innych. 17/18 stycznia 1945 r. ostatnie oddziały niemieckiej 17 Armii Polowej wycofały się z Tarnowa. Wysadzono mosty drogowe i kolejowe, podpalono stację towarową, dworzec kolejowy i młyny. W całym mieście około 50 proc. budynków było zdewastowanych przez Niemców lub miejscowych wandali. Dzięki Straży Obywatelskiej pod dowództwem lekarza dentysty Józefa Bossowskiego ps. Karpacki nie rozgrabiono zapasów żywności, nieprzerwane pozostały dostawy wody, gazu i prądu elektrycznego.
Podczas okupacji niemieckiej w 1942 r. w Tarnowie oddano do eksploatacji zakład mleczarski, którego budowę rozpoczęto wiosną 1939 r. Uruchomiono też basen kąpielowy (dzisiaj w tym miejscu Park Wodny przy ul. J. Piłsudskiego), którego budowę rozpoczął przed wojną Państwowy Urząd Wychowania Fizycznego i Przysposobienia Wojskowego. Dzięki staraniom budowniczego miejskiego Witolda Giżberta-Studnickiego, który potrafił przekonać władze okupacyjne o „niemieckości” zabytkowej architektury Tarnowa nie doszło do przebicia drogi z Krakowskiej do Lwowskiej przez rynek dla transportów wojskowych. W 1942 r. rozebrano jedynie narożną część Hotelu Lwowskiego przy ulicach Wałowej i Lwowskiej oraz przebudowano skrzyżowanie ul. Piłsudskiego z ul. Mickiewicza przez rozbiórkę dwóch kamienic blokujących wylot ul. A. Mickiewicza. W miejscu jednej z nich utworzono skwer z fontanną (dzisiaj imienia O. Kokocińskiego). W ramach przywracania „niemieckiego” wyglądu Tarnowa regotyzowano prezbiterium dawnego kościoła Bernardynów. Odremontowano także kamienicę Rynek 20, która otrzymała dekorację malarską autorstwa artysty malarza Alojzego Majchra, rozstrzelanego w 1943 r. za udział w ruchu oporu. W 1940 r. ukończono też budowę willi Karola Hüllego przy ul. Willowej 3 w sąsiednich Mościcach, zaprojektowanej przez Andrzeja Frydeckiego i stanowiącej jeden z najlepszych przykładów architektury modernistycznej w Polsce

### Tarnów w Polsce Ludowej (1945–1989)
18 stycznia 1945 r. rano patrole 60 Armii pojawiły się na ulicach opuszczonego przez Niemców Tarnowa. Za nimi na ciężarówce wojskowej przybyła 8-osobowa „grupa inicjatywna” z Rzeszowa, aby przejąć władzę w imieniu komunistycznego Rządu Tymczasowego RP. Na czele grupy stał Stanisław Kroch, absolwent szkoły NKWD w Kujbyszewie, organizator i pierwszy szef Powiatowego Urzędu Bezpieczeństwa Publicznego. Byli w niej również: Józef Lib, pierwszy powojenny starosta (w rzeczywistości zakonspirowany żołnierz AK), Ludwik Mysak, pierwszy powojenny prezydent miasta, Stanisław Gajewski, sekretarz PPR, powiatowy komendant MO Henryk Drozdowicz i miejski komendant MO Józef Staszyński. Tego samego dnia powołano Starostwo Powiatowe, Komendę Powiatową MO i Powiatowy Urząd Bezpieczeństwa Publicznego.

Władzę w mieście do grudnia 1945 r. przejęła sowiecka komenda wojenna. Tarnów zamieszkiwało w tym czasie około 30 tys. osób, czyli około 25 tys. mniej niż przed rozpoczęciem wojny. Najbardziej zniszczona była część miasta stanowiąca utworzone w 1942 r. przez Niemców getto żydowskie. Proces niszczenia budynków nie skończył się wraz z ich odejściem. Opustoszałe budynki były rozbierane na materiał budowlany lub dewastowane przez poszukiwaczy skarbów żydowskich. Opuszczone domy Starego Miasta należące wcześniej do Żydów zajęła biedota z podmiejskich baraków, a także wysiedleni ze strefy przyfrontowej.

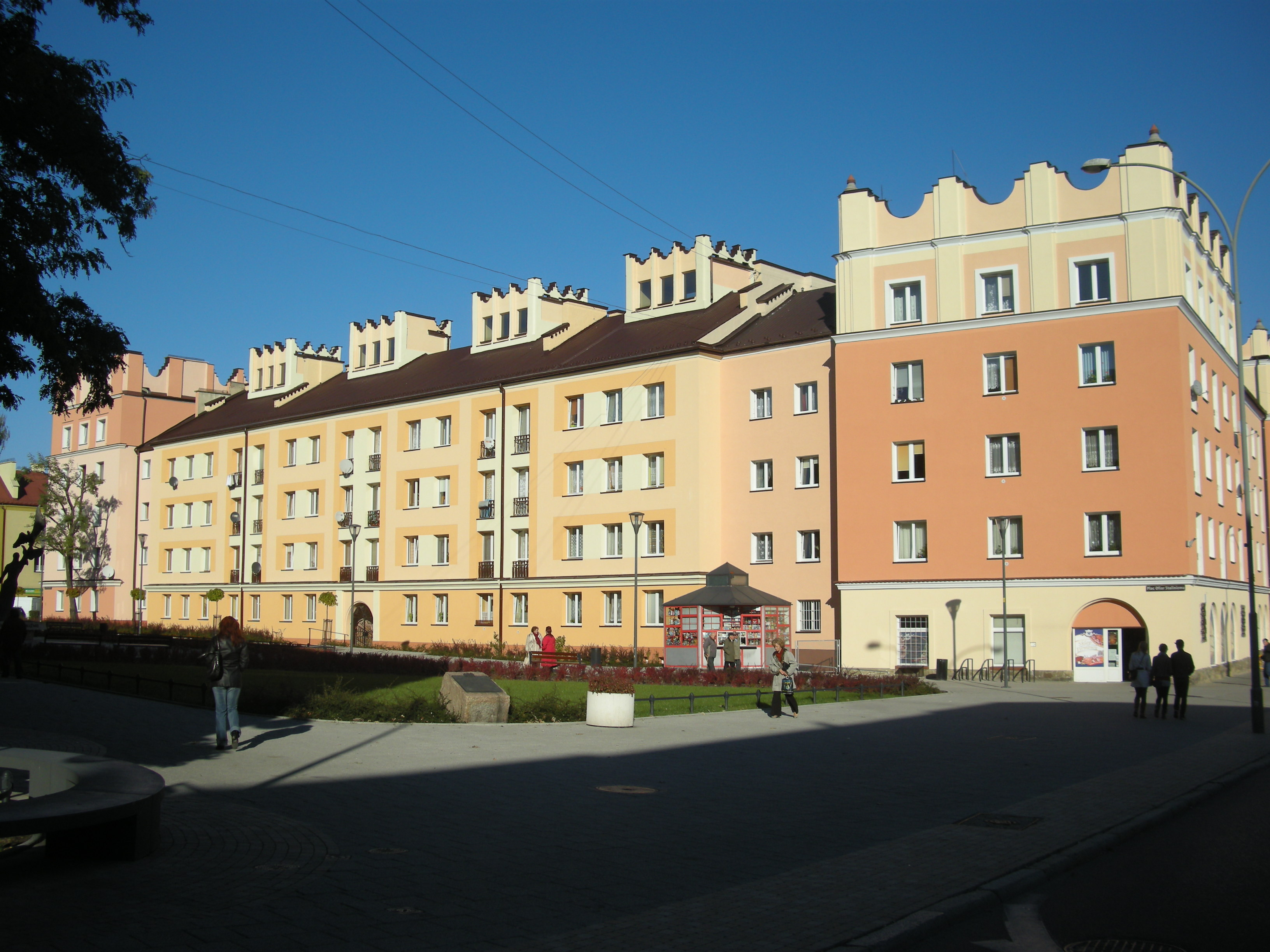
Zespół bloków z lat 50. XX w. przy pl. Ofiar Stalinizmu

Od 1945 r. do Tarnowa przybywali wysiedleni ze wschodnich województw – „lwowiacy”, a także warszawiacy i poznaniacy. Z kolei część tarnowian „przedwojennych” i niedawno przybyłych wyjeżdżała na Ziemie Odzyskane. Jedni mając nadzieję na lepsze życie, inni z obawy przed prześladowaniami za działalność w AK i innych organizacjach zbrojnego podziemia. Najwięcej osób z Tarnowa wyjechało do Brzegu na Dolnym Śląsku. Ojciec pisarza Pawła Huelle, żołnierz AK, z jednym plecakiem przepłynął kajakiem z Mościc do zrujnowanego Gdańska, gdzie osiadł na stałe. W 1945 r. do Tarnowa zaczęli wracać ocaleni Żydzi. Większość z nich przeżyła wojnę na terenach ZSRR. W czerwcu 1946 r. w Tarnowie mieszkało 1221 osób pochodzenia żydowskiego. Głównymi problemami tej społeczności były brak pracy i mieszkań. Dlatego wielu wyjeżdżało albo na Dolny Śląsk albo zachęceni przez organizacje syjonistyczne do Izraela. Po 1956 r. w Tarnowie zostały już tylko pojedyncze osoby pochodzenia żydowskiego. W czerwcu 1945 r. wybrano Zarząd Miejski. Urząd prezydenta Tarnowa objął Eugeniusz Sit z PPS, przedwojenny radny, zwolennik koalicji z PSL, wykluczający współpracę z komunistami z PPR. Od pierwszych lat powojennych trwała odbudowa miasta. Po odzyskaniu części maszyn zrabowanych przez Niemców uruchomiono produkcję w Zakładach Azotowych. Zakłady Naprawcze Taboru Kolejowego w 1951 r. przekształciły się w Zakłady Mechaniczne produkujące broń, urządzenia chłodnicze i obrabiarki. W 1949 r. wybudowano Fabrykę Silników Elektrycznych (później Tamel), powstały też wielkie zakłady ceramiczne Huta Szkła Gospodarczego obok starych hut i cegielni. Rozwinęły się duże zakłady konfekcyjne, skórzane, przetwórstwa owocowo-warzywnego (na bazie dawnego browaru Sanguszków) i przemysłu drzewnego („Tarnokop”), rozbudowano dawne sanguszkowskie tartaki (Rudy i Roman). Powstała Fabryka Maszyn Pralniczych „Pralfa” oraz wiele innych mniejszych zakładów. Sukcesywnie jednak likwidowano prywatny handel i rzemiosło. We wrześniu 1945 r., w nowo powstałym Miejskim Domu Kultury, który ulokowano w budynku dawnego Towarzystwa Gimnastycznego „Sokół” powstał teatr, od października tego roku, działający już pod nazwą Teatr Miejski im. Ludwika Solskiego. Na używanie swego nazwiska w nazwie tarnowskiego teatru słynny aktor wyraził osobistą zgodę. W 1945 r. z inicjatywy Józefa Edwarda Dutkiewicza otwarto Muzeum Ziemi Tarnowskiej oraz Szkołę Sztuk Plastycznych i Przemysłu Artystycznego (obecnie Zespół Szkół Plastycznych w Tarnowie). Obok prób powrotu do normalności trwała bezwzględna walka wydana przez komunistów polskim patriotom i organizacjom niepodległościowym. Od października 1945 r. do połowy 1948 r. w tarnowskim więzieniu z „paragrafu politycznego” stracono tam 15 osób. 1/2 lipca 1945 członkowie podziemia antykomunistycznego uwolnili z tarnowskiego więzienia 35 osób. w większości żołnierzy AK. W przygotowaniu i organizacji ucieczki pomagali również niektórzy pracownicy więzienia. We wrześniu 1945 r. powstał tarnowski inspektorat Zrzeszenia Wolność i Niezawisłość, który kontrolował oddziały zbrojne pozostałe po AK. W 1946 r. oddział osłony WiN pod dowództwem Jana Jandzisia ps. Sosna zastrzelił Juliana Świątka, p.o zastępcy szefa Powiatowego Urzędu Bezpieczeństwa Publicznego. Wyrok śmierci został wydany za napad na dom i zabójstwo byłego kwatermistrza batalionu „Barbara”. W tym samym roku zlikwidowano kapitana Lwa Sobolewa, doradcę tarnowskiego PUBP, znanego z brutalnych przesłuchań. Tarnowski inspektorat WiN rozbito jesienią 1948 r. Skazano 182 osoby, w tym 46 na karę śmierci (stracono 24 osoby).
Wymuszone odwołanie w 1947 r. prezydenta Eugeniusza Sita zakończyło normalne funkcjonowanie samorządu miejskiego. Od tego czasu aż do października 1956 r. na stanowiskach prezydenta miasta, a potem przewodniczącego Miejskiej Rady Narodowej, pojawiali się skierowani przez PZPR działacze partyjni z różnych stron kraju. Protesty w 1956 r. miały w Tarnowie intensywny przebieg. W Zakładach Mechanicznych powstał Tymczasowy Komitet Rewolucyjny, który praktycznie przejął władzę nad fabryką. Dyrektora i najbardziej znienawidzonych kierowników wydziałów siłą wyprowadzono lub wywieziono na taczkach za bramę. W Zakładach Azotowych władzę przejęła Rada Robotnicza z Adamem Boryczką na czele. Zmieniono I sekretarza PZPR. W wielu tarnowskich zakładach pracy załogi wyrzucały dyrektorów i kierowników personalnych, znanych z donoszenia i zastraszania pracowników. Z inspiracji urodzonego w Tarnowie Ryszarda Wiśniowskiego, dziennikarza „Po Prostu”, powstał kolejny komitet rewolucyjny, w skład którego weszli przedstawiciele inteligencji nie związani z zakładami produkcyjnymi. 26 października 1956 r. w teatrze odbył się masowy wiec zorganizowany przez komitet rewolucyjny.
Ostro krytykowano miejscowych pracowników Urzędu Bezpieczeństwa, partyjnych sekretarzy i członków Miejskiej Rady Narodowej. Żądano ukarania dyspozycyjnych sędziów i wymuszających zeznania funkcjonariuszy UB. Podczas sesji deklarowano pomoc dla walczących z Sowietami Węgrów. Tarnowianie okazali solidarność powstańcom walczącym z armią sowiecką w Budapeszcie, oddając masowo krew dla rannych i przekazując pomoc finansową. W okresie tzw. przemian październikowych wzrosła ilość koncesji wydawanych przez Miejską Radę Narodową na uruchomienie prywatnych zakładów przemysłowych, sklepów i warsztatów rzemieślniczych.
Inny charakter miały protesty w 1968 r. zainspirowane akcją ulotkową Jerzego Barczyńskiego. 20 marca 1968 r. na demonstracji solidarnościowej ze studentami warszawskimi na pl. Kazimierza Wielkiego zebrało się około półtora tysiąca osób, głównie młodzieży szkolnej i robotniczej. Domagano się uwolnienia studentów aresztowanych w Warszawie, palono gazety i egzemplarze konstytucji PRL. Milicji nie udało się rozpędzić zgromadzenia. Na ulicach Krakowskiej i Wałowej doszło do starć demonstrantów z funkcjonariuszami ZOMO, ORMO i Milicją Robotniczą. Następnego dnia młodzież ponownie zebrała się na pl. Kazimierza Wielkiego skąd została usunięta siłą. W trakcie tych wydarzeń milicja zatrzymała łącznie 116 osób. W 1957 r. powstała sekcja żużlowa Unii Tarnów, drużynowego mistrza Polski w tej dyscyplinie sportu w 2004, 2005 i 2012

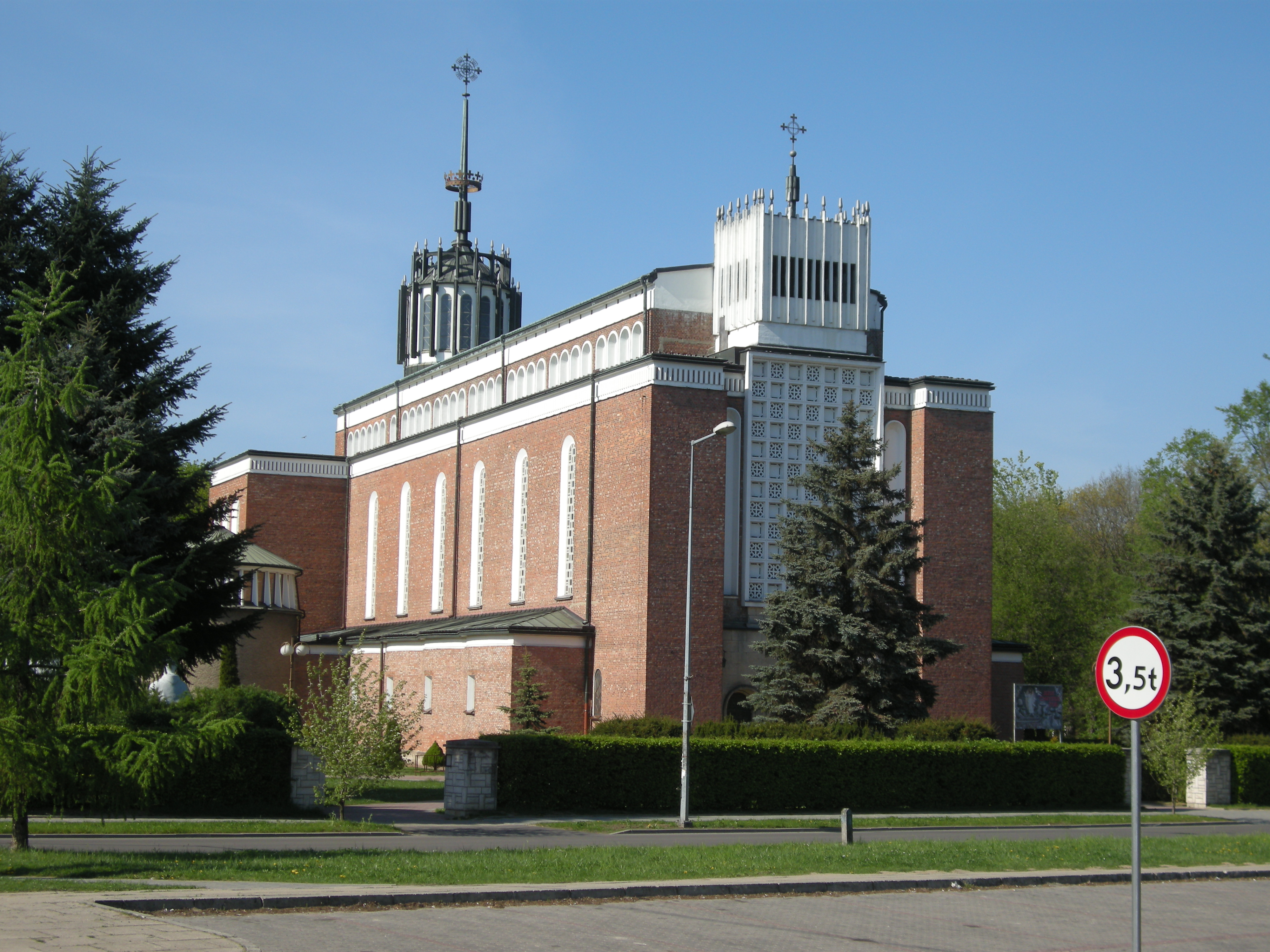
Kościół Najświętszej Maryi Panny Królowej Polski w Mościcach

W 1955 r. liczba mieszkańców miasta wróciła do stanu z 1939 r., przekraczając 58 tys. W ciągu następnych 5 lat wzrosła o 12 tys. W 1976 r. Tarnów stał się miastem stutysięcznym. Poza czynnikiem wyższego przyrostu naturalnego ten szybki wzrost populacji dokonał się dzięki napływowi ludności i powiększeniu granic miasta. W latach 50. trzy razy zmieniały się granice miasta. W 1951 roku do miasta przyłączono Chyszów, Klikową, Mościce, Gumniska, Rzędzin, części gromad Zawada i Tarnowiec oraz przysiółek Czerwona z gromady Koszyce Wielkie. Powierzchnia miasta wzrosła z 17,6 do 53 km². W 1958 roku do Tarnowa przyłączono Krzyż, a rok później część Koszyc Wielkich i Zbylitowskiej Góry. Powierzchnia Tarnowa powiększyła się do 72 km².
W latach 60. 70. i 80. zbudowano nowe osiedla mieszkaniowe: Kościuszki, XXV-lecia PRL, Jasna I, Jasna II – dziś Westerplatte, potocznie nazywane Falklandami (budowane było w latach, kiedy trwała wojna o te wyspy), osiedla: Legionów Henryka Dąbrowskiego, Klikowskie, Nauczycielskie, Piaskówka, Zielone. Powstawały nowe szkoły podstawowe w ramach akcji propagandowej „1000 szkół na Tysiąclecie”. Rozwijało się także szkolnictwo zawodowe. W 1967 r. uruchomiono Studium Nauczycielskie. W 1979 r. powstała Państwowa Szkoła Muzyczna.
1 czerwca 1975 r. Tarnów został stolicą województwa tarnowskiego, wcześniej miasto znajdowało się w województwie krakowskim.

1 lipca 1980 r. w proteście wobec podwyżki tzw. cen komercyjnych niektórych gatunków wędlin i mięs na kilka godzin pracę przerwała załoga Fabryki Obrabiarek Specjalizowanych „Ponar” (dzisiaj Zakłady Mechaniczne). „Ponar” był jednym z czterech zakładów przemysłowych w Polsce, których akcja protestacyjna w tym dniu zapoczątkowała wielki ruch społeczny „Solidarności”. W 1980 r. w Tarnowie powstawały struktury niezależnych samorządnych związków zawodowych. Robotnicze protesty zorganizowano też w Miejskim Przedsiębiorstwie Komunikacyjnym, Zakładach Azotowych i w Tamelu. Po ogłoszeniu stanu wojennego 13 grudnia 1981 r., internowano kilkanaście osób z Tarnowa. 15 grudnia 1981 r. ZOMO wdarło się do budynku „Ponaru” w Tarnowie, aby spacyfikować strajk, który mimo to trwał do 18 grudnia. 

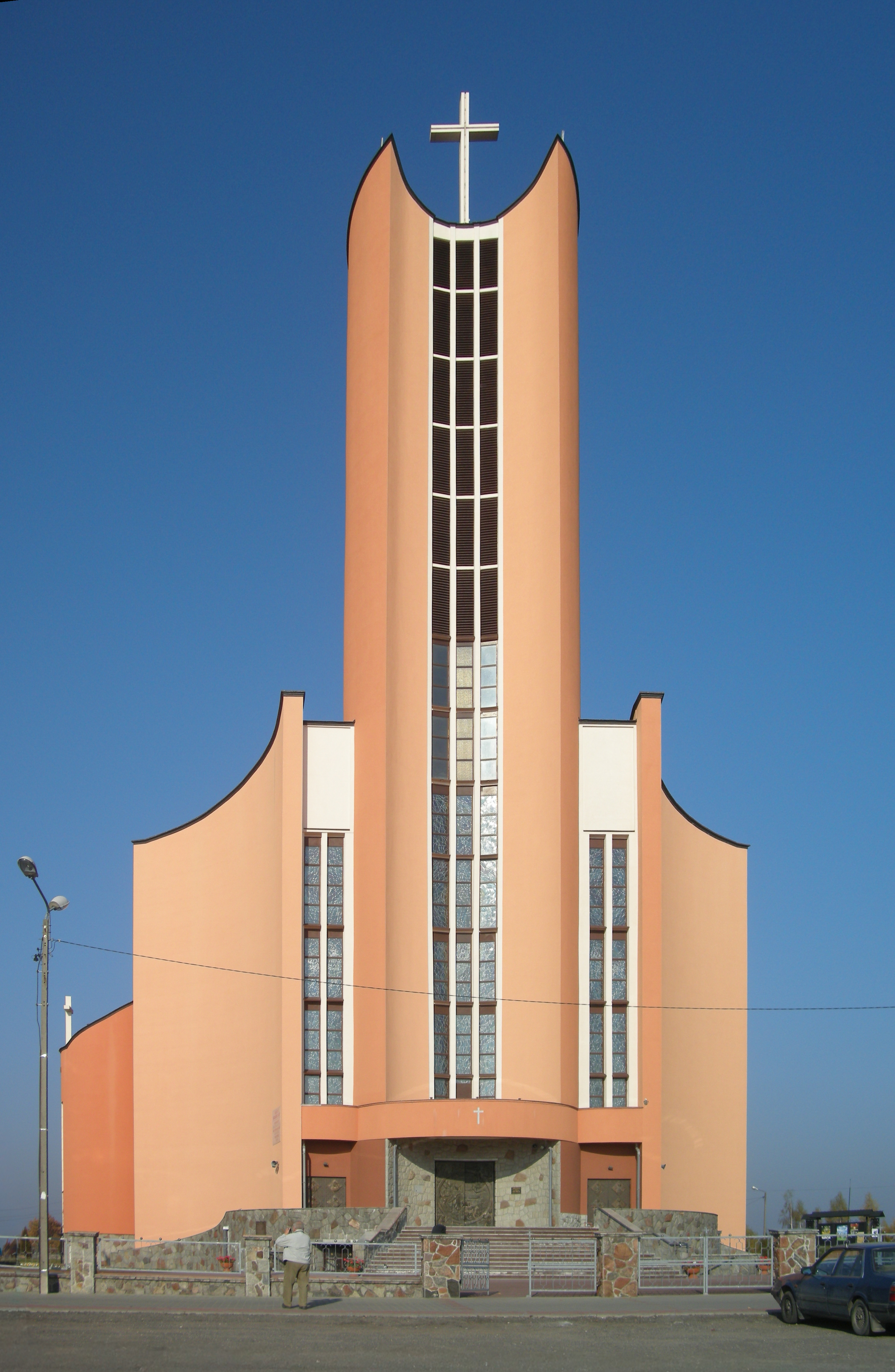
Kościół pw. Błogosławionej Karoliny Kózkówny

W ramach III pielgrzymki do Polski, 9 czerwca 1987 r. przybył do miasta Jan Paweł II. Śmigłowiec wylądował przy hali Jaskółka w Mościcach, skąd papież przejechał papamobilem do Domu Biskupiego przy ul. Feliksa Dzierżyńskiego (ob. ul. Ignacego Mościckiego). Pod budynek przyszły setki ludzi i odbyło się niezaplanowane spotkanie z papieżem, który pojawił się w oknie na drugim piętrze i stamtąd rozmawiał z tarnowianami. 10 czerwca 1987 r. w obecności blisko 1 mln wiernych, na polach przy budowanym kościele pw. Błogosławionej Karoliny, beatyfikował Karolinę Kózkównę. Po południu spotkał się z duchownymi na placu Katedralnym, gdzie odbyły się nieszpory eucharystyczne. 29 czerwca 1981 r. obok budynku katedry odsłonięto pomnik Jana Pawła II – jeden z pierwszych, które postawiono ku jego czci.

### Okres III Rzeczypospolitej (po 1989)
Przemiany polityczne przyczyniły się do odtworzenia tarnowskiego samorządu. 27 maja 1990 r. odbyły się w Tarnowie pierwsze po 1945 r. wolne wybory samorządowe. Prezydentem Tarnowa został 32-letni Mieczysław Bień. W latach 90. XX w. otwarto w Tarnowie pierwsze szkoły niepubliczne i szkoły wyższe: Zamiejscowy Wydział Teologiczny Uniwersytetu Jana Pawła II w Krakowie, Wyższą Szkołę Biznesu, Małopolską Wyższą Szkołę Ekonomiczną oraz Państwową Wyższą Szkołę Zawodową. W 1992 r. dzięki grupie entuzjastów, z Mariuszem Gołkowskim na czele, przy MKS Tarnovia powstała jedna z pierwszych w Polsce sekcji wspinaczkowych. Jako pierwsza w Polsce dysponowała sztuczną ścianą wspinaczkową w hali.

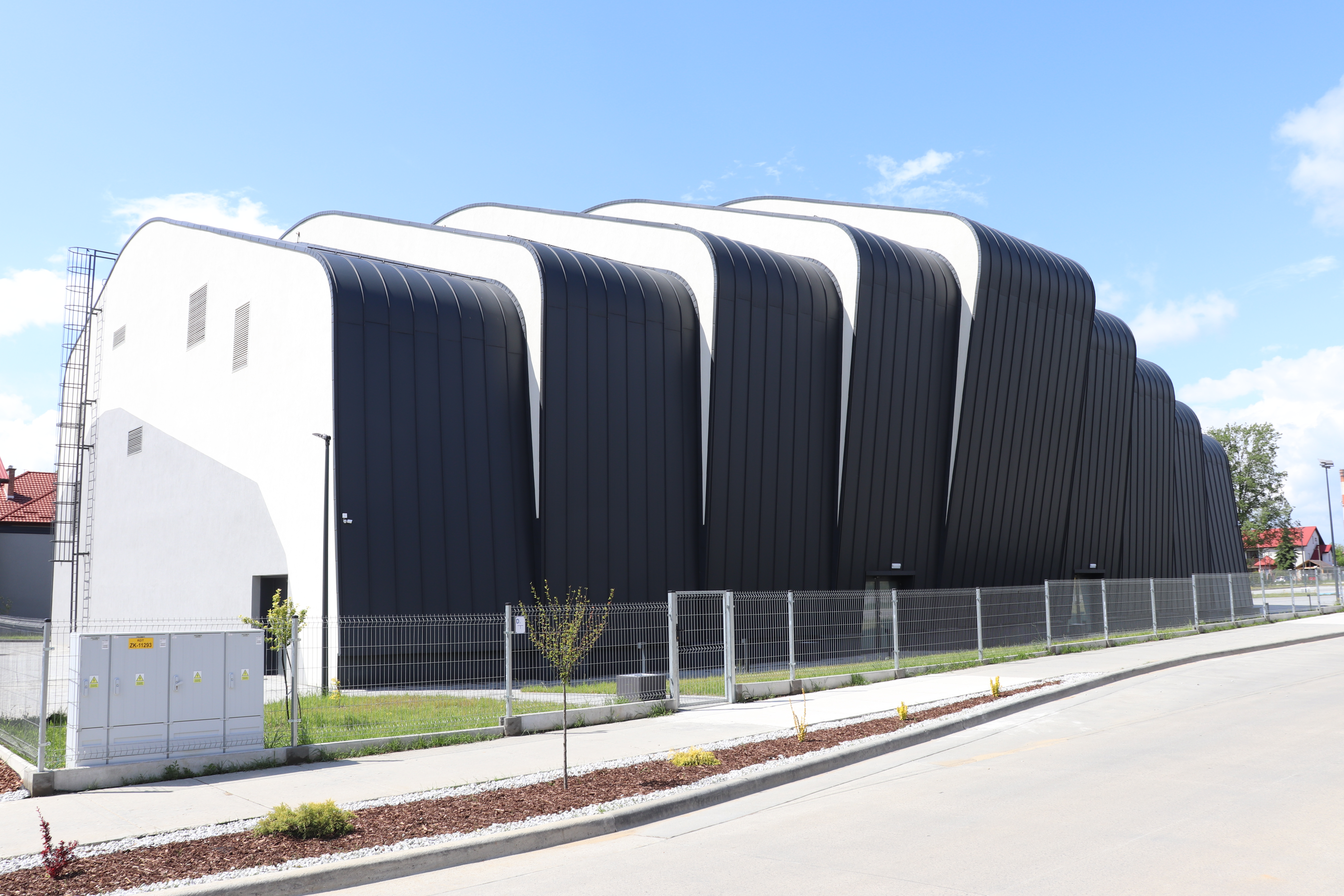
Sala koncertowa Zespołu Szkół Muzycznych

Tarnów to ważny ośrodek kulturalny (m.in. od 1987 r. festiwal Tarnowska Nagroda Filmowa i od 1997 r. Ogólnopolski Festiwal Komedii „Talia”) i średniej wielkości ośrodek przemysłowy. Większość zakładów przemysłowych po 1990 r. zrestrukturyzowano lub sprywatyzowano, część z nich upadła. Jeszcze w latach ’90 XX wieku zbudowano południową obwodnicę Tarnowa a północną stanowi obecna autostrada A4, przebiegająca głównie przez bezpośrednie jego okolice. Powstały m.in. Centrum Logistyczne firmy TC Dębica/Goodyear i Tarnowski Klaster Przemysłowy SA. Z biegiem czasu rola Tarnowa maleje, zmniejsza się liczba mieszkańców. Według Strategii Rozwoju Województwa Małopolskiego miasto zostało uznane jako ośrodek subregionalny na równi z Nowym Sączem i innymi mniejszymi ośrodkami.
W 2013 urzędujący prezydent miasta Ryszard Ścigała został aresztowany. Afera korupcyjna w magistracie zniechęciła mieszkańców do wzięcia udziału w wyborach samorządowych w 2014. Frekwencja wyborcza wyniosła 40,08%. 13 listopada 2017 roku Sąd Okręgowy w Tarnowie skazał byłego prezydenta, od 2014 radnego miasta Tarnowa, na karę 3 lat pozbawienia wolności.

## Demografia
Na koniec 2024 roku Tarnów liczył 102 123 mieszkańców (zameldowanych 98 885 osób, w tym 97 180 na pobyt stały).Tarnów pod względem liczby ludności jest 34. miastem w Polsce, 2. w województwie małopolskim. Największą populację Tarnów odnotował w 1996 roku – 122 359 mieszkańców. Od tego czasu liczba mieszkańców miasta systematycznie spada. Ma to związek z ujemnym przyrostem naturalnym oraz ujemnym saldem migracji na pobyt stały. Z prognozy demograficznej GUS wynika, że w 2027 roku liczba mieszkańców miasta spadnie poniżej 100 tysięcy, a w 2050 roku Tarnów zamieszkiwać będzie 72,5 tysiąca osób. W grudniu 2024 stopa bezrobocia rejestrowanego wynosiła 4,2%.

## Zabytki

Panorama z tarnowskiej wieży ratuszowej

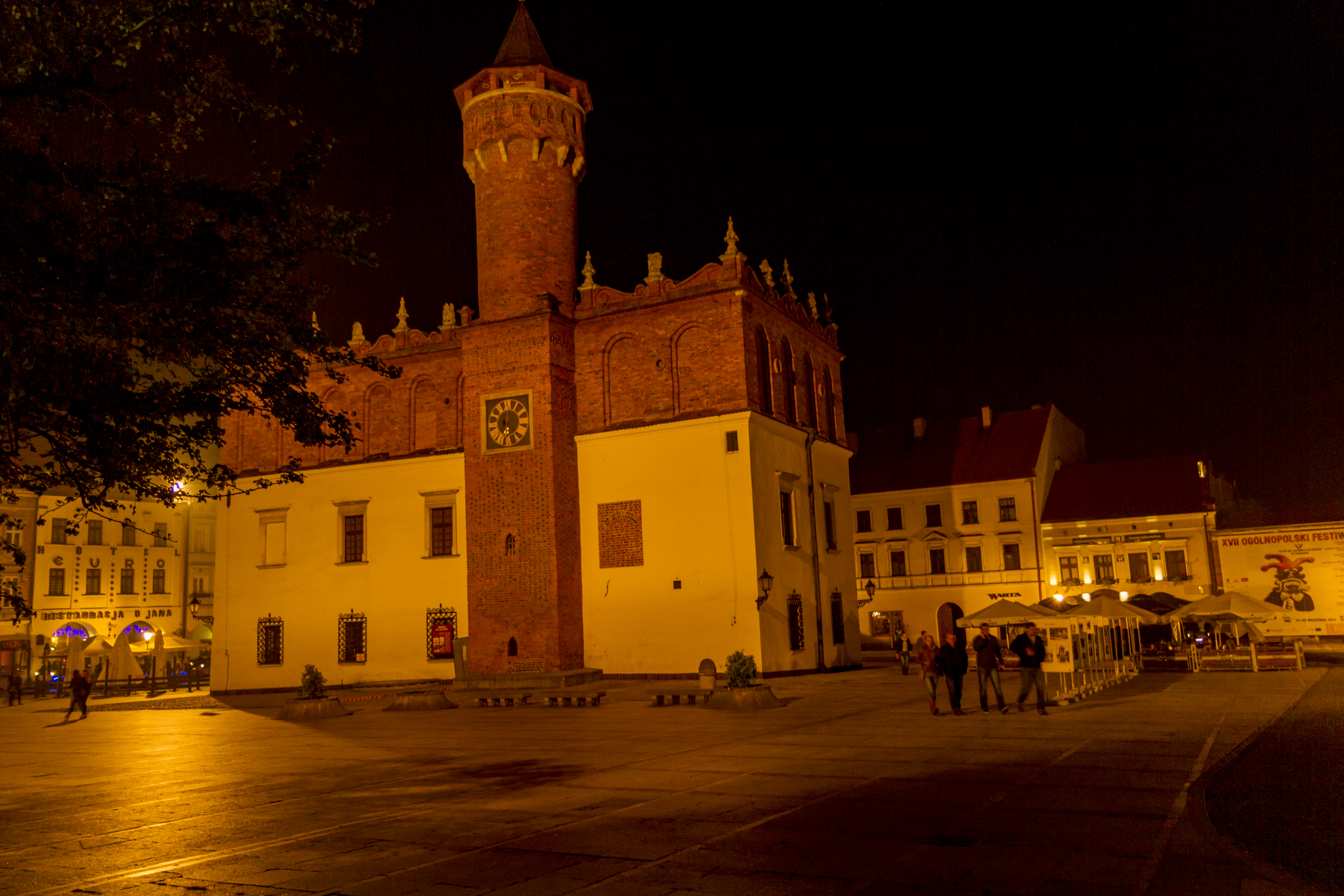
Tarnowski ratusz (XIV w.)

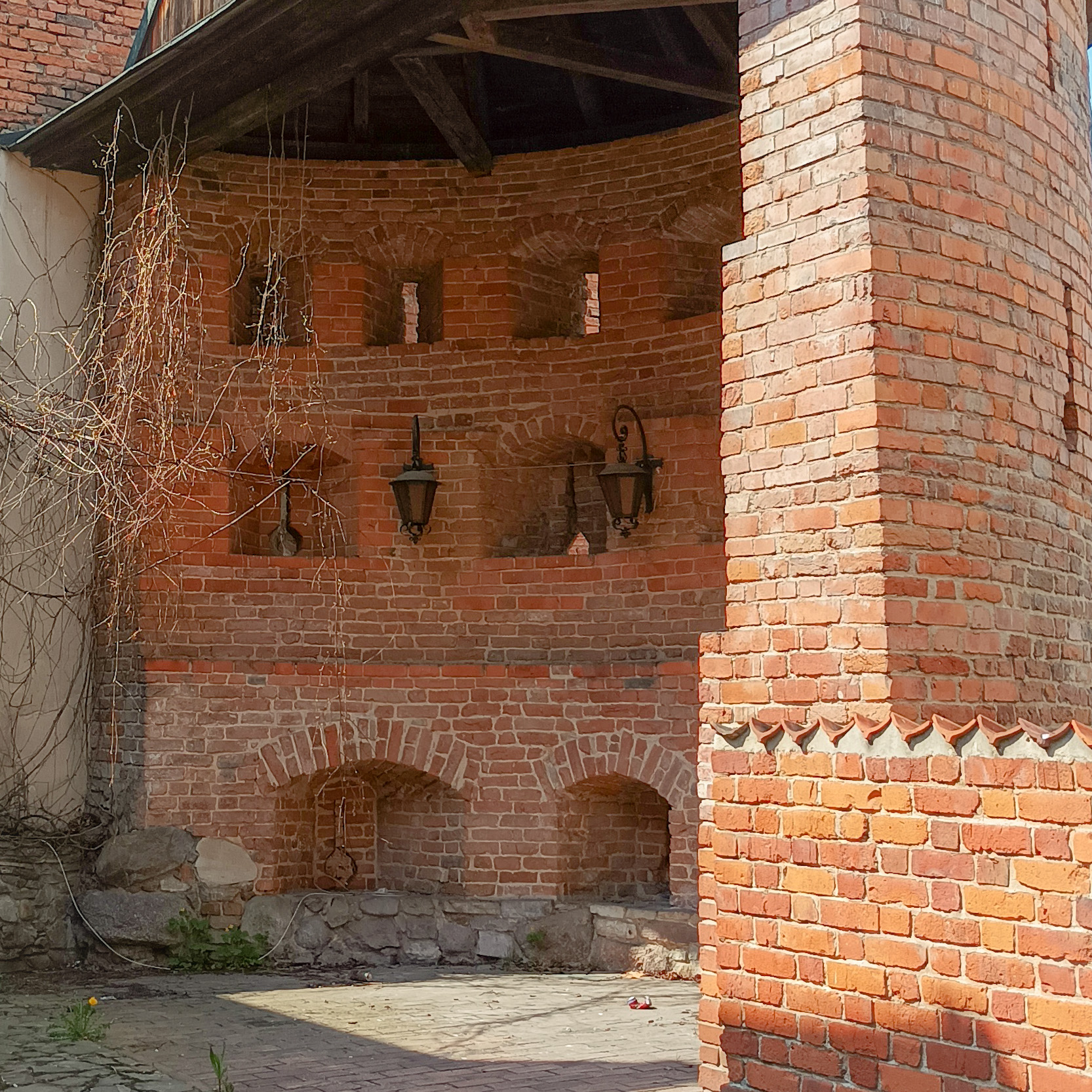
Basteja w Tarnowie

Do rejestru zabytków nieruchomych województwa małopolskiego wpisano m.in. obszar śródmieścia i układ urbanistyczny miasta Tarnowa, historyczne zespoły budowlane, dzieła architektury i budownictwa, obiekty przemysłowe, cmentarze oraz parki. Wykaz tarnowskich obiektów zabytkowych w ewidencji wojewódzkiej zawiera 76 pozycji, w tym:
- ruiny zamku Tarnowskich
- ratusz miejski na tarnowskim Rynku
- zespół miejskich fortyfikacji
- zespół zabudowy pl. Katedralnego 5, w tym dom Mikołajowski, dom Mansjonarzy, scholasteria oraz akademiola
- zespół parku Strzeleckiego, w tym mauzoleum gen. Józefa Bema, pałacyk Towarzystwa Strzeleckiego
- układ urbanistyczny pl. Dworcowego, w tym gmach dworca kolejowego, planty im. Józefa Jakubowskiego

- zabytki sakralne:

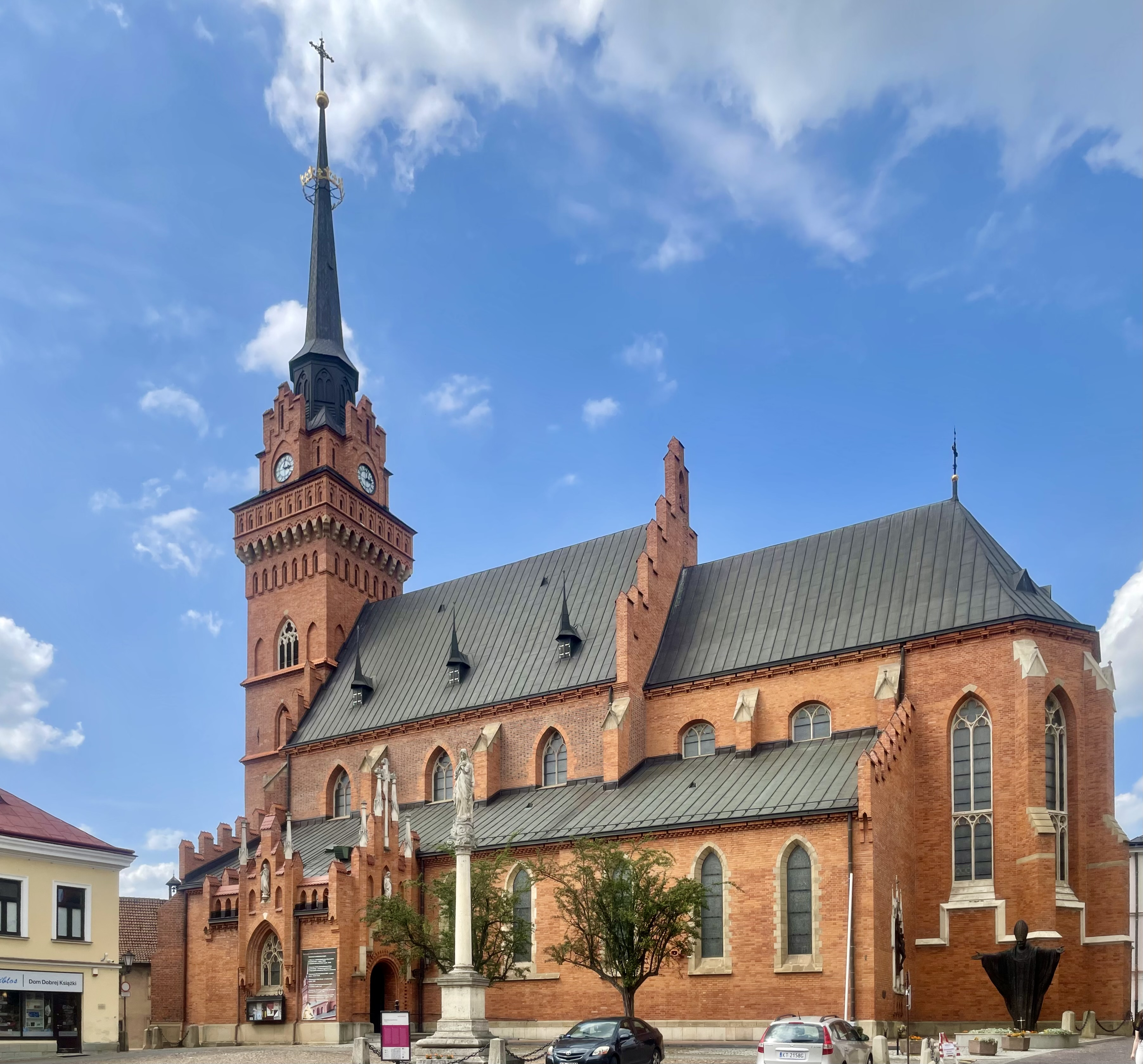
Bazylika katedralna Narodzenia Najświętszej Maryi Panny

  - bazylika katedralna Narodzenia Najświętszej Maryi Panny
  - skwer z bimą Starej Synagogi
  - drewniany kościół Najświętszej Marii Panny Wniebowziętej na Burku
  - drewniany kościół św. Trójcy na Terlikówce
  - barokowy kościół Podwyższenia Krzyża Świętego i klasztor Bernardynów
  - neogotycki kościół Świętej Rodziny
  - zespół dawnego kościoła Matki Boskiej Śnieżnej i klasztoru Bernardynów
  - kościół Świętego Krzyża i Matki Bożej Nieustającej Pomocy w Krzyżu
- cmentarze:
  - Stary Cmentarz
  - cmentarz żydowski
  - cmentarze wojskowe z okresu I wojny światowej:
    - cmentarz wojenny nr 199
    - cmentarz wojenny nr 200
    - cmentarz wojenny nr 202
- pałace i wille:
  - zespół pałacowo-parkowy w Gumniskach
  - zespół willowo-parkowy w Mościcach
  - neogotycka willa „Nalepówka”

Poza tym do rejestru wpisano m.in. ponad 30 kamienic i domów, 3 dworki podmiejskie, kilka budynków użyteczności publicznej, strażnicę kolejową, komin dawnego browaru oraz skwer z kamieniem węgielnym osiedla „Nasz Dom” i zespół urbanistyczny osiedla przyfabrycznego w Mościcach.

## Zieleń miejska

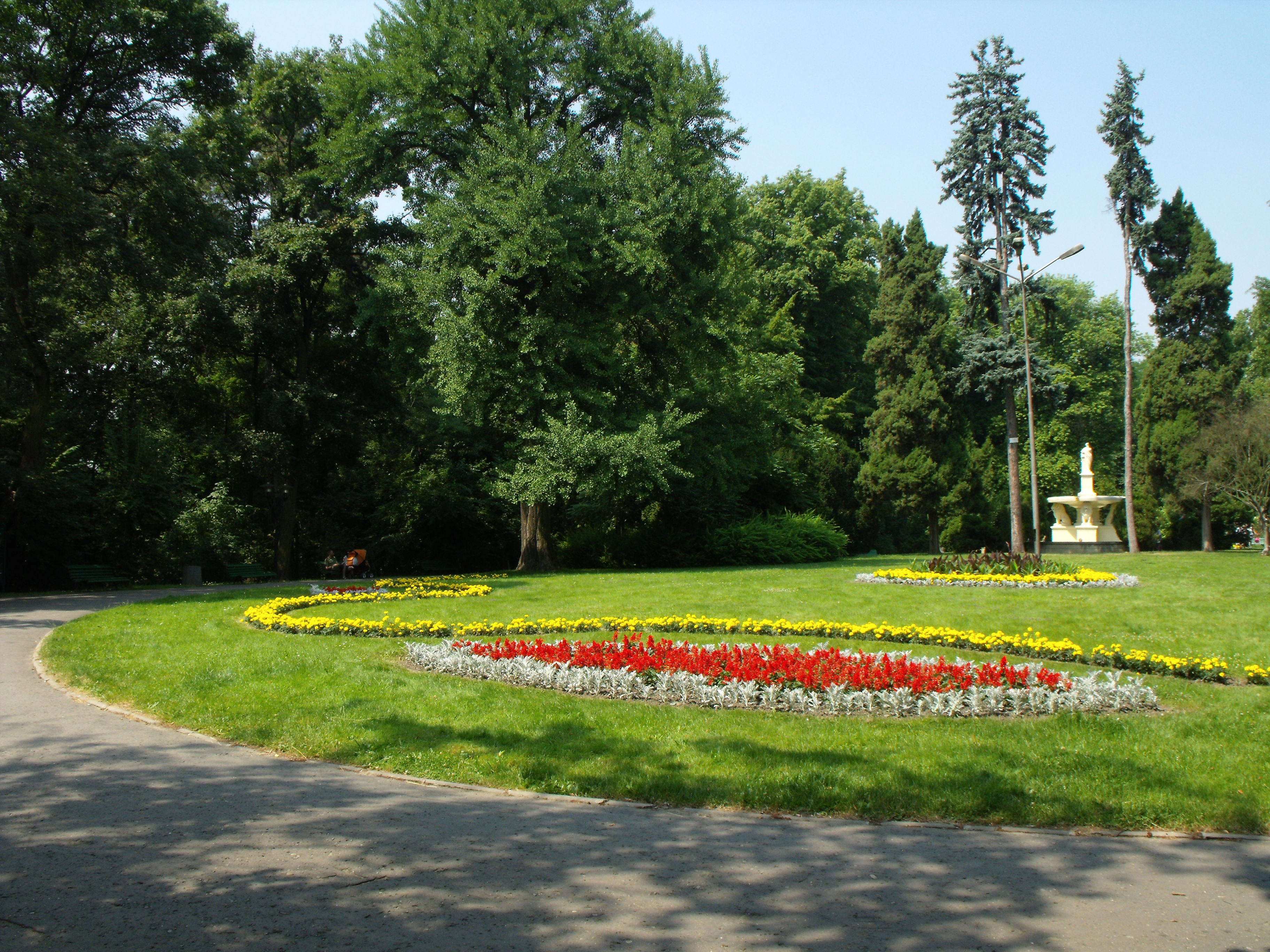
Park Strzelecki

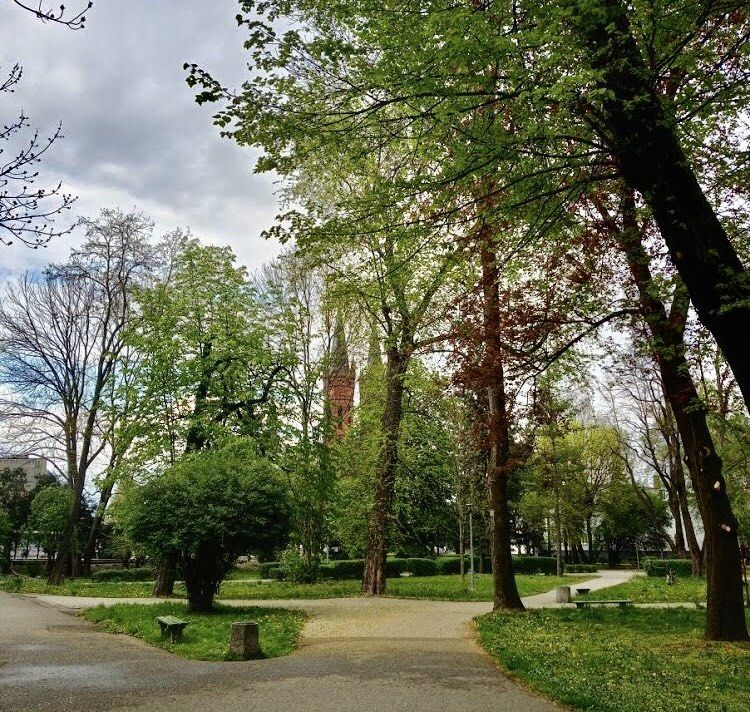
Planty Kolejowe w Tarnowie

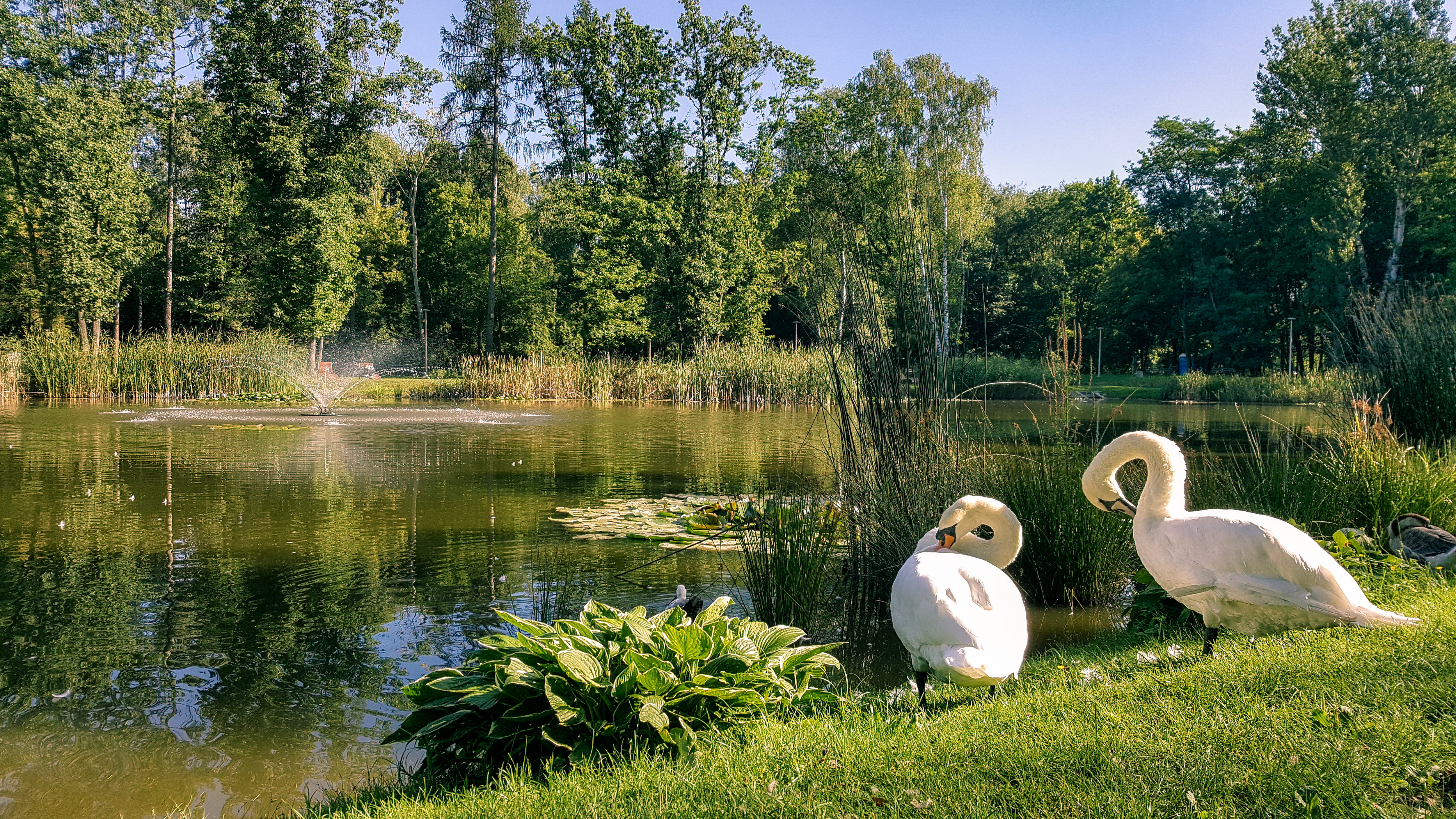
Park Piaskówka w Tarnowie

### Parki
- Park Strzelecki
- Park Sanguszków
- Park Piaskówka
- Park im. Eugeniusza Kwiatkowskiego
- Park im. Wincentego Muchy
- Park na os. Westerplatte
- Park na os. Legionów Henryka Dąbrowskiego
- Park w Zbylitowskiej Górze[155]
- Planty im. Józefa Jakubowskiego
- Park na os. Zielonym
- Park Niepodległości Miasta Tarnowa im. Romana Księcia Sanguszki powstańca 1831 roku – Sybiraka[156]

### Inne tereny zielone
- Kantoria
- Lasek „Lipie”
- Las „Sośnina”
- Lasek Chyszowski
- Rezerwat przyrody Debrza
- Aleja lipowa wzdłuż ul. Obrońców Lwowa (pomnik przyrody)
- Stawy krzyskie

## Gospodarka

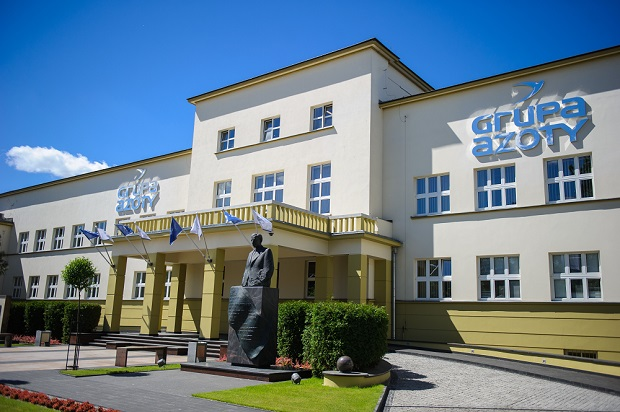
Grupa Azoty S.A

### Budżet miasta
W budżecie Tarnowa na 2019 rok, uchwalonym przez radę miasta, zapisano 759,3 miliona złotych planowanych wpływów i 873,1 miliony złotych wydatków. Deficyt budżetowy to 113,8 miliona złotych. Na koniec 2019 roku zadłużenie miasta przekroczy 519 milionów złotych. 

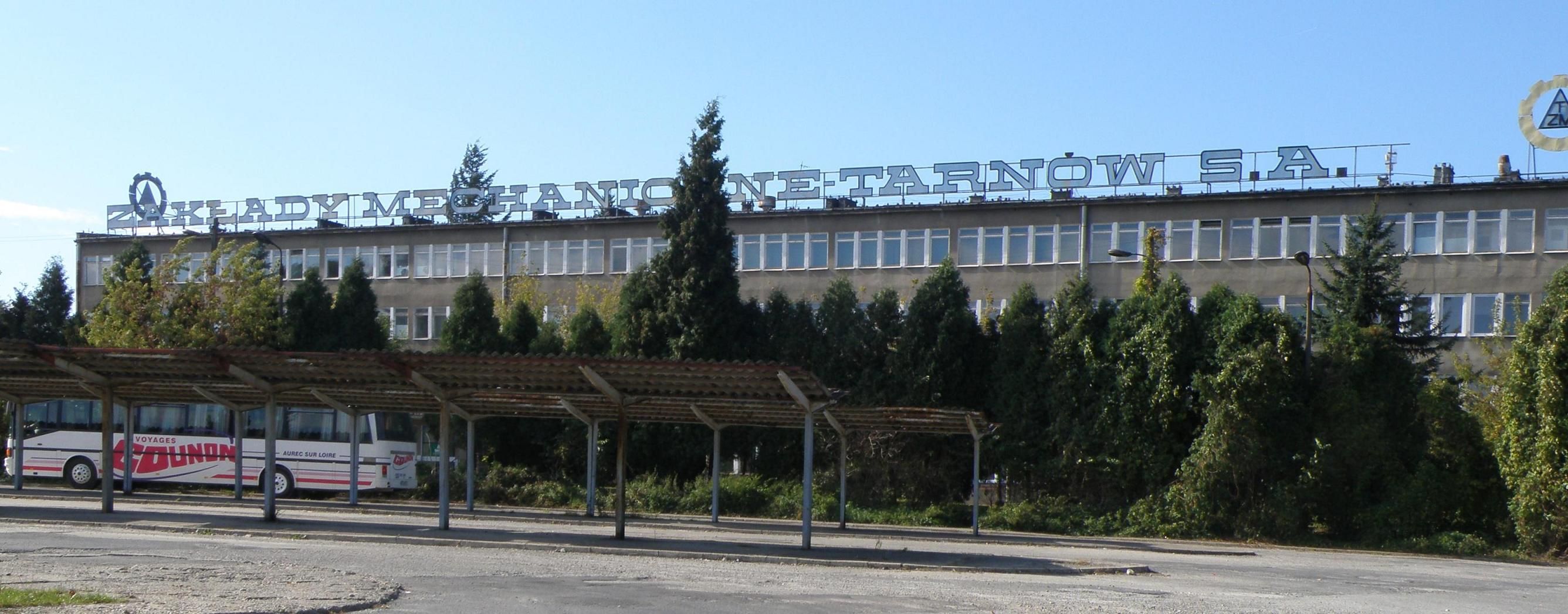
Zakłady Mechaniczne Tarnów S.A

### Przemysł
Tarnów jest ośrodkiem przemysłowym z dominującym przemysłem chemicznym (Grupa Azoty, Becker Farby Przemysłowe Sp. z o.o., Summit Packaging Polska Sp. z o.o.) i elektromaszynowym (Zakłady Mechaniczne Tarnów, Fabryka Silników Elektrycznych „Tamel”, Lenze Tarnów Sp. z o.o., Fabryka Maszyn Tarnów). W mieście działają również m.in. przedsiębiorstwa przemysłu paliwowo-energetycznego (oddział GAZ-SYSTEM, oddział Tauron- Dystrybucja, Tauron Dystrybucja Pomiary), spożywczego (Zakłady Mięsne „Mięstar” wchodzące w skład Grupy Sokołów, Zakłady Mleczarskie „Mlektar”, Zakłady Przemysłu Chłodniczego „Fritar”), betonowego (Bruk-Bet), odzieżowego (Spółdzielnia „Tarnowska Odzież”, Tarnospin) oraz szklarskiego (Huta Szkła Gospodarczego Tarnów wchodząca w skład Grupy Krosno S.A).
W Tarnowie działa Centrum Logistyczne firmy TC Dębica/Goodyear oraz centrum przeładunkowo-magazynowe do obsługi transportu kołowego firmy DHL.

### Handel
W Tarnowie istnieją liczne hurtownie, składy materiałów budowlanych i sklepy. W mieście funkcjonują 2 galerie handlowe (Galeria Tarnovia, Gemini Park Tarnów), 2 centra handlowe, 6 domów handlowych, 2 hipermarkety oraz znaczna liczba supermarketów i dyskontów spożywczych.

### Baza noclegowa
W mieście znajduje się 1 hotel 4-gwiazdkowy, 4 hotele 3-gwiazdkowe oraz 2 domy studenta. Na Górze świętego Marcina znajdują się noclegi (kwatery prywatne) Leliwa.

## Transport

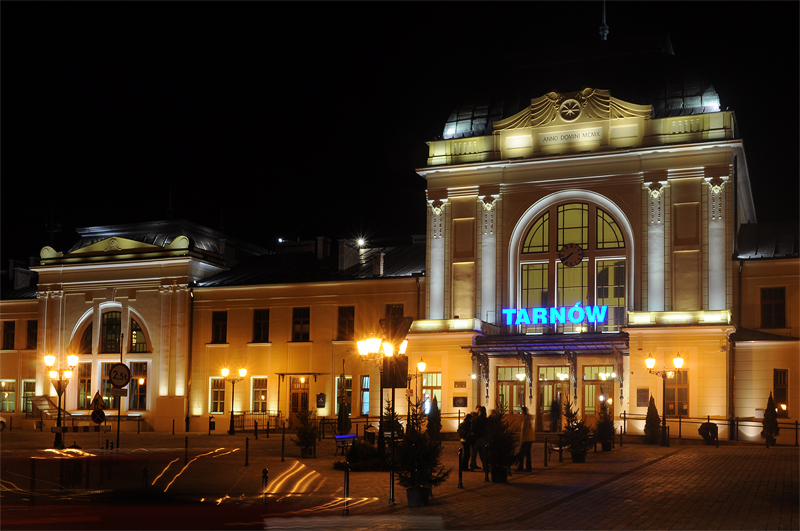
Dworzec kolejowy w Tarnowie

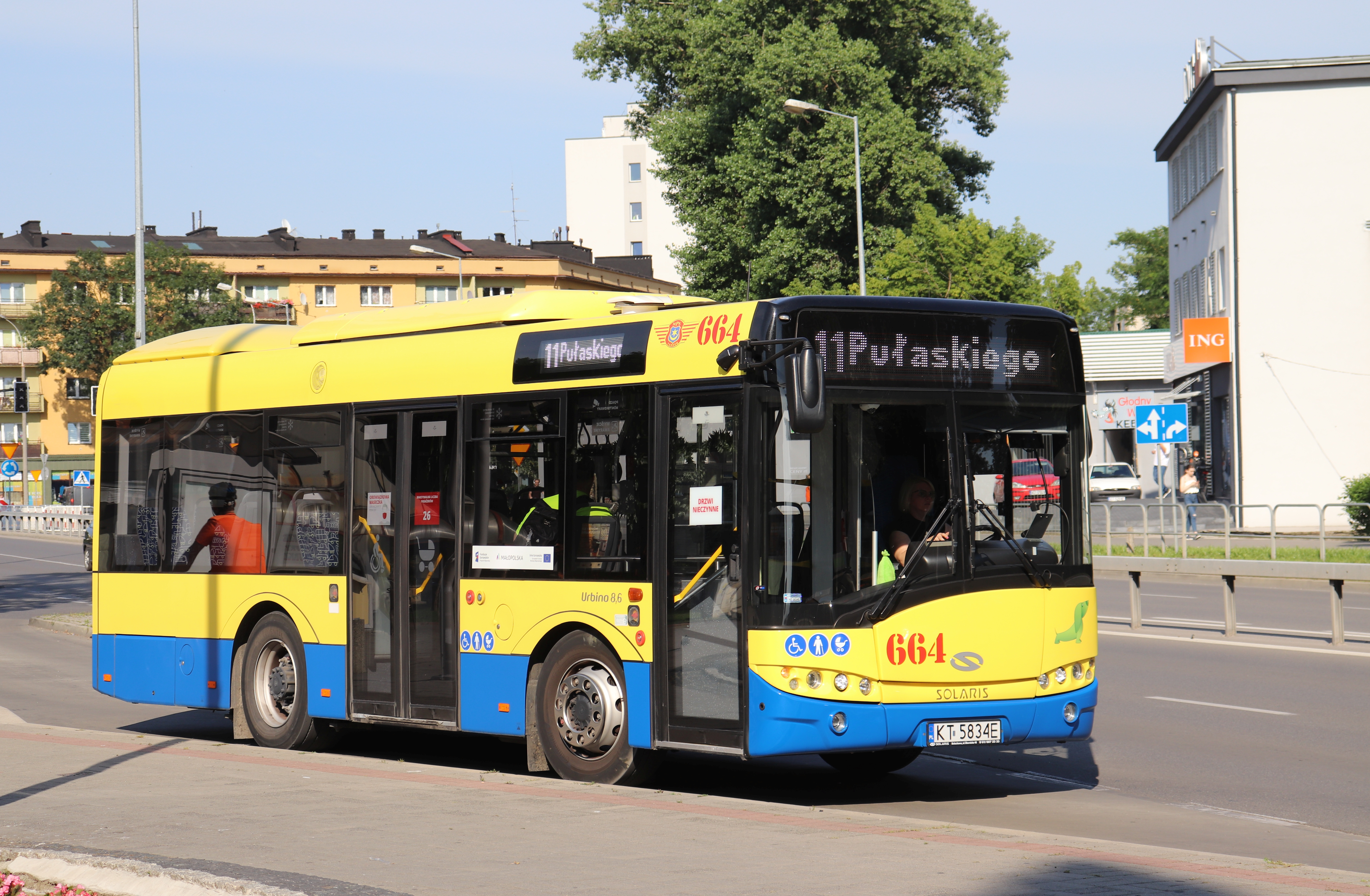
Tarnowski Solaris Urbino 8,6

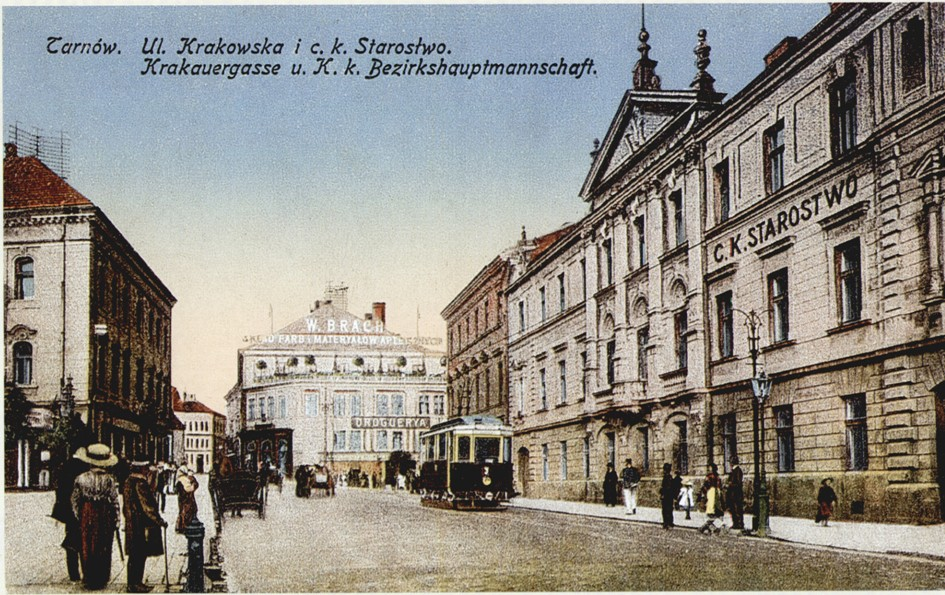
Tramwaj na ul. Krakowskiej

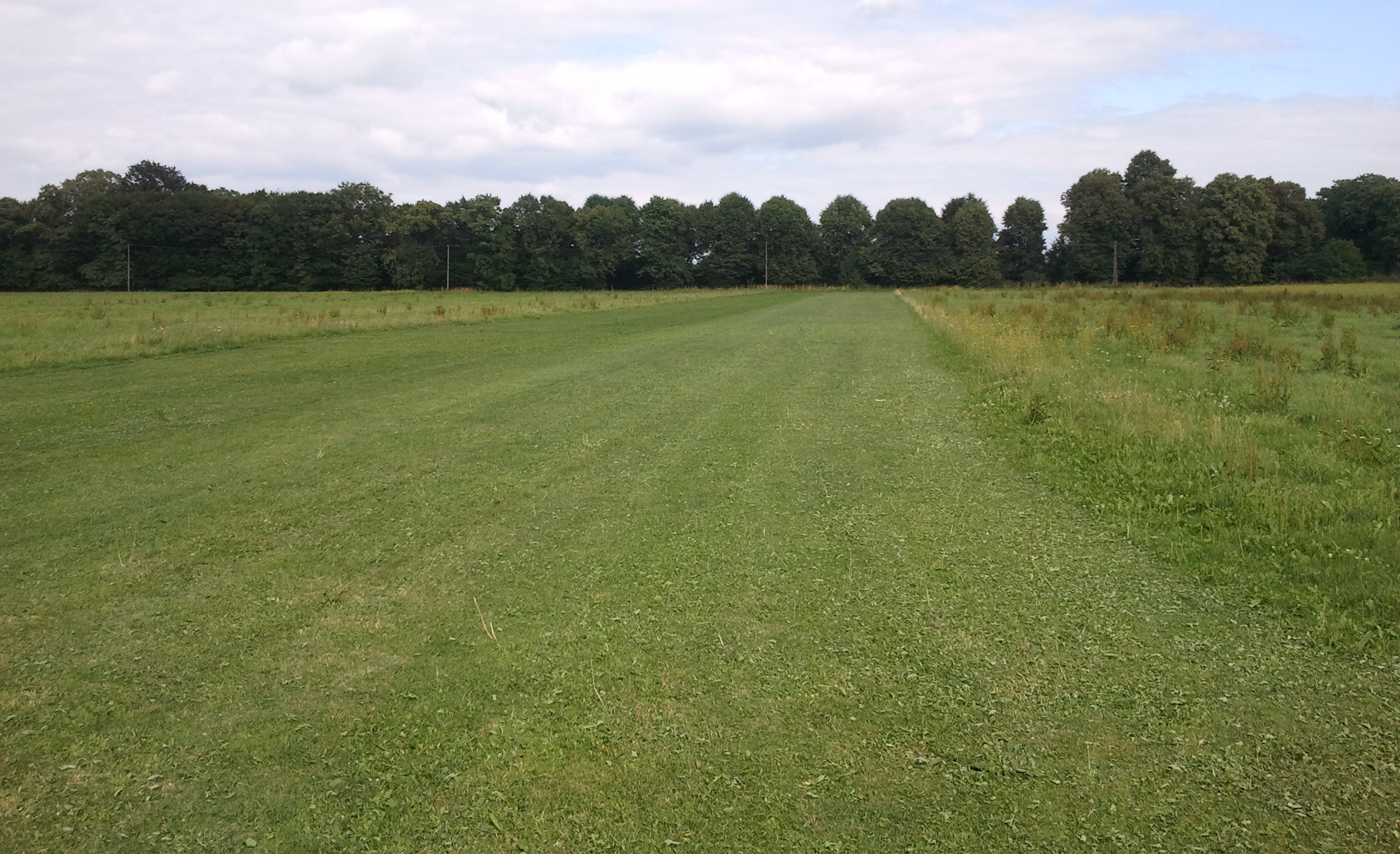
Trawiasty pas startowy lądowiska w Tarnowie

### Transport drogowy
W Tarnowie krzyżują się drogi:
- A4E40  Autostrada A4 (E40): granica państwa – Jędrzychowice – Wrocław – Katowice – Kraków – Rzeszów – Korczowa – granica państwa
- 94 Droga krajowa nr 94: Zgorzelec – Legnica – Wrocław – Opole – Bytom – Kraków – Tarnów – Rzeszów – Korczowa
- 73 Droga krajowa nr 73: Wiśniówka – Kielce – Tarnów – Jasło
- 973 Droga wojewódzka nr 973: Busko-Zdrój – Nowy Korczyn – Żabno – Tarnów – Wierzchosławice
- 977 Droga wojewódzka nr 977: Tarnów – Gorlice – Konieczna – granica państwa

### Kolej
Początki kolei w Tarnowie sięgają zimy 1856 r., kiedy to ukończono i uruchomiono dwutorowy szlak kolejowy Kraków – Dębica w ramach budowanej linii kolejowej Kraków – Lwów. Budynek dworca głównego wybudowano w latach 1906–1910, w 1975 roku został wpisany do rejestru zabytków. Od grudnia 2010 r. w budynku dworca głównego działa galeria sztuki współczesnej (Biuro Wystaw Artystycznych – Galeria Miejska w Tarnowie).
W Tarnowie istnieją dwie zabytkowe stacje kolejowe, na których zatrzymują się pociągi pasażerskie – Tarnów w stylu neobaroku oraz Tarnów Mościce w stylu modernizmu.
Wraz z zatrzymaniem ruchu pasażerskiego na linii kolejowej nr 115 do Szczucina w 2000 r., nieczynne stały się przystanki Tarnów Północny i Tarnów Klikowa. Nieczynny jest również przystanek osobowy Tarnów Południowy na linii kolejowej nr 96 do Leluchowa. Istnieją także dwie stacje towarowe – Tarnów Filia i stacja towarowa Zakładów Azotowych Mościce Azoty.
Dworzec główny jest stacją węzłową – tutaj spotykają się 2 użytkowane szlaki kolejowe:
- Lwów – Przemyśl – Rzeszów – Tarnów – Kraków – Katowice – Wrocław – Legnica (międzynarodowa magistrala kolejowa E 30)
- Tarnów – Nowy Sącz – Muszyna – Krynica/Budapeszt (linia kolejowa nr 96)

Linia kolejowa nr 115: Tarnów – Żabno – Dąbrowa Tarnowska – Szczucin jest nieczynna dla ruchu pasażerskiego od 2 kwietnia 2000.

### Komunikacja miejska

#### Autobusy
W Tarnowie funkcjonują linie autobusowe obsługiwane przez Miejskie Przedsiębiorstwo Komunikacyjne, podlegających Zarządowi Dróg i Komunikacji w Tarnowie. Linie dzielą się na miejskie całodzienne oraz miejskie szczytowe. System składa się z 22 linii autobusowych: 0, 1, 2, 3, 5, 6, 9, 11, 12, 14, 24, 30, 31, 33, 34, 41, 44, 46 i 48, 100, 102, 104. Od 1 stycznia 2021 r. autobusy komunikacji miejskiej nie obsługują linii podmiejskich. We wrześniu roku 2024 uruchomiono testowo linię 100 do Wierzchosławic, wraz z początkiem stycznia 2025 roku do gminy Wierzchosławice dojeżdżają linie 100, 102, 104. 

#### Tramwaje (1911–1942)
W latach 1911–1942 działał w Tarnowie system tramwajowy (jedna linia). Tramwaje w Tarnowie rozpoczęły swoją historię 25 września 1911 roku. Trasa wiodła z osiedla Grabówka poprzez ulice: Lwowską, Wałową, Krakowską, aż do dworca kolejowego Tarnów. Długość linii wynosiła 2580 m. W 1927 roku tramwaj przewiózł ponad 1,2 mln pasażerów. Linia tramwajowa została zlikwidowana przez okupacyjne władze niemieckie w 1942 r. Linię tramwajową zastąpiono linią autobusową.

### Transport lotniczy
W Tarnowie znajduje się lądowisko Aeroklubu Ziemi Tarnowskiej posiadające trawiasty pas startowy o długości ok. 500 m. Ponadto w położonym 38 km na północny wschód Mielcu znajduje się port lotniczy Mielec (Port Lotniczy Tarnów/Tarnobrzeg) wykorzystywany przez miejscowy aeroklub oraz PZL Mielec.
Najbliższymi portami lotniczymi wykonującymi połączenia regularne są: port lotniczy Kraków-Balice i port lotniczy Rzeszów-Jasionka.
W 1994 oddano do użytku sanitarne lądowisko, które w 2011 zostało zmodernizowane.

## Edukacja

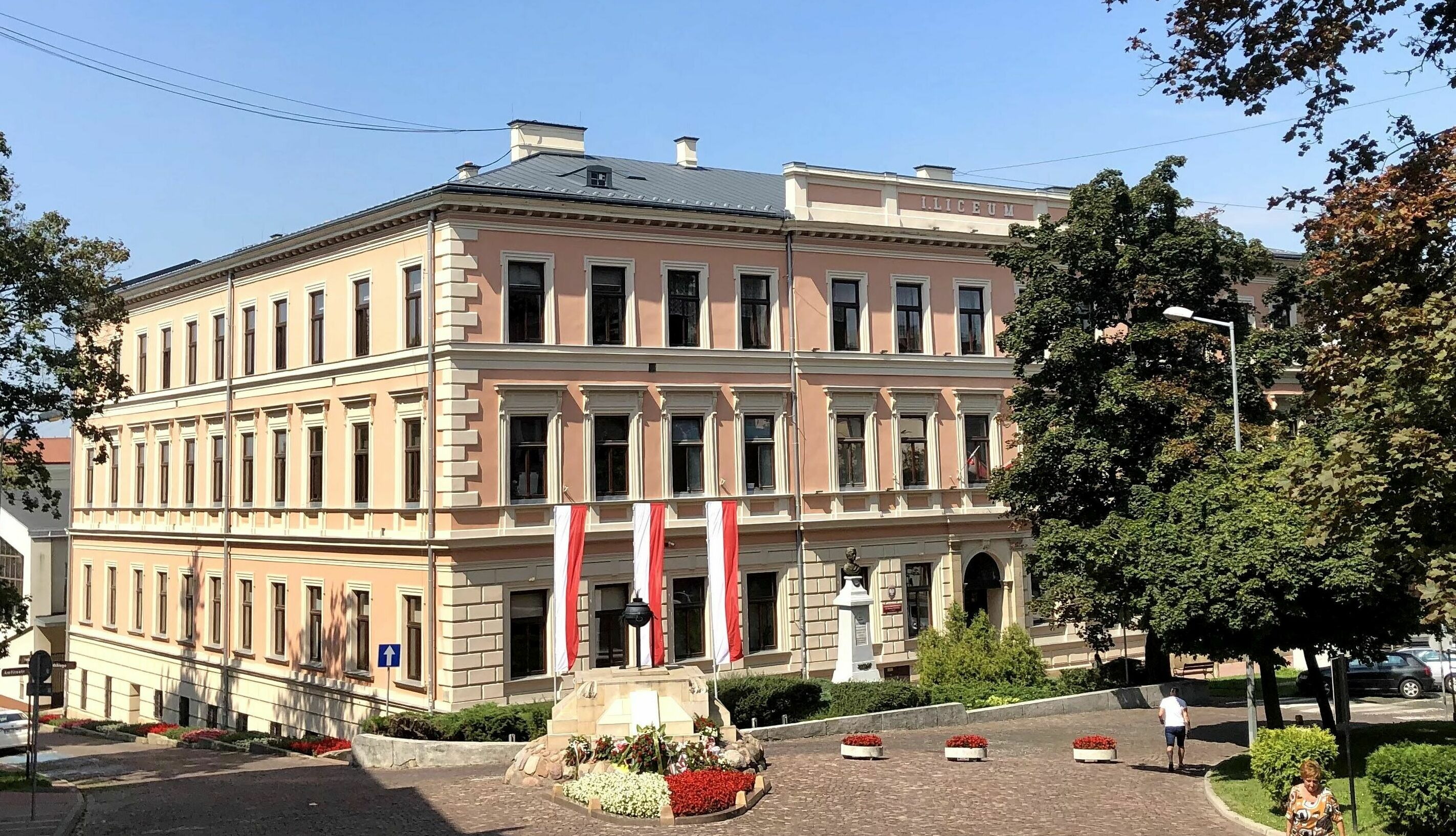
I Liceum Ogólnokształcące im. Kazimierza Brodzińskiego, najstarsza szkoła w Tarnowie

### Szkoły i przedszkola
W Tarnowie działa większość rodzajów przedszkoli i szkół wymienionych w prawie oświatowym, są wśród nich placówki publiczne i niepubliczne. Zajmują się kształceniem dzieci, młodzieży, jak i dorosłych.

W 2021 roku funkcjonowało w mieście 65 publicznych szkół i placówek oświatowych (w tym 24 przedszkola, 13 szkół podstawowych, 7 samodzielnych liceów ogólnokształcących, 12 zespołów szkół ponadpodstawowych) i 68 niepublicznych (w tym 22 przedszkola, 8 szkół podstawowych, 15 szkół policealnych). Do przedszkoli uczęszczało 3 tys. dzieci, do szkół podstawowych 6,8 tys. uczniów, a do szkół ponadpodstawowych 10 tys. Z tarnowskiej oferty edukacyjnej korzystało łącznie 30,6 tys. osób. 

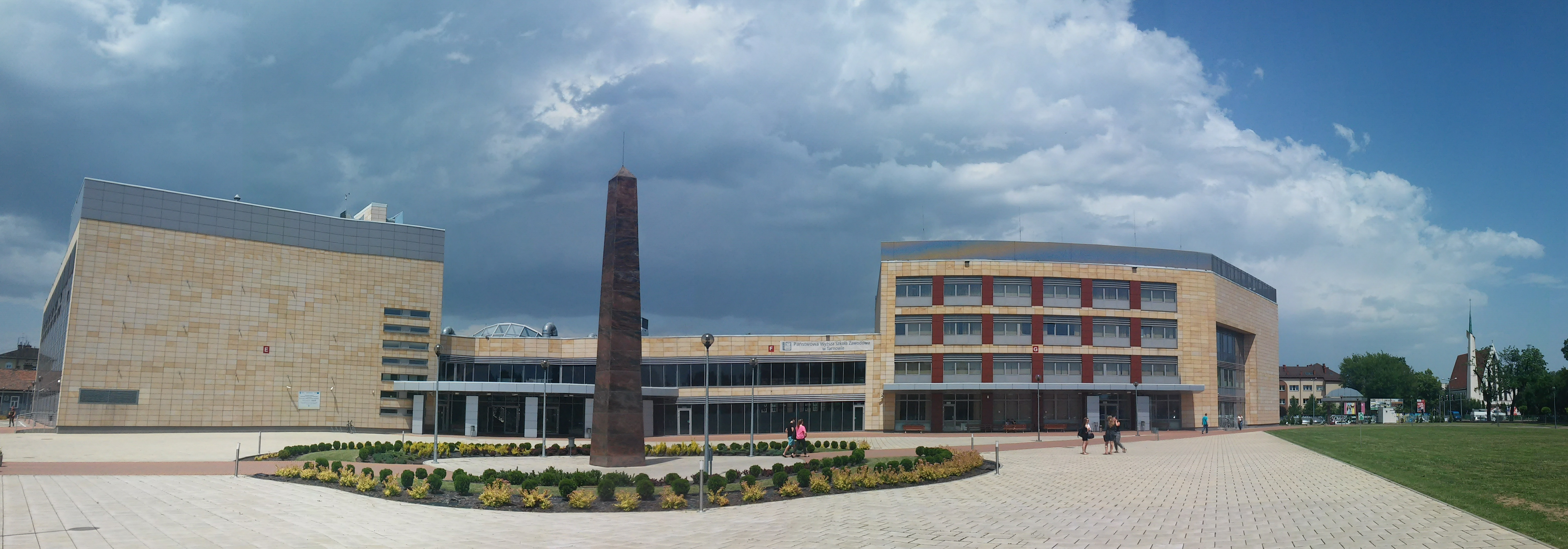
Zabudowania Akademii Tarnowskiej

### Szkoły wyższe
W 2023 roku w tarnowskich uczelniach kształciło się 4,5 tys. studentów, w tym 1,9 na studiach licencjackich, 534 na studiach inżynieryjnych, 1,8 tys. na studiach magisterskich i 252 na studiach podyplomowych.
W Tarnowie siedzibę mają uczelnie (dane z 2023):
- Akademia Tarnowska (3570 studentów)
- Tarnowska Szkoła Wyższa Akademia Nauk Stosowanych w Tarnowie (598 studentów)
- Małopolska Wyższa Szkoła Ekonomiczna w Tarnowie (202 studentów)
- Wyższe Seminarium Duchowne w Tarnowie (86 alumnów)

oraz wydziały zamiejscowe uczelni:
- Uniwersytet Papieski Jana Pawła II w Krakowie – Wydział Teologiczny Sekcja w Tarnowie (82 studentów)
- Wyższa Szkoła Biznesu – National-Louis University w Nowym Sączu – Wydział Zamiejscowy w Tarnowie (6 studentów)

## Kultura

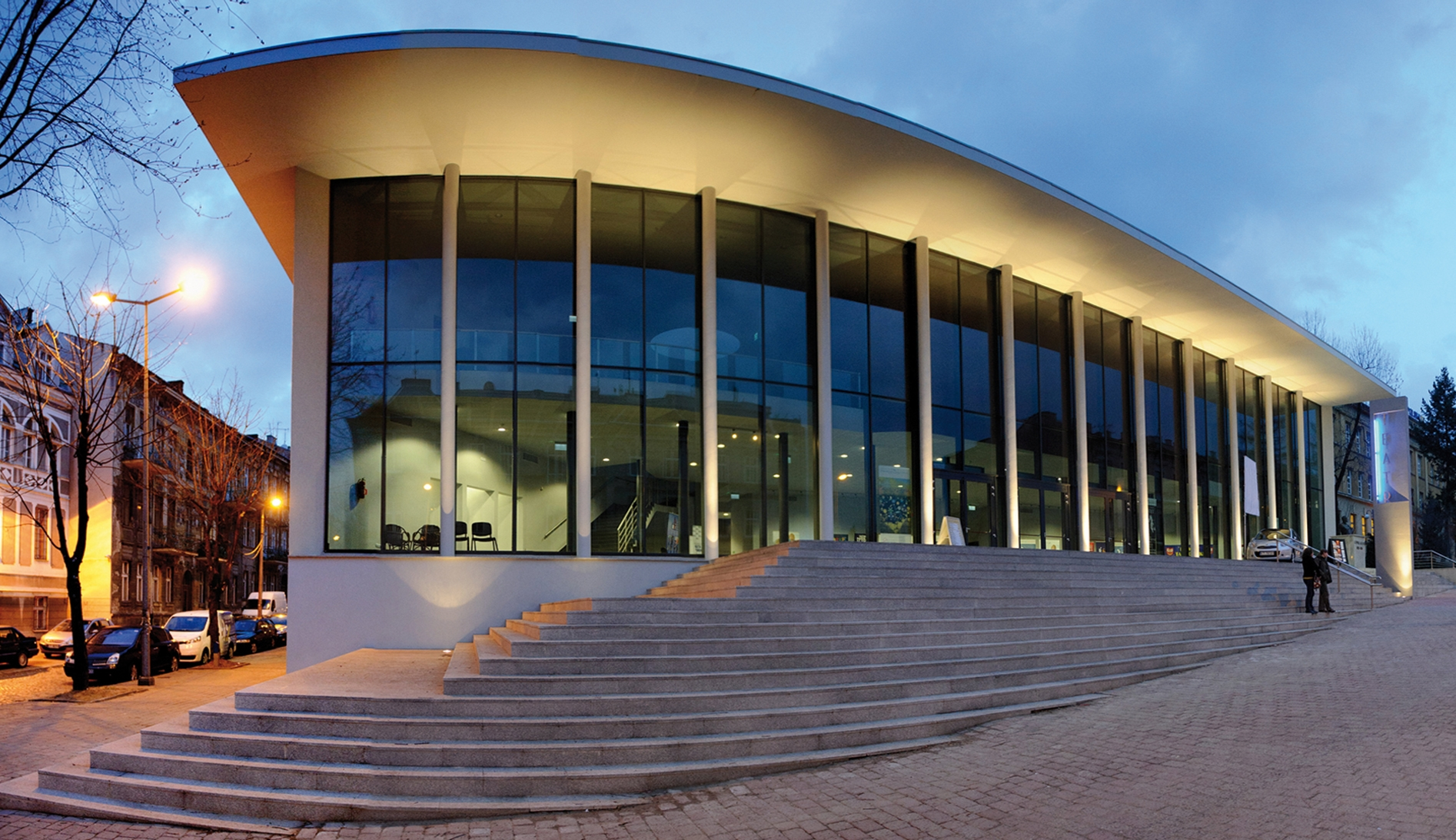
Teatr im. Ludwika Solskiego

### Teatry
Co roku w Tarnowie odbywa się Ogólnopolski Festiwal Komedii Teatralnej „TALIA”.
- Tarnowski Teatr im. Ludwika Solskiego
- Alternatywny Teatr „Nie Teraz”
- Młodzieżowy Teatr „OdMowy”
- Teatr Młodego Widza przy Centrum Sztuki Mościce
- Teatr Tuptusie[166]

### Muzea

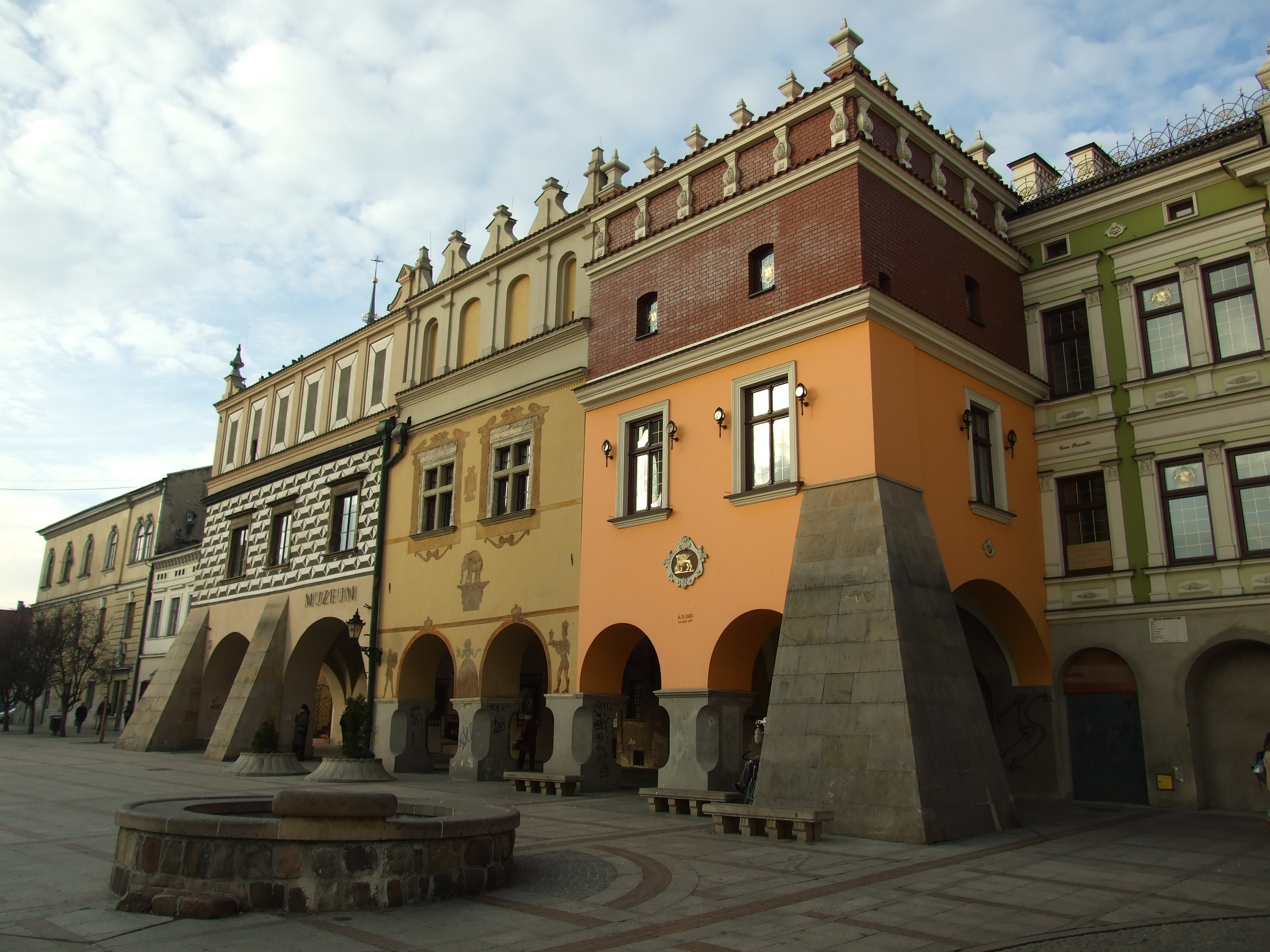
Muzeum Historii Tarnowa i Regionu, Oddział Muzeum Ziemi Tarnowskiej w Tarnowie

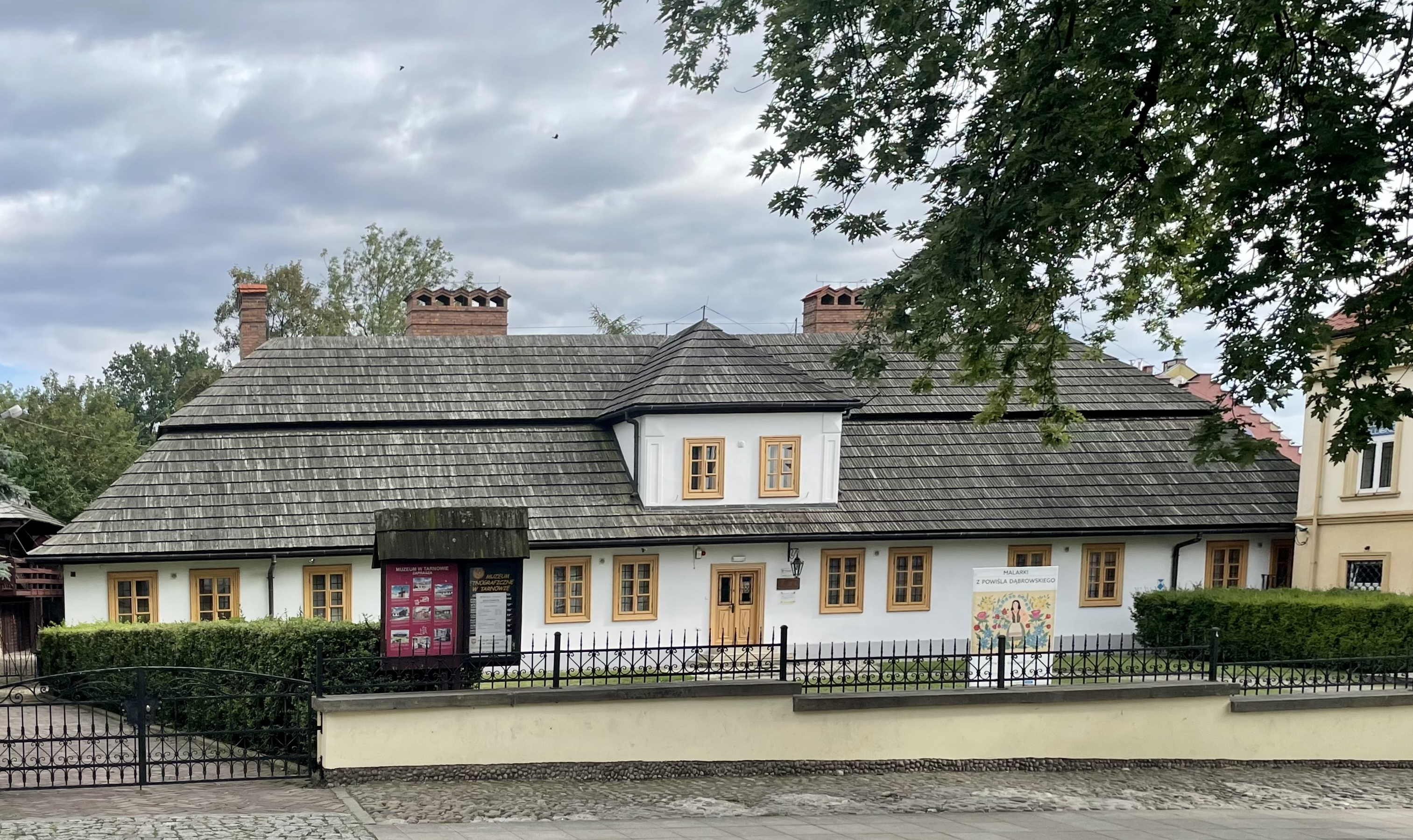
Muzeum Etnograficzne, Oddział Muzeum Ziemi Tarnowskiej w Tarnowie

- Muzeum Diecezjalne (najstarsze muzeum diecezjalne w Polsce)
- Muzeum Ziemi Tarnowskiej w Tarnowie[167], Siedziba, Rynek 3
  - Muzeum Ratusz – Galeria Sztuki Dawnej, Oddział Muzeum Ziemi Tarnowskiej, Rynek 1
  - Muzeum Historii Tarnowa i Regionu, Oddział Muzeum Ziemi Tarnowskiej w Tarnowie, Rynek 20-21
  - Regionalne Centrum Edukacji o Pamięci, Oddział Muzeum Ziemi Tarnowskiej w Tarnowie, ul. Mościckiego 29
  - Muzeum Etnograficzne, Oddział Muzeum Ziemi Tarnowskiej w Tarnowie (jedyna w Polsce stała wystawa poświęcona kulturze Romów: wozy z taborów, stroje, instrumenty, wyroby rzemiosła itp., istniejąca od 1979 r.)[168], ul. Krakowska 10
  - Galeria „Panorama” (w zbiorach znajdują się fragmenty Panoramy siedmiogrodzkiej, powstałej pod kierunkiem i z udziałem Jana Styki)[169], Plac Dworcowy 4

### Kina
Co roku odbywa się w Tarnowie drugi najstarszy w Polsce festiwal filmowy, czyli „Tarnowska Nagroda Filmowa”.
- Kino „Marzenie” 3D (przy ulicy Stanisława Staszica)
- Kino „Millennium” (2 sale) 3D (przy ulicy Traugutta w Mościcach)
- Multikino (5 sal) (przy ulicy Krakowskiej 149, w budynku Galerii Tarnovia)

### Instytucje i stowarzyszenia kulturalne

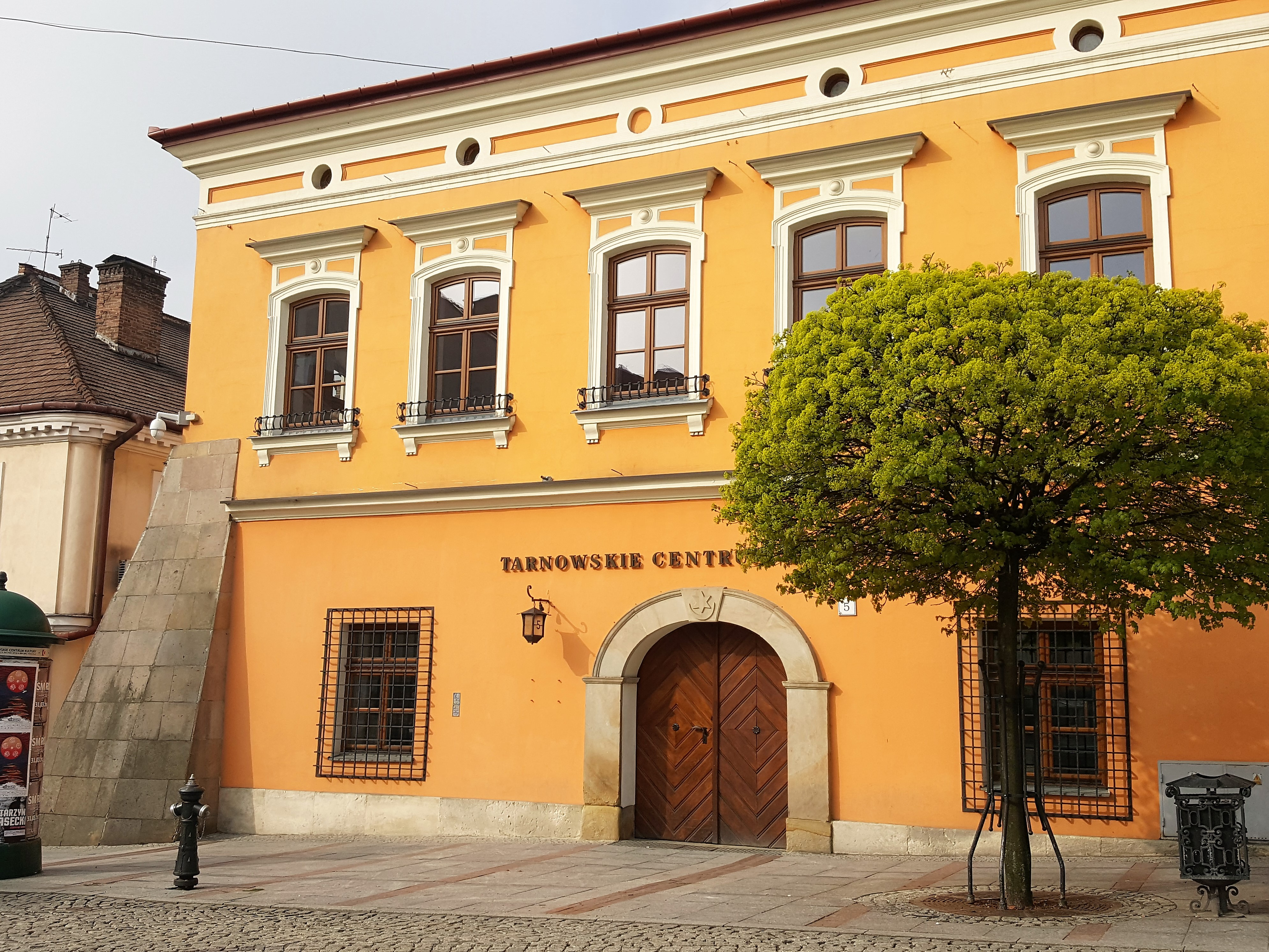
Tarnowskie Centrum Kultury

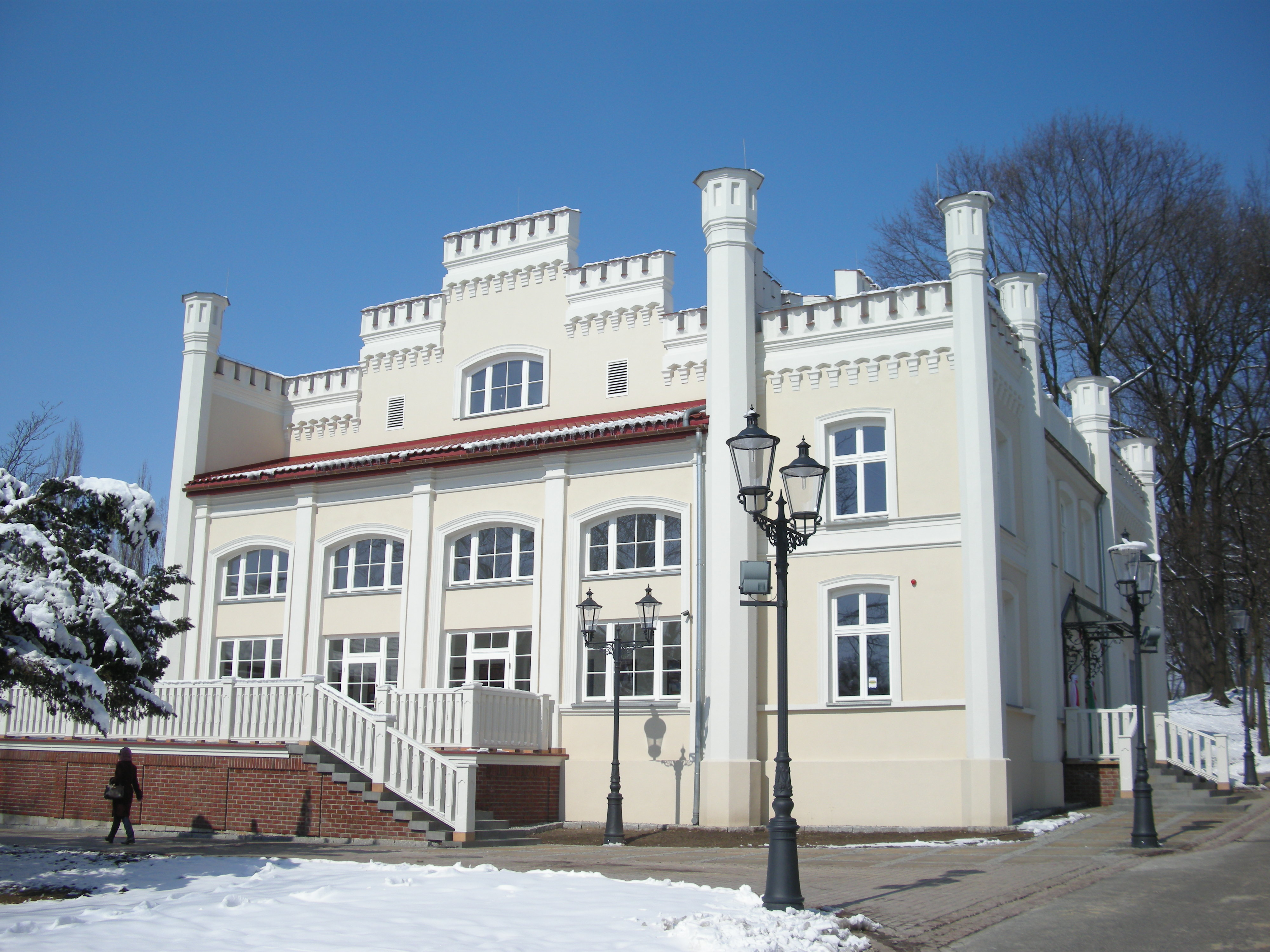
Galeria Miejska BWA

- Tarnowskie Centrum Kultury. Instytucja Kultury Miasta Tarnowa

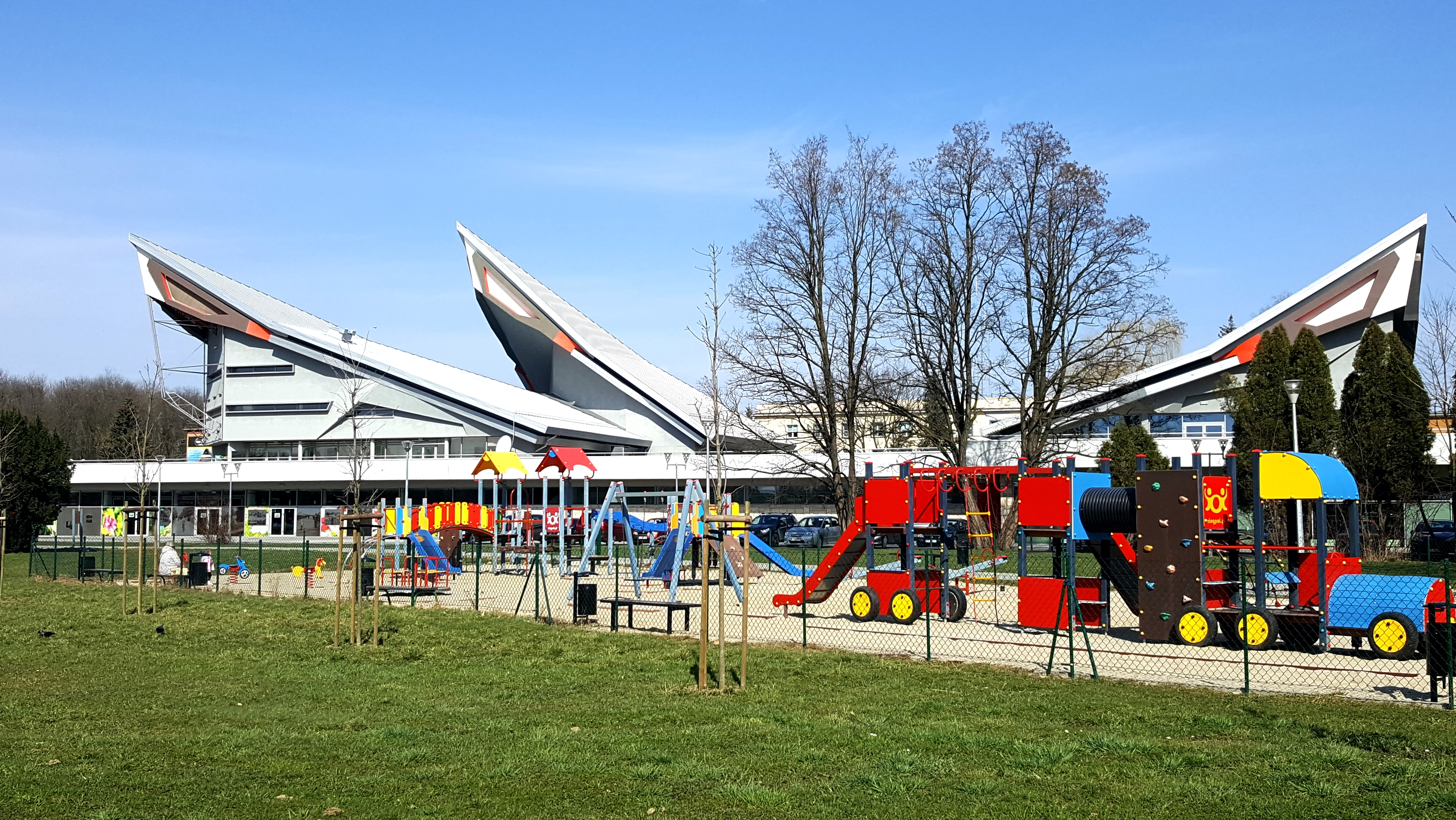
Centrum Sztuki Mościce

- Centrum Sztuki Mościce. Instytucja Kultury Województwa Małopolskiego
- Biuro Wystaw Artystycznych – Galeria Miejska w Tarnowie. Instytucja Kultury Miasta Tarnowa
- Galeria Sztuki „Hortar”
- Galeria „Sztyler”
- Pałac Młodzieży
- Tarnowskie Towarzystwo Fotograficzne
- Związek Polskich Artystów Plastyków Okręg Tarnowski (w likwidacji)[170]
- Tarnowskie Towarzystwo Przyjaciół Węgier
- Towarzystwo Miłośników Lwowa i Kresów Południowo-Wschodnich
- Towarzystwo Literackie im. A. Mickiewicza – oddział w Tarnowie
- Tarnowskie Towarzystwo Kulturalne
- Tarnowska Fundacja Kultury
- Stowarzyszenie Teatr Nie Teraz
- Klub Inteligencji Katolickiej
- Tarnowski Uniwersytet Trzeciego Wieku (TUTW), projekt Fundacji „Kromka Chleba”. Funkcjonuje od 2006 roku.
- Stowarzyszenie Uniwersytet Trzeciego Wieku przy Małopolskiej Wyższej Szkole Ekonomicznej
- Oddział Tarnowski Stowarzyszenia Autorów Polskich
- Małopolskie Forum Współpracy z Polonią
- Stowarzyszenie Media Polanie
- Zespół Szkół Muzycznych im. I.J. Paderewskiego w Tarnowie
- Diecezjalne Studium Organistowskie im. ks. K. Pasionka w Tarnowie
- Dom Kultury Osiedla Westerplatte

### Zespoły muzyczne

#### Chóry
- Chłopięcy Chór Katedralny „Pueri Cantores Tarnovienses”
- Dziewczęcy Chór Katedralny Puellae Orantes
- Tarnowski Chór GOS.PL

#### Orkiestry
- Tarnowska Orkiestra Kameralna
- Orkiestra Symfoniczna Centrum Sztuki Mościce

#### Inne
- Schola „Presto”
- AnVision
- Totentanz
- Ziyo
- MC Czop[171]
- MC Silk
- Need more clouds
- Szpetni
- Inside Jokers[172]

### Biblioteki
- Miejska Biblioteka Publiczna (z filiami)
- Biblioteka Pedagogiczna
- Biblioteka Ekologiczna przy Delegaturze Wojewódzkiego Inspektoratu Ochrony Środowiska

## Media
W Tarnowie działa kilka lokalnych pism i oddziały ogólnopolskich i wojewódzkich gazet, działają także stacje radiowe i telewizja miejska.
Prasa
- TEMI
- Gazeta Krakowska – Gazeta Tarnowska
- Miasto i Ludzie[173]
- Tarnów.pl (Miesięcznik Miejski)
- Kurier Tarnowski[174]
- Tarnowski Gość Niedzielny
- Extra Galicja
- Gazeta Studencka[175]

Radio
Rozgłośnie lokalne i regionalne posiadające siedzibę bądź redakcję w Tarnowie:
- Radio Eska Tarnów (dawniej Radio MAKS) (98,1 FM)
- RDN Małopolska (103,6 FM)
- Radio Złote Przeboje Tarnów (92,8 FM)

Pozostałe rozgłośnie regionalne informujące o wydarzeniach w Tarnowie:
- Radio Plus Kraków (106,1 FM)
- Radio Via Rzeszów (94,1 FM)
- Trendy Radio Krosno (101,9 FM)

Telewizja
- TVP3 Kraków – studio w Tarnowie
- Zvami.tv – telewizja kablowa
- Tarnowska.tv – telewizja internetowa
- Starnowa.tv – telewizja internetowa

## Sport
Tarnów jest ośrodkiem sportu żużlowego (Unia Tarnów, w 2004, 2005 i 2012 roku drużynowe mistrzostwo Polski), a także wspinaczki sportowej (Natalia Kałucka, Aleksandra Kałucka, Marcin Dzieński).
Rozwija się tu również piłka nożna, karate kyokushin, judo, boks, muay thai, pływanie, kung-fu, speedrower, koszykówka, sportowy taniec towarzyski i inne dyscypliny.

## Bezpieczeństwo

### Opieka zdrowotna
W mieście funkcjonuje wiele przychodni lekarskich publicznych i prywatnych oraz dwa szpitale publiczne:
- Szpital Wojewódzki im. św. Łukasza
- Specjalistyczny Szpital im. Edwarda Szczeklika

### Ratownictwo medyczne
W Tarnowie funkcjonuje skoncentrowana dyspozytornia nr 2 dla wschodniej i południowej części województwa małopolskiego.
Powiatowa Stacja Pogotowia Ratunkowego w Tarnowie – Aleja Matki Bożej Fatimskiej 2.
Na terenie Miasta funkcjonują filie:
- Fatimska (1 zespół specjalistyczny oraz 3 zespoły podstawowe, z czego 2 po 12 godzin na dobę)
- Mościce (zespół specjalistyczny)
- Błonie (zespół podstawowy)

### Pożarnictwo
W Tarnowie znajduje się Komenda Miejska Państwowej Straży Pożarnej, w strukturach której funkcjonują dwie jednostki ratowniczo-gaśnicze:
- JRG 1 (ul. Klikowska 39)
- JRG 2 (ul. Błonie 2A)

W Tarnowie znajduje się Zarząd Powiatowy Związku Ochotniczych Straży Pożarnych oraz działają dwie jednostki Ochotniczej Straży Pożarnej:
- OSP Tarnów – Rzędzin
- OSP Tarnów – Mościce (nie uczestniczy w akcjach ratowniczo-gaśniczych).

### Ratownictwo Chemiczne
W Tarnowie funkcjonuje Ośrodek Regionalny (Jednostka Ratownictwa Chemicznego) Systemu Pomocy w Transporcie Materiałów Niebezpiecznych (SPOT).
Na bazie JRG 1 powołana została Specjalistyczna Grupa Ratownictwa Chemiczno-Ekologicznego „Tarnów 1” włączona do Centralnego Odwodu Operacyjnego Komendanta Głównego PSP.

### Policja
W Tarnowie znajduje się Komenda Miejska Policji, w strukturach której na obszarze miasta działają komisariaty:
- Komisariat Policji Tarnów-Centrum
- Komisariat Policji Tarnów-Zachód

W strukturze Komendy Miejskiej Policji funkcjonuje również jednostka antyterrorystyczna (Nieetatowy Zespół Realizacyjny) oraz sekcja policji autostradowej.

### Straż Graniczna
W Tarnowie funkcjonuje placówka Karpackiego Oddziału Straży Granicznej.

### Wymiar sprawiedliwości

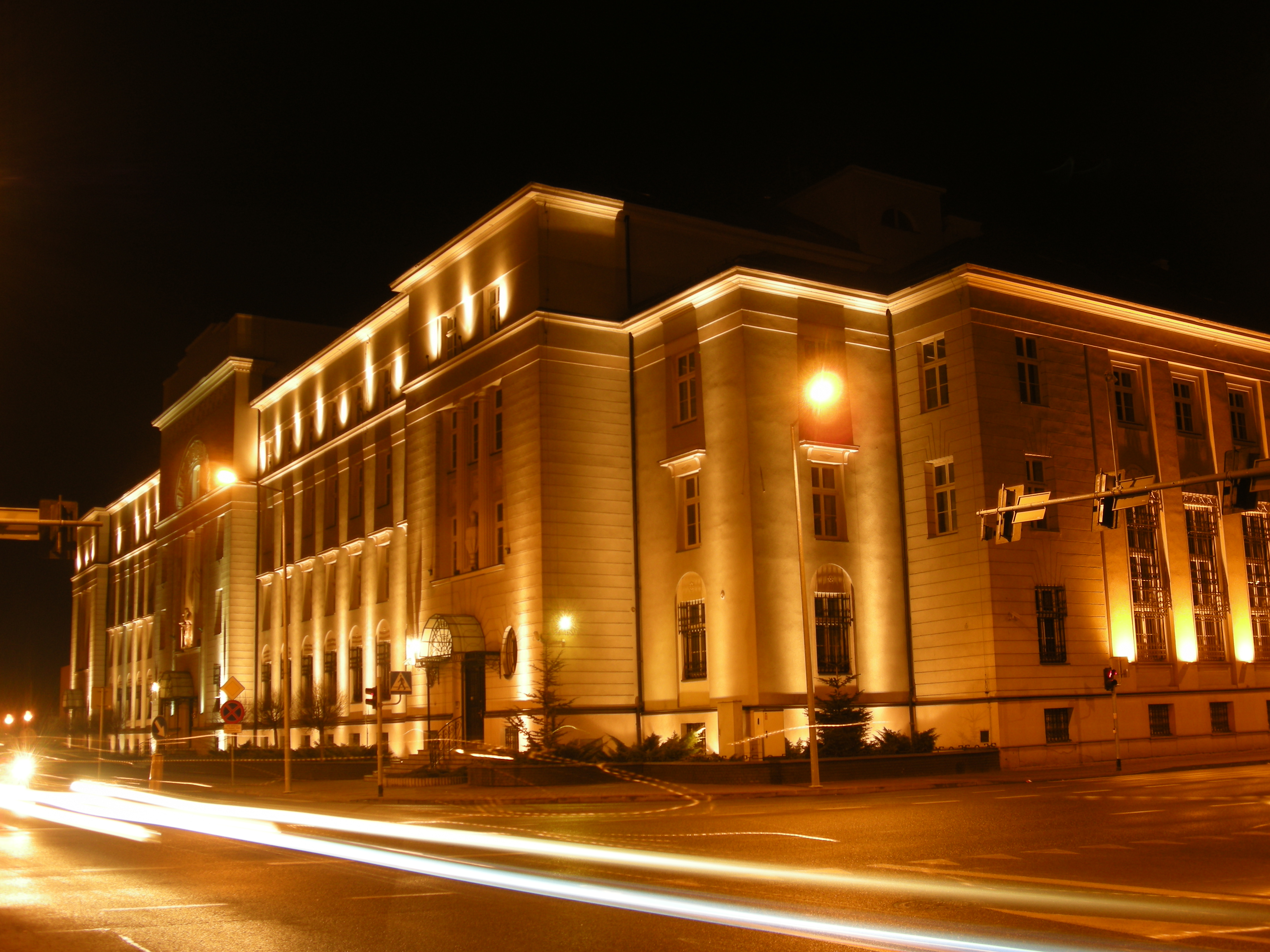
Budynek Sądu Okręgowego przy ul. J. Dąbrowskiego

W Tarnowie swoje siedziby mają:
- Prokuratura Okręgowa
- Prokuratura Rejonowa
- Sąd Okręgowy
- Sąd Rejonowy
- Samorządowe Kolegium Odwoławcze

### System penitencjarny
W mieście funkcjonuje Zakład Karny Tarnów z podległym mu Oddziałem Zewnętrznym w Tarnowie Mościcach.
W Tarnowie funkcjonuje również, jedyny w województwie małopolskim, zakład poprawczy.

## Administracja

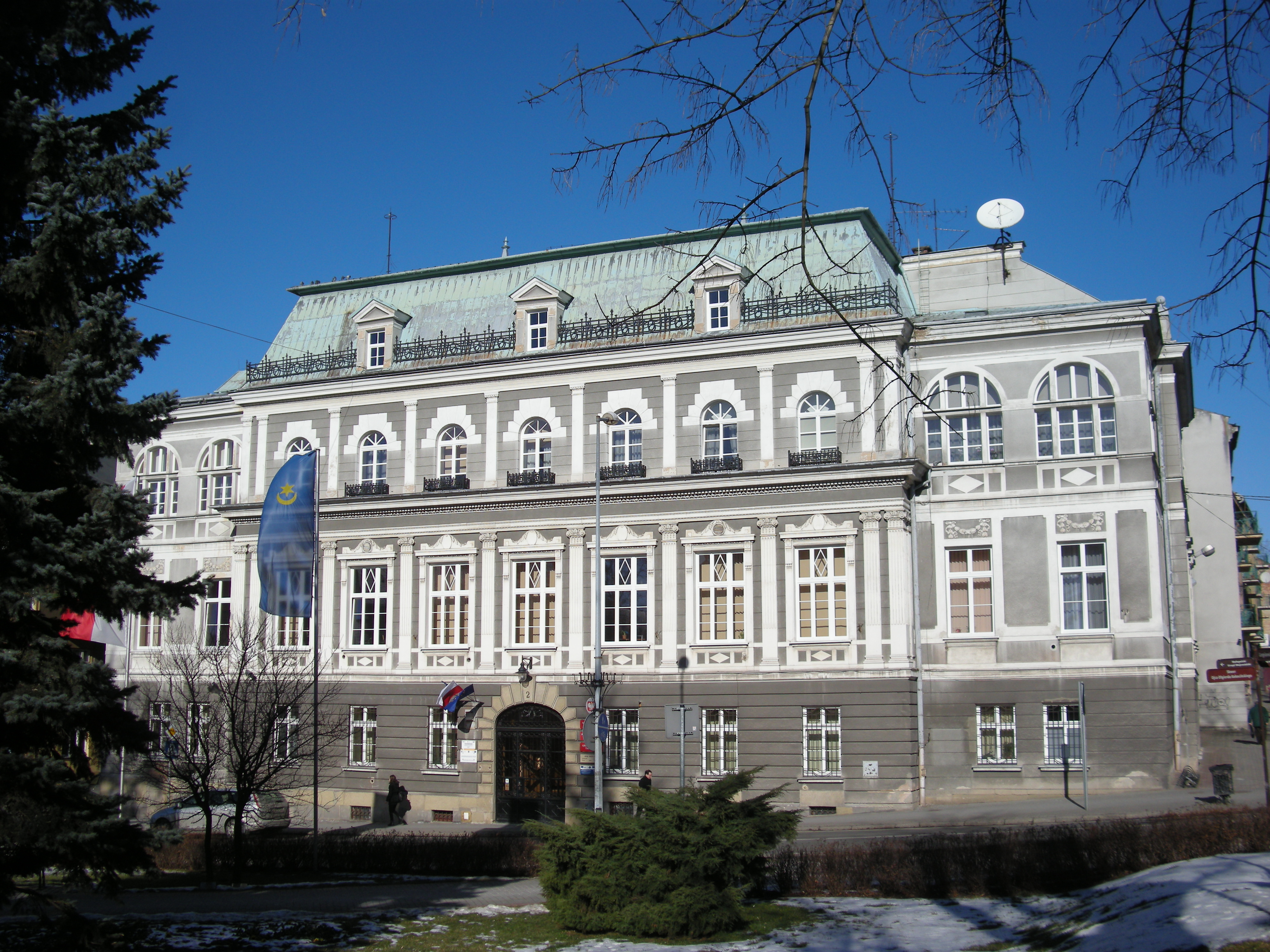
Budynek dawnego Banku Austro-Węgierskiego, obecnie siedziba Prezydenta Tarnowa

### Ustrój miasta

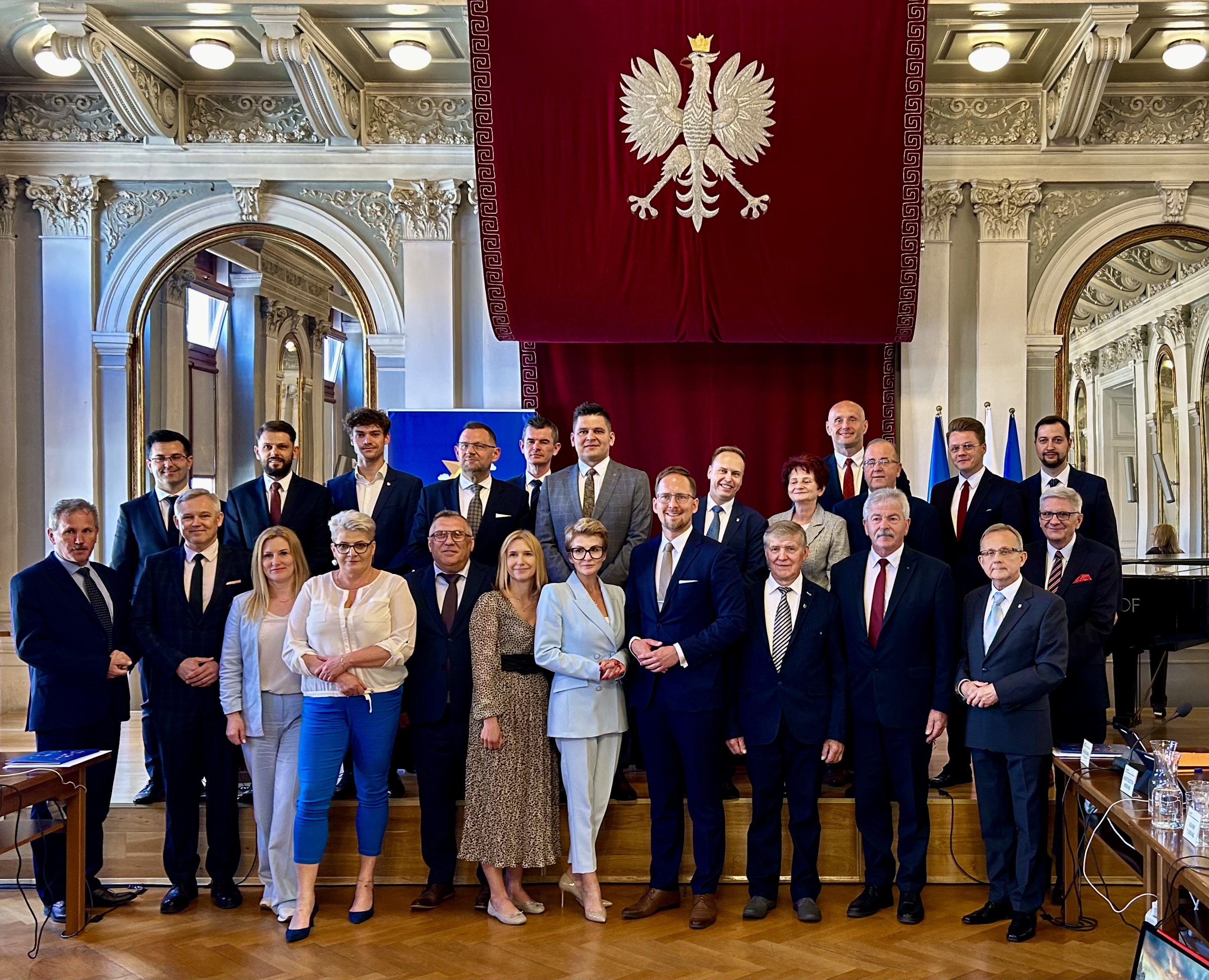
Radni Rady Miejskiej w Tarnowie na sesji inaugurującej kadencję 2024-2029; Sala Lustrzana

Podział mandatów w Radzie Miejskiej w Tarnowie: Koalicja Obywatelska – 8 mandatów; Nasze Miasto Tarnów – 5 mandatów; Prawo i Sprawiedliwość – 8 mandatów; TAK dla Tarnowa – 2 mandaty

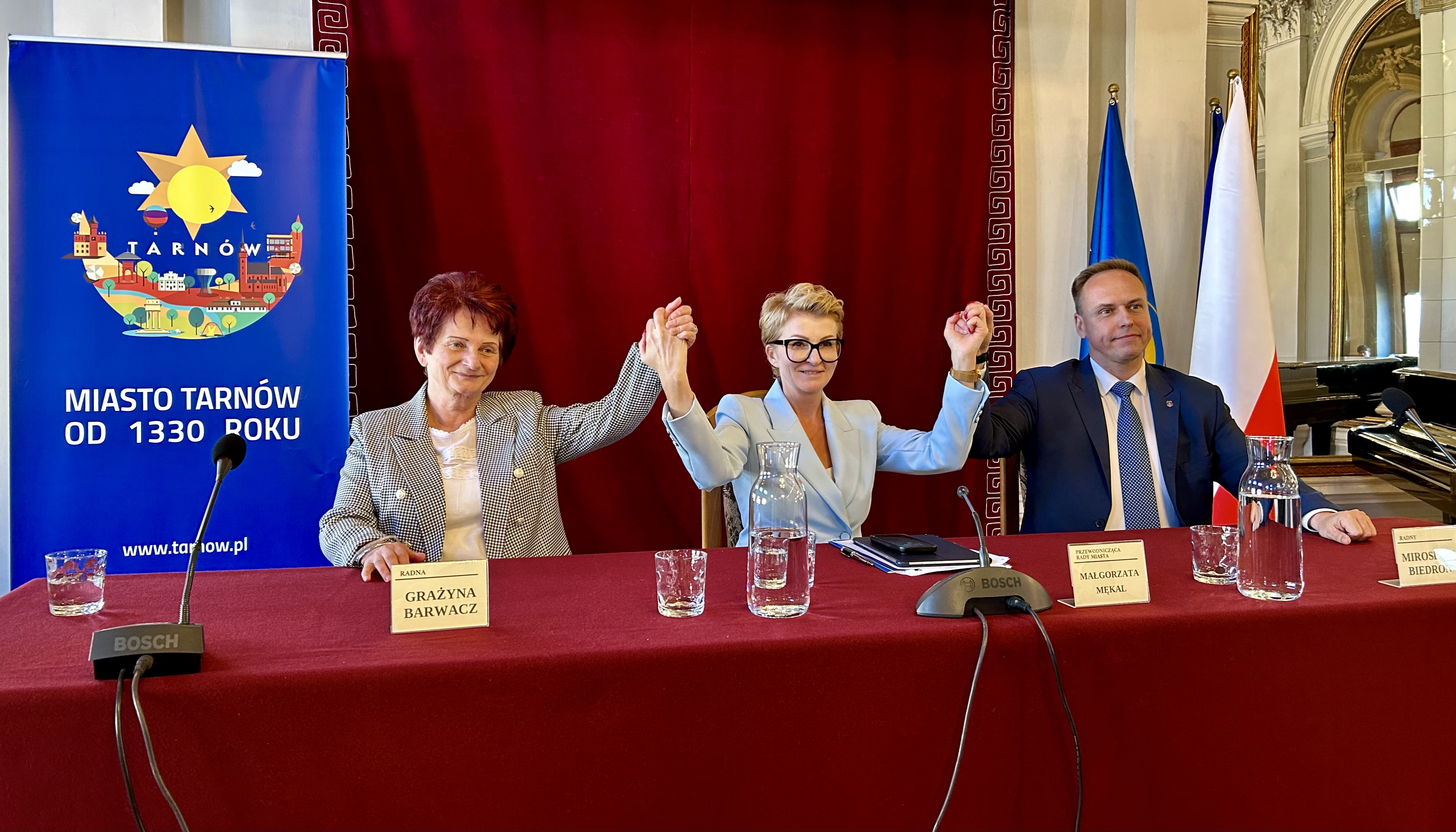
Prezydium Rady Miejskiej w Tarnowie w maju 2024 roku

Tarnów jest miastem na prawach powiatu, oznacza to, że gmina miejska wykonuje również zadania powiatu. Organem stanowiącym i kontrolnym miejskiego samorządu jest rada miejska. Organem wykonawczym samorządu miasta jest prezydent miasta, od 2002 roku wybierany w wyborach bezpośrednich. W przyjętej przez Radę Ministrów Koncepcji Przestrzennego Zagospodarowania Kraju 2030 Tarnów został zaliczony do tzw. ważnych ośrodków regionalnych, czyli grona miast najważniejszych dla rozwoju kraju w perspektywie najbliższych 20 lat.

### Symbole miasta
Godłem Tarnowa jest herb Leliwa. Herb przedstawia sześcioramienną gwiazdę i półksiężyc w kolorze złotym na błękitnej tarczy. Miasto posiada również prostokątną flagę koloru błękitnego z herbem miasta i napisem Tarnów. Codziennie w południe, z wieży tarnowskiego ratusza rozlega się „Hejnał tarnowski” skomponowany przez Stanisława Rzepeckiego w 1972 roku.

### Rada Miejska w Tarnowie
Rada miejska jest kolegialnym organem stanowiącym (uchwałodawczym) oraz kontrolnym gminy. Jako organ kontrolny kontroluje działalność prezydenta, jednostek organizacyjnych oraz jednostek pomocniczych gminy. W Radzie miejskiej w Tarnowie zasiada 23 radnych.
Radni Tarnowa w kadencji 2024–2029: Adam Sajdak, Agnieszka Danielewicz, Dominik Gondek, Edyta Kowalska, Ewa Jasiak, Grażyna Barwacz, Grzegorz Światłowski, Henryk Łabędź, Józef Gancarz, Krzysztof Rodak, Maciej Aleksander, Małgorzata Mękal, Mirosław Biedroń, Piotr Wardzała, Ryszard Żądło, Sebastian Mucha, Sebastian Stepek, Seweryn Partyński, Stanisław Klimek, Tadeusz Żak, Tomasz Żmuda, Zbigniew Kajpus, Zbigniew Kolak.
Radni tej kadencji wybrani zostali z list Koalicji Obywatelskiej (8 radnych) oraz Prawa i Sprawiedliwości (8 radnych), a także dwóch lokalnych komitetów: Nasze Miasto Tarnów (5 radnych) i Tak dla Tarnowa (2 radnych). Funkcję przewodniczącej Rady Miasta od 6 maja 2024 roku pełni Małgorzata Mękal. Wiceprzewodniczącymi rady są natomiast Grażyna Barwacz oraz Mirosław Biedroń.

### Prezydent
Prezydent miasta wybierany jest na podstawie ustawy z dnia 20 czerwca 2002 r. o bezpośrednim wyborze wójta, burmistrza i prezydenta miasta. Od 2018 roku kadencja prezydenta trwa pięć lat, równolegle do kadencji rady miejskiej. Jako organ samorządowej władzy wykonawczej, wykonuje uchwały rady miasta i zadania określone przepisami prawa. Prezydent może zostać odwołany jedynie w drodze referendum.
Prezydentem Tarnowa od 2024 roku jest Jakub Kwaśny. Jako reprezentant Koalicji Obywatelskiej, z poparciem partii tworzących Koalicję 15 października oraz lokalnego komitetu Nasze Miasto Tarnów, wygrał wybory na prezydenta miasta. W II turze wyborów poparło go 56,15% głosujących. Na stanowisku zastąpił Romana Ciepielę, sprawującego urząd od 2014 roku. Od 1 lipca funkcję zastępców prezydenta pełnią Maciej Włodek i Agnieszka Kawa.

### Inne instytucje
W mieście swoje siedziby ma kilka instytucji o znaczeniu regionalnym oraz ponadregionalnym. W Tarnowie siedziby mają m.in. starostwo powiatu tarnowskiego, delegatura Małopolskiego Urzędu Wojewódzkiego, wydział zamiejscowy Urzędu Marszałkowskiego Województwa Małopolskiego, Małopolski Ośrodek Ruchu Drogowego, dyrekcja Zespołu Parków Krajobrazowych Województwa Małopolskiego, Biuro Urzędu Dozoru Technicznego, oddział Zakładu Ubezpieczeń Społecznych, oddział Urzędu Statystycznego w Krakowie, Sekcja Zamiejscowa Krajowego Ośrodka Wsparcia Rolnictwa, regionalny oddział Krajowej Izby Biegłych Rewidentów, Okręgowa Izba Lekarska oraz Okręgowa Izba Lekarsko-Weterynaryjna. W mieście znajduje się również delegatura Krajowego Biura Wyborczego.

### Podział administracyjny
Tarnów podzielony jest na 16 osiedli. Powołane uchwałą Rady Miasta Tarnowa osiedla stanowią oficjalny, prawny podział administracyjny miasta. Zgodnie ustawą o samorządzie gminnym stanowią jednostki pomocnicze gminy. Liczba osiedli i ich granice nie zawsze pokrywają się z historycznym podziałem miasta na dzielnice. W obecnej kadencji działa 16 rad osiedli.
Jednostki pomocnicze Gminy Miasta Tarnowa
Podział miasta na osiedla i liczba mieszkańców (stan na koniec 2022):

- Osiedle nr 1 Starówka – 7975
- Osiedle nr 2 Strusina – 13 179
- Osiedle nr 3 Piaskówka – 10 324
- Osiedle nr 4 Grabówka – 10 559
- Osiedle nr 5 Rzędzin – 2687
- Osiedle nr 6 Gumniska-Zabłocie – 5963
- Osiedle nr 7 Krakowska – 2936
- Osiedle nr 8 Mościce – 9828
- Osiedle nr 9 Chyszów – 1956
- Osiedle nr 10 Klikowa – 2517
- Osiedle nr 11 Krzyż – 6109
- Osiedle nr 12 Jasna – 10 726
- Osiedle nr 13 Westerplatte – 5806
- Osiedle nr 14 Legionów Henryka Dąbrowskiego – 2115
- Osiedle nr 15 Koszyce – 2229
- Osiedle nr 16 Zielone – 5 104

Części miasta wg TERYT
Integralnymi częściami miasta w rejestrze TERYT są (w nawiasach identyfikator SIMC):
Chyszów (0981587), Dąbrówka Infułacka (0981593), Grabówka (0981601), Gumniska (0981618), Klikowa (0981624), Krzyż (0981630), Rzędzin (0981647), Strusina (0981653), Świerczków (0981660) i Zabłocie (0981676).

### Miasta partnerskie
Miasta, z którymi Tarnów współpracuje:
| - Biała Cerkiew – Ukraina - Blackburn – Wielka Brytania - Casalmaggiore – Włochy | - Kiskőrös – Węgry - Kotłas – Rosja - Nowy Sącz – Polska | - Tarnopol – Ukraina - Trenczyn – Słowacja - Schoten – Belgia | - Veszprém – Węgry - Warszawa – Polska - Winnica – Ukraina |

## Stowarzyszenia i organizacje pozarządowe działające w Tarnowie
- Fundacja Impuls Rozwoju
- Fundacja Kromka Chleba
- Fundacja Potrafię Pomagać
- Fundacja Rozwoju Przedsiębiorczości Młodzieży
- Stowarzyszenie Inwestorów Indywidualnych, Oddział Regionalny w Tarnowie
- Stowarzyszenie KoLiber, oddział tarnowski
- Stowarzyszenie kultury fizycznej „Sokół” Świat Pracy[194]
- Stowarzyszenie Mieszkańców Strusiny
- Stowarzyszenie Projekt Tarnów
- Stowarzyszenie Siemacha
- Stowarzyszenie Tarnowska Konfederacja Motocyklistów „Wataha”[195]
- Stowarzyszenie Tarnów Pierwsze Niepodległe[196]
- Stowarzyszenie Żeglarskie „Szajka”[197]
- Towarzystwo Przyjaciół Mościc

## Religia

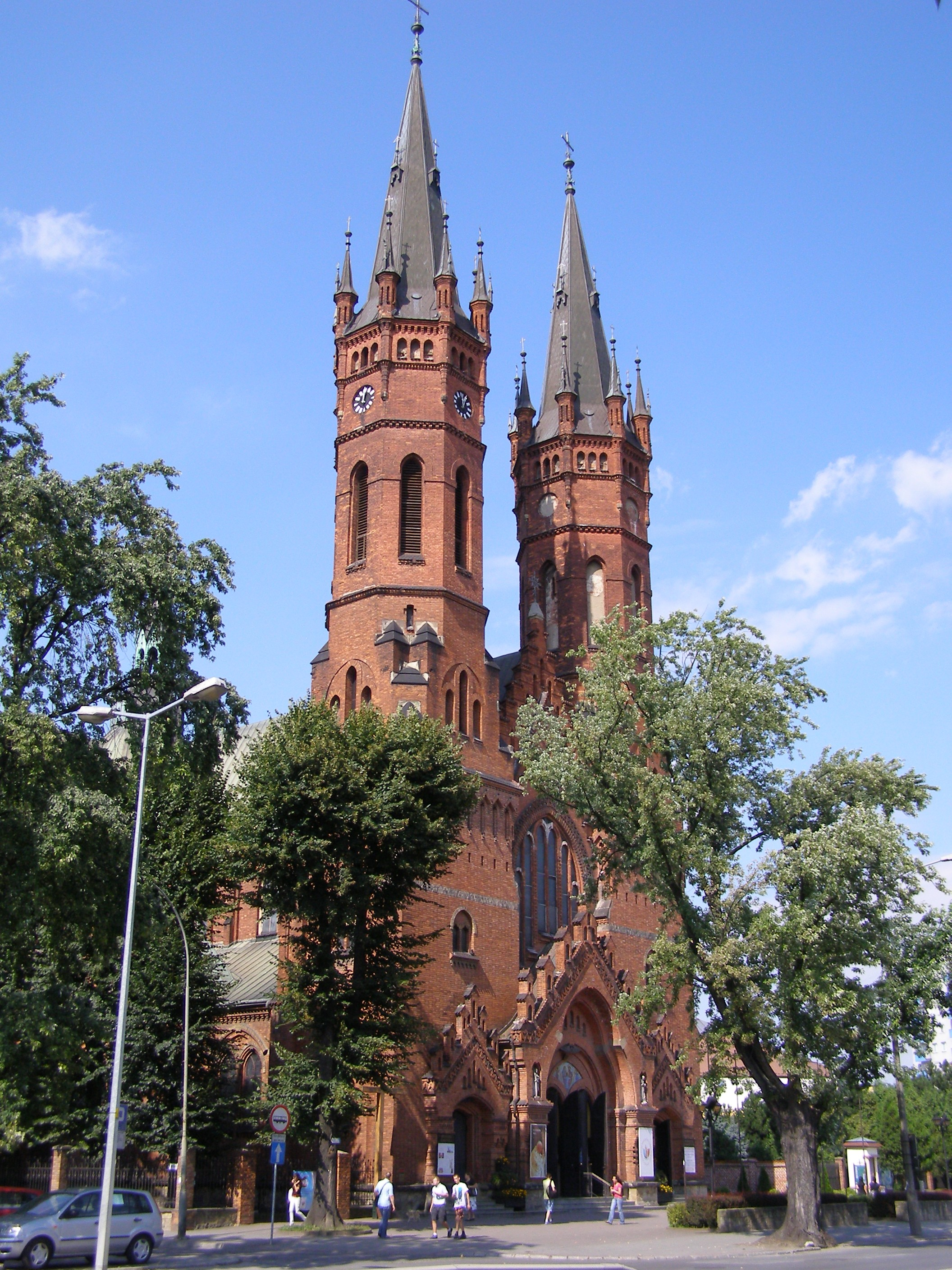
Kościół Świętej Rodziny

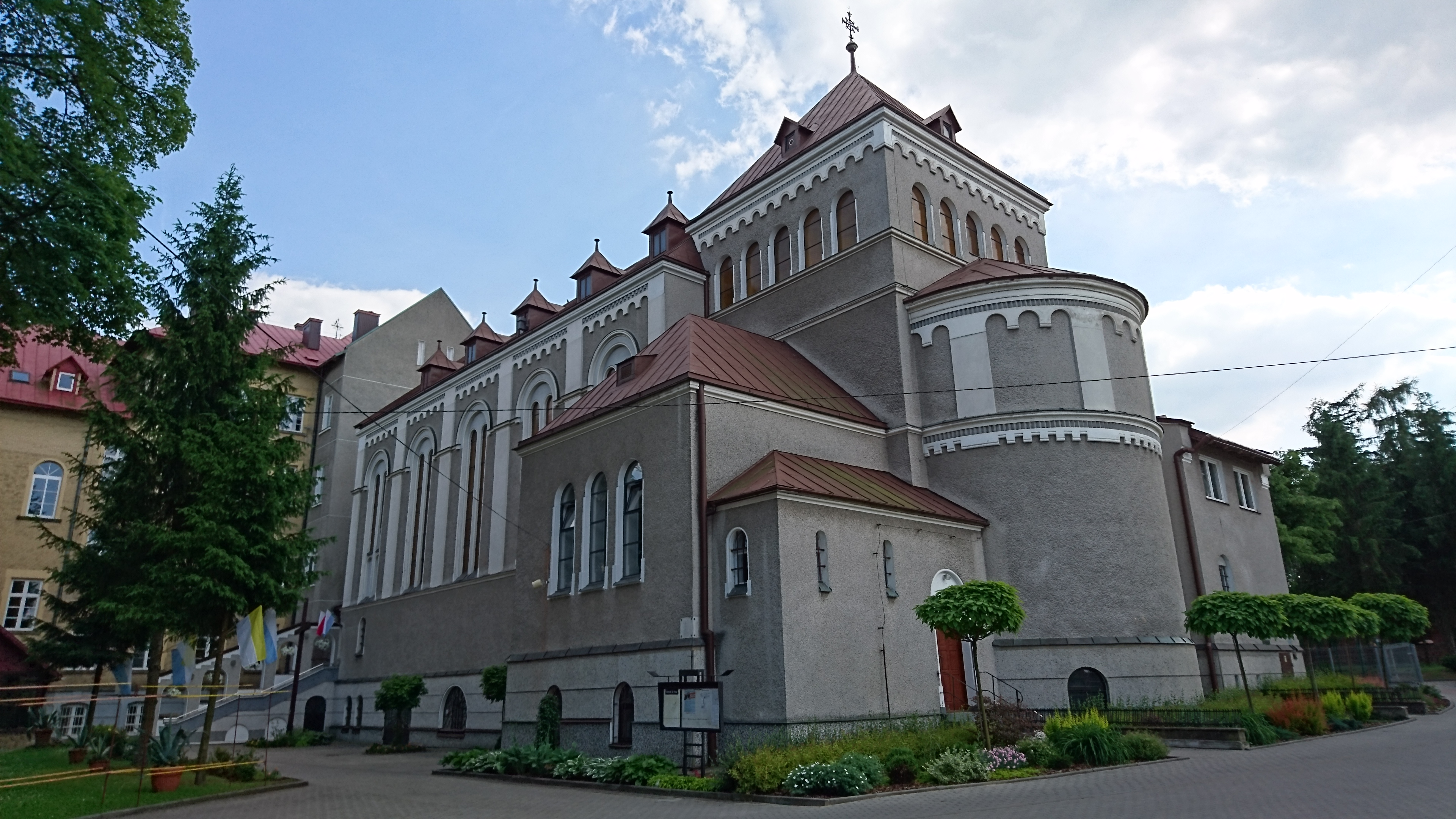
Kościół św. Stanisława Kostki

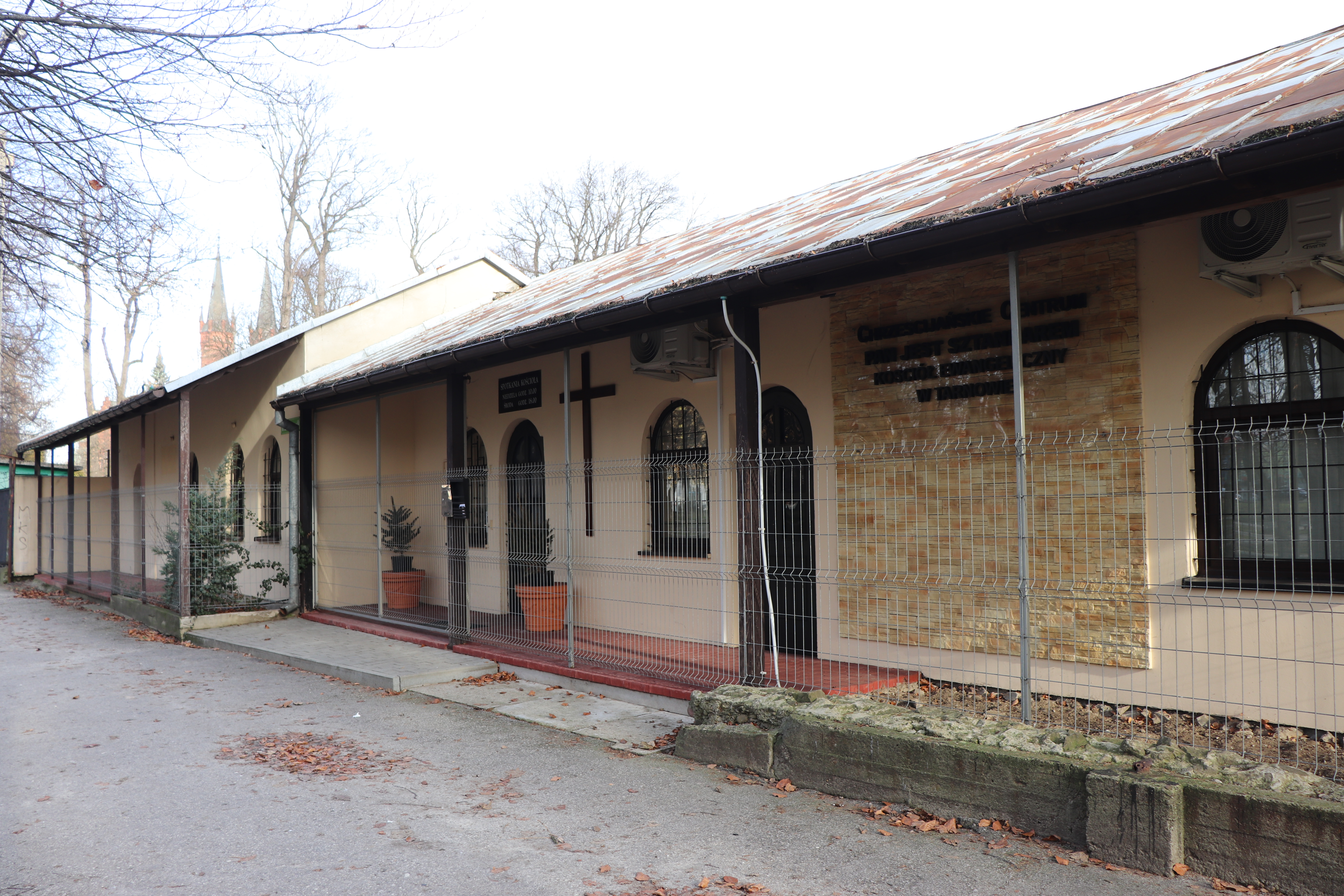
Chrześcijańskie Centrum „Pan jest Sztandarem” – Kościół w Tarnowie

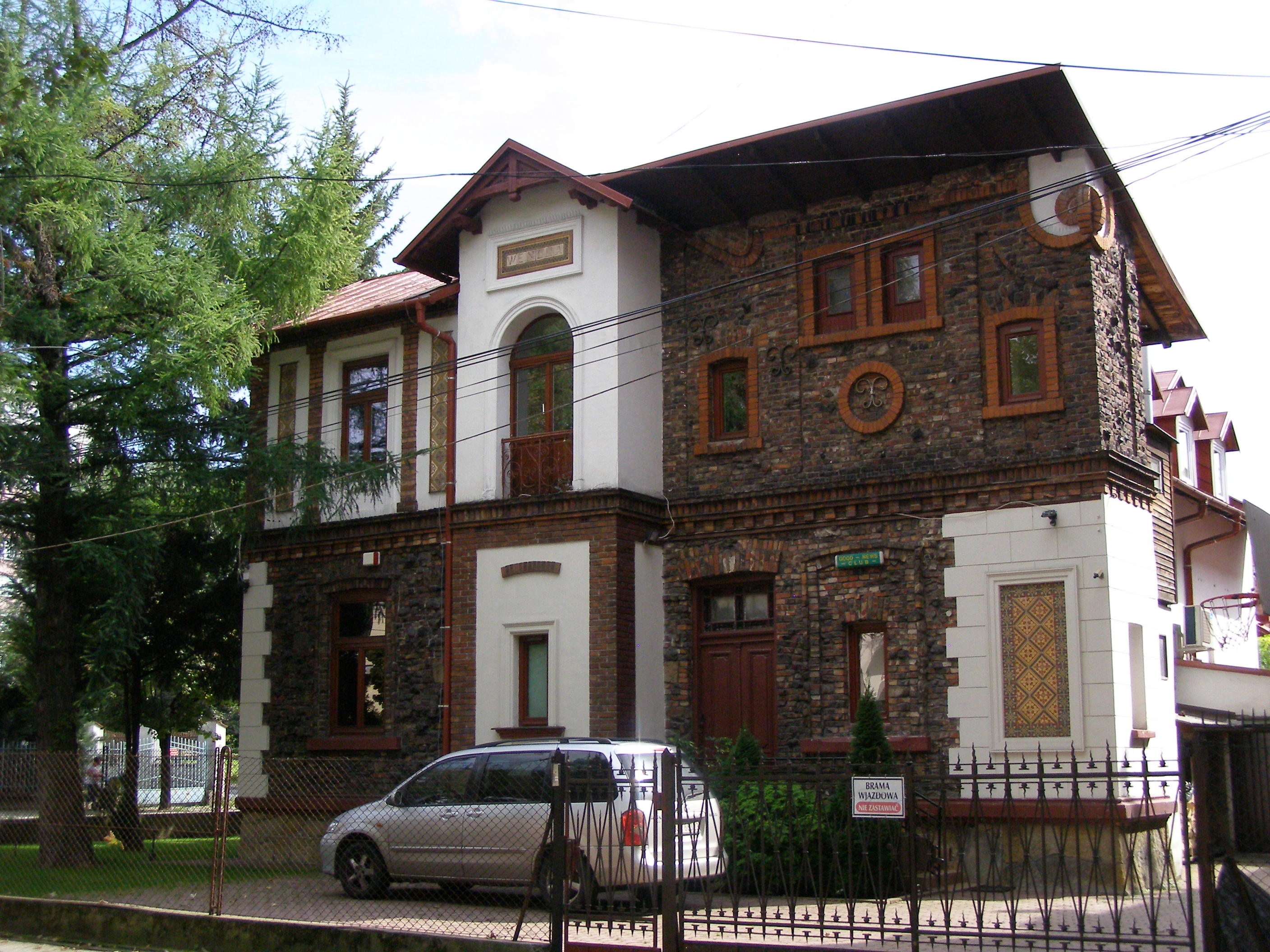
Siedziba zboru Kościoła Chrześcijan Baptystów

### Katolicyzm

#### Kościół rzymskokatolicki
W mieście znajduje się siedziba biskupa diecezji tarnowskiej, 4 dekanaty (Tarnów Południe, Tarnów Północ, Tarnów Wschód i Tarnów Zachód) oraz 15 parafii:
- parafia Matki Bożej Szkaplerznej
- parafia Miłosierdzia Bożego
- parafia Narodzenia Najświętszej Maryi Panny
- parafia Niepokalanego Serca Najświętszej Maryi Panny
- parafia Trójcy Przenajświętszej
- parafia Świętego Krzyża i św. Filipa Neri
- parafia św. Maksymiliana Marii Kolbego
- parafia Świętej Rodziny
- parafia Świętego Józefa i Matki Bożej Fatimskiej
- parafia Chrystusa Dobrego Pasterza
- parafia Świętego Krzyża i Matki Bożej Nieustającej Pomocy
- parafia Najświętszego Serca Pana Jezusa
- parafia bł. Karoliny Kózkówny
- parafia św. Stanisława Kostki
- parafia Najświętszej Maryi Panny Królowej Polski

#### Kościół greckokatolicki
- parafia Zwiastowania Najświętszej Maryi Panny w Tarnowie, nabożeństwa prowadzone są w kościele rzymskokatolickim św. Józefa[198]

#### Kościół polskokatolicki
- parafia Podwyższenia Krzyża Świętego w Tarnowie[199]

#### Bractwo Kapłańskie Świętego Piusa X
- kaplica pw. Jezusa Chrystusa Najwyższego i Wiecznego Kapłana[200]

### Prawosławie
- Polski Autokefaliczny Kościół Prawosławny: punkt duszpasterski Częstochowskiej Ikony Matki Bożej w Tarnowie (nabożeństwa odprawiane są w kaplicy polskokatolickiej przy ulicy Bernardyńskiej 24. Placówka wchodzi w skład dekanatu Krynica diecezji przemysko-gorlickiej[201]).

### Protestantyzm
- Chrześcijańska Wspólnota Ewangeliczna: placówka misyjna w Tarnowie[202]
- Chrześcijańskie Centrum „Pan jest Sztandarem” – Kościół w Tarnowie[203]
- Kościół Adwentystów Dnia Siódmego w RP: zbór Kościoła Adwentystów Dnia Siódmego w Tarnowie[204]
- Kościół Boży w Polsce: Kościół Jezusa Chrystusa „Kairos”[205], Kościół Boży „Nadzieja”[206]
- Kościół Chrześcijan Baptystów: zbór Kościoła Chrześcijan Baptystów w Tarnowie[207]
- Kościół Chrześcijan Wiary Ewangelicznej: Kościół „Źródło”[208]
- Kościół Chwały: Kościół Chwały w Tarnowie[209]
- Kościół Ewangelicko-Metodystyczny: parafia Ewangelicko-Metodystyczna w Tarnowie[210]
- Kościół Wolnych Chrześcijan: zbór w Tarnowie[211]
- Kościół Zielonoświątkowy: zbór „Drzewo Życia”[212]
- Mesjańskie Zbory Boże (Dnia Siódmego): punkt misyjny w Tarnowie podległy zborowi w Warszawie[213]

### Restoracjonizm
- Świadkowie Jehowy: zbór Tarnów-Wschód (z grupą języka migowego) i zbór Tarnów-Zachód, Sala Królestwa ul. Okrężna 2[214]
- Świecki Ruch Misyjny „Epifania”: zbór w Tarnowie[215]
- Zrzeszenie Wolnych Badaczy Pisma Świętego: zbór w Tarnowie

## Znani mieszkańcy
Honorowi obywatele
- Paweł Franciszek Roman Sanguszko
- Norbert Lippóczy
- Józef Życiński
- Roman Brandstaetter
- Franciszek Ziejka
- Tony Rickardson
- Władysław Bobowski
- Michał Heller
- Kazimierz Braun
- Jerzy Pertkiewicz
- Mieczysław Korczak
- Józef Piłsudski
- Ignacy Mościcki
- Stanisław Majorek
- Adam Bartosz
- Otto Schier
- Stanisław Tyczkowski (1917)[217]

## Panorama miasta

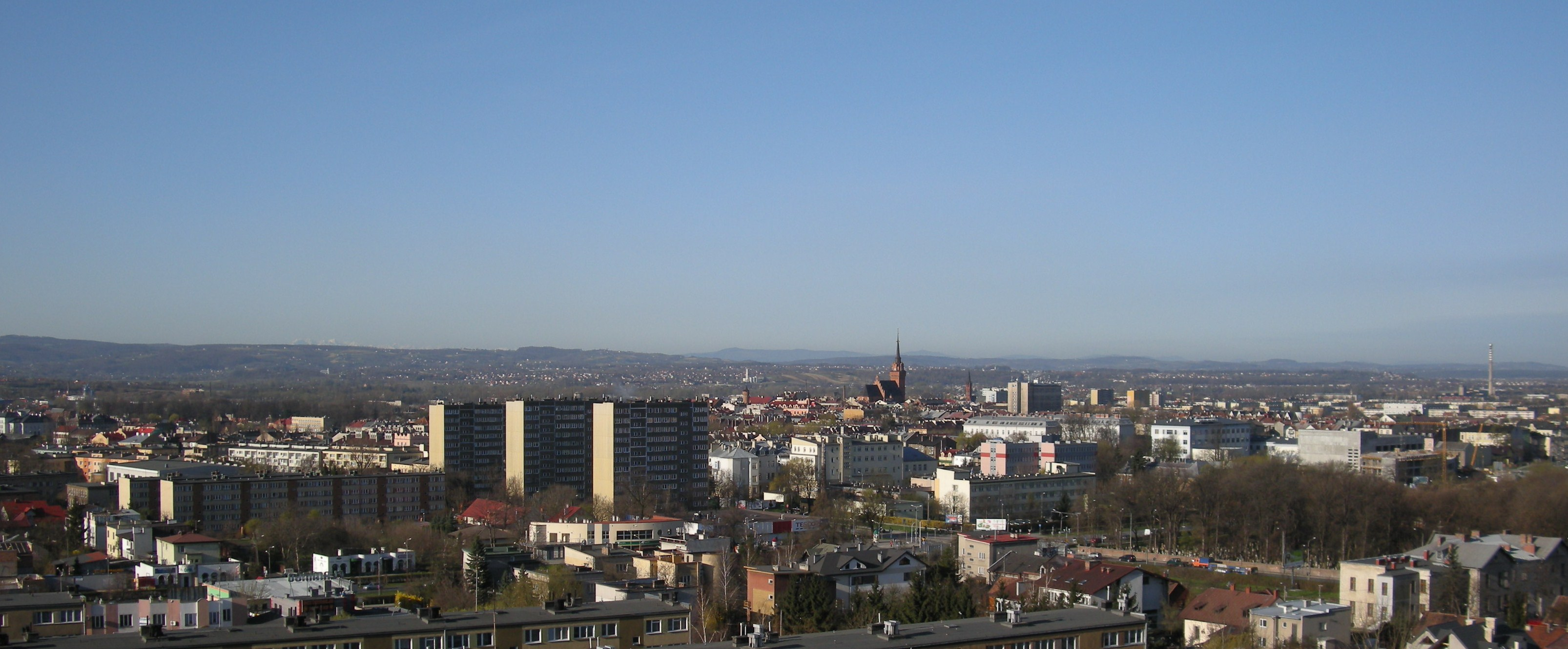
Panorama Tarnowa od północnego wschodu z Tatrami widocznymi po lewej stronie. Centralnie widoczne rozległe Pasmo Łososińskie w Beskidzie Wyspowym.

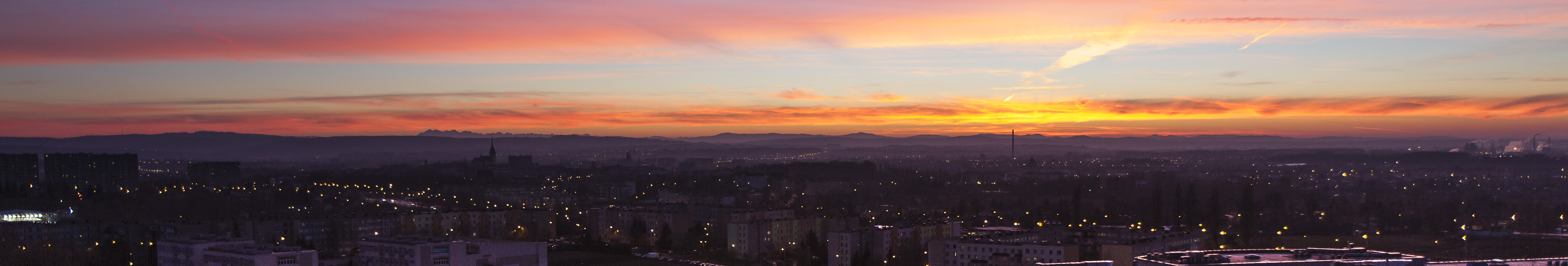
Panorama Tarnowa, w oddali, na tle Katedry widoczne Tatry, po prawej okazale widoczne Pasmo Łososińskie w Beskidzie Wyspowym. Widok z budynku przy ul. Marynarki Wojennej